# Liste des voies d'Étaples

Blason d'Étaples.

Nota : pour des raisons d'organisation interne au titrage des articles de la fr.wikipédia, cet article a pour titre « Liste des voies ». Mais ce n'est pas une simple « liste des voies ». Cet article répond à la définition du dictionnaire des rues : une publication qui donne — pour chaque voie de la commune concernée — des informations sur la toponymie, l'historique, les habitations intéressantes du point de vue historique ou architectural, etc.
Le dictionnaire des rues d'Étaples est le dictionnaire des rues d'Étaples, commune française située dans le département du Pas-de-Calais en région Hauts-de-France.
La typographie utilisée pour les noms des voies est celle du répertoire officiel des noms des voies de la commune, conforme à celle préconisée par le Lexique.

## Historique
En 1860, Gustave Souquet, historien étaplois, publie un livre Histoire des rues d'Étaples dans lequel on peut lire que les rues portent des noms d'origine médiévale comme la « rue du Château », d'une communauté comme la « rue des Lombards » ou à saint patron comme la « rue Saint-Pierre », saint patron des marins-pêcheurs. Dès 1866, des rues sont rebaptisées en l'honneur de personnages importants de la ville, c'est la période des grands travaux napoléoniens et des rues prennent des noms à la gloire de l'Empire. Le XXe siècle, qui voit le développement de la ville, de nouvelles voies sont créées qui portent le nom de personnalités locales dans le domaine politique, social et culturel, c'est la période des savants, médecins et grands propriétaires. 1907 est l'année où des plaques indicatrices sont apposées dans les rues et numéros données aux maisons. Le 3 juillet 1923, la commune décide, en vue de l'installation de conduites d'eau potable, de demander l'abandon à la ville des rues appartenant à des propriétaires privés, des grands propriétaires comme les familles Nempont, Billiet et des petits propriétaires comme les familles Lecat, Pochet, Caudron, Bigot-Descelers, Warenghem, Moleux et Huguet, ces rues ne doivent pas être débaptisées.

Plan de la ville d'Étaples, en 1860, par Gustave Souquet
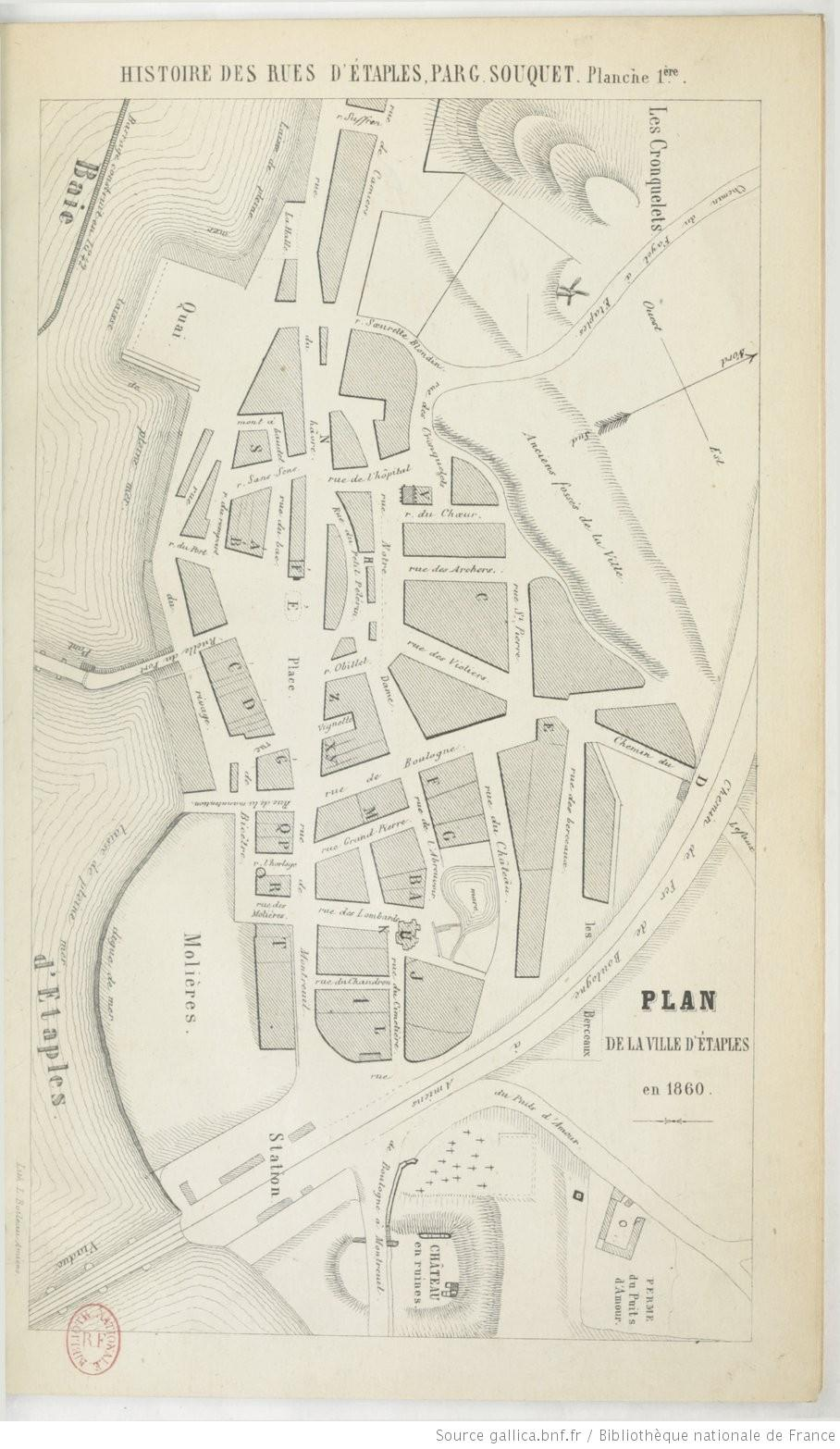
Étaples en 1860.
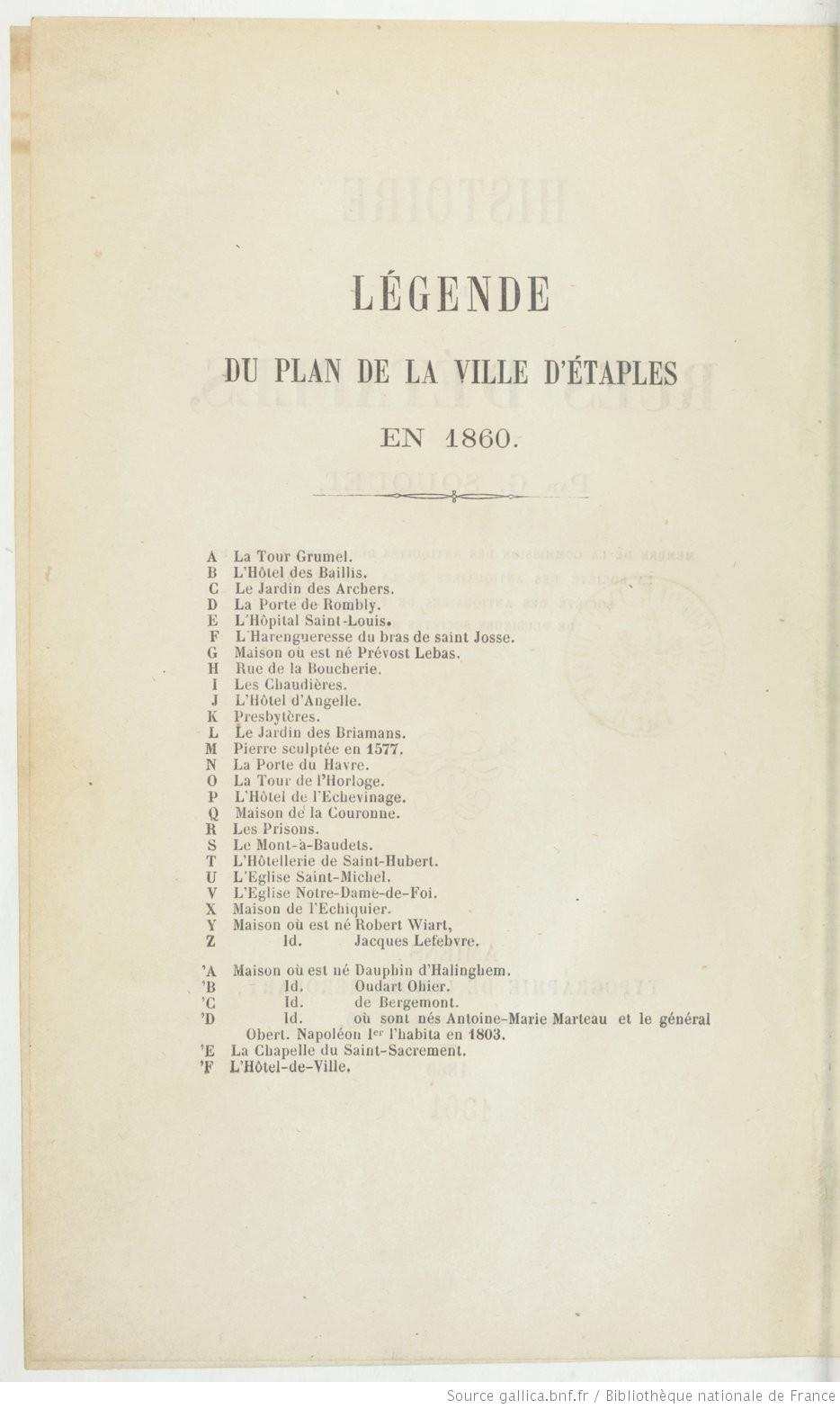
Légende du plan.

## Noms et codification des voies
Les noms des voies sont ceux du répertoire officiel FANTOIR des noms des voies de la commune, dont la typographie — reprenant celle des arrêtés de création — est conforme à celle préconisée par le Lexique. Dans ce répertoire, chaque voie a un code de dix chiffres, les six premiers étant le code de la commune : 620318. Les quatre chiffres suivants sont précisés dans le tableau ci-dessous pour chaque voie citée. La liste ci-dessous est dans le même ordre que celui du répertoire officiel FANTOIR. Ce répertoire a été créé en 1987.

## Plans des voies de la commune

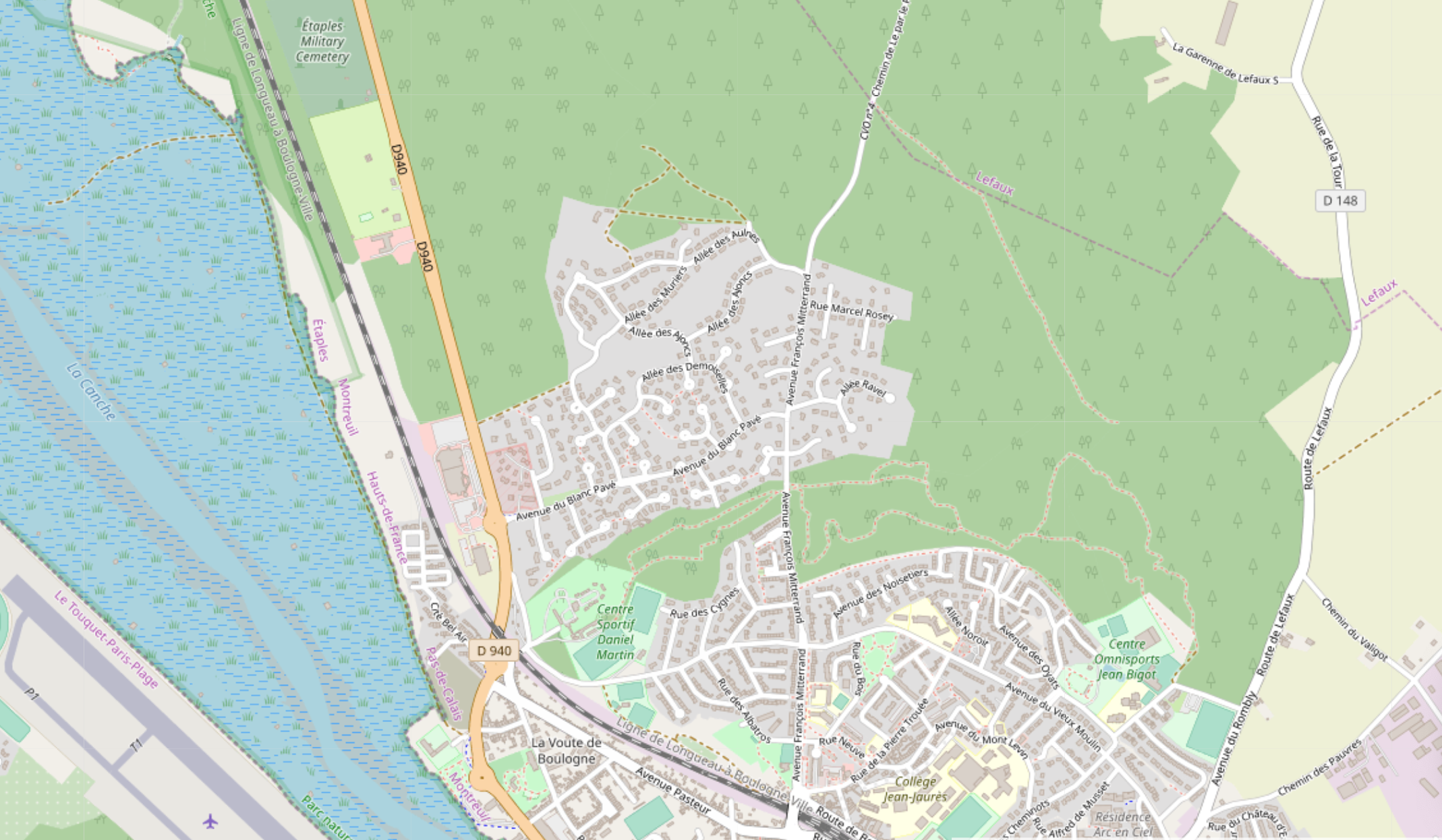
Les voies à l'ouest de la commune.
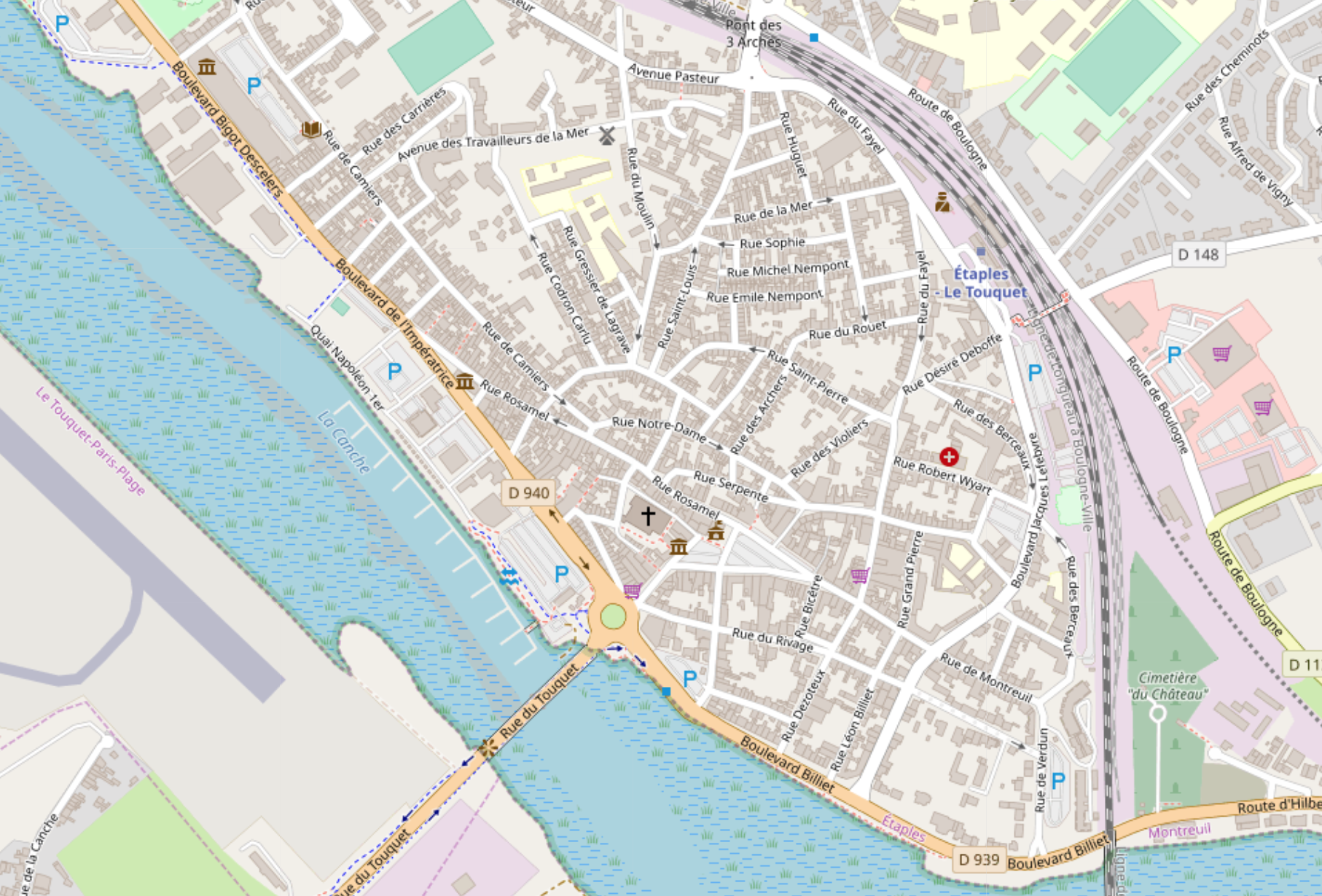
Les voies du centre-ville de la commune.
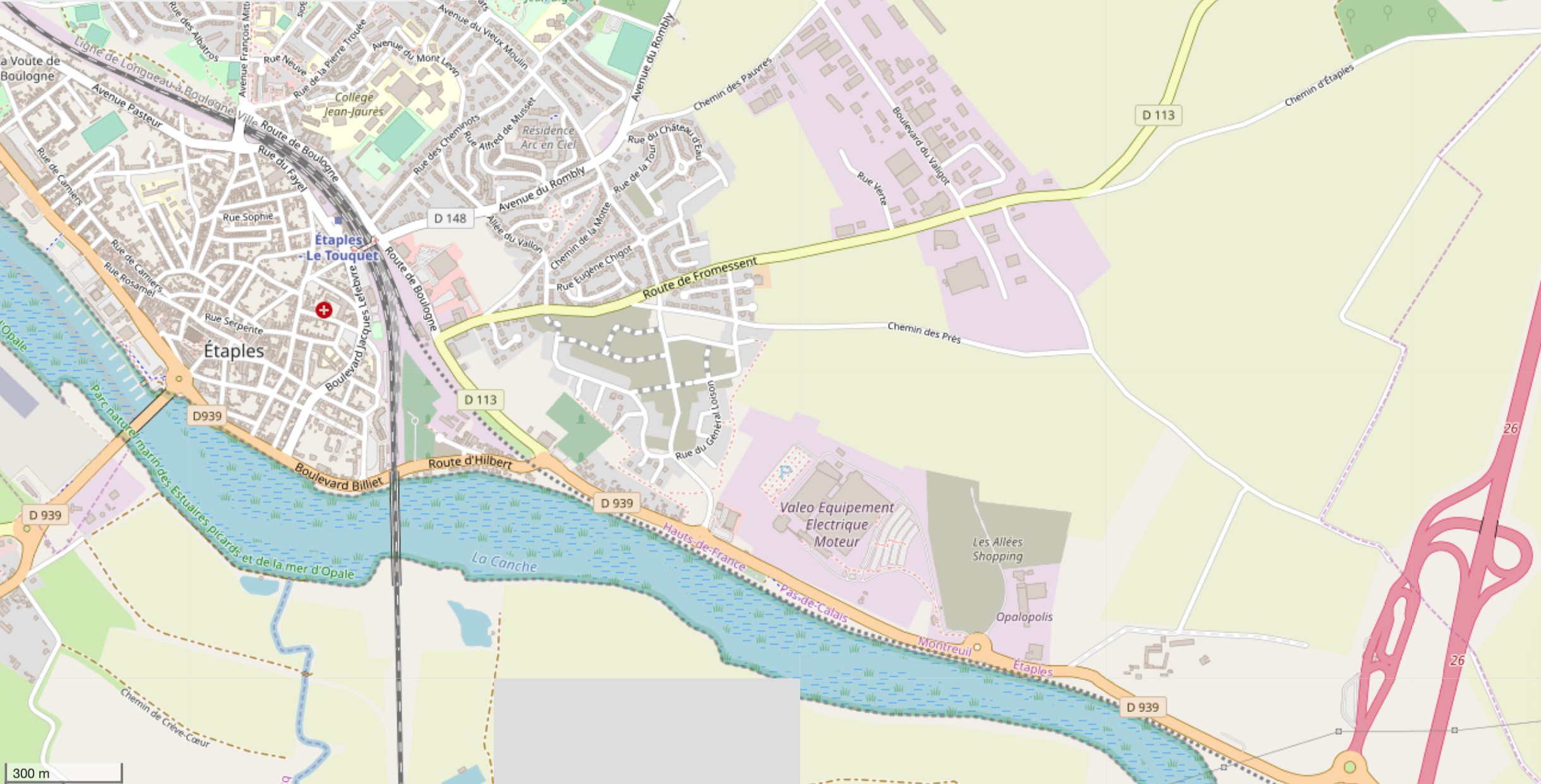
Les voies à l'est de la commune.

## Répertoire des voies
Ce répertoire donne successivement, pour chaque voie :
- des informations sur la voie elle-même ;
- une explication sur le nom de la voie.

## A

### Abbé-Brico (rue)
Pour situer la voie sur le plan de la commune, cliquer sur ces coordonnées géographiques → (50° 31′ 18″ N, 1° 37′ 45″ E).
L'abbé Brico est vicaire à Étaples pendant neuf ans, jusqu'en 1937.

### Abbé-Haudiquet (rue)
Pour situer la voie sur le plan de la commune, cliquer sur ces coordonnées géographiques → (50° 31′ 05″ N, 1° 38′ 20″ E).

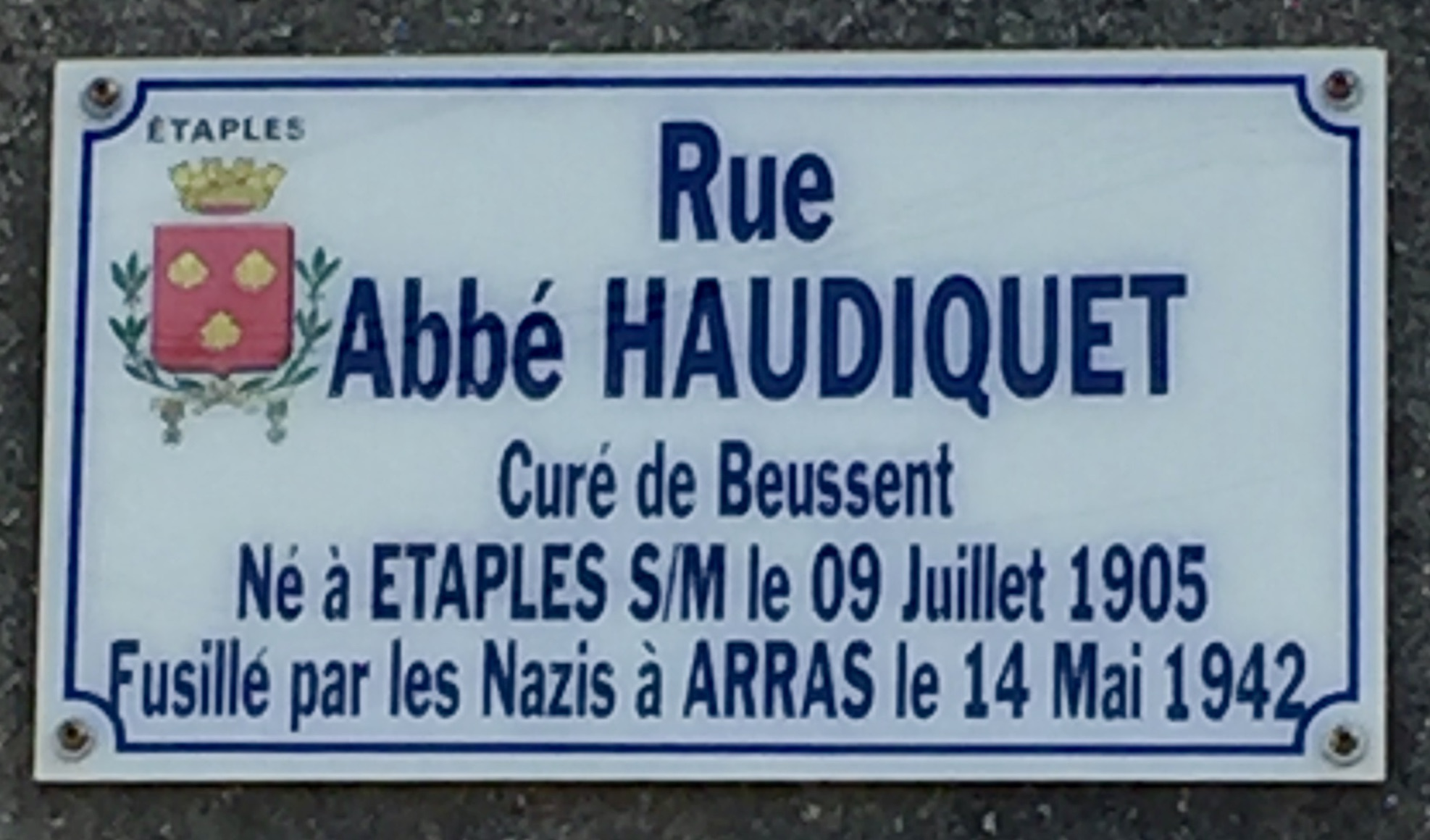

L’abbé Georges Haudiquet, originaire d’Étaples a été exécuté, à Arras, le Jeudi 14 mai 1942 pour avoir participé à la protection et à la dissimulation d’un aviateur Polonais s’étant écrasé aux abords de sa résidence,.
Cette rue faisait partie de celles qui appartenaient à un propriétaire, ici M. Huguet, domicilié à Boulogne-sur-Mer et que la commune a acquise le 3 juillet 1923.

### Travailleurs-de-la-Mer (avenue des)

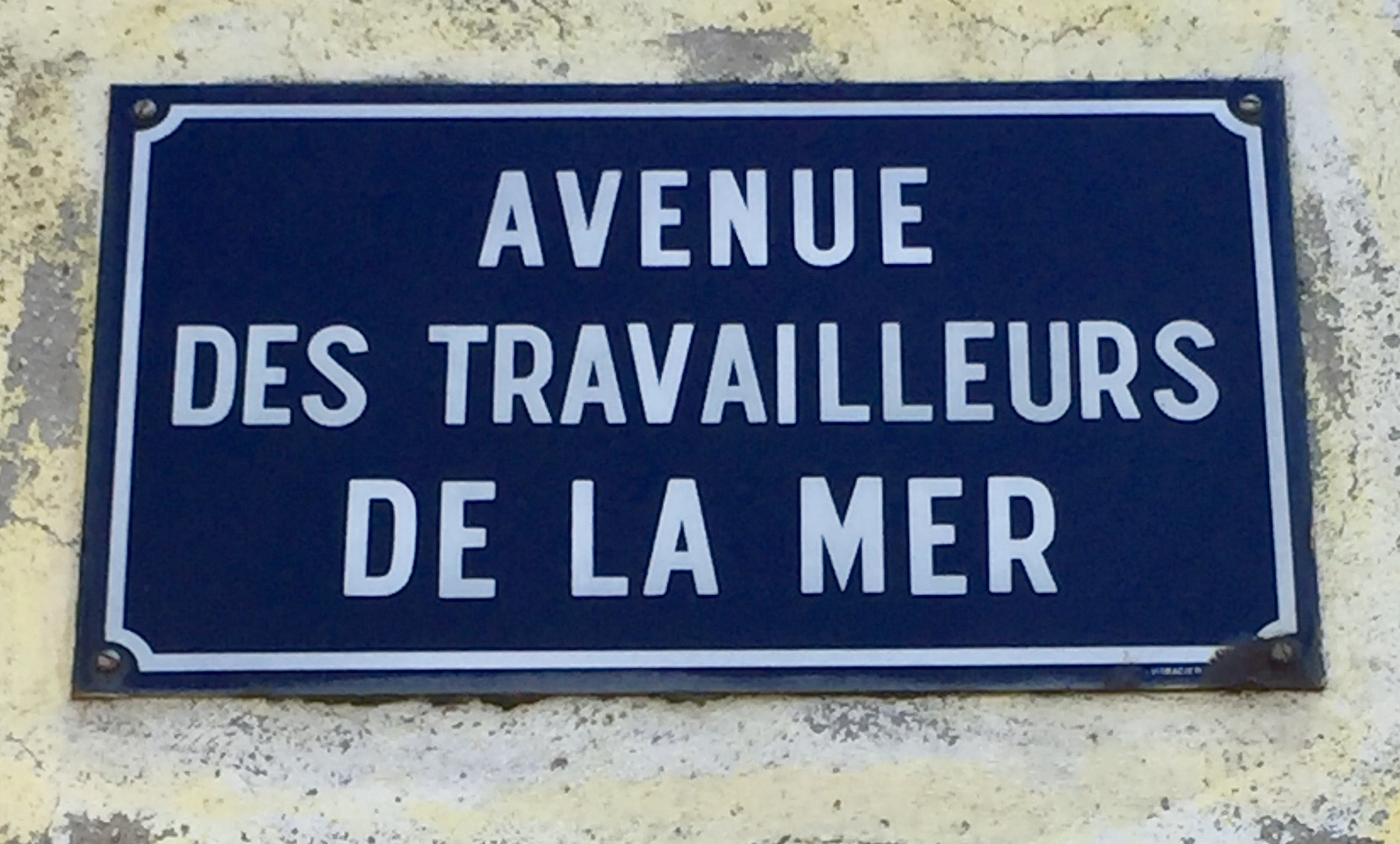

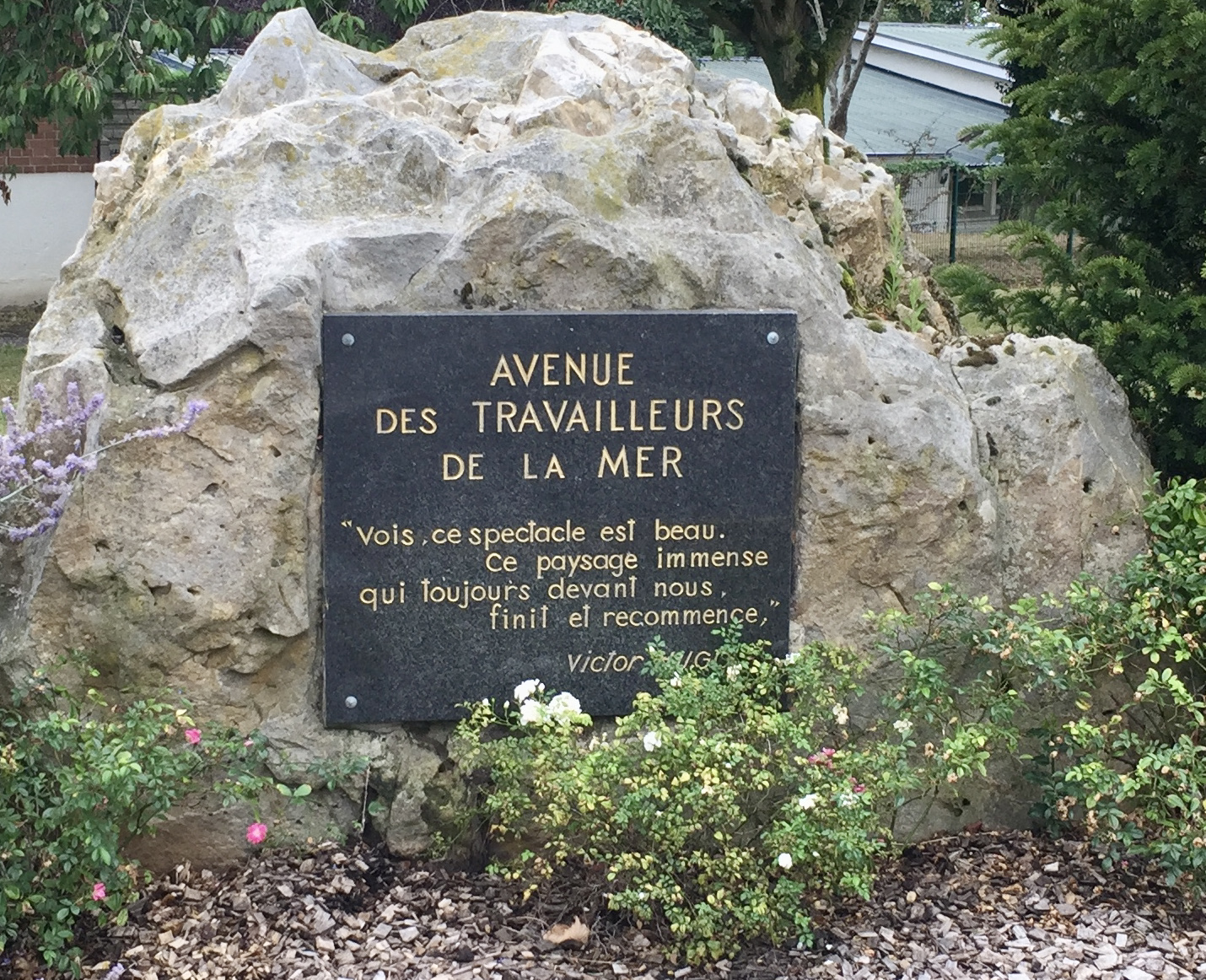

### Abeilles (allée des)
Pour situer la voie sur le plan de la commune, cliquer sur ces coordonnées géographiques → (50° 31′ 30″ N, 1° 37′ 55″ E).

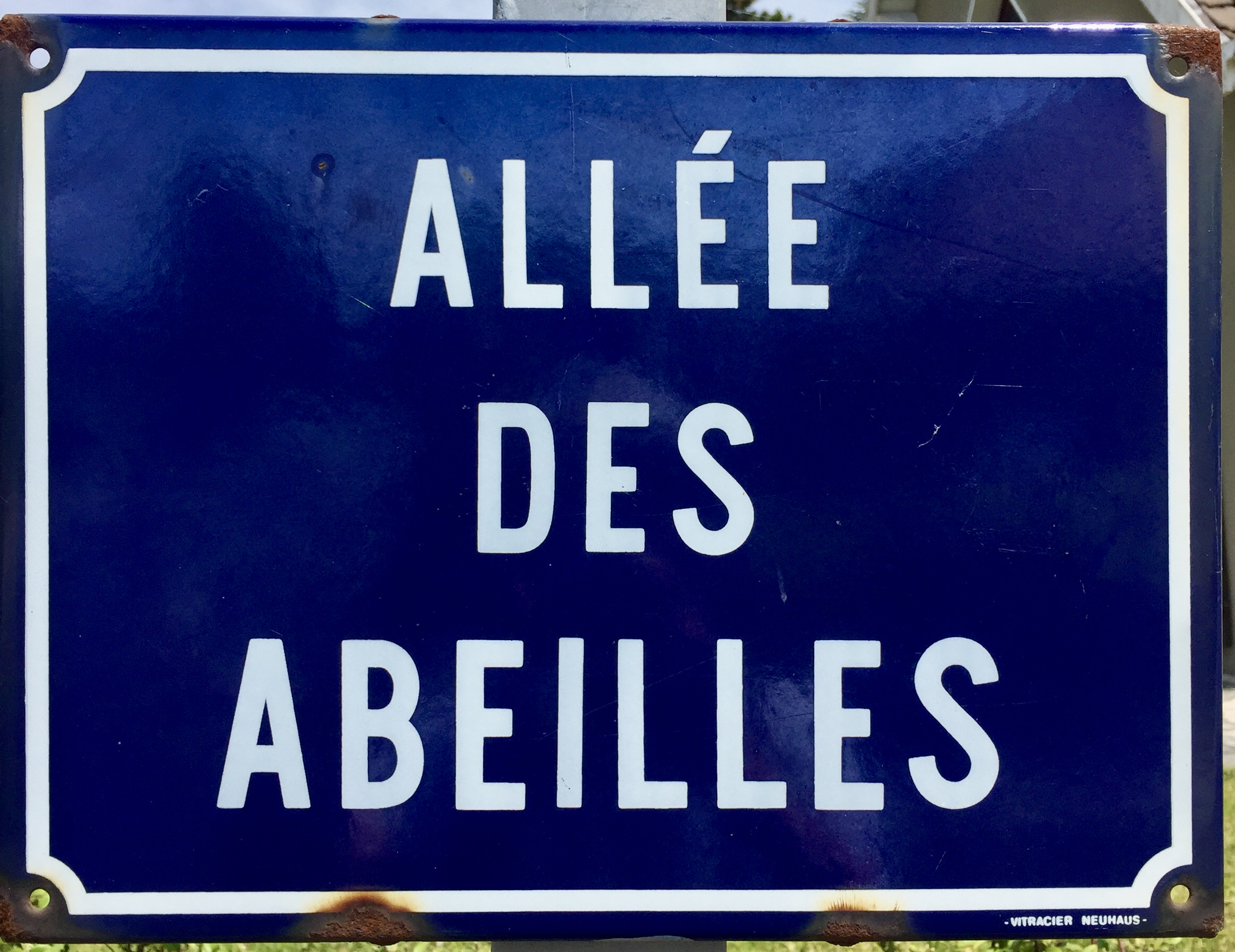

L'abeille est un insecte hyménoptère, végétarien, butineur et pollinisateur.

### Achille-Caron (allée, rue)
Pour situer la voie sur le plan de la commune, cliquer sur ces coordonnées géographiques → (50° 31′ 20″ N, 1° 38′ 25″ E).

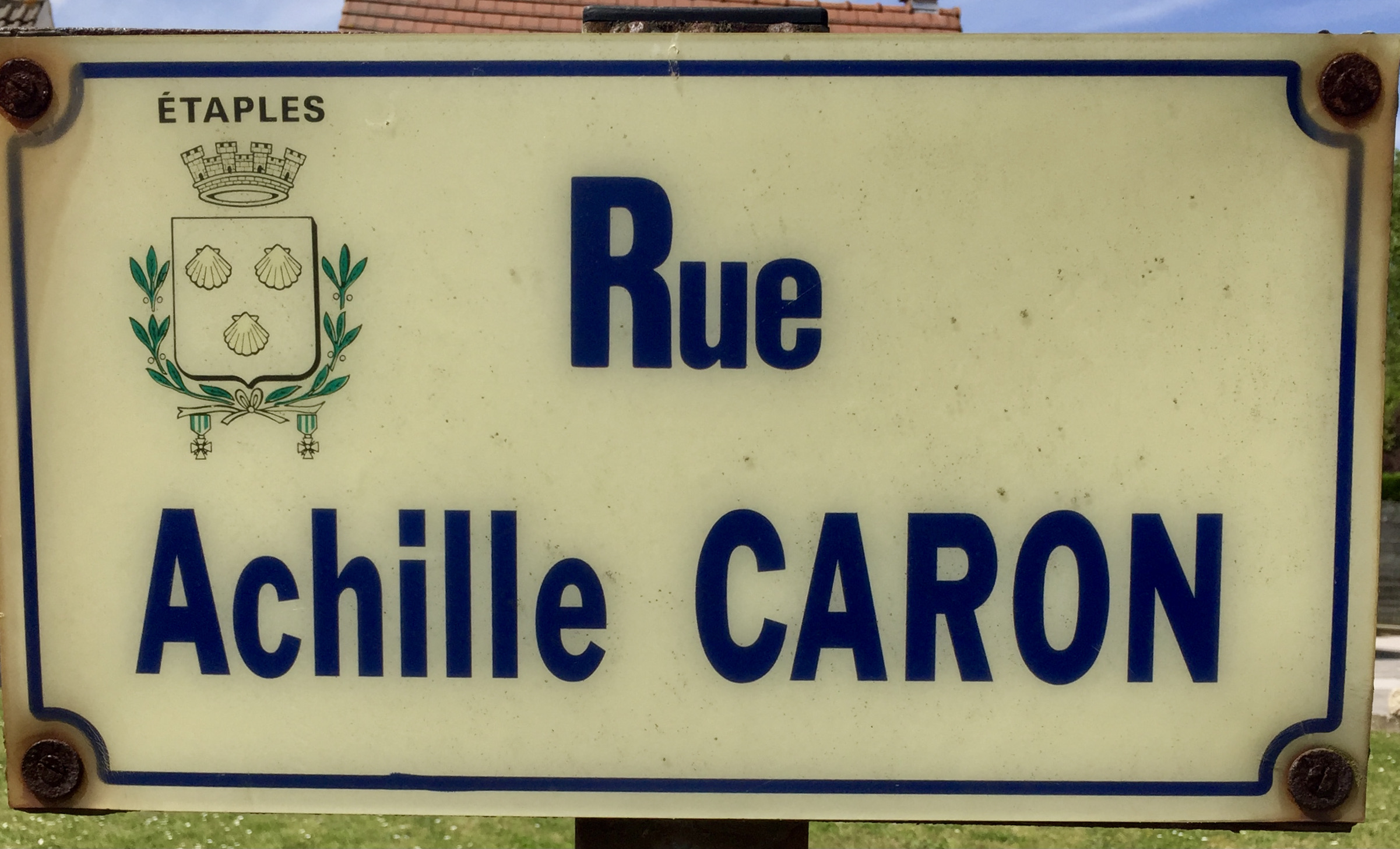

Achille Louis Ernest Caron (1912-1996), né à Étaples, photographe et passionné d'histoire locale, il collabore avec son père, Achille Adolphe Caron-Caloin, au sein de la société des amis de Quentovic.

### Adolphe-Bigot (rue)
Pour situer la voie sur le plan de la commune, cliquer sur ces coordonnées géographiques → (50° 31′ 09″ N, 1° 37′ 49″ E).

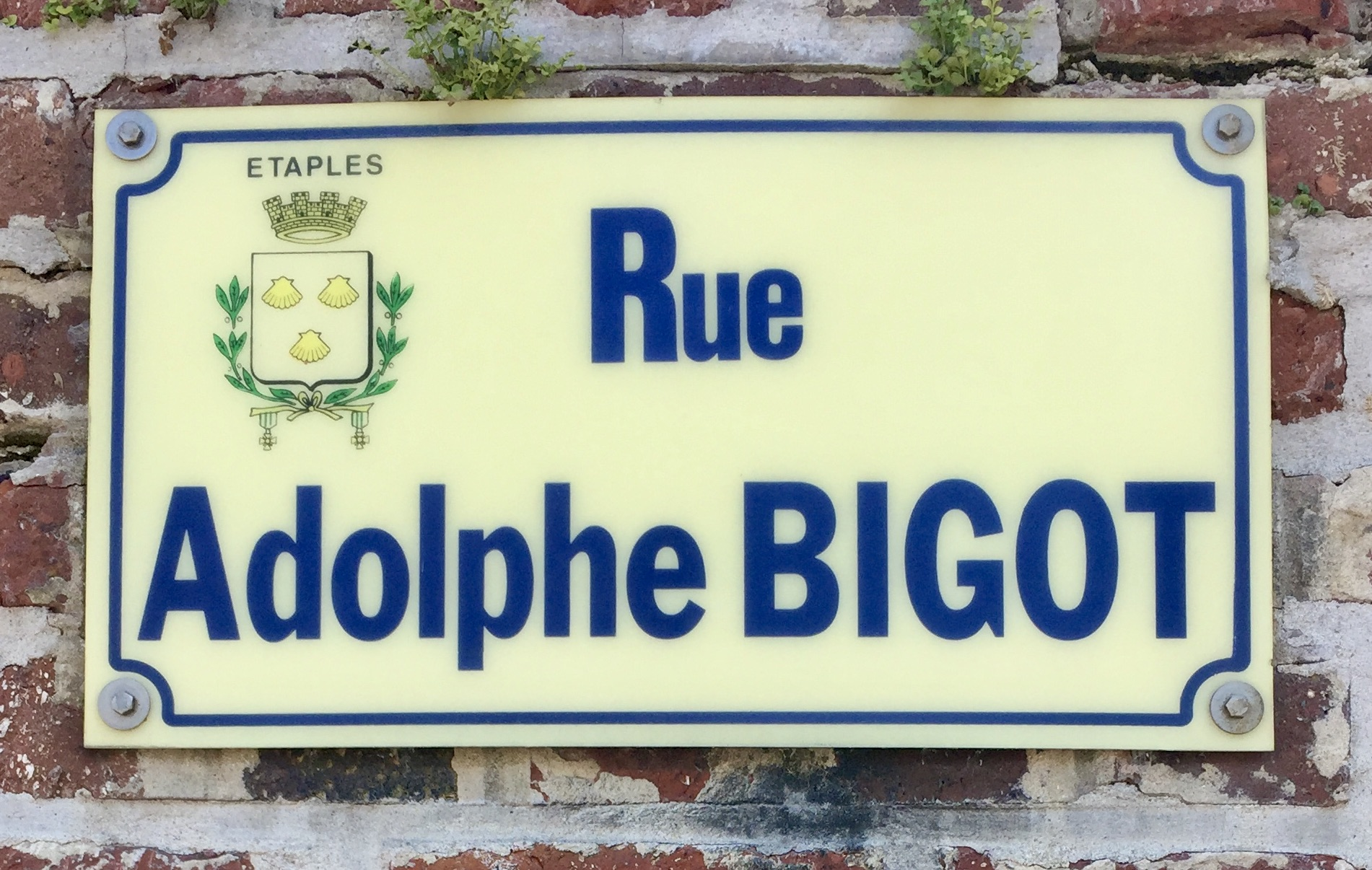

Cette voie tient son nom du nom d'un des fils de la famille Bigot.
Cette rue faisait partie de celles qui appartenaient à un propriétaire, ici Louis et Alfred Bigot, et que la commune a acquise le 3 juillet 1923.

### Ajoncs (allée des)
Pour situer la voie sur le plan de la commune, cliquer sur ces coordonnées géographiques → (50° 31′ 46″ N, 1° 38′ 05″ E).

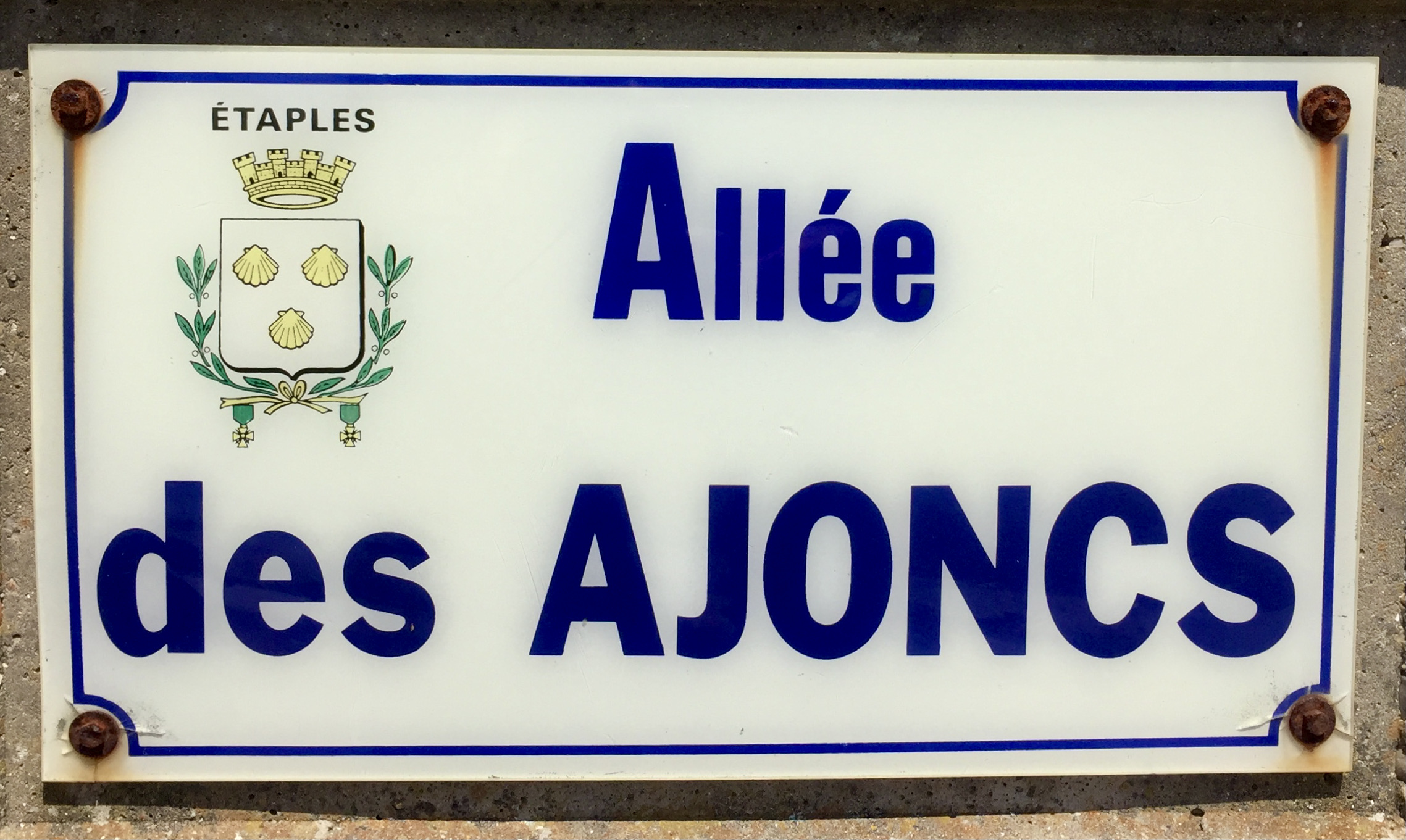

L'ajonc est une plante épineuse à fleurs jaunes qui ne doit pas être confondue avec le genêt.

### Alain-Colas (rue)
Pour situer la voie sur le plan de la commune, cliquer sur ces coordonnées géographiques → (50° 31′ 42″ N, 1° 38′ 16″ E).

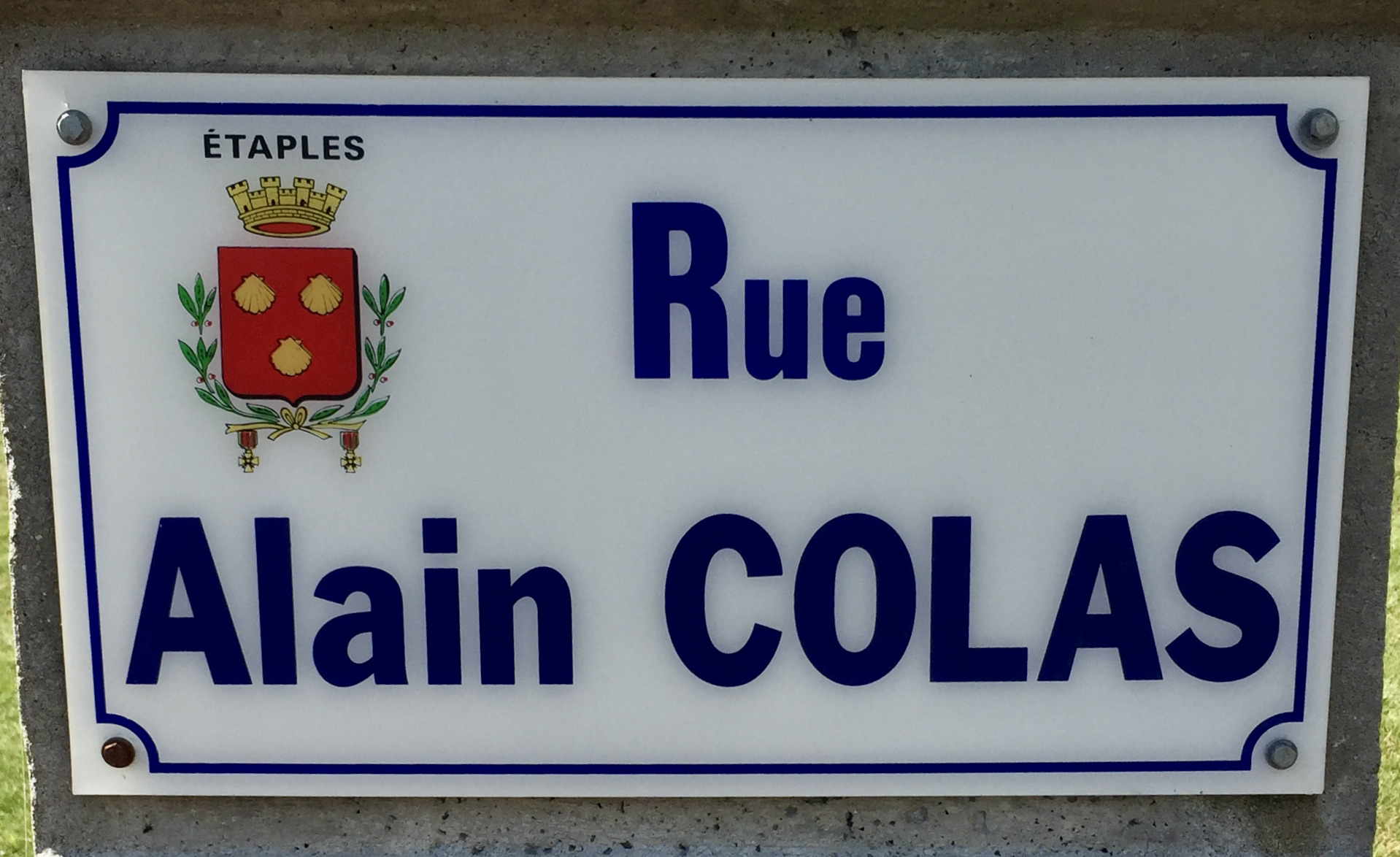

Alain Colas (1943-1978) est un navigateur français disparu en mer le 16 novembre 1978 au large des Açores au Portugal lors de la première Route du Rhum.

### Albert-Héraud (rue)
Pour situer la voie sur le plan de la commune, cliquer sur ces coordonnées géographiques → (50° 31′ 29″ N, 1° 37′ 49″ E).

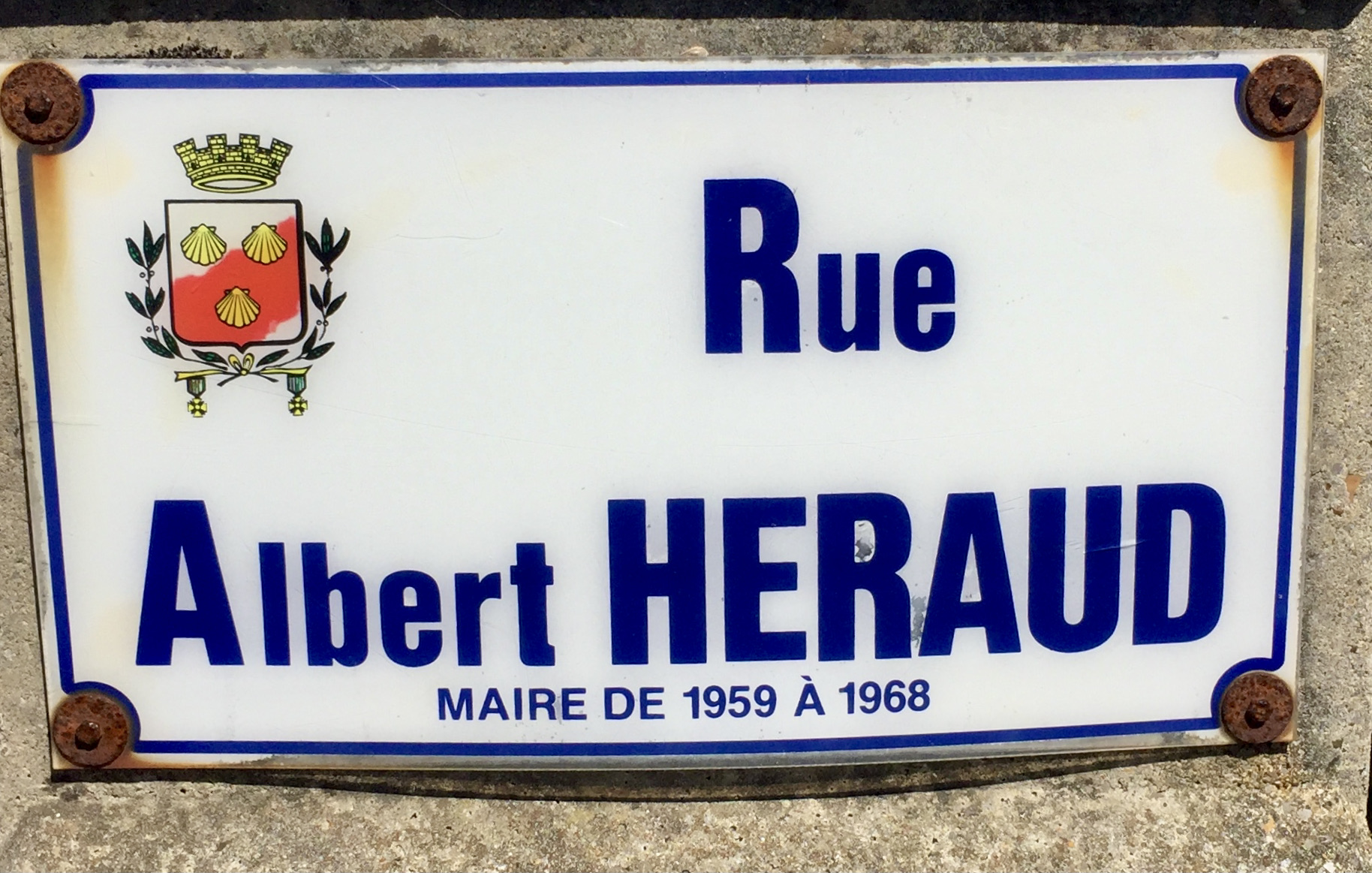

Albert Héraud est maire d'Étaples de 1959 à 1968, il était employé à l'administration maritime.

### Albatros (rue)
Pour situer la voie sur le plan de la commune, cliquer sur ces coordonnées géographiques → (50° 31′ 18″ N, 1° 38′ 11″ E).

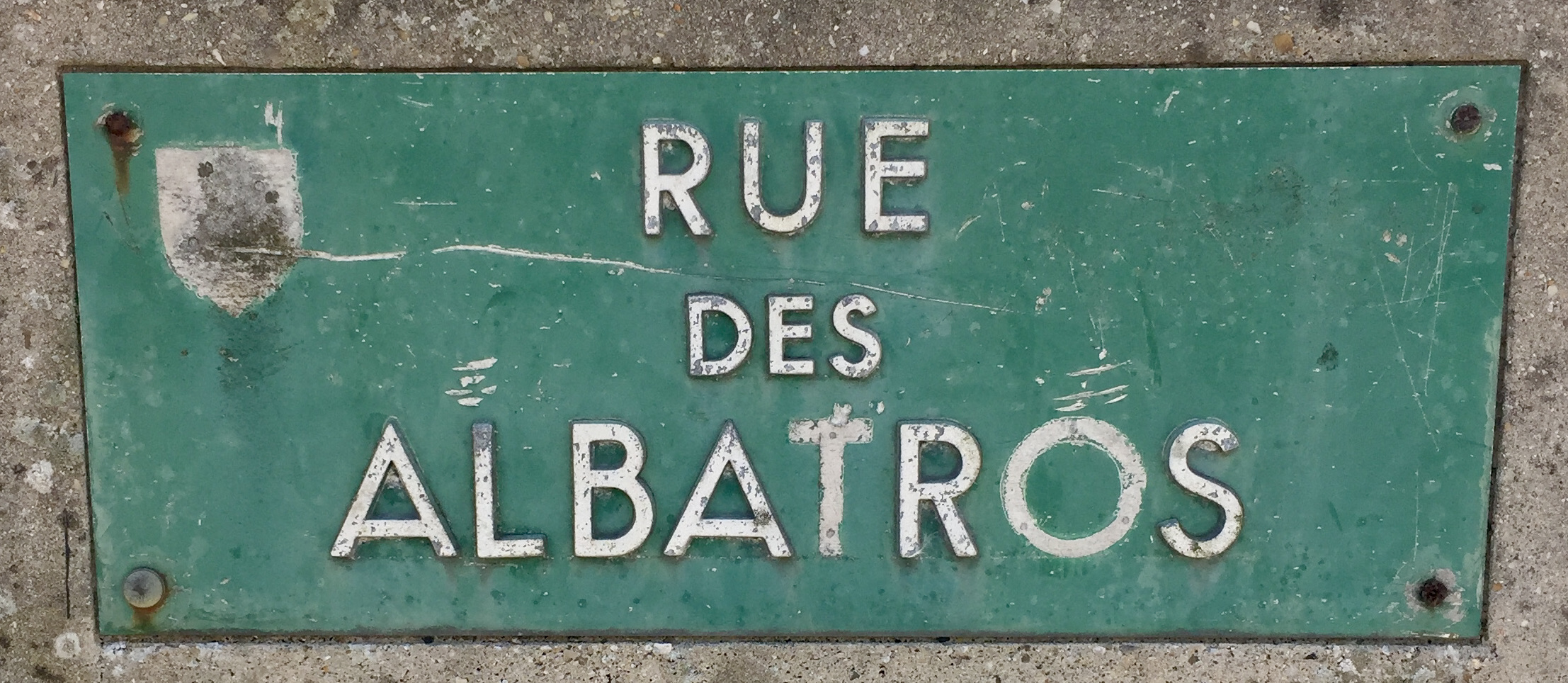

L'albatros fait partie de la famille des oiseaux de mer.

### Alfred-de-Musset (rue)
Pour situer la voie sur le plan de la commune, cliquer sur ces coordonnées géographiques → (50° 31′ 08″ N, 1° 38′ 51″ E).

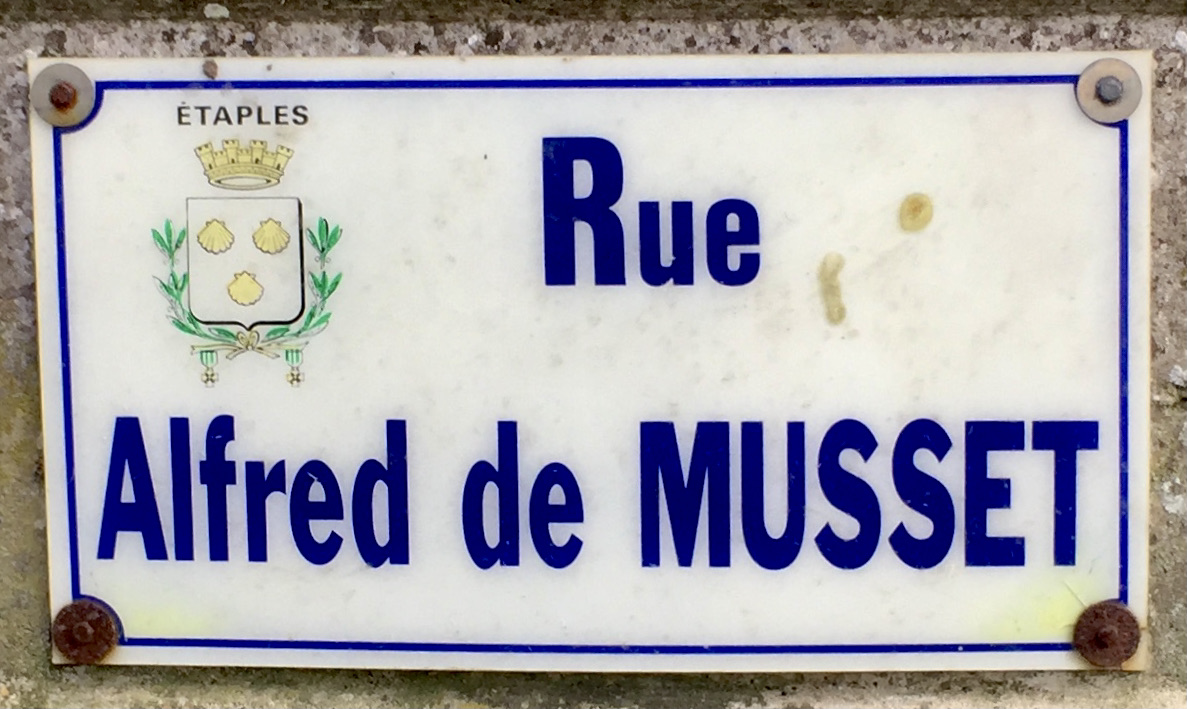

Alfred de Musset est un écrivain français de la période romantique.

### Alfred-de-Vigny (rue)
Pour situer la voie sur le plan de la commune, cliquer sur ces coordonnées géographiques → (50° 31′ 04″ N, 1° 38′ 48″ E).

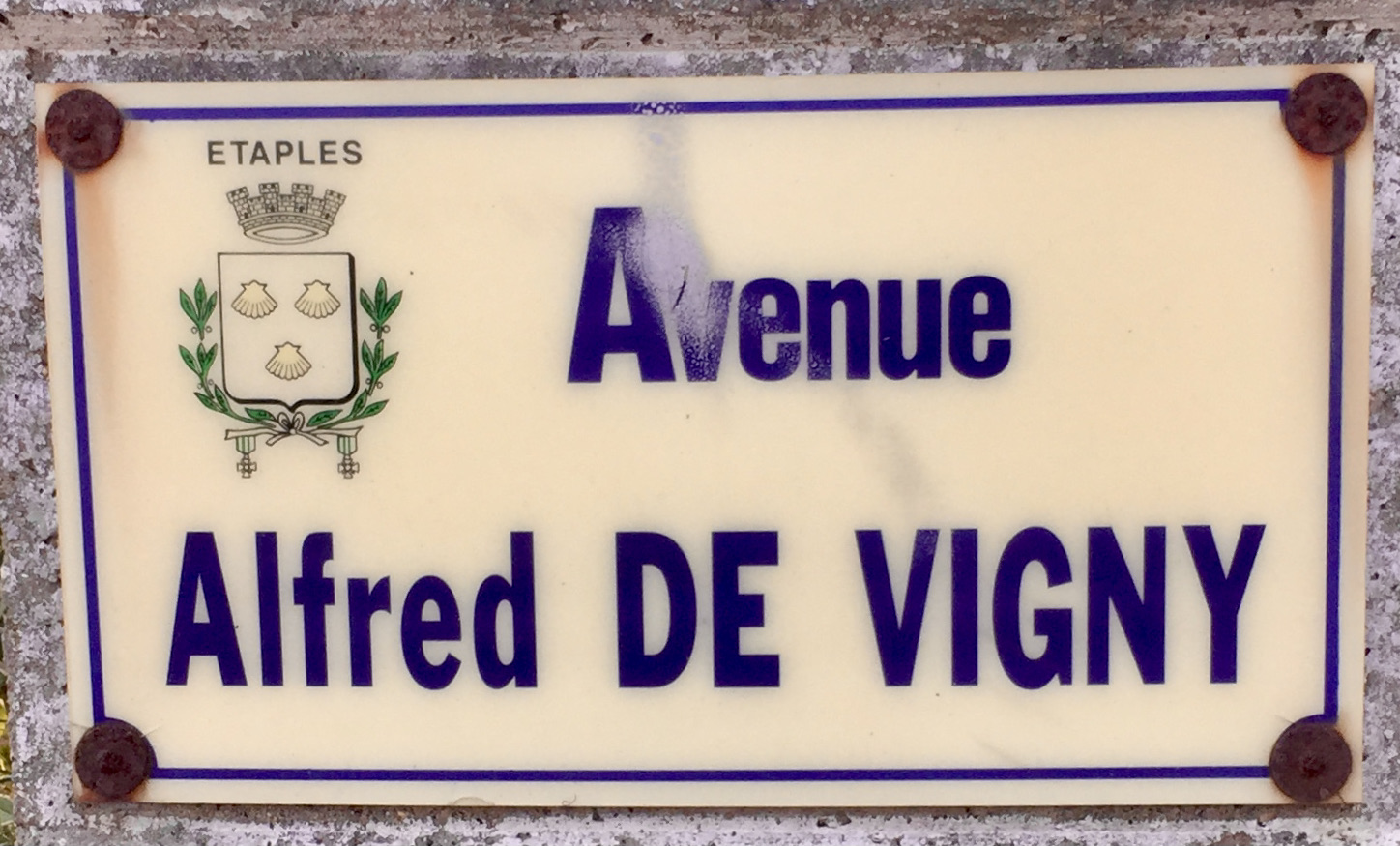

Alfred de Vigny ou comte de Vigny, est un écrivain, romancier, dramaturge et poète français.

### Alouettes (allée des)
Pour situer la voie sur le plan de la commune, cliquer sur ces coordonnées géographiques → (50° 31′ 27″ N, 1° 38′ 17″ E).

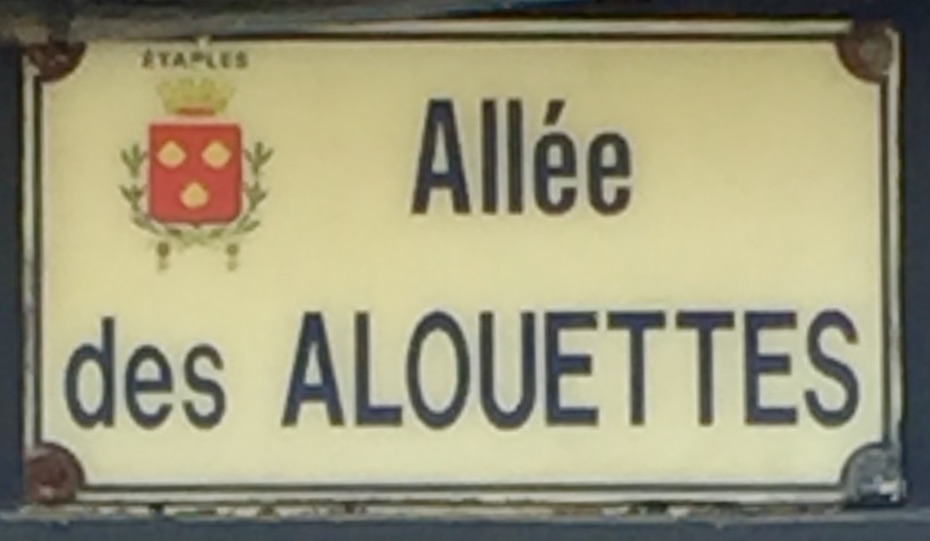

L’alouette est un oiseau dont l'espèce est la plus répandue en Europe.

### Alexandre-Dumas (rue)
Pour situer la voie sur le plan de la commune, cliquer sur ces coordonnées géographiques → (50° 31′ 06″ N, 1° 38′ 49″ E).

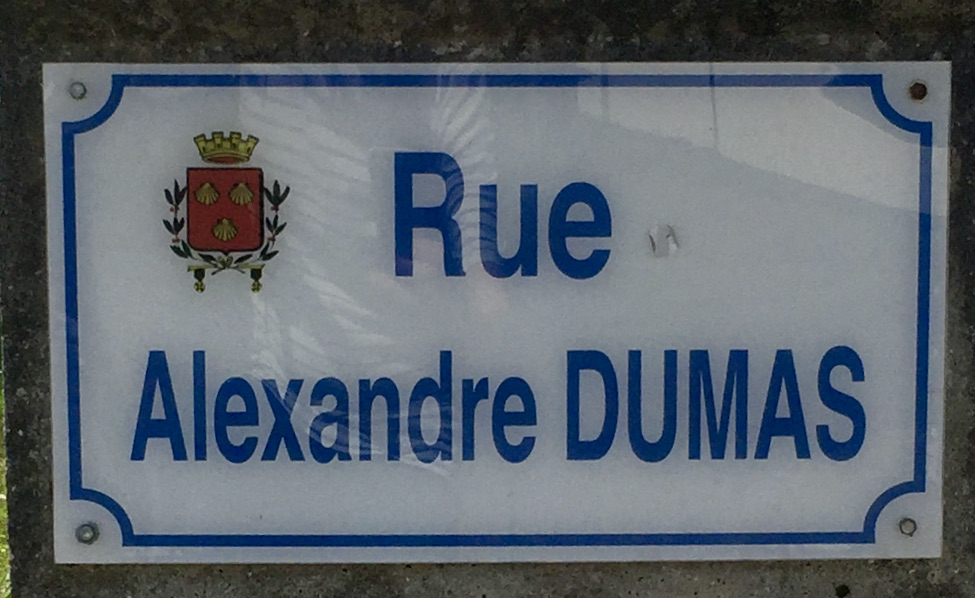

Alexandre Dumas dit « Alexandre Dumas père » (1802-1870), est un écrivain français. Il est connu principalement pour son roman Les Trois Mousquetaires.

### Anémones (allée des)
Pour situer la voie sur le plan de la commune, cliquer sur ces coordonnées géographiques → (50° 31′ 27″ N, 1° 38′ 46″ E).

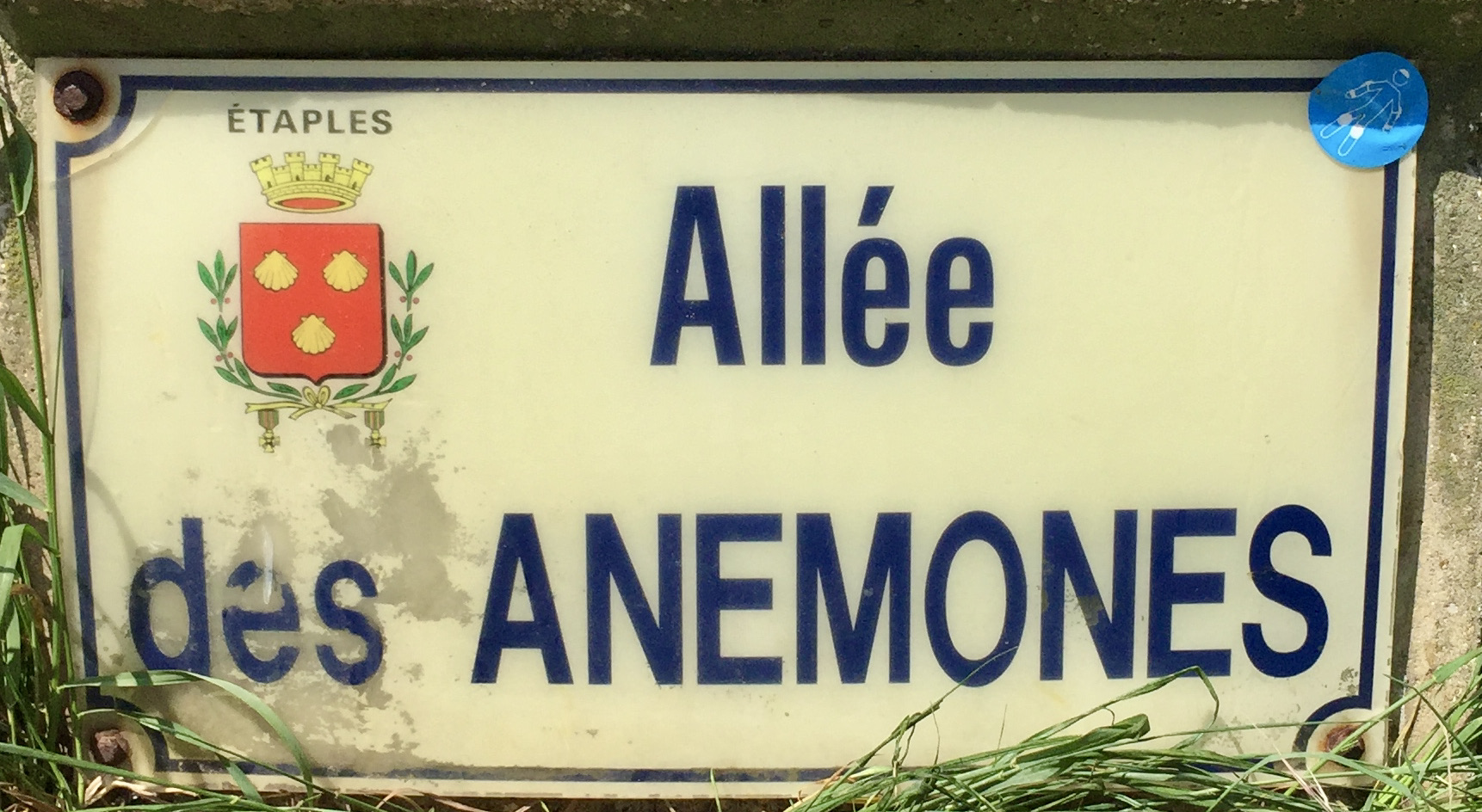

Les anémones sont des fleurs qui parsèment les jardins.

### Antoine-de-Saint-Exupery (rue)
Pour situer la voie sur le plan de la commune, cliquer sur ces coordonnées géographiques → (50° 30′ 53″ N, 1° 39′ 17″ E).

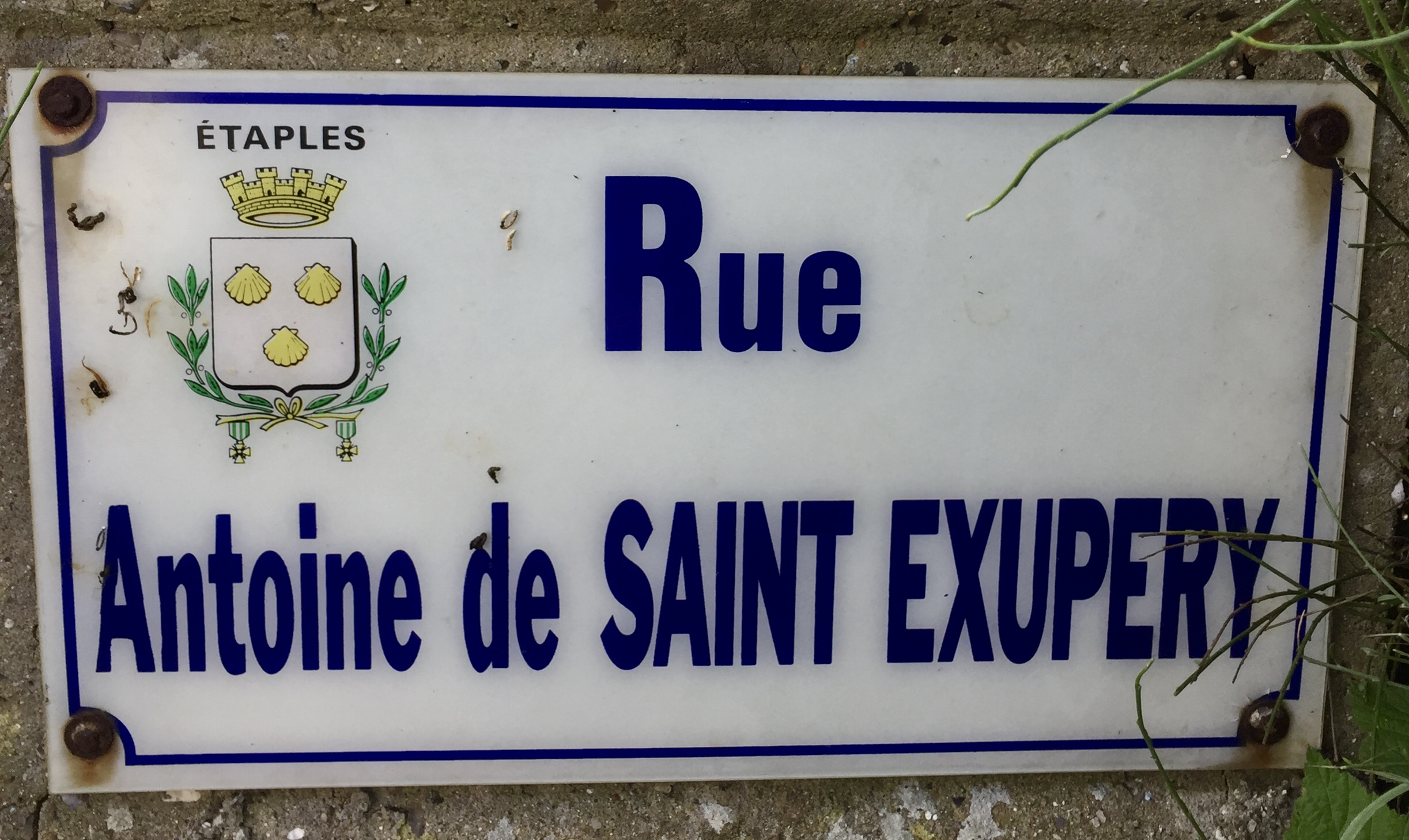

Antoine de Saint-Exupéry (1900-1944), est un écrivain, poète, aviateur et reporter français disparu en vol le 31 juillet 1944 au large de Marseille.

### Apollinaire (allée)
Guillaume Apollinaire (1880-1918), est un poète et écrivain français, critique et théoricien d'art. Il meurt à Paris le 9 novembre 1918 de la grippe espagnole, mais est déclaré mort pour la France en raison de son engagement durant la guerre.

### Archers (rue des)
Pour situer la voie sur le plan de la commune, cliquer sur ces coordonnées géographiques → (50° 30′ 55″ N, 1° 38′ 20″ E).

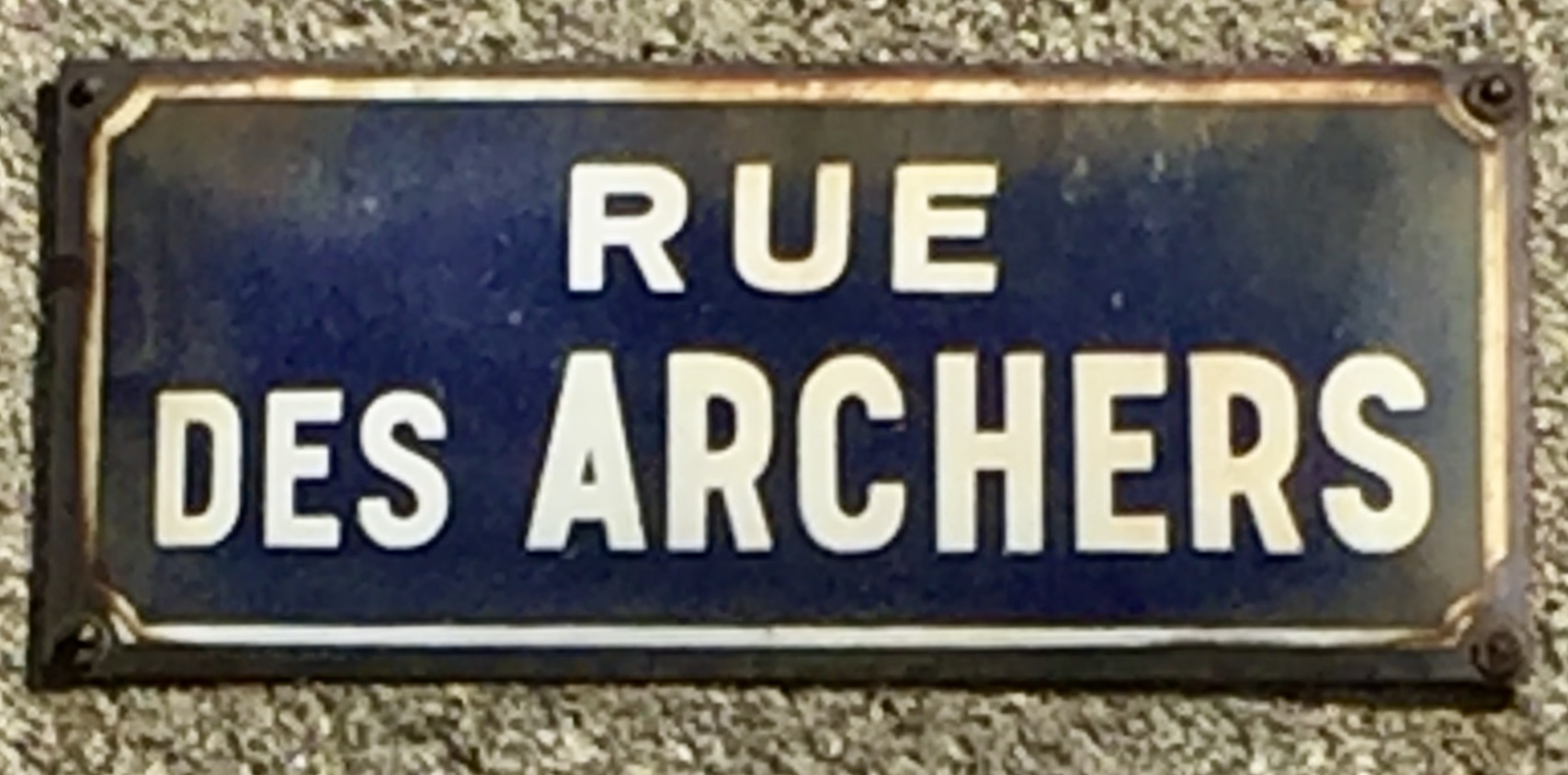

Elle tire sa dénomination d'une maison connue sous le nom de Jardin-des-Archers, lequel avait une superficie de deux journaux de terre; elle était arrentée par la Ville aux héritiers Sarto, en 1640.
Étaples, comme la plupart des villes de France, possédait une compagnie d'archers, sorte de milice, moitié civile, moitié militaire, armée d'arcs, et qui, à l'époque où la France était envahie par les ennemis du dehors, s'était organisée spontanément pour la sûreté des habitants. Autrefois cette voie s'appelait rue Jean Baillet.

### Argousiers (allée)
Pour situer la voie sur le plan de la commune, cliquer sur ces coordonnées géographiques → (50° 31′ 40″ N, 1° 38′ 23″ E).

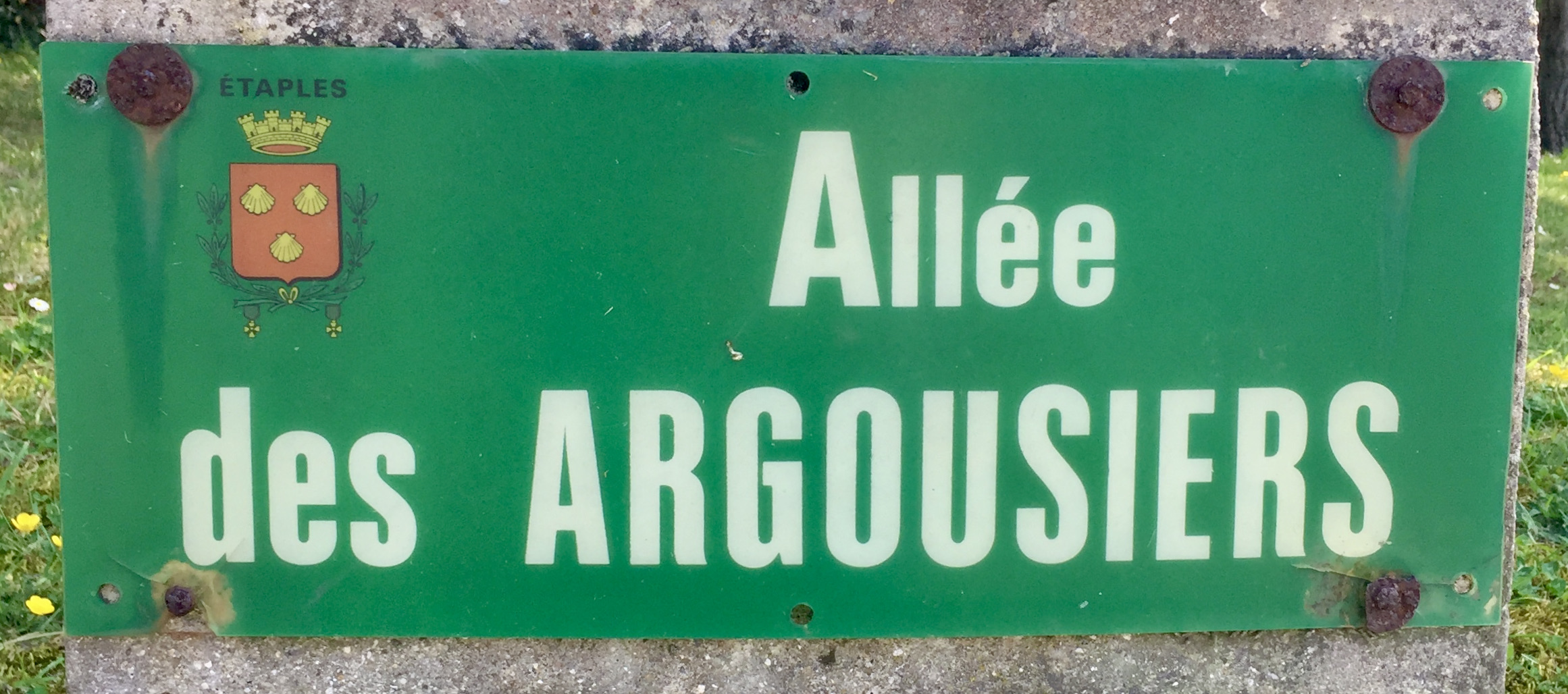

Les argousiers sont des arbustes épineux qui poussent dans les dunes.

### Armoise (allée de l’)
Pour situer la voie sur le plan de la commune, cliquer sur ces coordonnées géographiques → (50° 31′ 12″ N, 1° 39′ 03″ E).

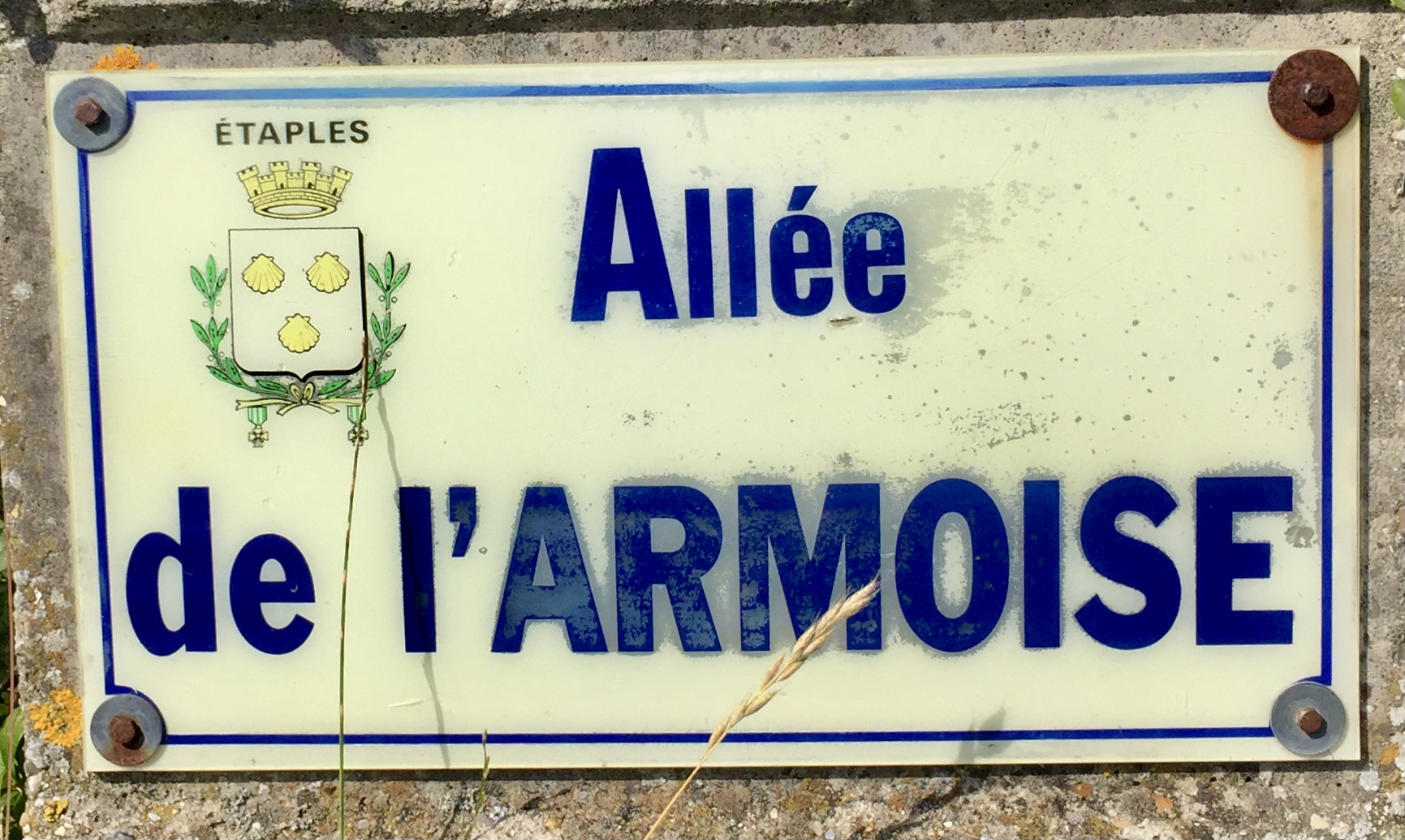

les armoises regroupent des herbacées, des arbrisseaux et des arbustes, généralement aromatiques.

### Aubépines (allée des)
Pour situer la voie sur le plan de la commune, cliquer sur ces coordonnées géographiques → (50° 31′ 27″ N, 1° 38′ 44″ E).

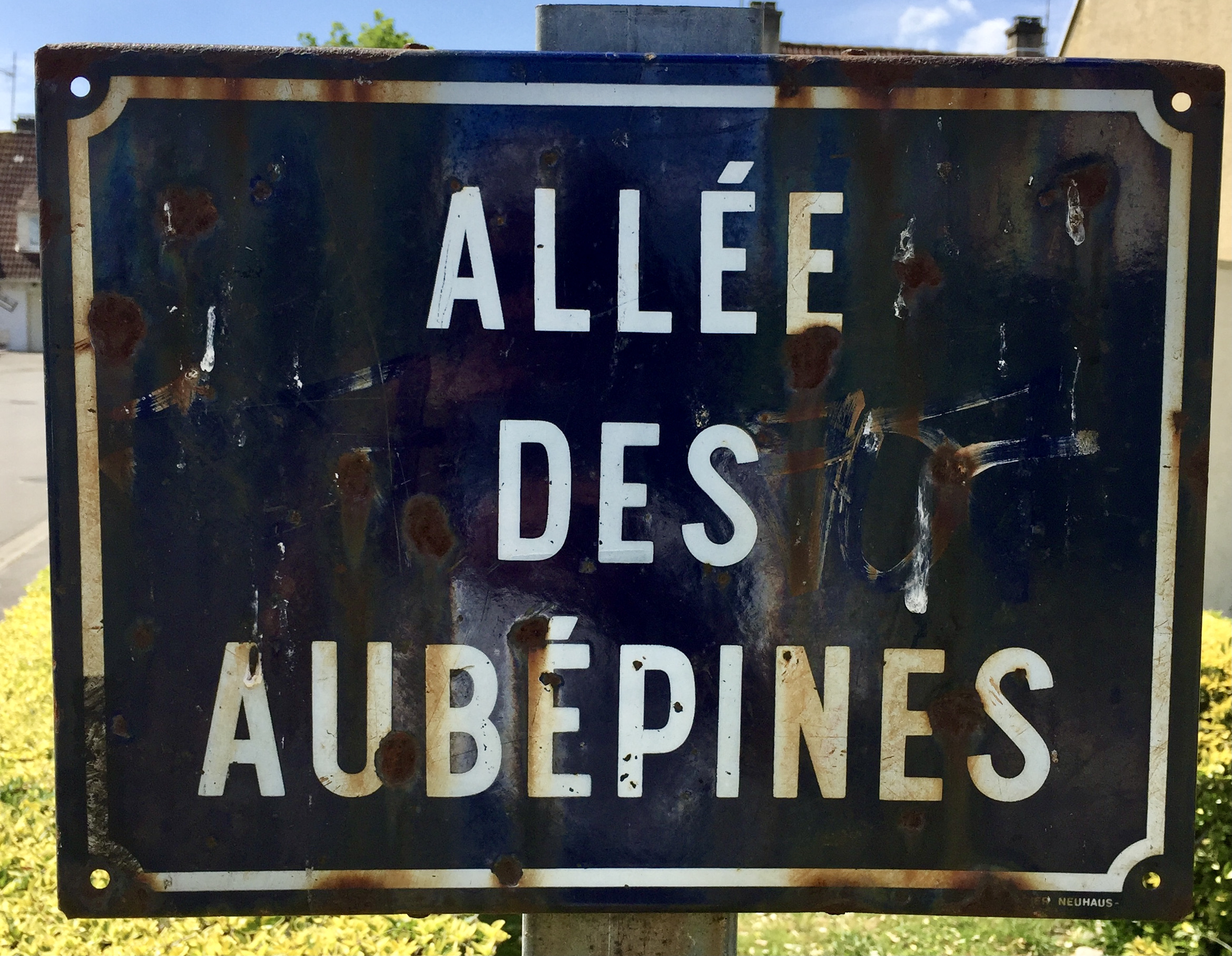

Les aubépines sont des arbustes épineux qui poussent dans les dunes étaploises.

### Aulnes (allée des)
Pour situer la voie sur le plan de la commune, cliquer sur ces coordonnées géographiques → (50° 31′ 51″ N, 1° 38′ 05″ E).

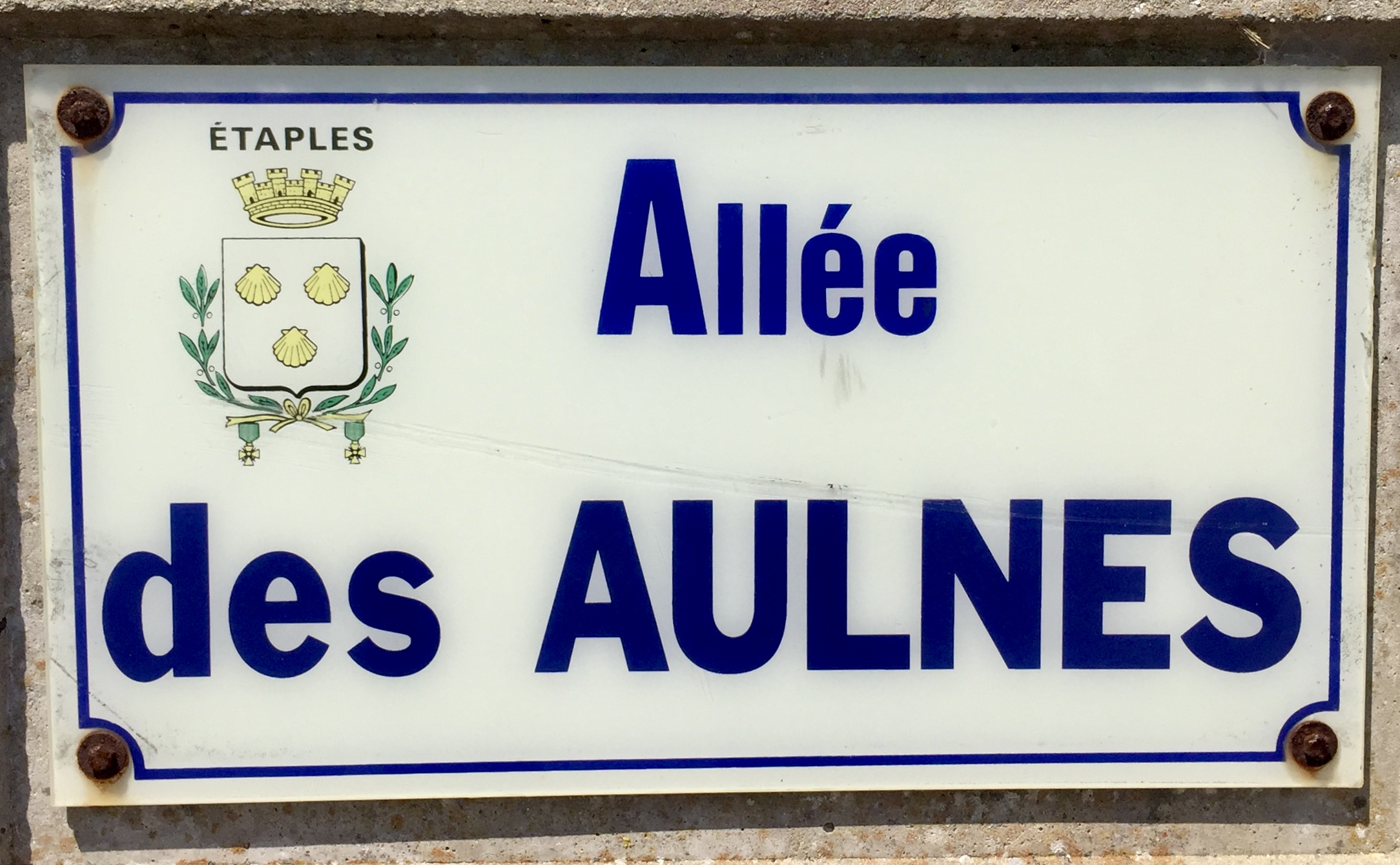

Les aulnes forment un genre d'arbres de l'hémisphère nord poussant sur les sols humides.

## B

### Bac (rue du)
Pour situer la voie sur le plan de la commune, cliquer sur ces coordonnées géographiques → (50° 30′ 52″ N, 1° 38′ 15″ E).

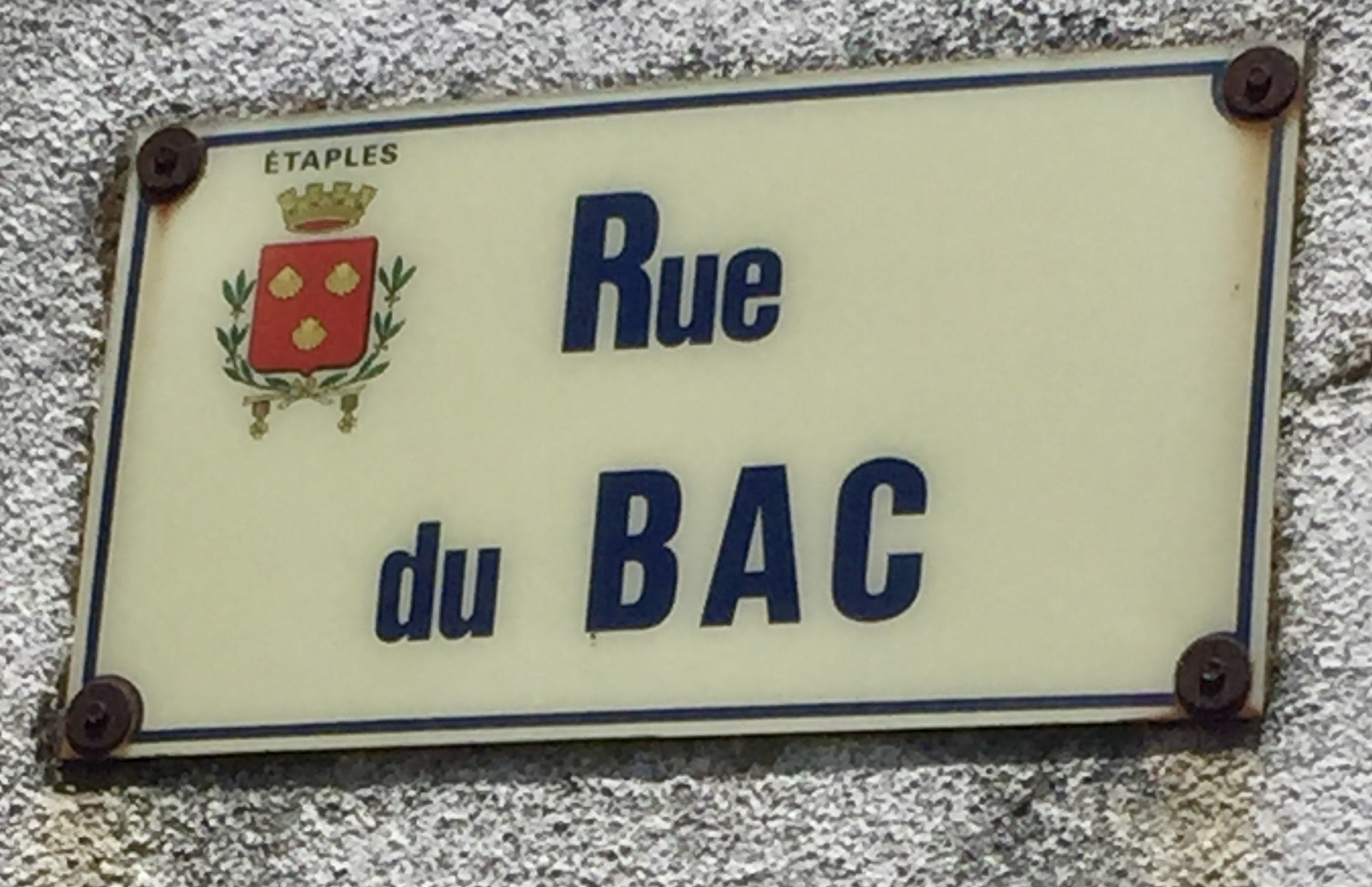

Cette rue commençait sur la place, au sud-ouest de l'hôtel de ville actuel, et aboutissait au pieu où était amarré le bac servant à traverser la rivière de Canche, avant l'établissement du pont. Aujourd'hui cette rue ne longe plus que l'église Saint-Michel.

### Basile (impasse)
Pour situer la voie sur le plan de la commune, cliquer sur ces coordonnées géographiques → (50° 30′ 59″ N, 1° 38′ 02″ E).

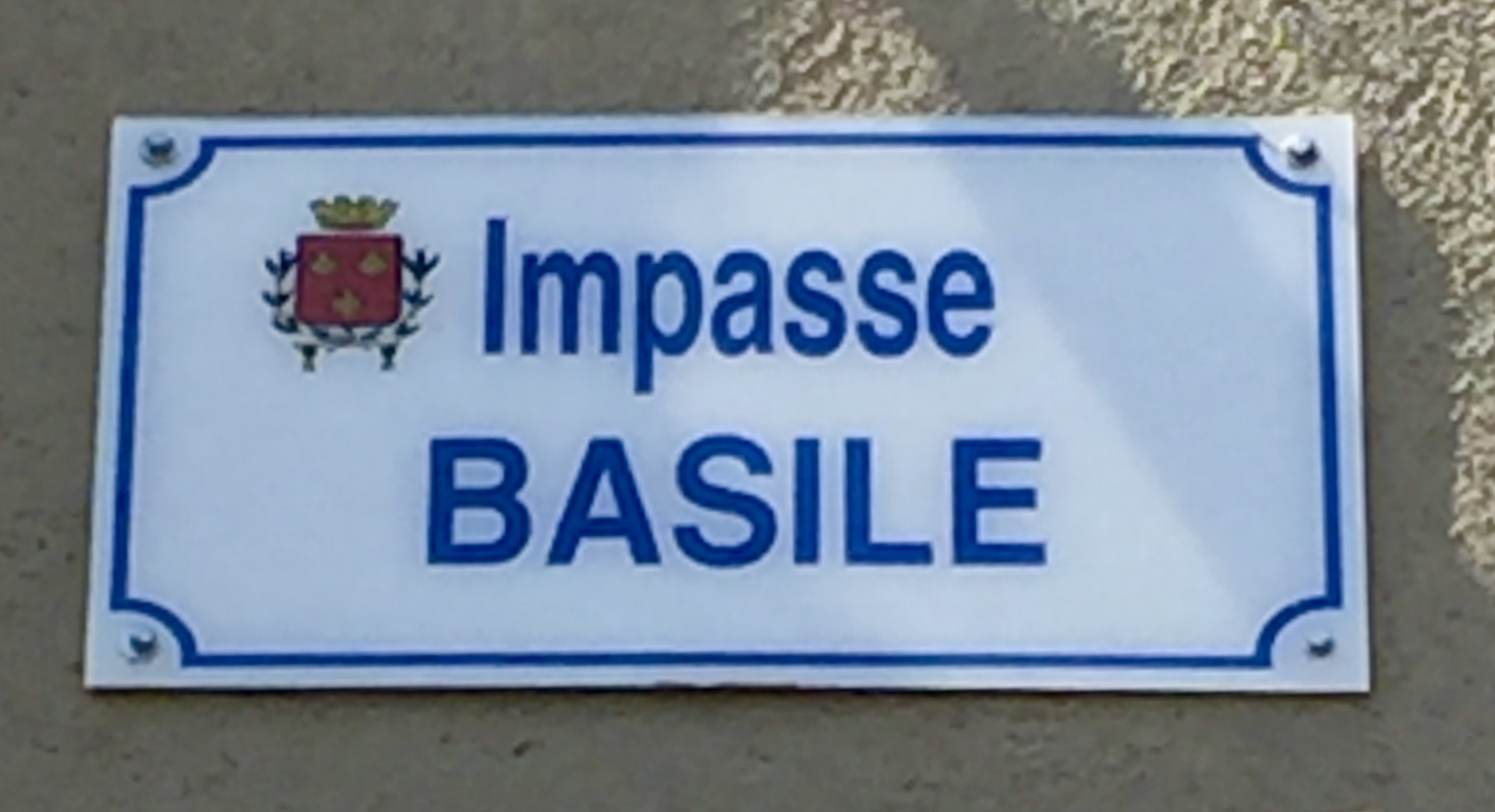

### Bayard (rue)
Pour situer la voie sur le plan de la commune, cliquer sur ces coordonnées géographiques → (50° 30′ 55″ N, 1° 38′ 07″ E).

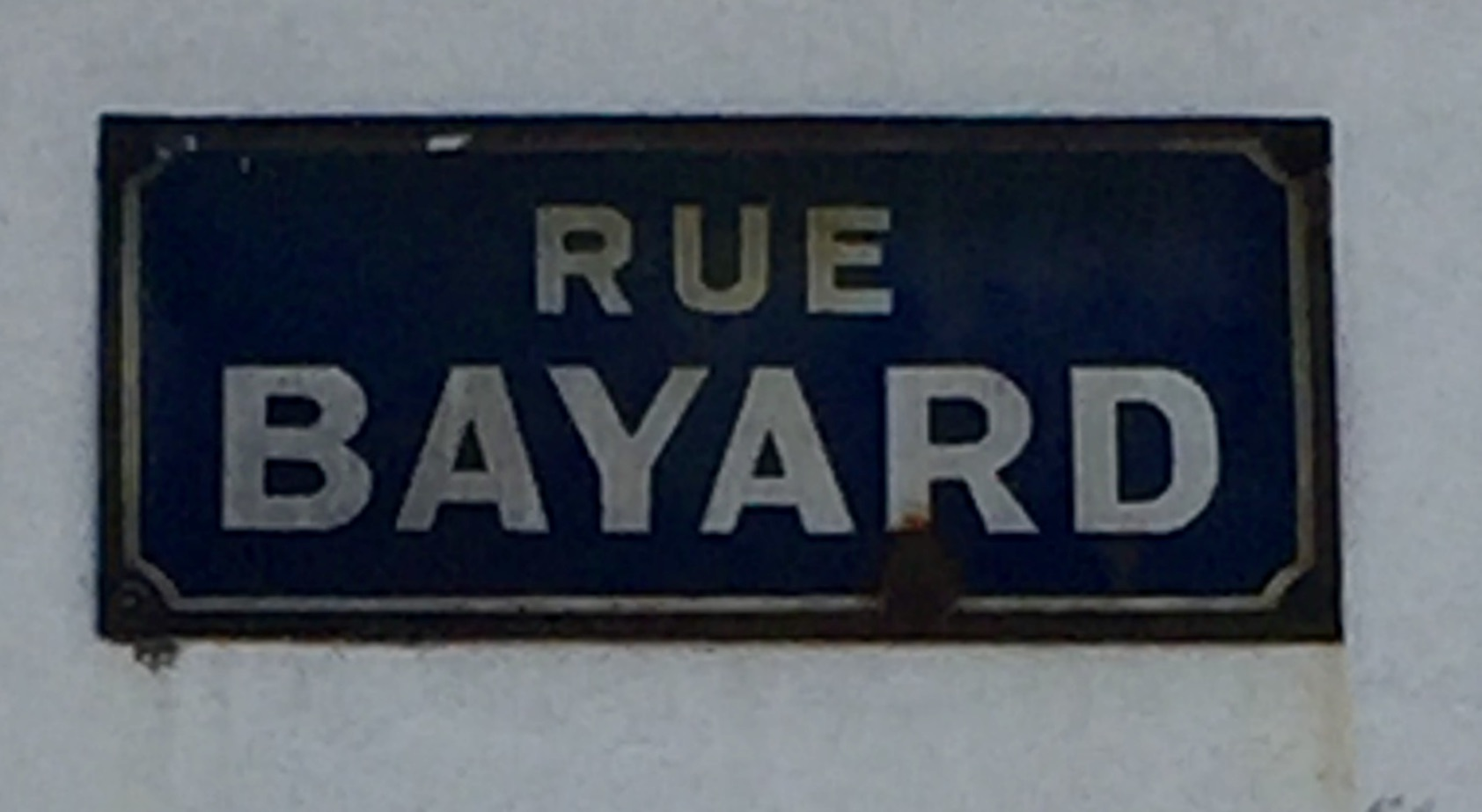

Certainement le nom d'une famille de marins d'Étaples.

### Belles-Dames (allée des)
Pour situer la voie sur le plan de la commune, cliquer sur ces coordonnées géographiques → (50° 31′ 44″ N, 1° 38′ 12″ E).

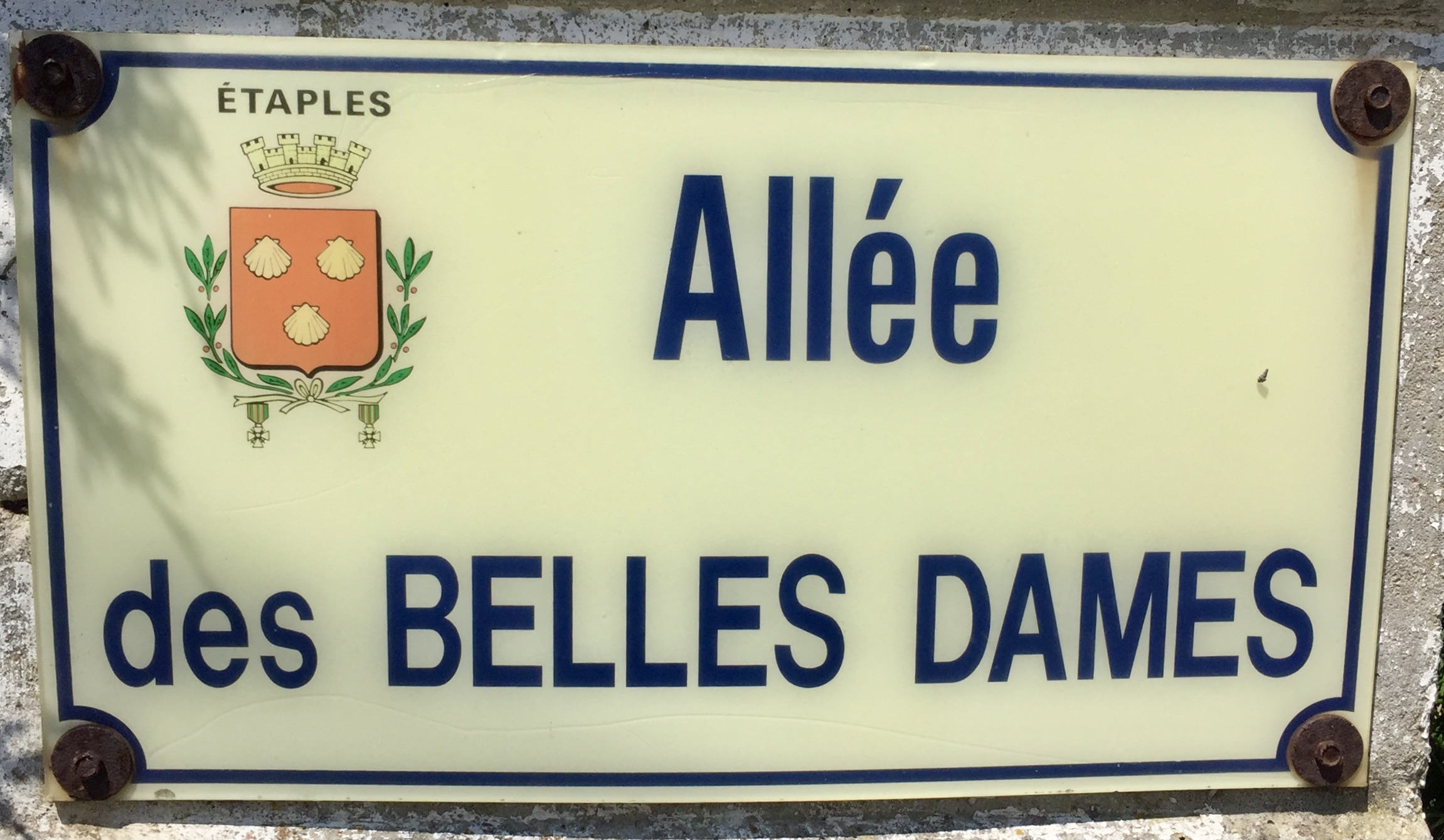

### Berceaux (rue des)
Pour situer la voie sur le plan de la commune, cliquer sur ces coordonnées géographiques → (50° 30′ 53″ N, 1° 38′ 35″ E).

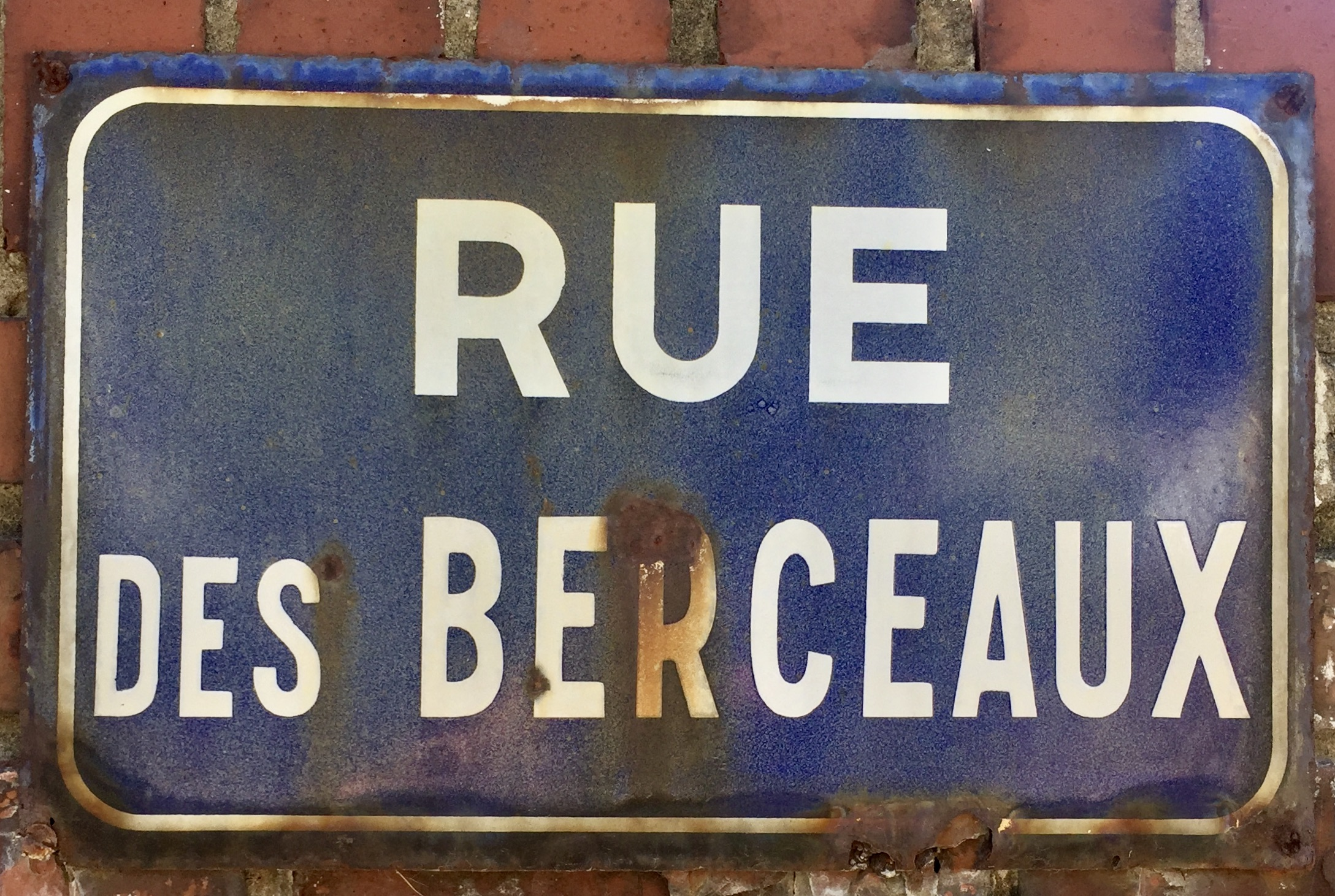

Du nom d'une promenade fort ancienne qui figure sur une vue d'Étaples de 1660 et où, tous les dimanches et jours de fête, la population se réunissait pour danser et jouer au jeu de paume. Cette rue tire son nom du mot berseau ou beursault, jeu de tir à l'arc. La rue disparaît à la suite de la cession de parcelles pour la création de la ligne de chemin de fer, mais une autre rue, la rue Condon, située dans le prolongement de cette promenade, prendra le nom de rue des Berceaux.

### Bicêtre (rue)
Pour situer la voie sur le plan de la commune, cliquer sur ces coordonnées géographiques → (50° 30′ 48″ N, 1° 38′ 23″ E).

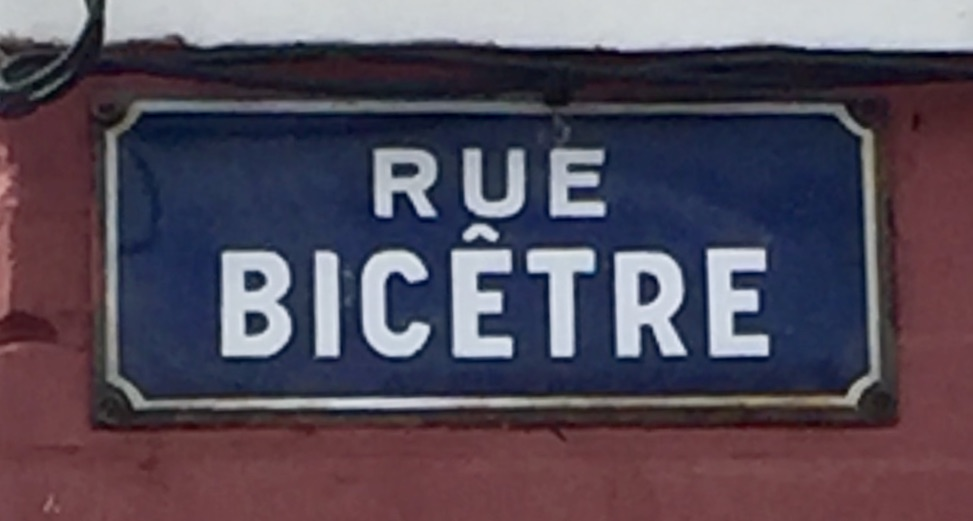

Cette rue, qui, mène de la place aux molières, tire sa dénomination d'une maison de détention ainsi nommée qui était située près de la cour de la Tour-de-l'Horloge, du côté de la Canche. Elle était défendue, ainsi que l'hôtel de ville, par un pan de muraille.

### Biches (allée des)
Pour situer la voie sur le plan de la commune, cliquer sur ces coordonnées géographiques → (50° 31′ 40″ N, 1° 38′ 04″ E).

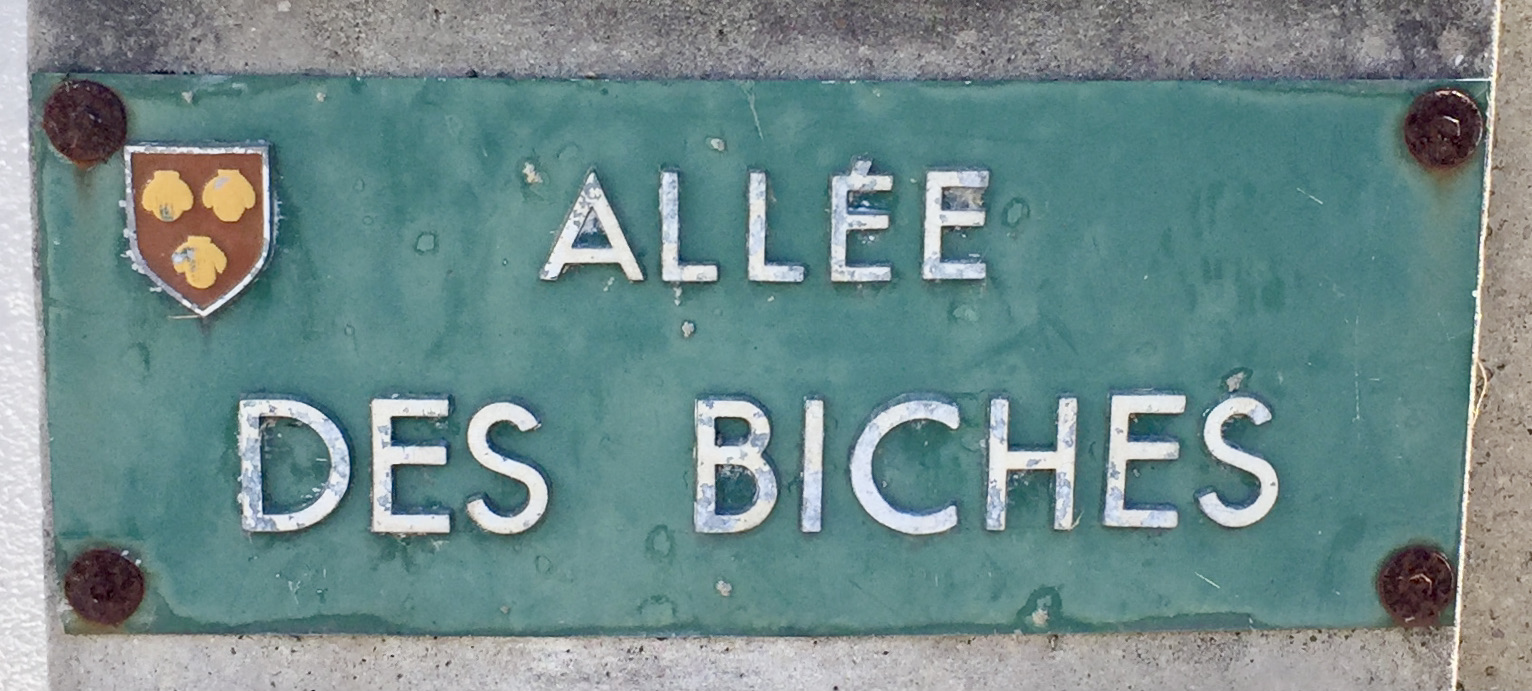

On rencontre des biches dans la forêt étaploise.

### Bigot-Descelers (boulevard)
Pour situer la voie sur le plan de la commune, cliquer sur ces coordonnées géographiques → (50° 31′ 09″ N, 1° 37′ 47″ E).

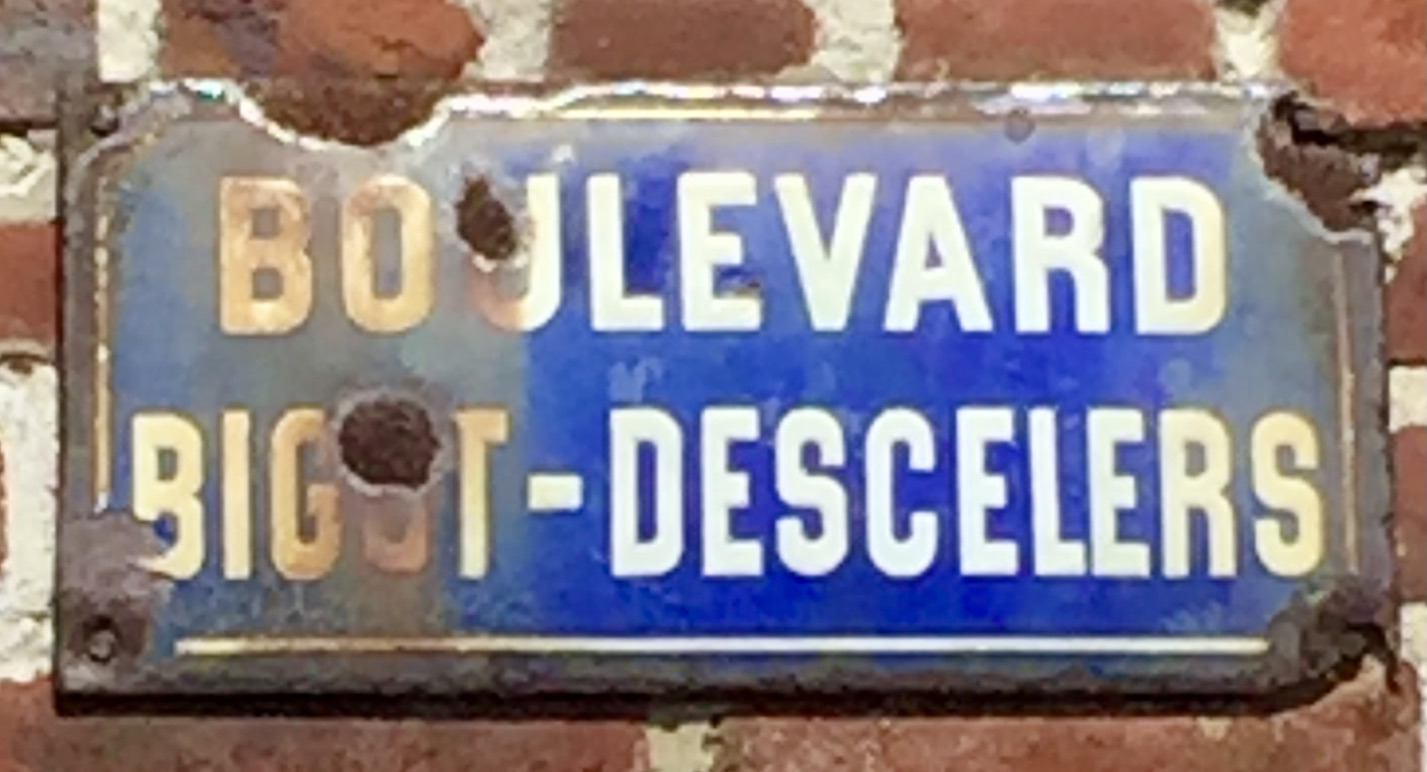

Louis Bigot-Descelers fut maire de 1887 à 1898.
Dans cette voie se trouve :
- Maréis, centre de découverte de la pêche en mer ;
- le chalutier Charles de Foucauld, classé monument historique.

### Billiet (boulevard)
Pour situer la voie sur le plan de la commune, cliquer sur ces coordonnées géographiques → (50° 30′ 43″ N, 1° 38′ 24″ E).

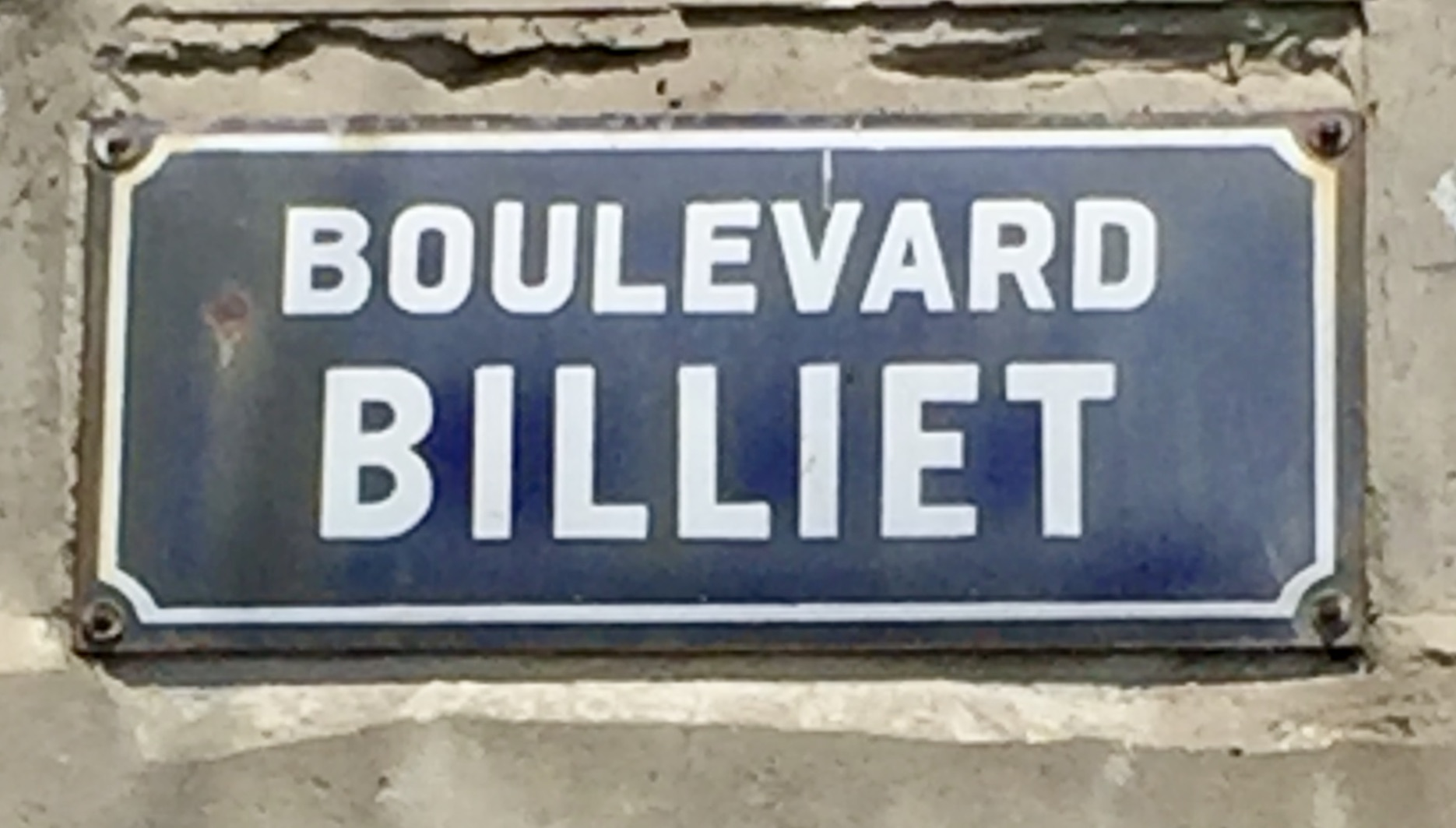

Aimé Billiet (1836-1913), né le 19 juillet 1936 à Fruges, est un notaire, président du conseil d'arrondissement pendant 27 ans, conseiller municipal et maire d'Étaples de 1876 à 1882. Il fonde la société de secours mutuel Notre-Dame-de-Foy des marins d'Étaples et de Camiers. Il joue un rôle dans l'aménagement du boulevard, qui porte son nom, et de ses abords. Vice-président de la société d'agriculture de Montreuil. Il est nommé chevalier de l'ordre du Mérite agricole. Il meurt à Étaples le 23 mars 1913.
Cette rue faisait partie de celles qui appartenaient à un propriétaire, ici la famille Billiet, et que la commune a acquise le 3 juillet 1923.

### Bizet (allée)
Pour situer la voie sur le plan de la commune, cliquer sur ces coordonnées géographiques → (50° 31′ 38″ N, 1° 38′ 27″ E).

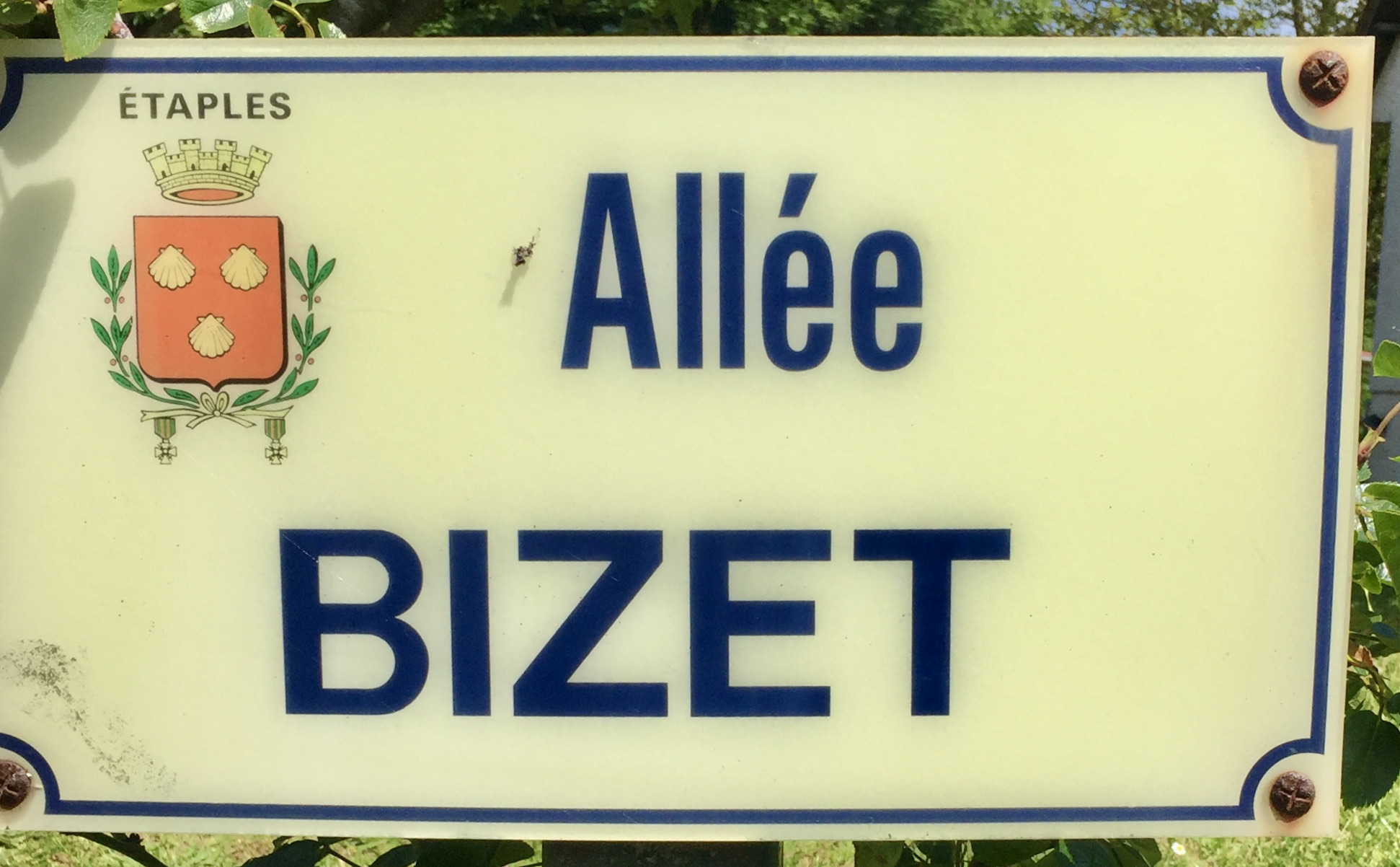

Georges Bizet (1838-1875), est un compositeur français, il compose Carmen l'opéra le plus connu et le plus joué dans le monde, 

### Blanc-Pavé (avenue du)
Pour situer la voie sur le plan de la commune, cliquer sur ces coordonnées géographiques → (50° 31′ 35″ N, 1° 38′ 03″ E).

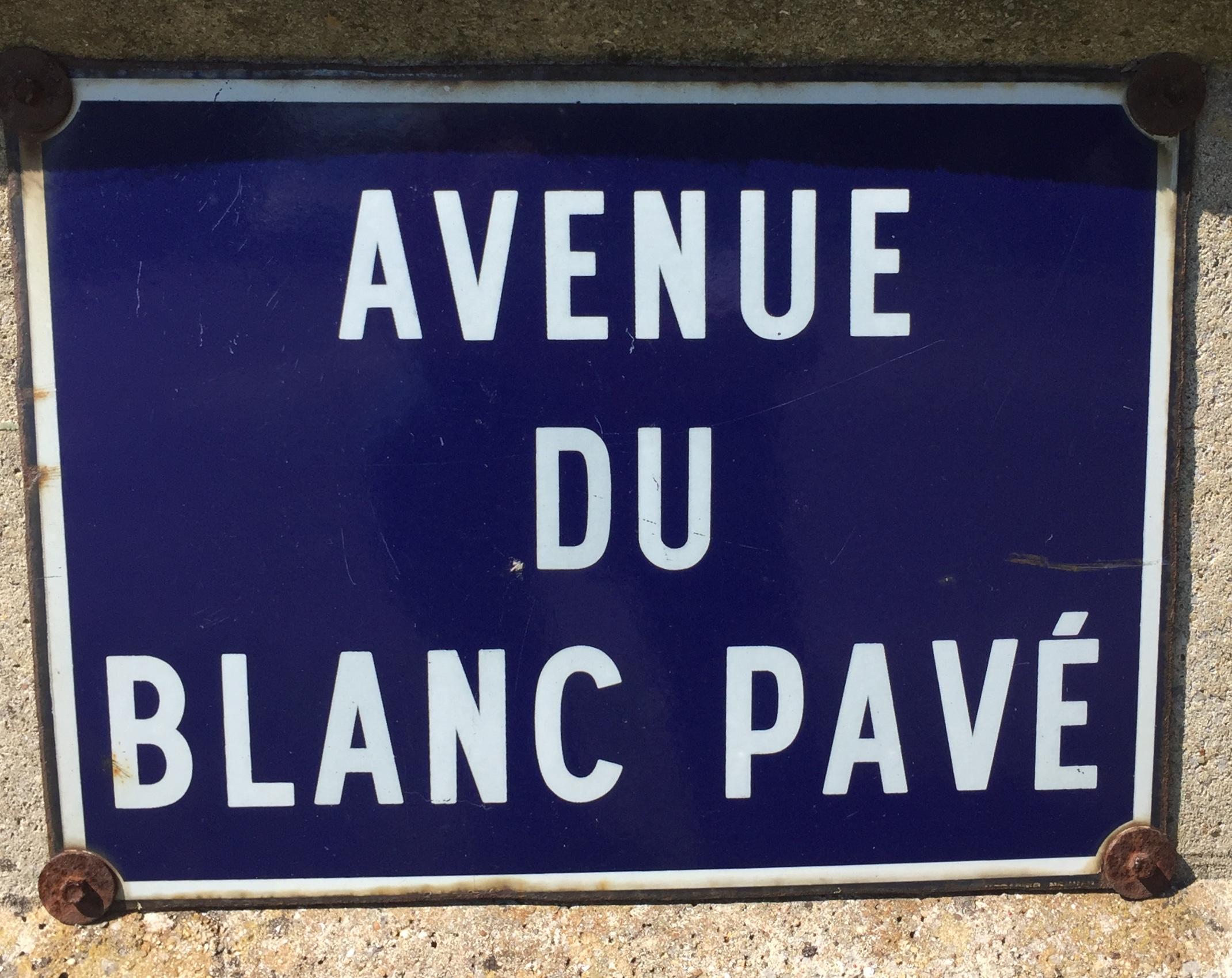

### Bleuets (allée des)
Pour situer la voie sur le plan de la commune, cliquer sur ces coordonnées géographiques → (50° 31′ 21″ N, 1° 38′ 46″ E).

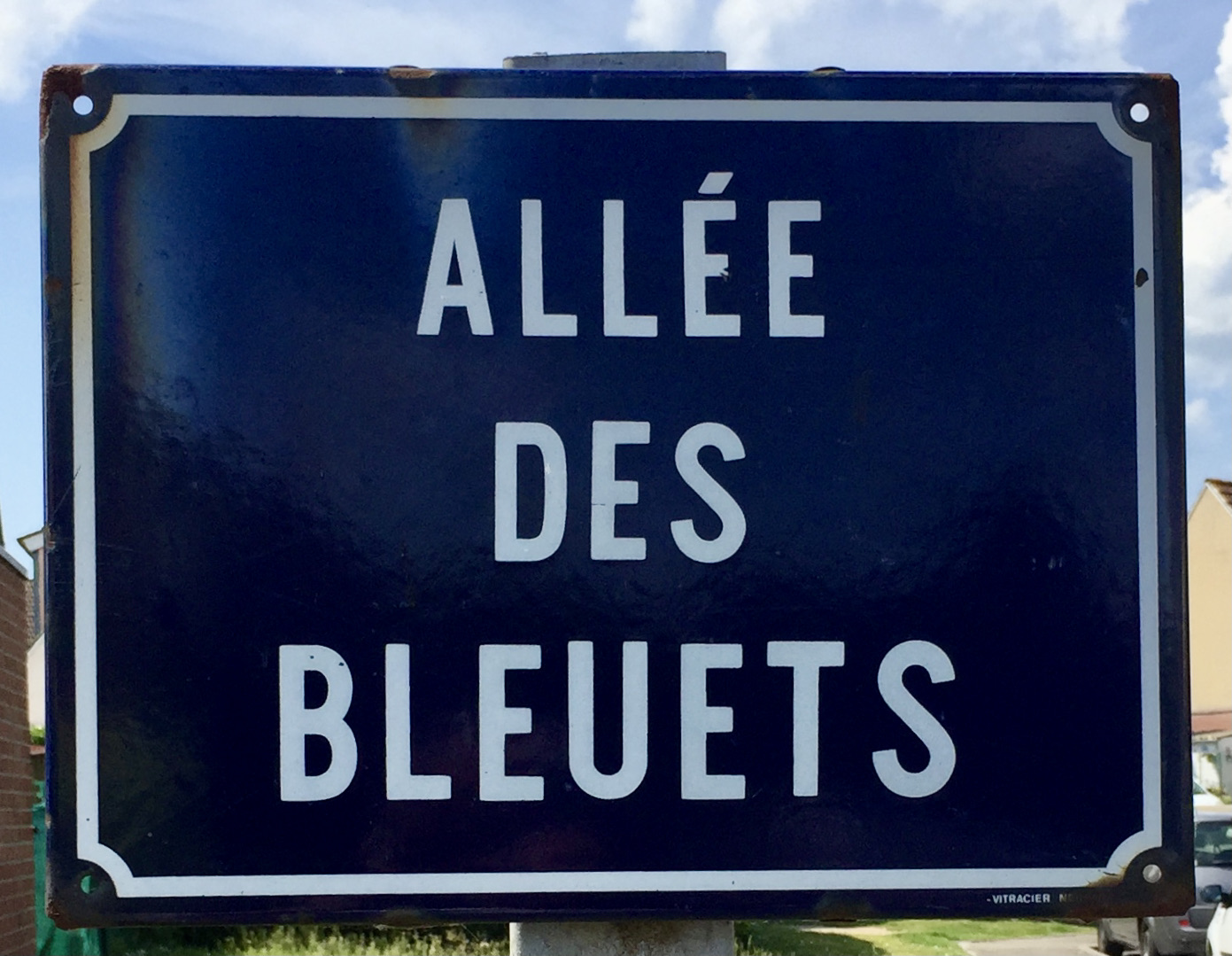

Cette voie tire son nom du bleuet, plante herbacée à fleur bleu.

### Bois (rue du)
Pour situer la voie sur le plan de la commune, cliquer sur ces coordonnées géographiques → (50° 31′ 19″ N, 1° 38′ 27″ E).

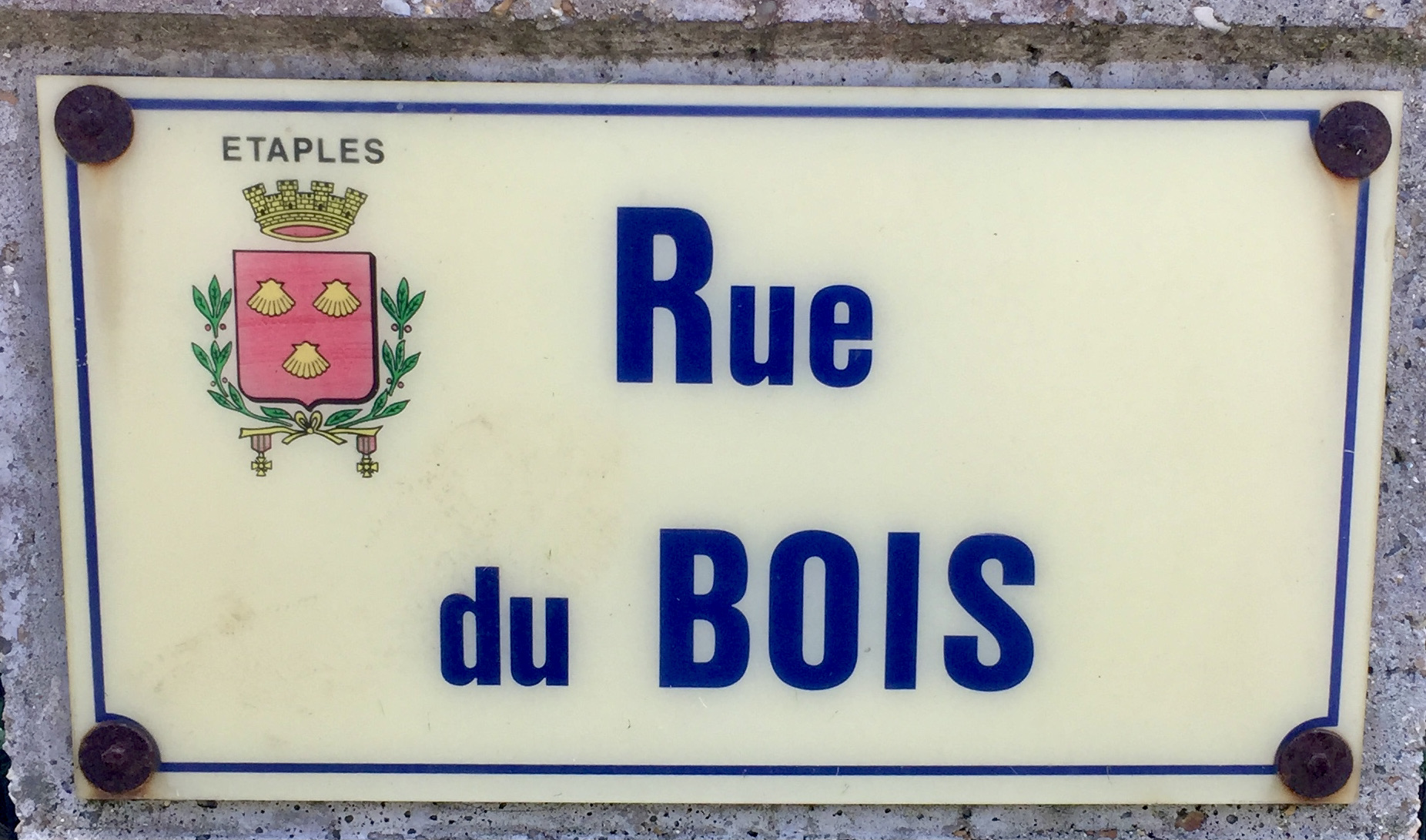

### Bois-Hanin (rue du, ruelle du)
Pour situer la voie sur le plan de la commune, cliquer sur ces coordonnées géographiques → (50° 31′ 15″ N, 1° 37′ 44″ E).

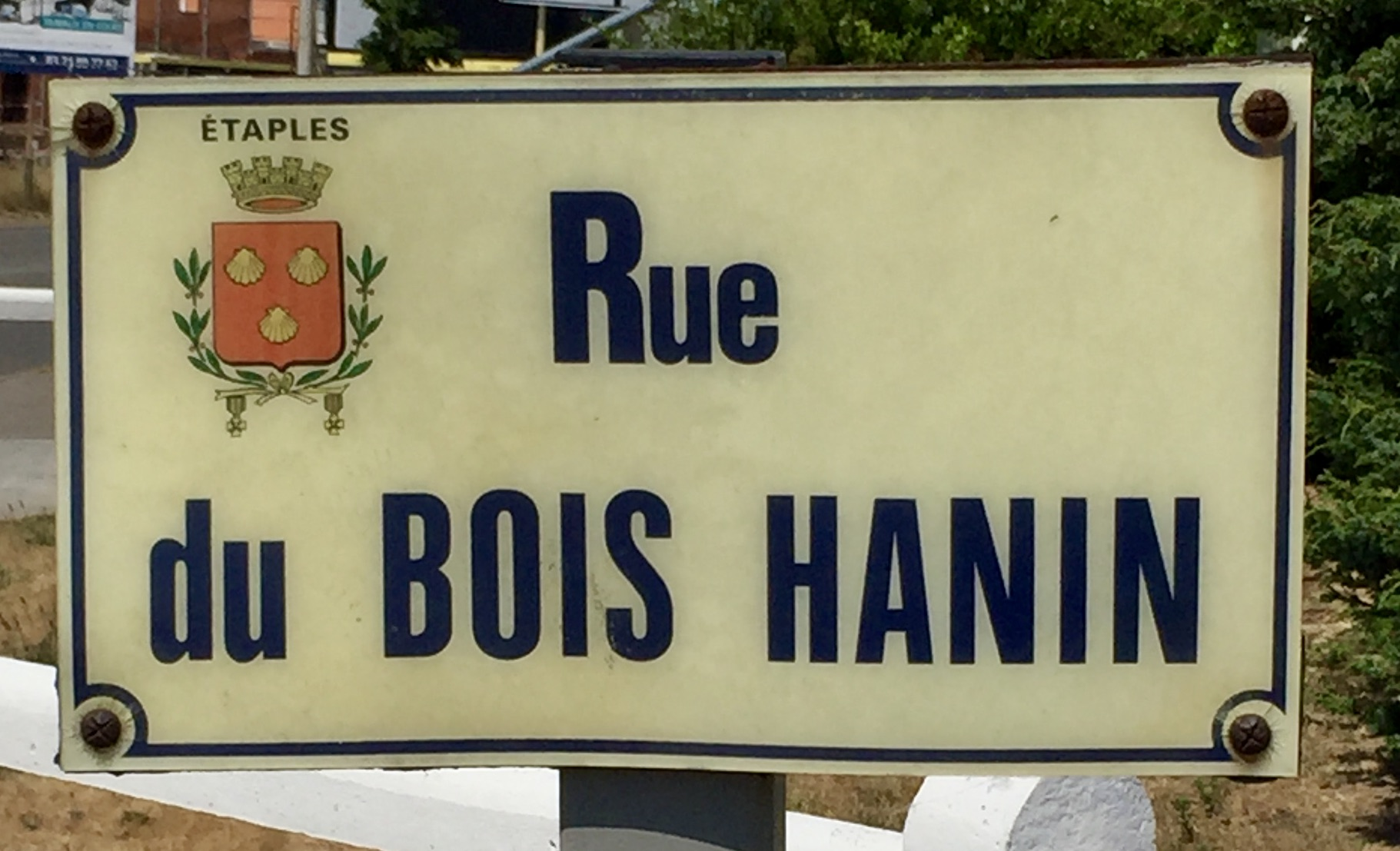

Le nom de cette voie fait référence à la maison « Hanin » habitée par un maçon dénommé Lavocat. Elle deviendra la maison du cocher de la famille de Rocquigny qui habitait, juste à côté, au « Bel-Air » dans le château appelé « château de madame la baronne ». Cette voie est aménagée, en juin 1937, pour la cavalerie cosaques en l'honneur des anciens combattants.

### Boule-d’Or (ruelle de la)
Pour situer la voie sur le plan de la commune, cliquer sur ces coordonnées géographiques → (50° 30′ 58″ N, 1° 38′ 04″ E).

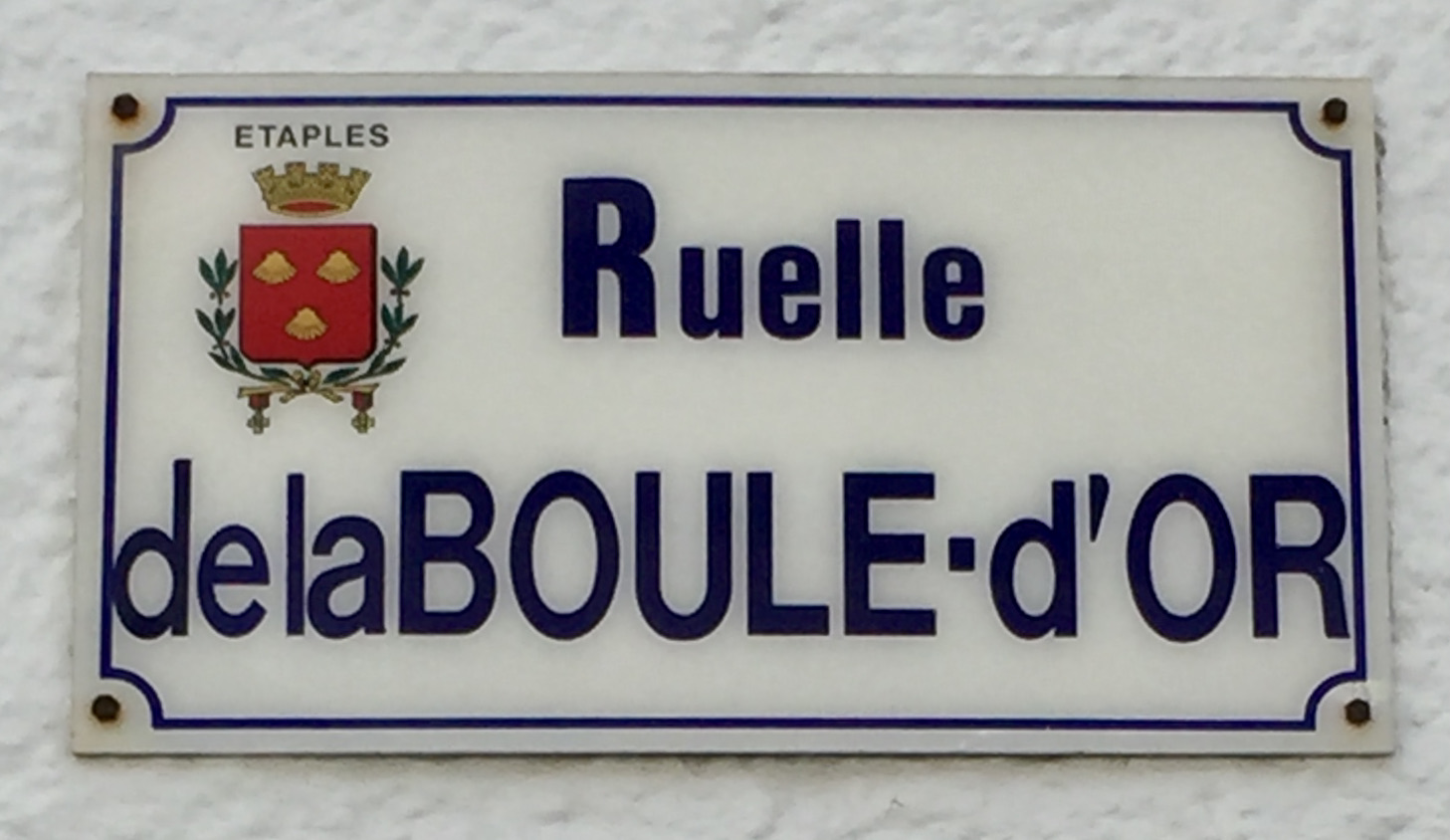

Du nom de la petite épicerie qui s'y trouvait dans les années 1930.

### Boulogne (route de)
Pour situer la voie sur le plan de la commune, cliquer sur ces coordonnées géographiques → (50° 31′ 01″ N, 1° 38′ 37″ E).
Cette rue, se dirigeant du sud au nord, aboutit au chemin de Lefaux. Elle est ainsi appelée parce qu'autrefois elle conduisait à Boulogne-sur-Mer, par le village de Rombly, disparu sous les sables au XVIIe siècle.

## C

### Camiers (rue du, place de)

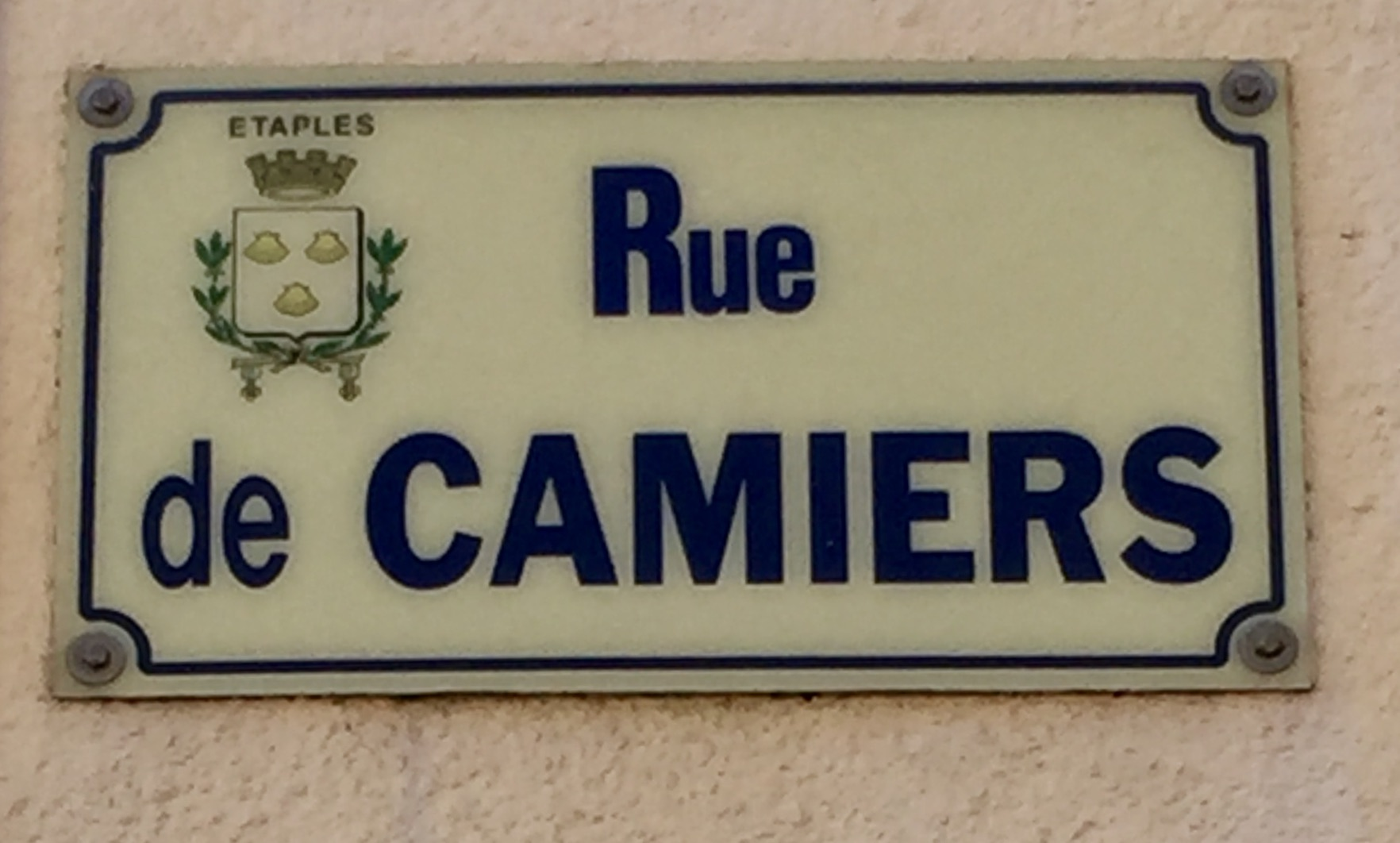

Du nom à la commune de Camiers située à 7 kilomètres d'Étaples. c'est une des plus anciennes (XVIe siècle) et importantes rues de la commune. Parallèle au port, c'est la rue où habitaient les marins pêcheurs, et la seule voie qui conduisait, à travers les garennes, à la commune de Camiers, et ce, jusqu'à la création du boulevard de l'Impératrice.

### Capitaine-Antoine-Duriez (impasse)

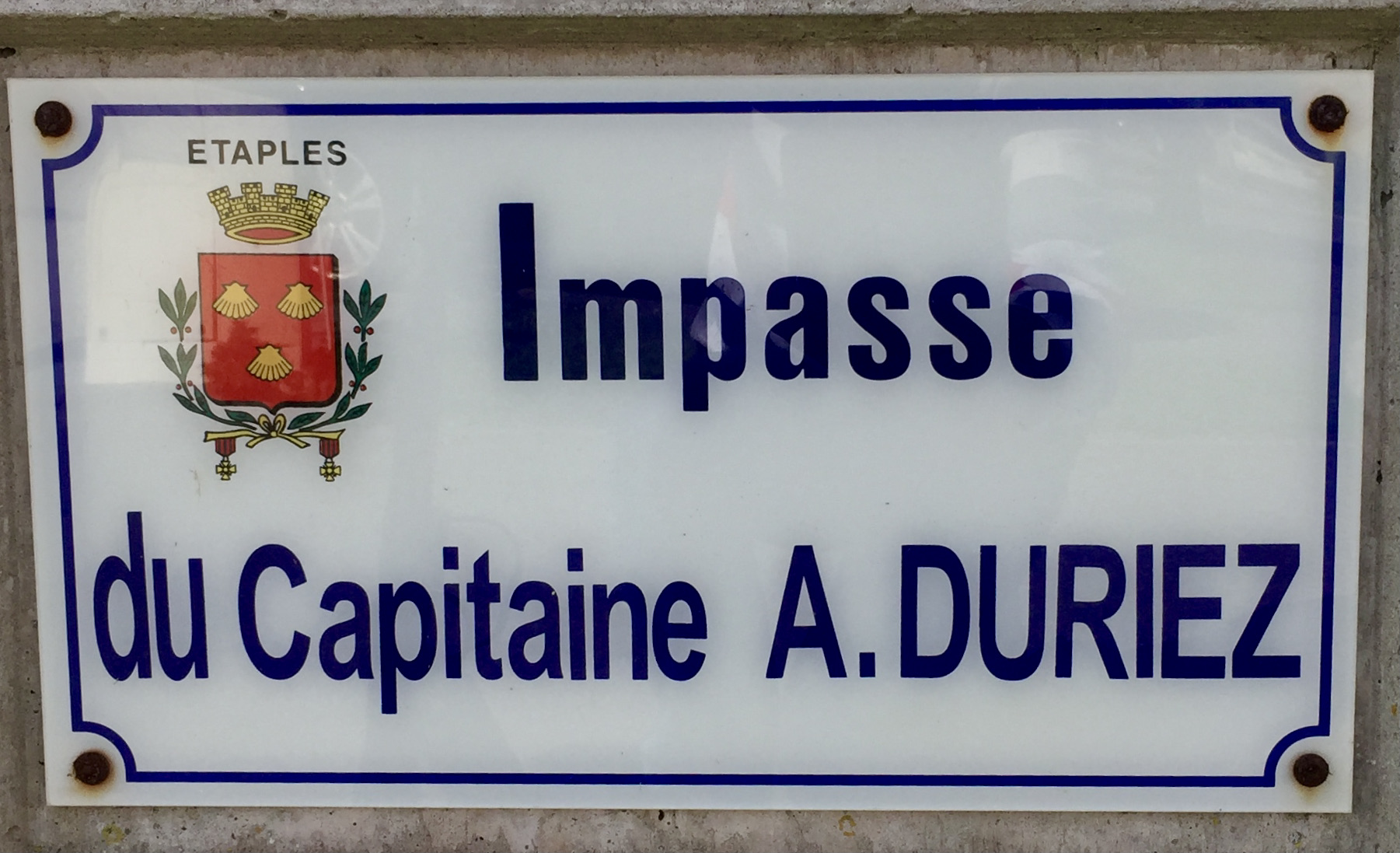

### Capitaine-Hache (impasse)

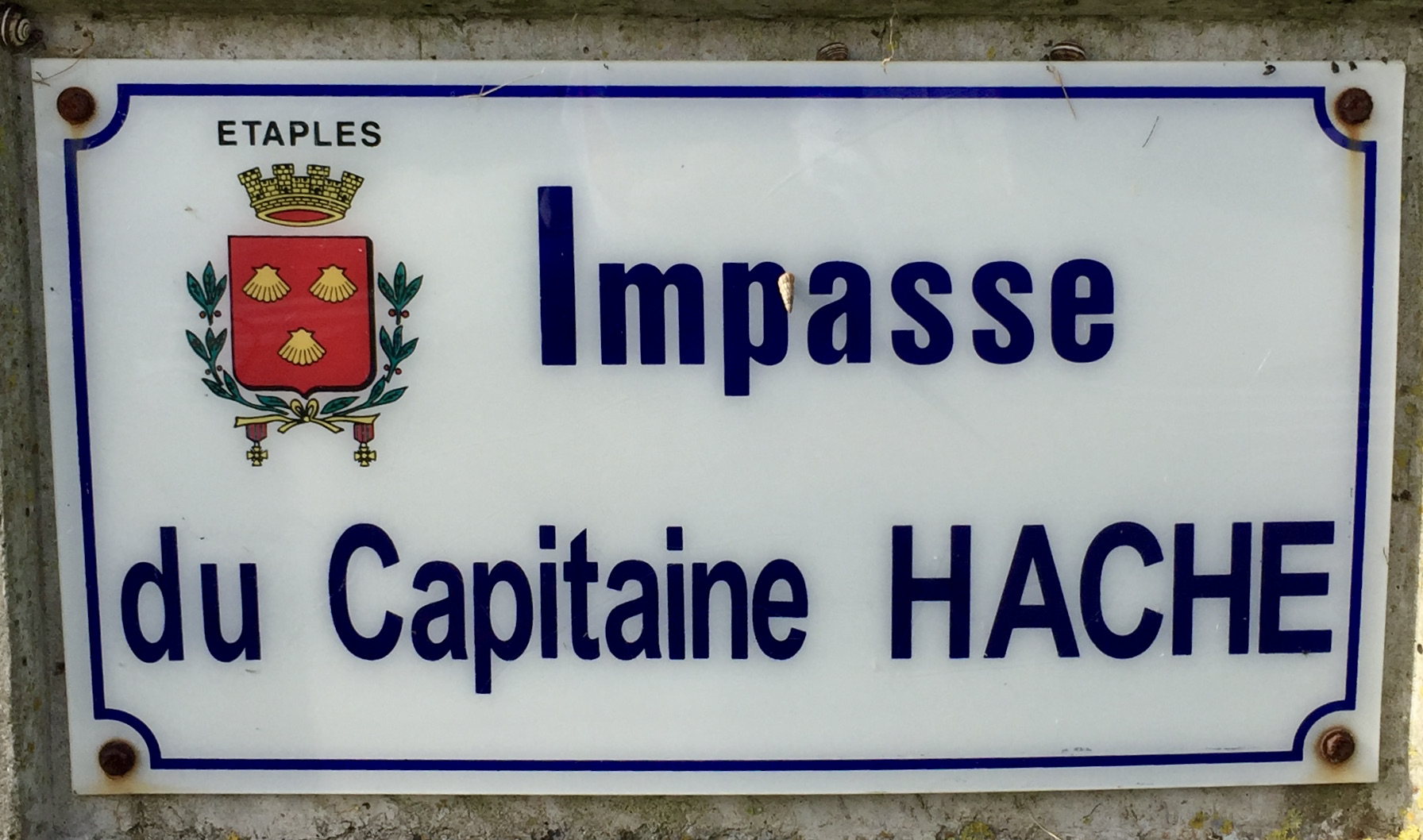

Émile Hector Hache (1850-1931), né à Verquin dans le Pas-de-Calais, militaire français.
Il est noté « rue » sur le fichier FANTOIR.

### Capitaine-JB-Bossus-Artillerie (impasse)

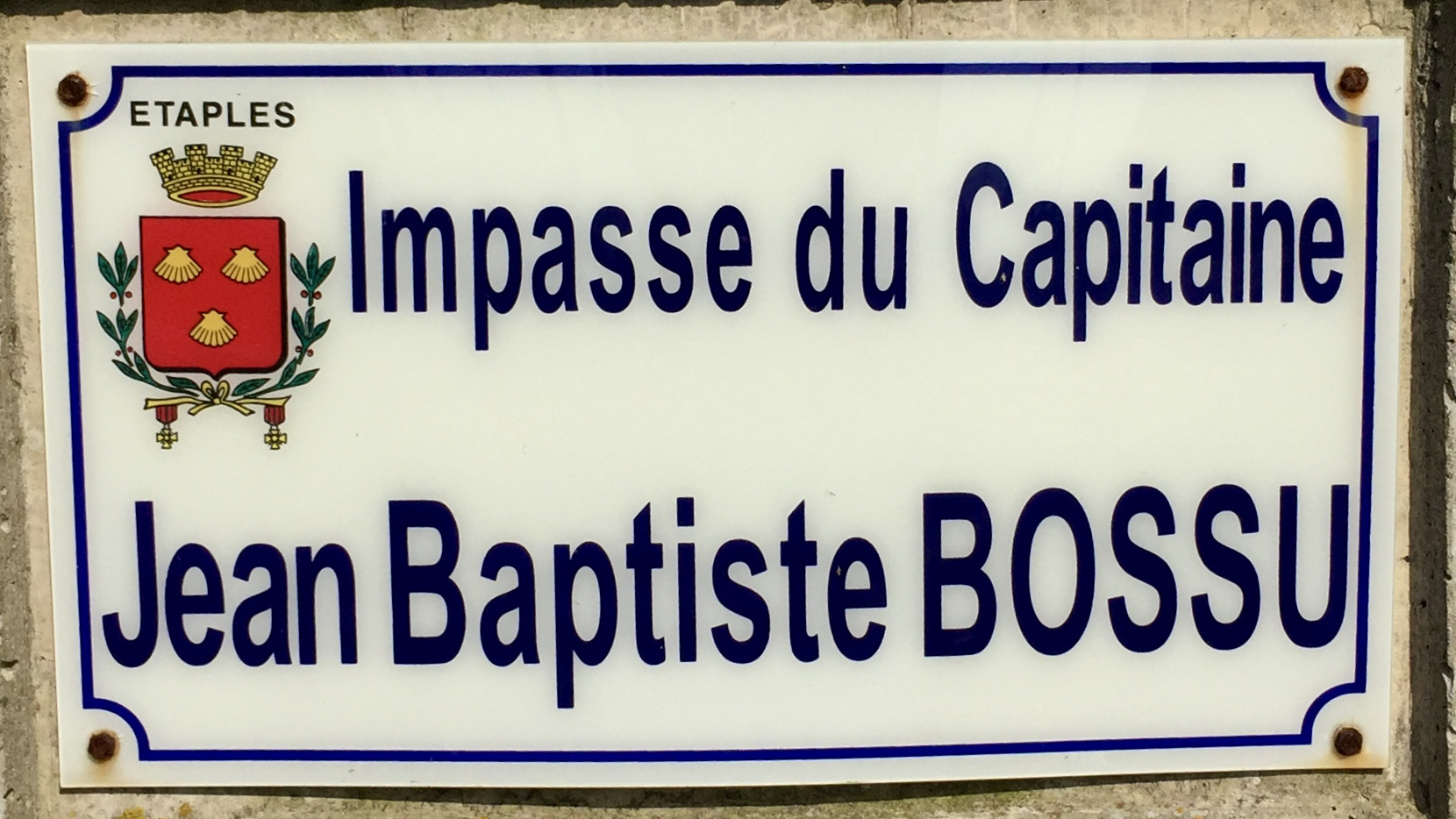

Jean-Bernard Bossu (1720-1792), capitaine de marine et explorateur français.
Il est noté « rue » sur le fichier FANTOIR.

### Carrières (rue des)

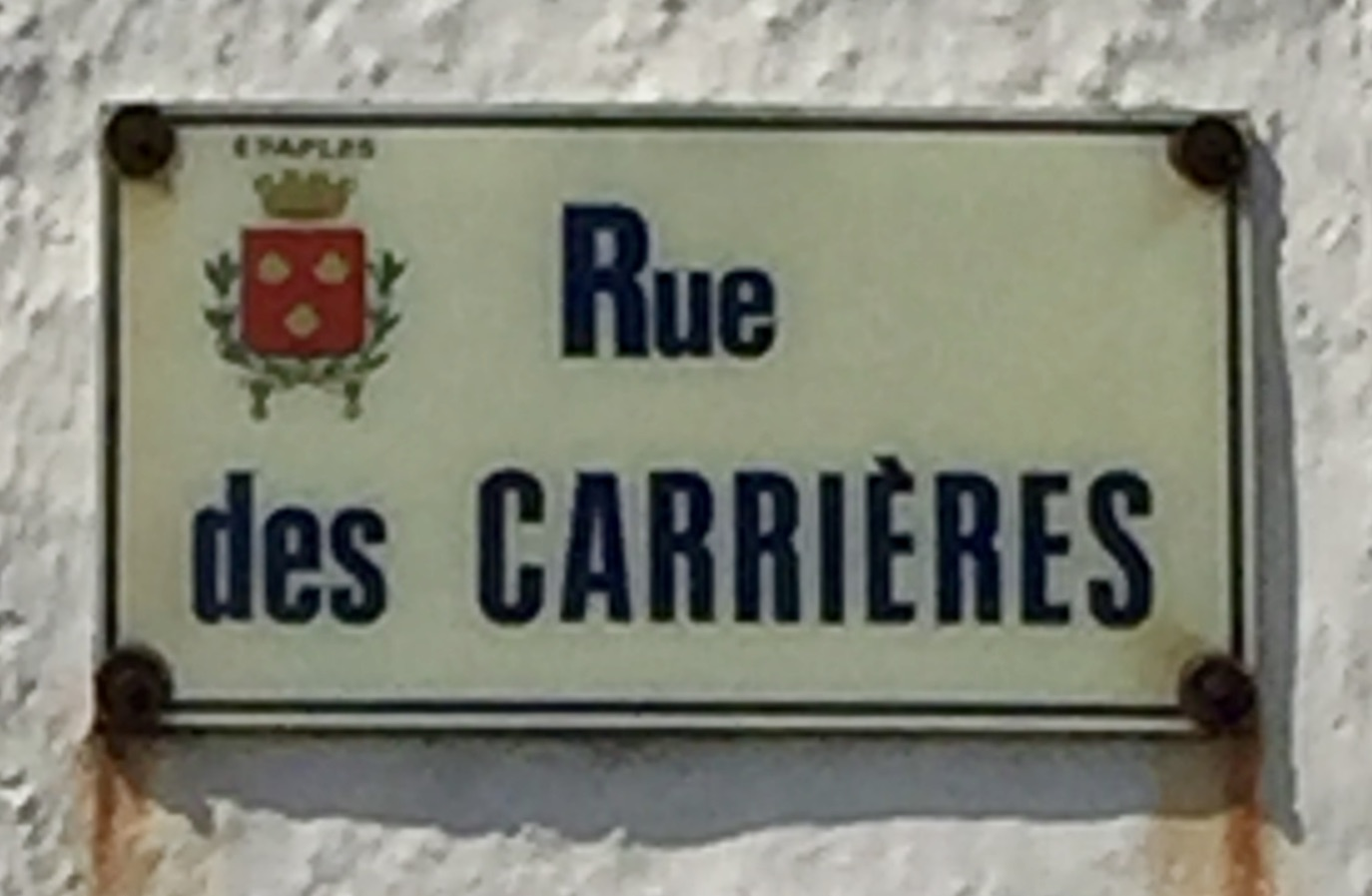

Cette voie doit son nom aux carrières dont on a, entre autres, extrait des pierres, pour les digues de la Canche, lors de la construction du pont d'Étaples.

### CD 940 (chemin départemental)
Dans cette voie, à l'ouest d'Étaples, en direction de Camiers, se trouve le cimetière militaire d'Étaples.

### Cerfs (allée des)

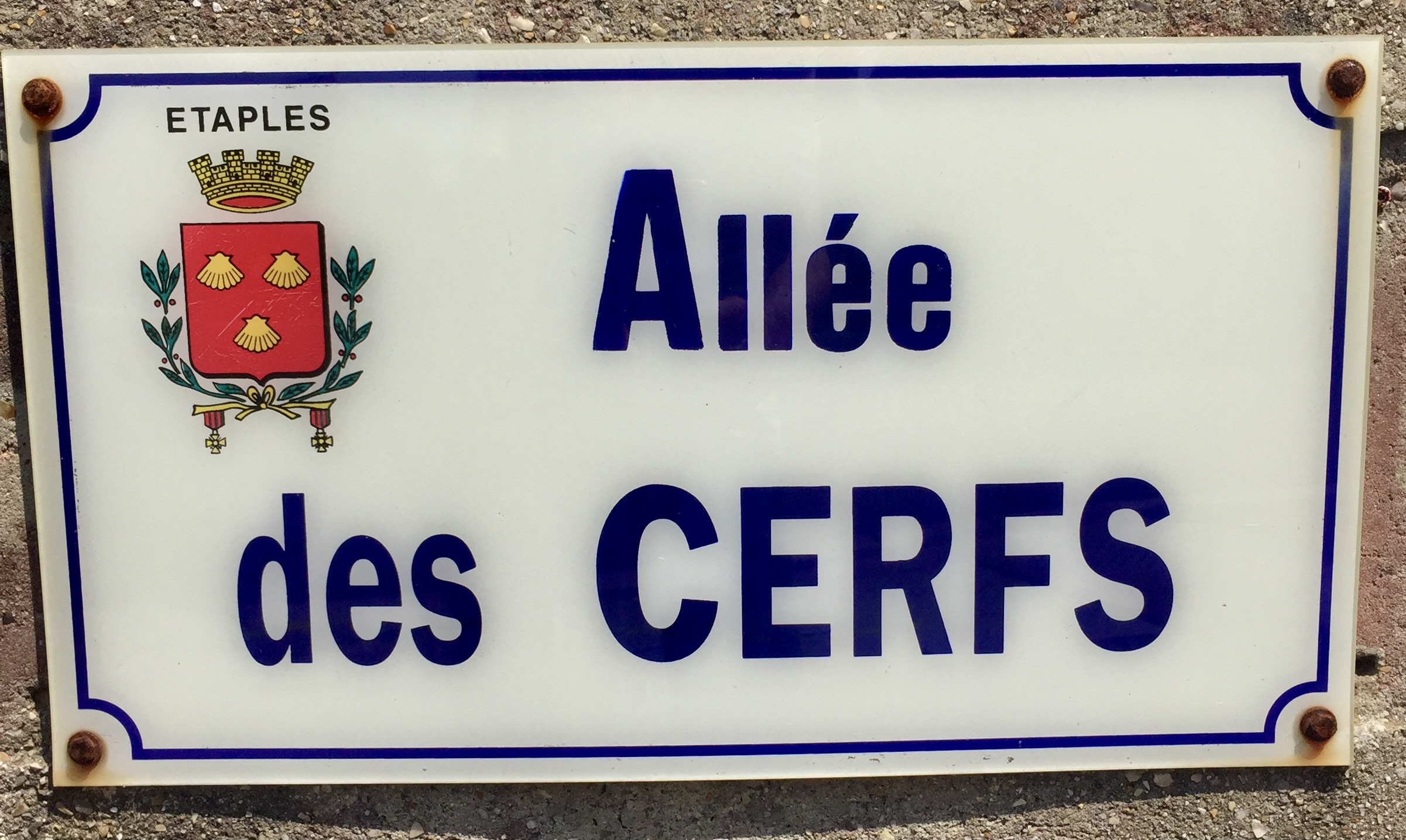

Le cerf est un grand cervidé des forêts tempérées d'Europe que l'on trouve dans la région.

### Chantier (ruelle du)

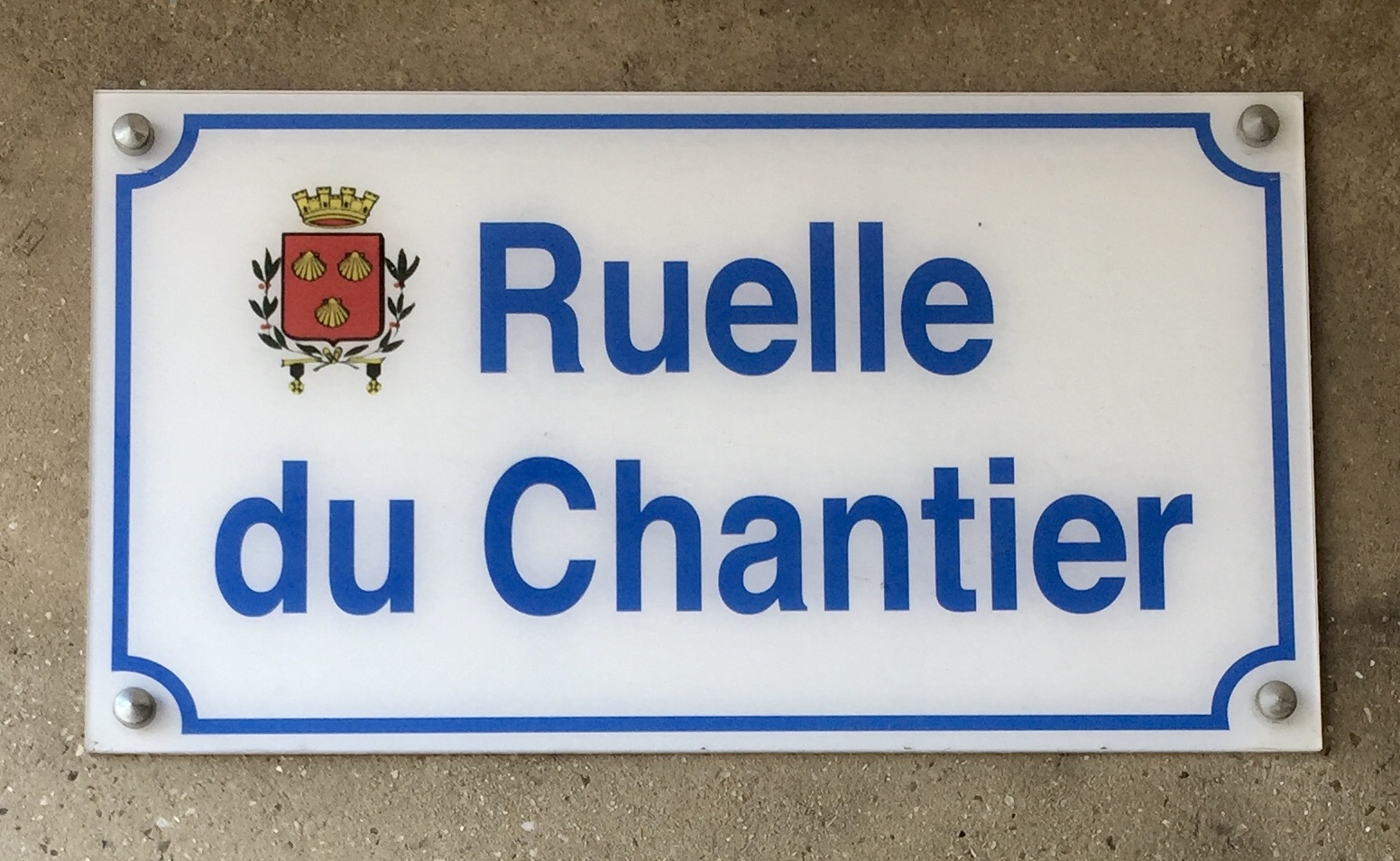

### Charles-Baudelaire (allée)
Charles Baudelaire (1821-1867) est un poète français.

### Charles-Péguy (allée)
Charles Péguy (1873-1914), est un écrivain, poète, essayiste et officier de réserve français mort pour la France.

### Chaudron (rue du)

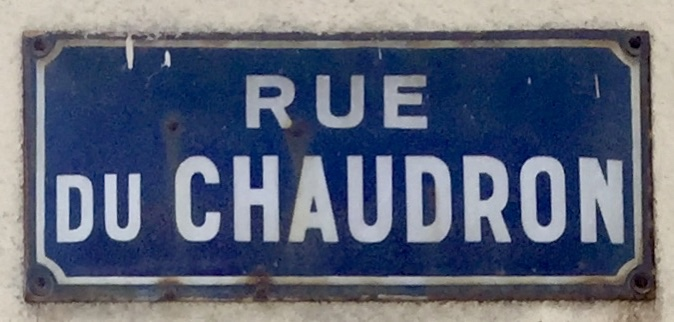

Cette voie tient son nom vraisemblablement parce qu'elle était autrefois habitée par des chaudronniers dont le principal commerce consistait à donner en location des chaudrons aux pêcheurs, qui s'en servaient pour teindre les filets que confectionnaient leurs femmes et leurs enfants.

### Château-d’Eau (rue du)

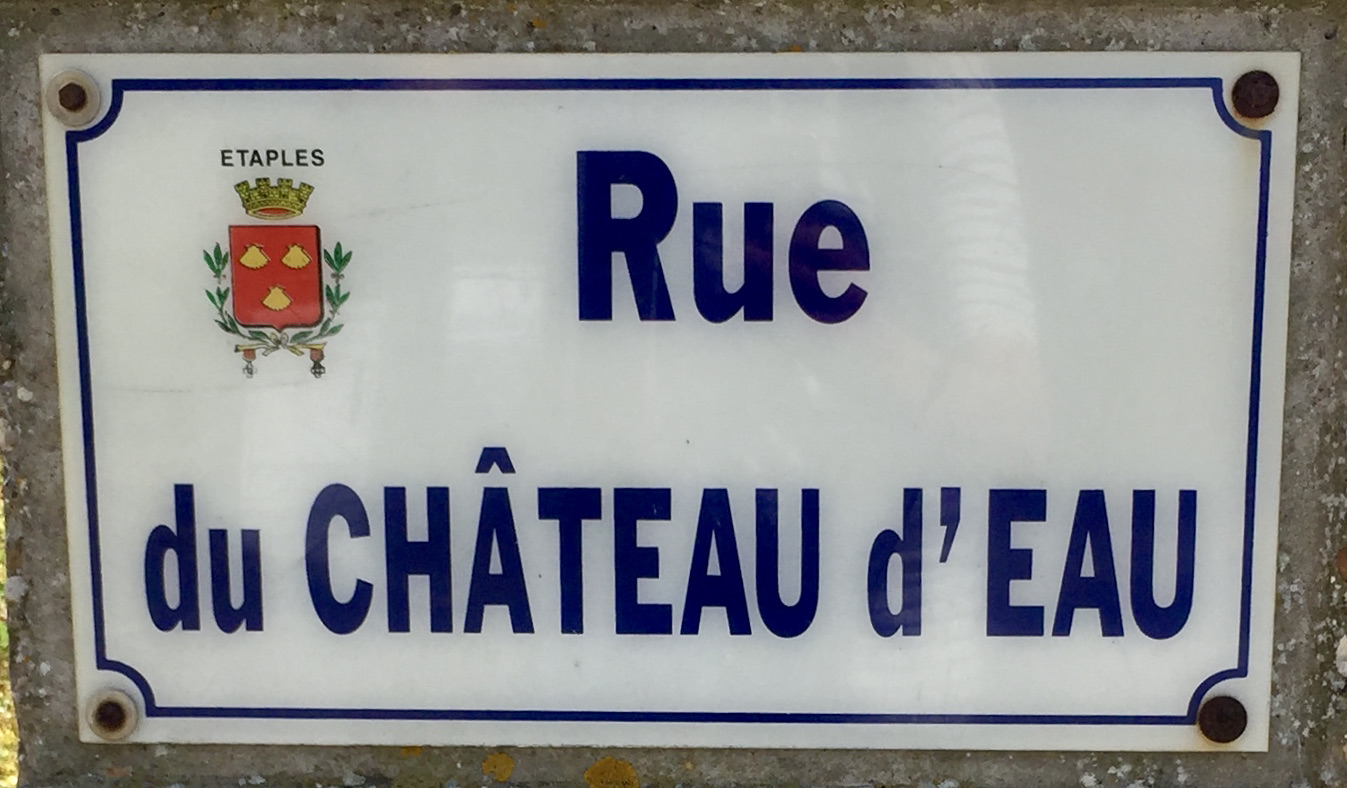

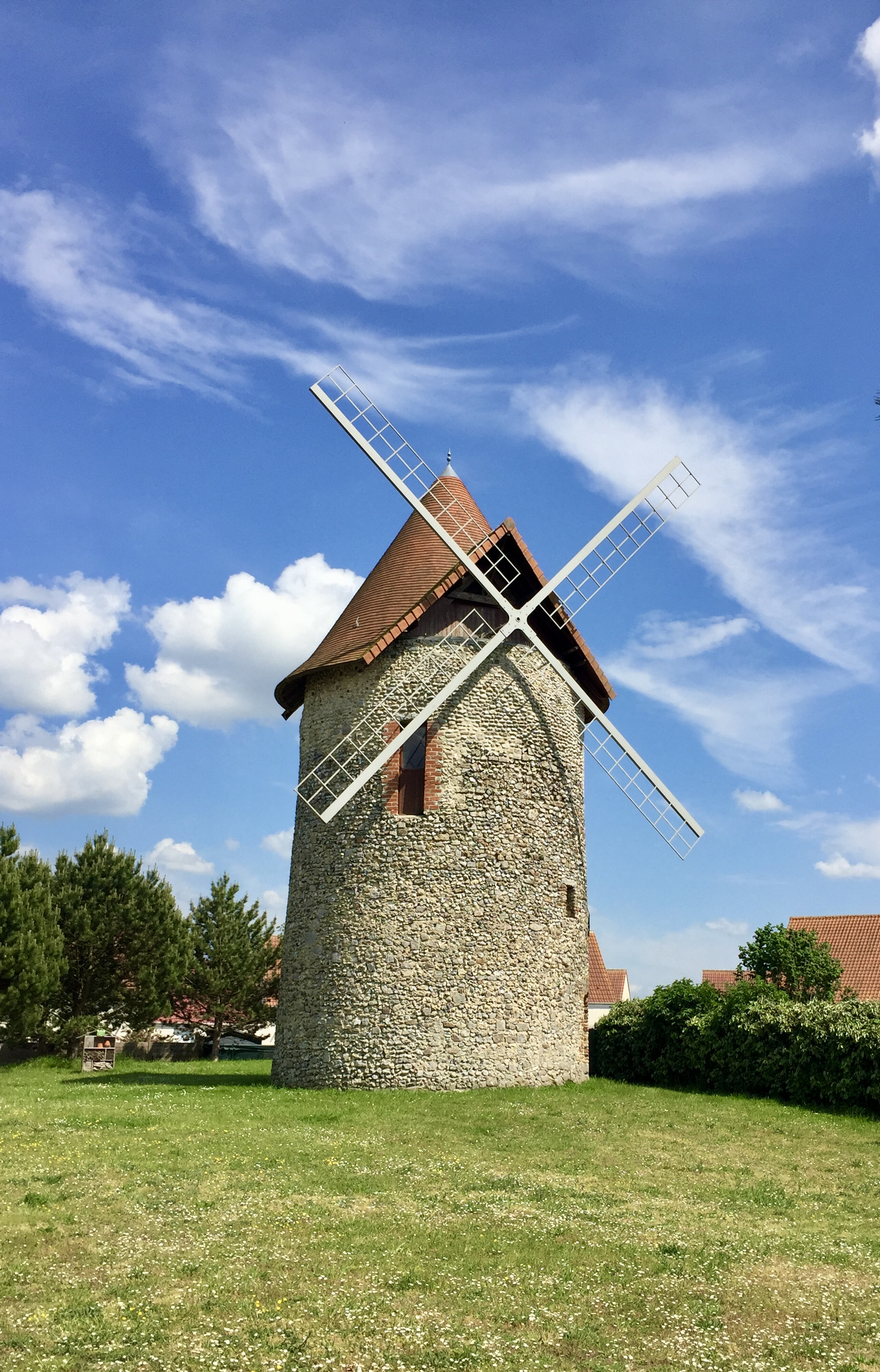

Voie proche du château d'eau situé sur le site de forage de Rombly.
Sur cette voie se trouve un moulin à vent sis à l'angle de la rue du Château-d'Eau et de l'avenue de Rombly.

### Cheminots (rue des)

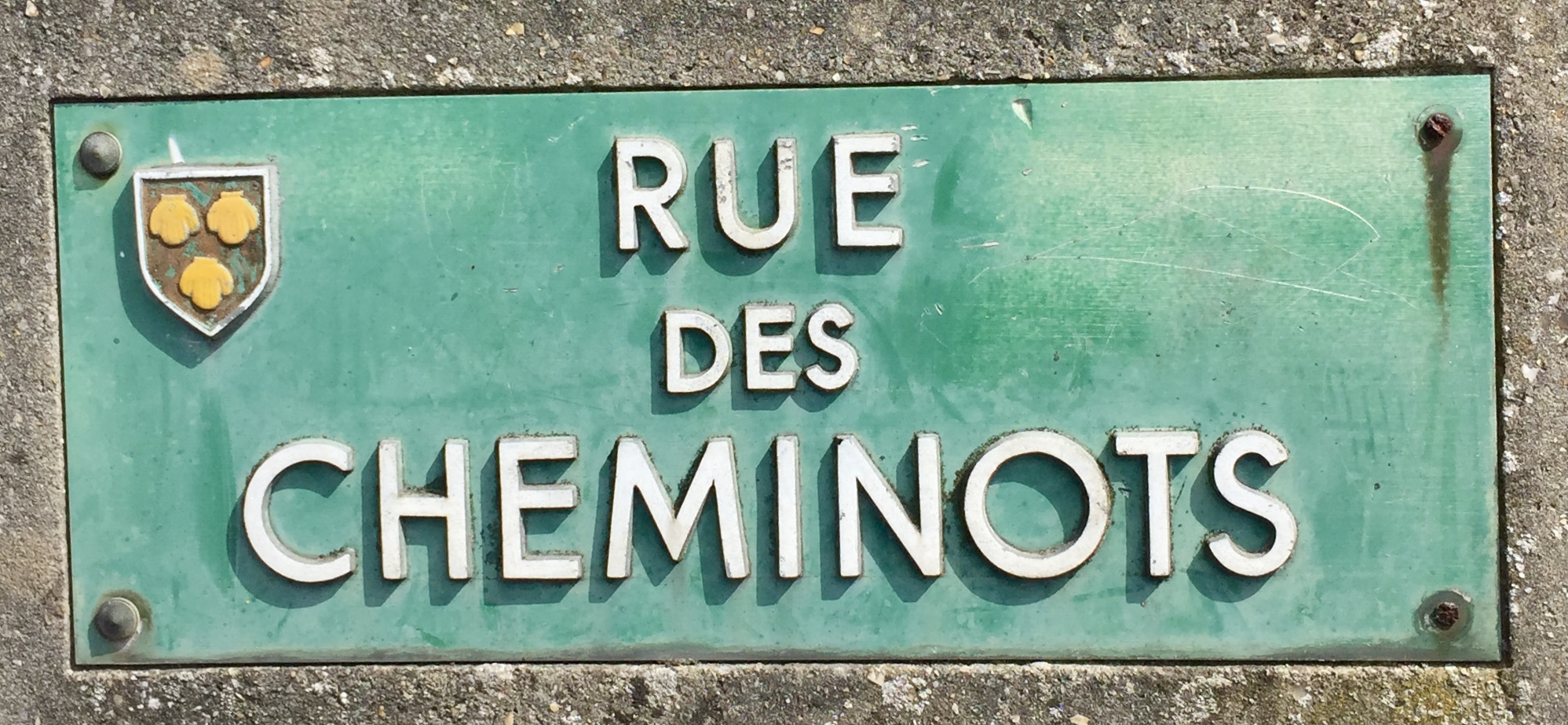

Voie qui mène à la Gare d'Étaples - Le Touquet.

### Chevreuils (allée des)
Le chevreuil est une espèce de cervidés, qui vit dans les forêts de feuillus ou mixtes (feuillus et conifères) de la région.

### Chœur (rue du)

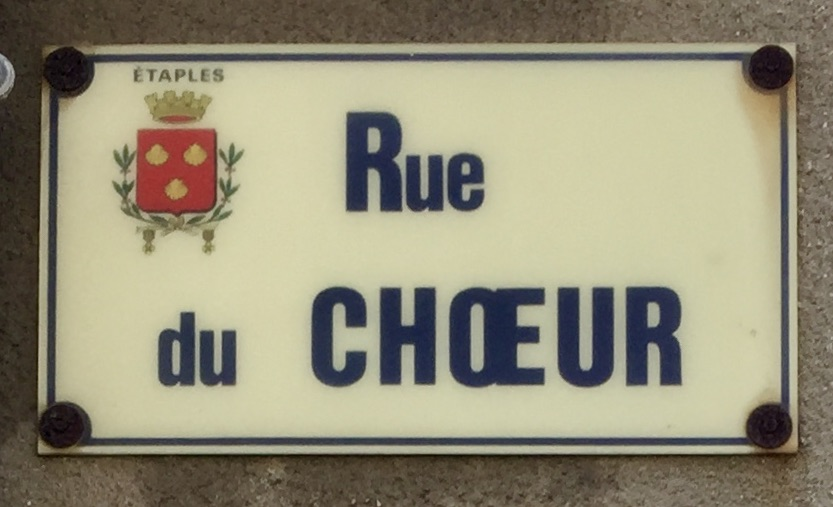

Cette rue est ainsi nommée parce que le chœur de l'église de Notre-Dame-de-Foy se trouvait antérieurement contre le pignon de cet édifice qui s'élevait à l'entrée de cette rue.

### Cigales (allée des)

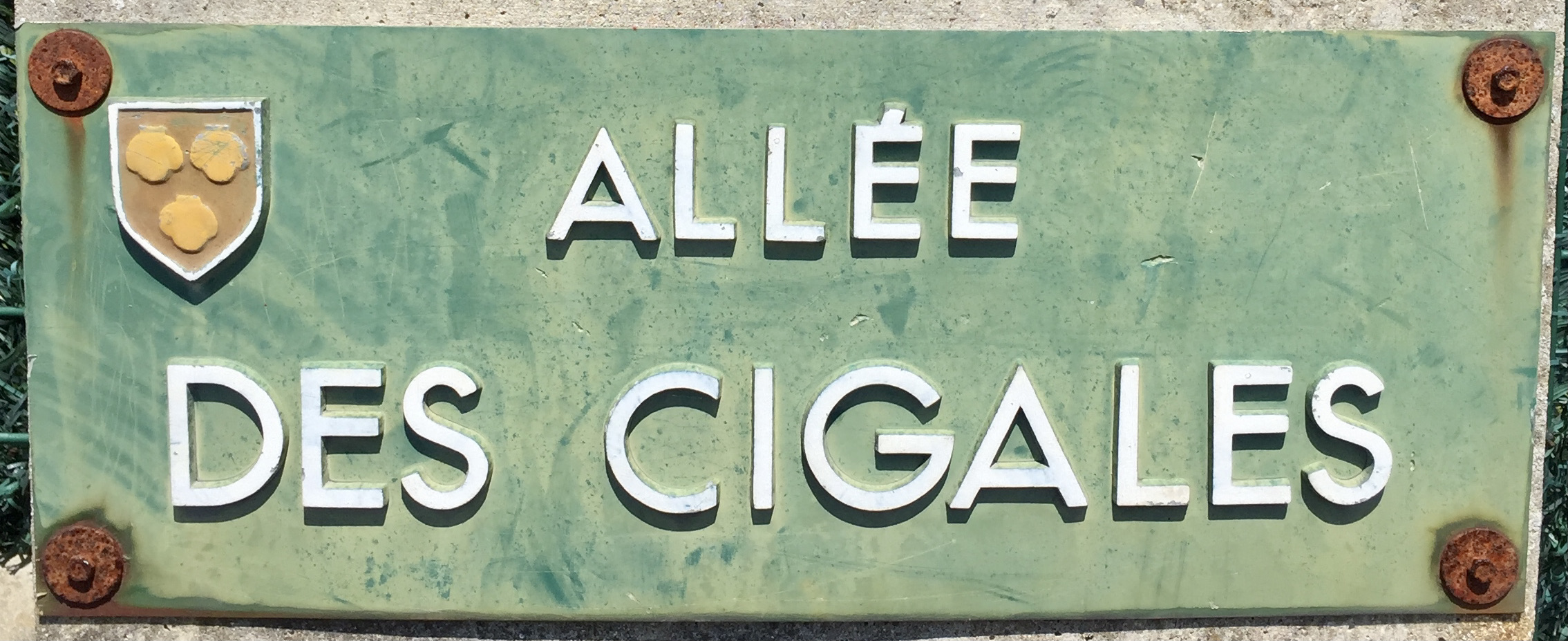

La cigale est un insecte de l'ordre des hémiptères.
Cette voie figure sur le fichier FANTOIR de la commune mais n'existe pas sur la liste des rues du site de l'office de tourisme.

### Cité-du-Bel-Air (impasse de la)

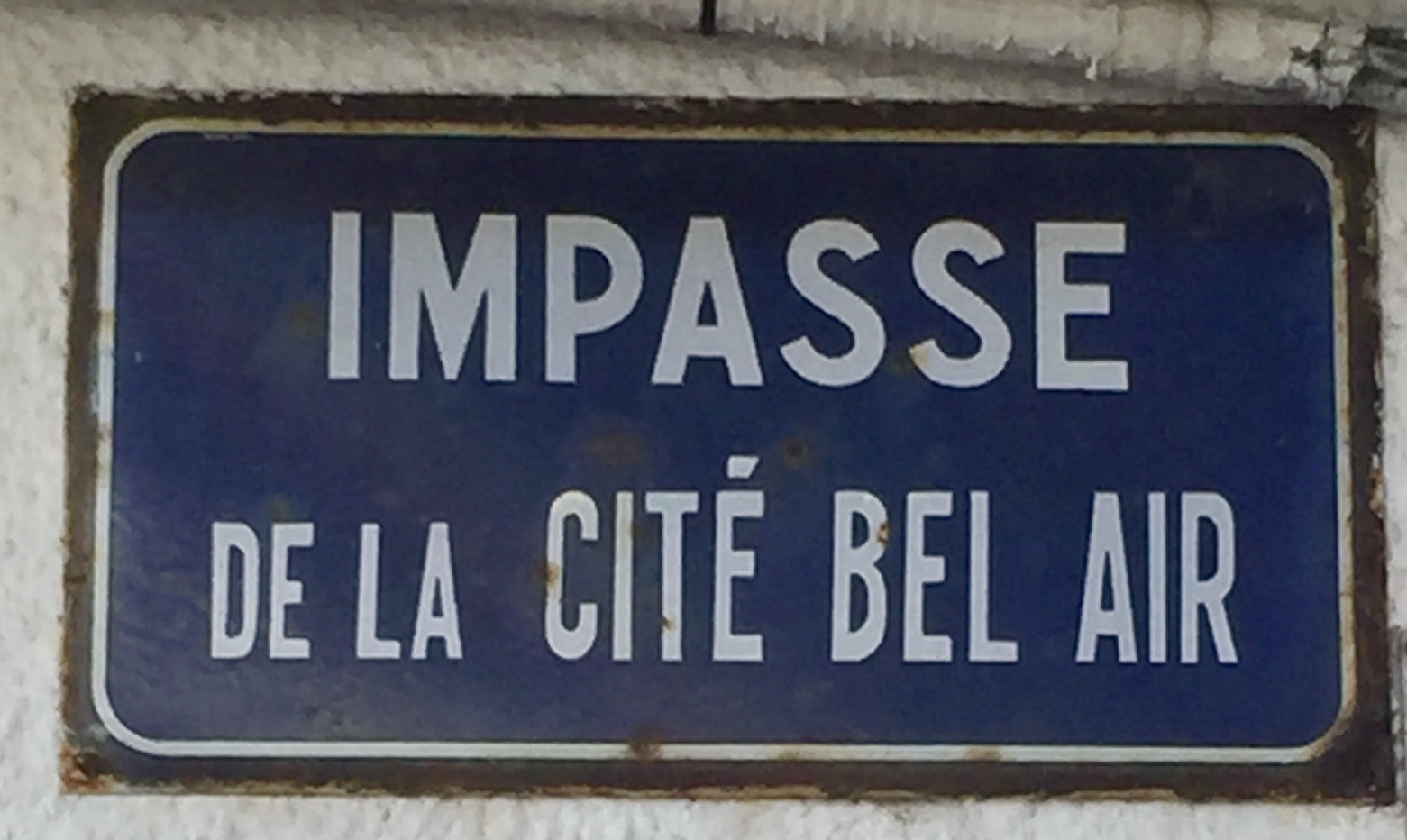

### Clémence (rue, ruelle)

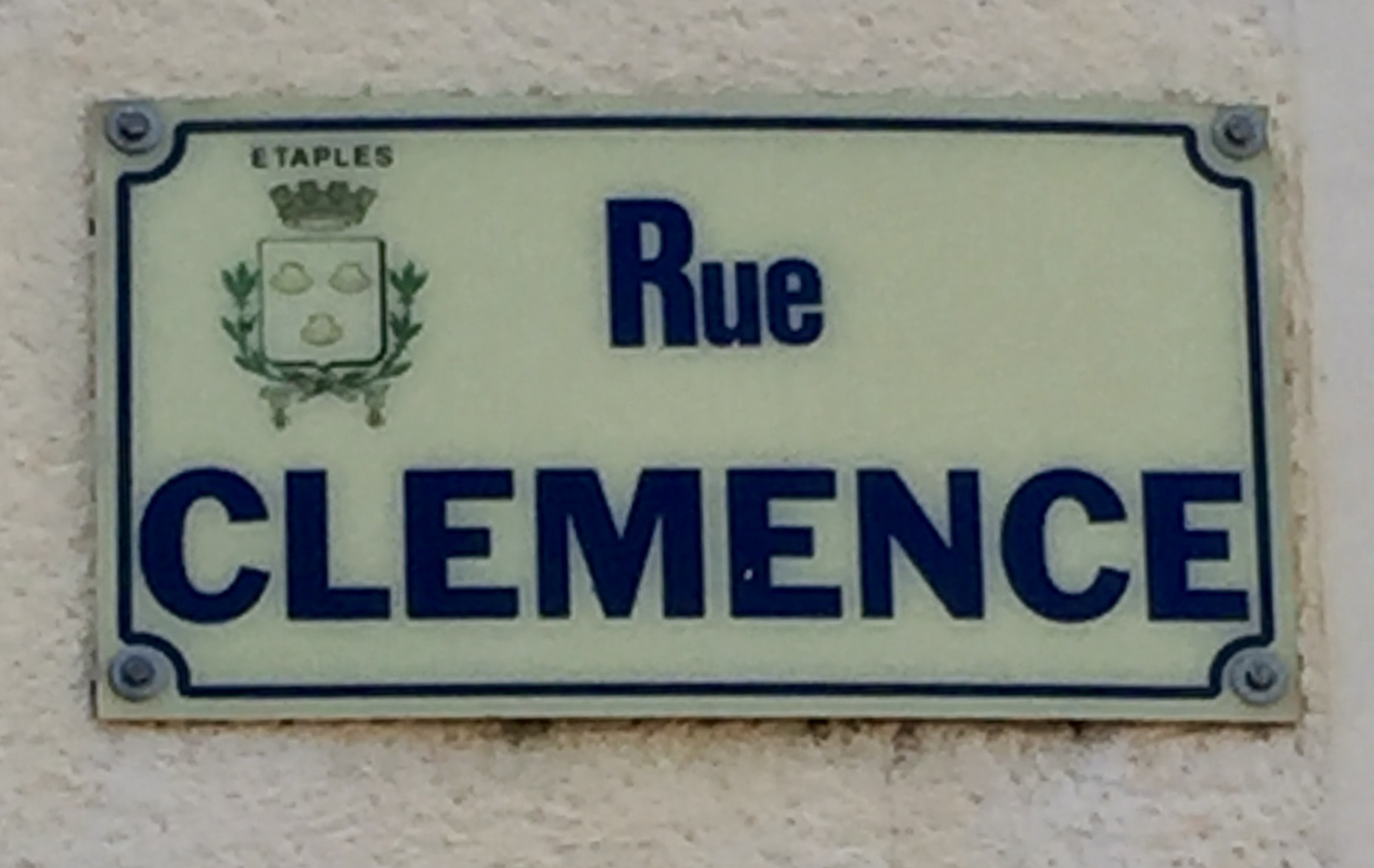

Cette voie tient son nom du prénom d'une des filles de la famille Bigot-Descelers.
Cette rue faisait partie de celles qui appartenaient à un propriétaire, ici la famille Bigot-Descelers et Tétard-Bigot, et que la commune a acquise le 3 juillet 1923.

### Coccinelles (allée des)

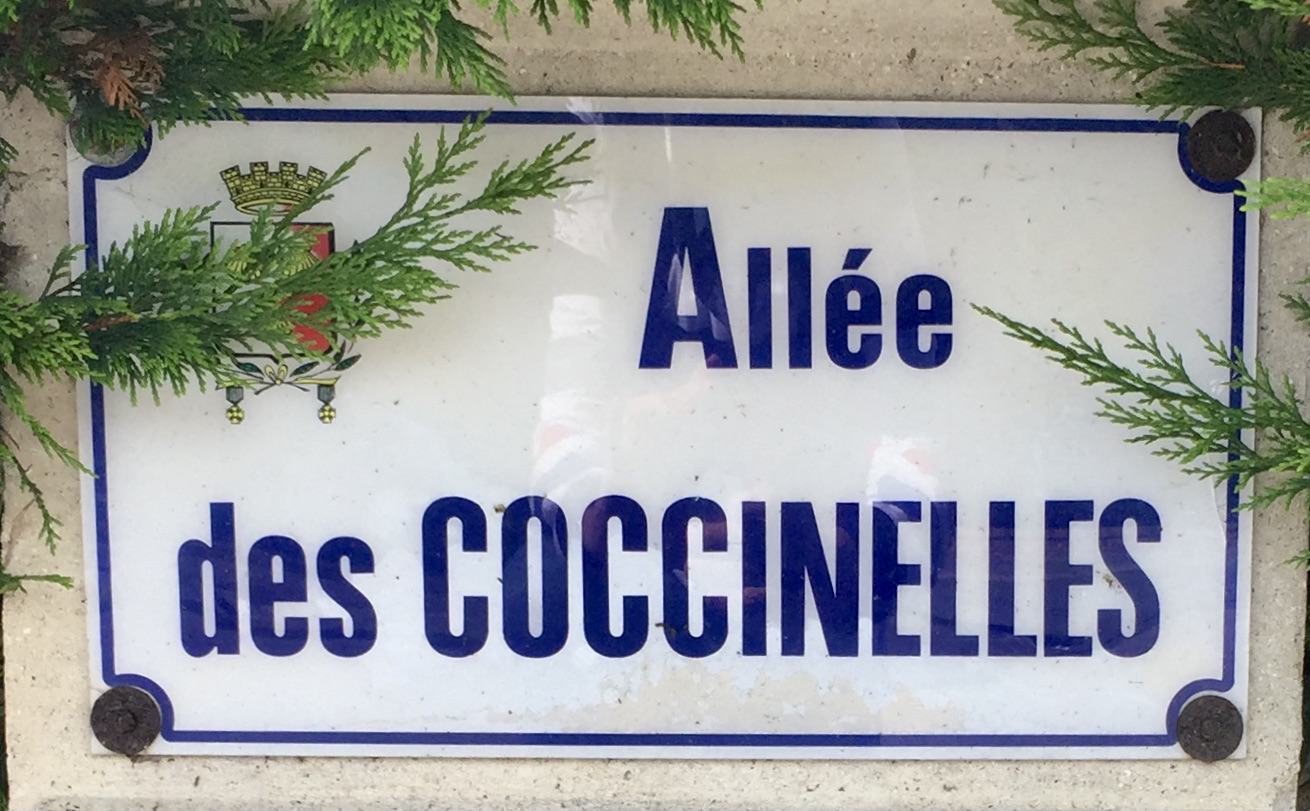

La coccinelle, insecte de l'ordre des coléoptères, est l'amie des jardiniers.

### Codron-Carlu (rue)

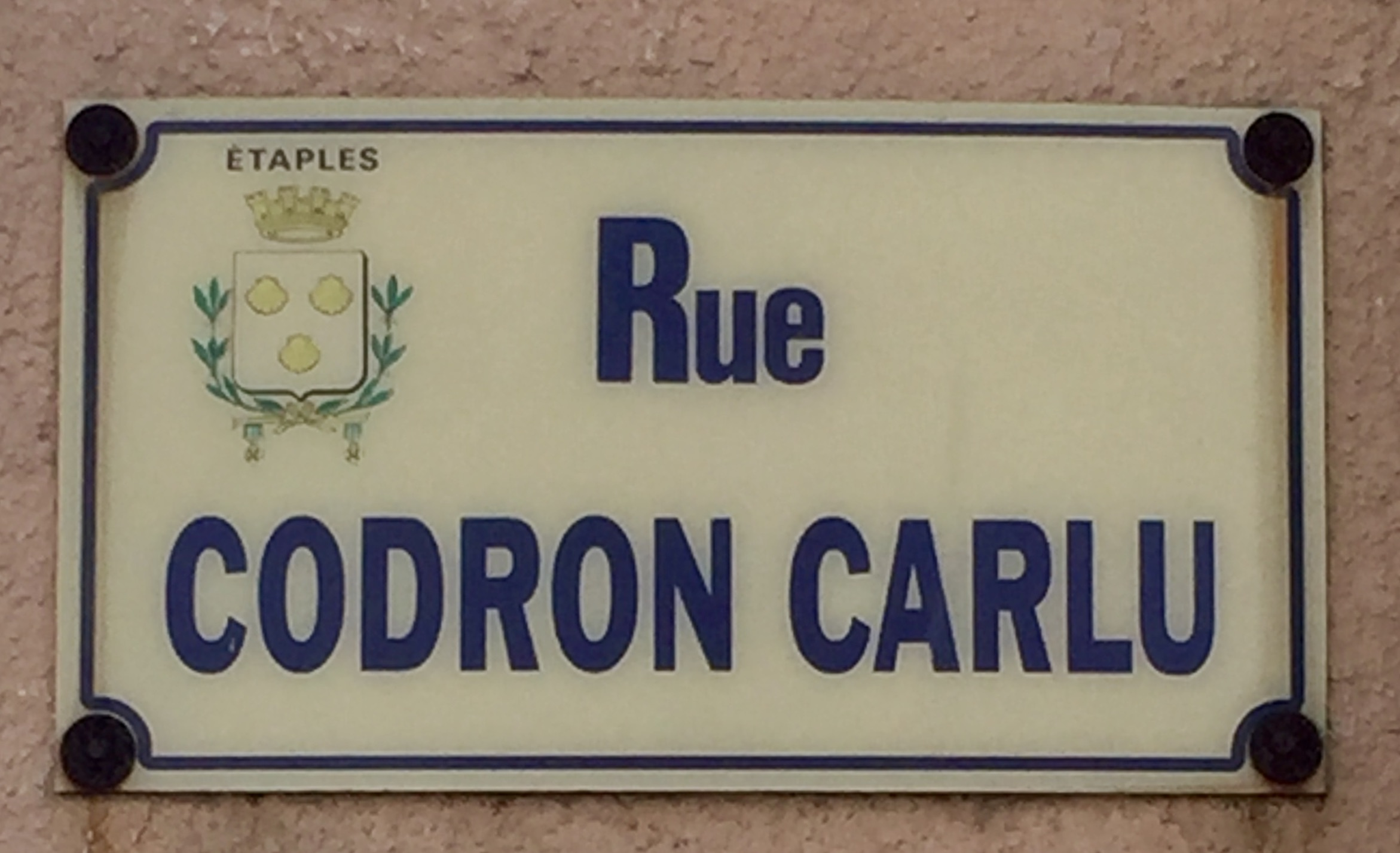

Cette voie tient son nom d'Eugène Codron et d'Émilie Carlu, mariés le 22 avril 1884.
Cette rue faisait partie de celles qui appartenaient à un propriétaire, ici la famille Codron-Carlu, et que la commune a acquise le 3 juillet 1923.

### Colonel-Bouthemy-120-RIL (rue)

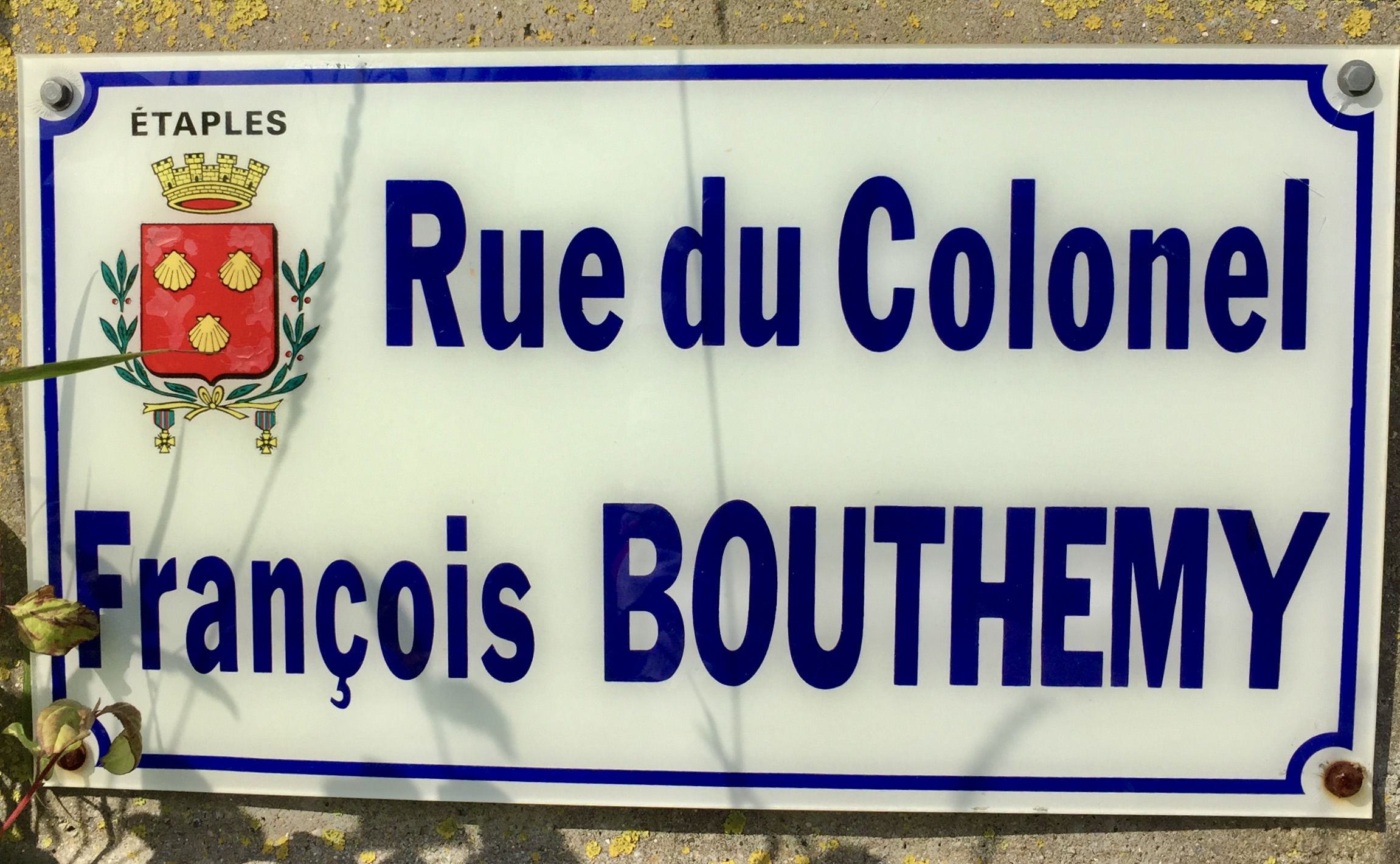

Il est noté « rue Colonel-Bouthemy-120-RIL » sur le fichier FANTOIR.

### Colonel-Colbert (impasse du)

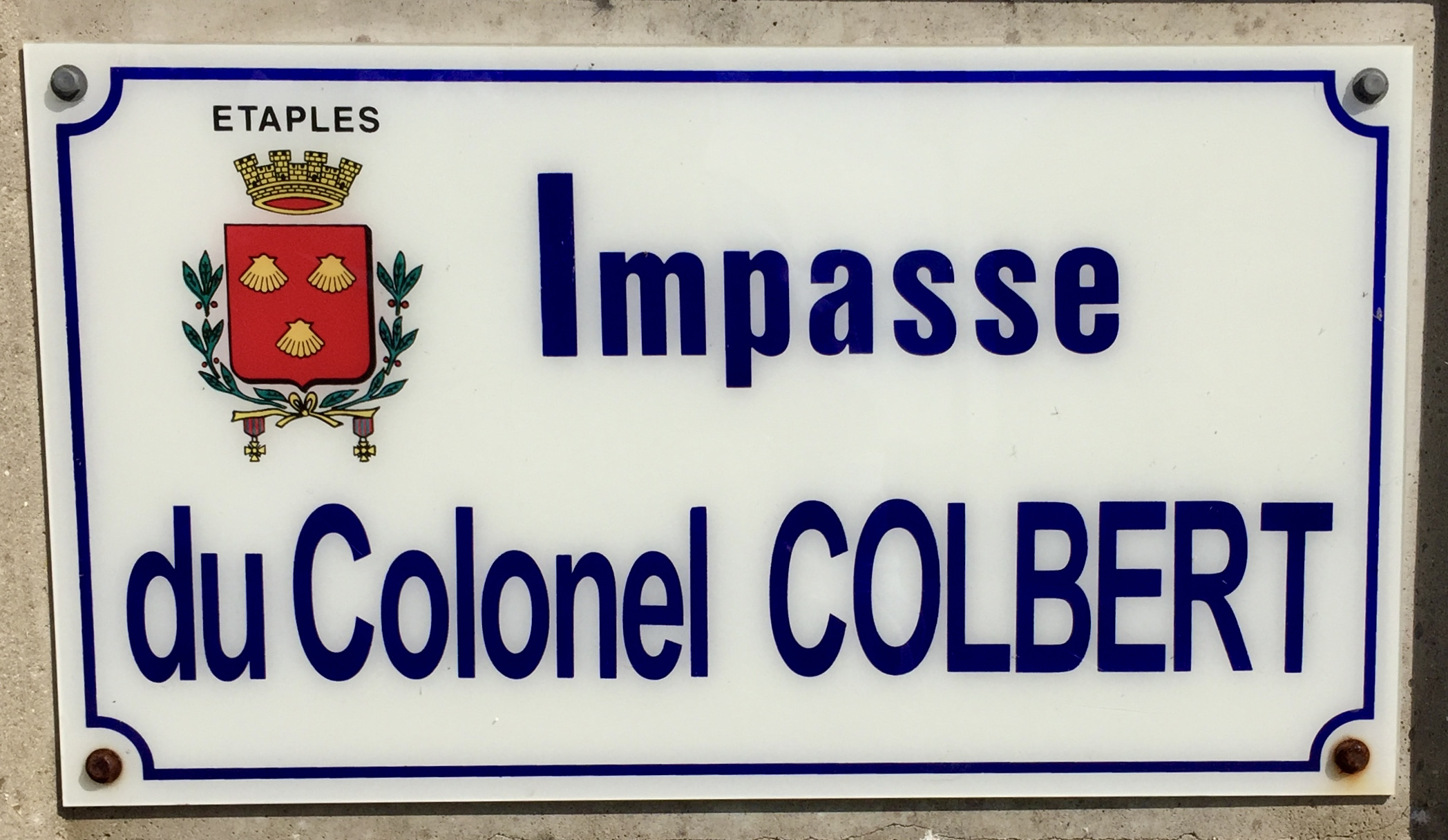

Louis Pierre Alphonse de Colbert, comte de Colbert-Chabanais (1776-1843), général de brigade français du Premier Empire.
Il est noté « rue » sur le fichier FANTOIR.

### Colonel-Lebrun (impasse du)

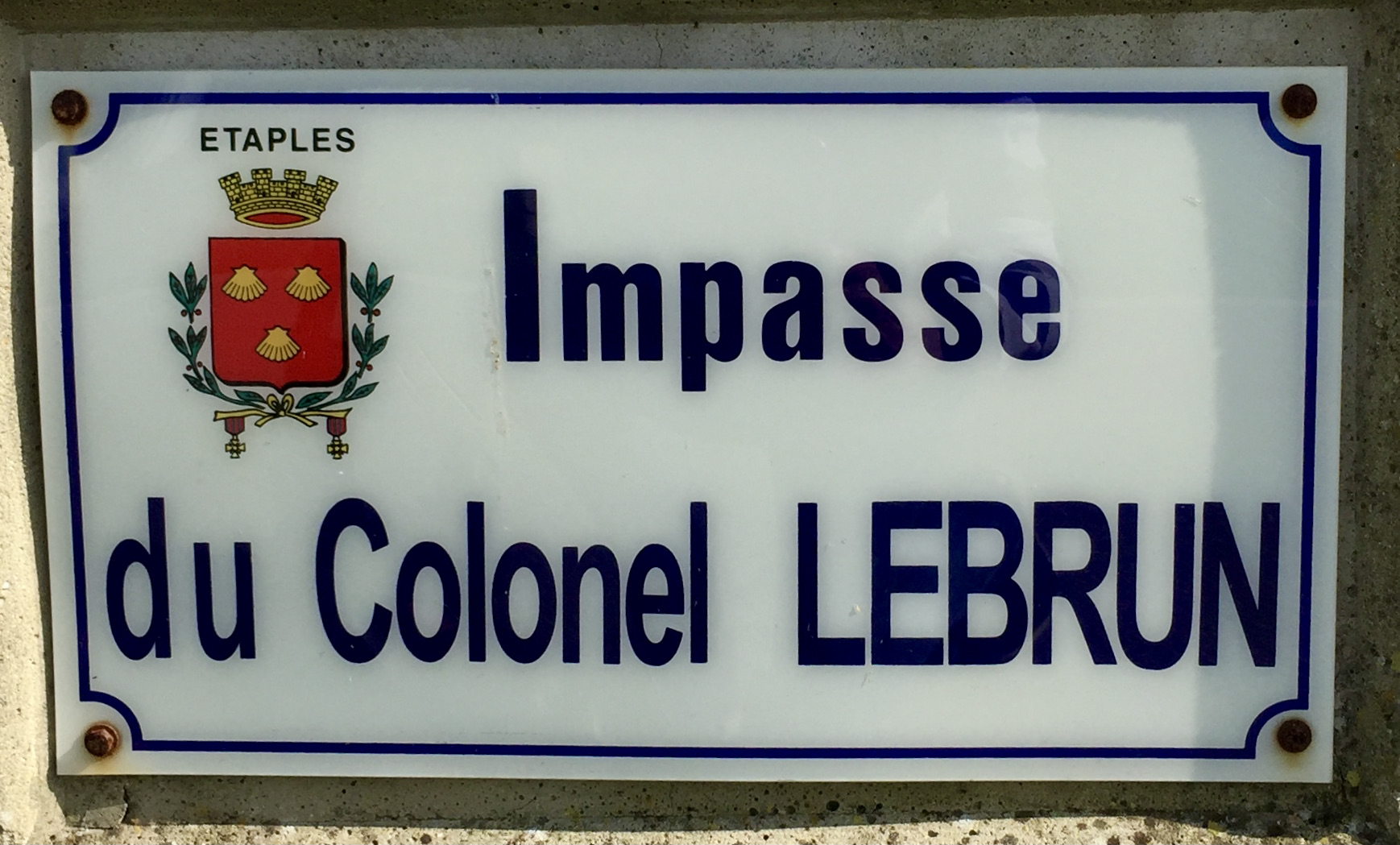

Anne-Charles Lebrun, duc de Plaisance (1775-1859), général français de la Révolution et de l’Empire.
Il est noté « rue » sur le fichier FANTOIR.

### Colverts (rue des)

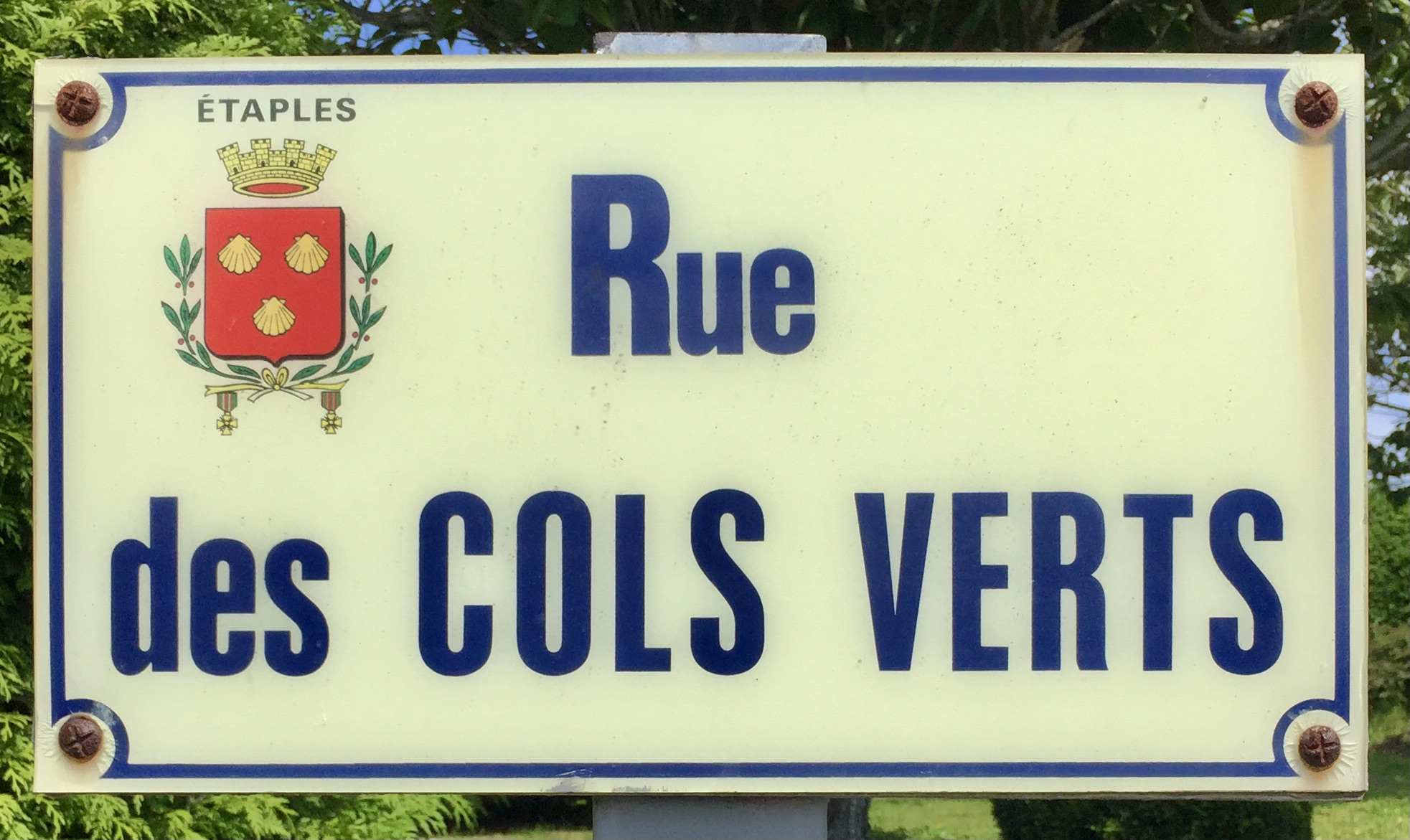

Cette voie tient son nom du canard colvert qui est certainement le plus connu et reconnaissable de tous les canards, du fait de l'existence de races de canards domestiques issues de cette espèce.
À noter l'orthographe surprenante sur la plaque de rue.

### Coquelicots (allée des)

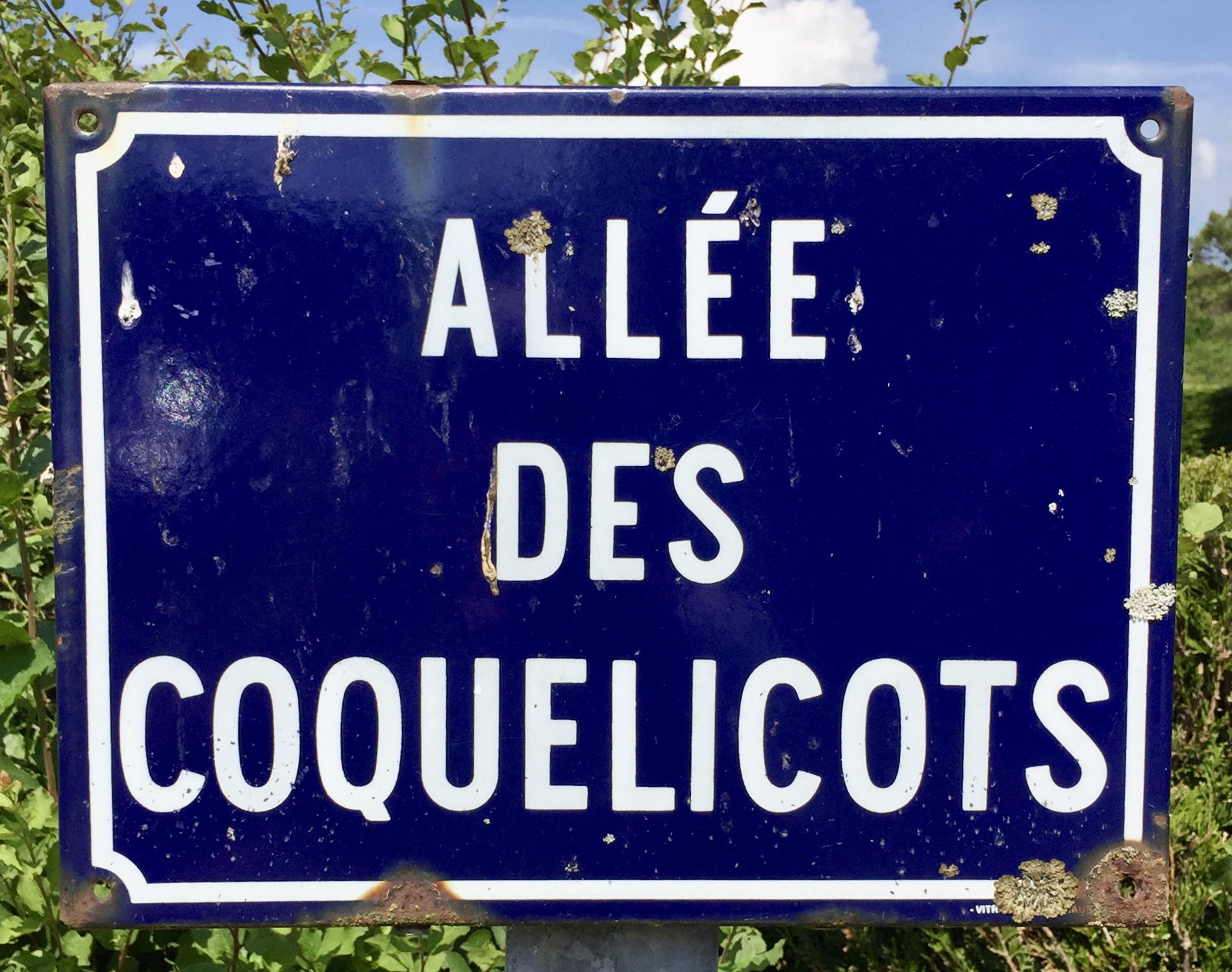

Cette voie tient son nom du coquelicot, espèce de plantes dicotylédones, originaire d'Eurasie, qui fleurit dans notre région et qui se distingue par la couleur rouge de ses fleurs.

### Cormorans (rue des)

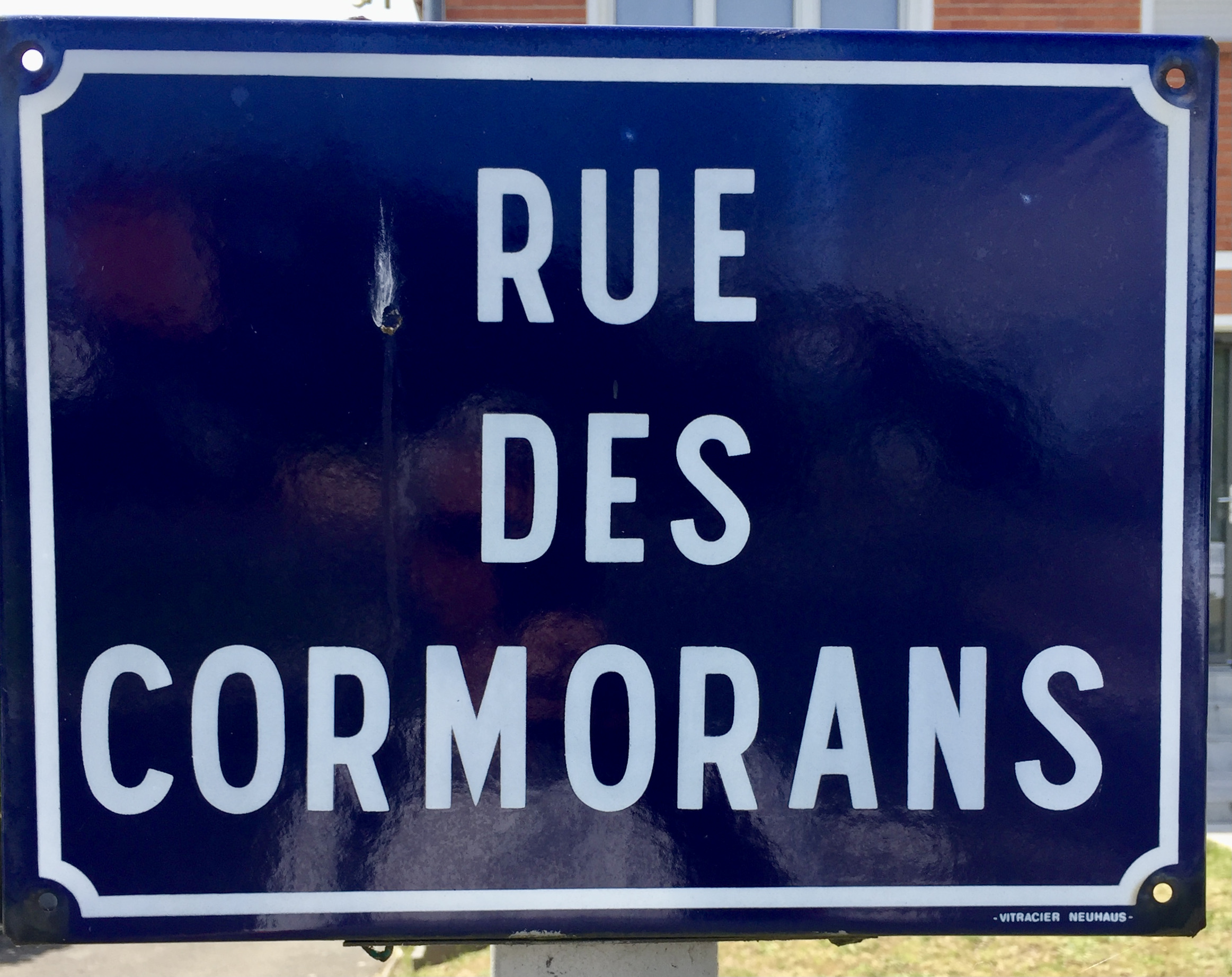

Cette voie tient son nom du cormoran, oiseau de mer que l'on rencontre dans la région.

### Courlis (rue de)

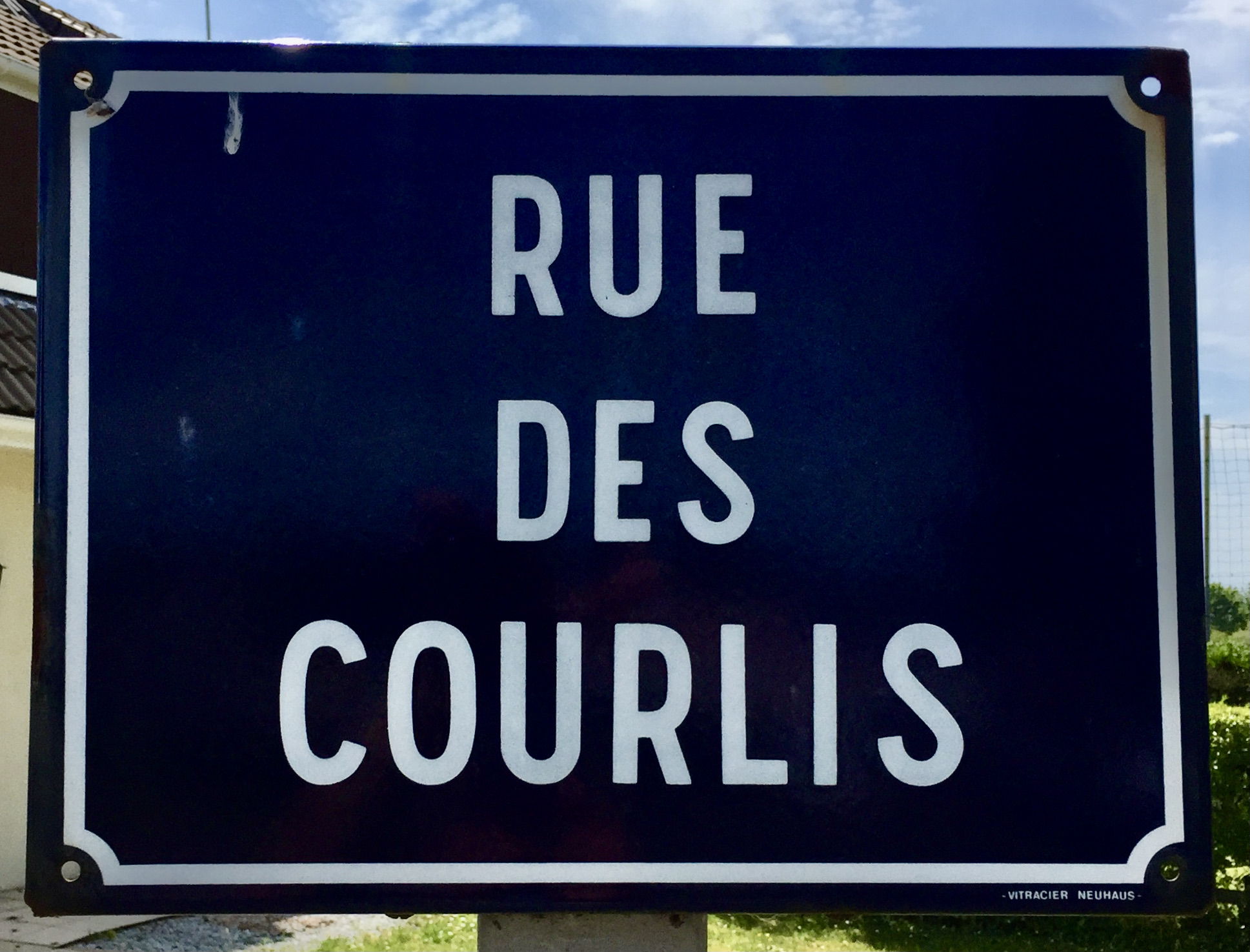

Cette voie tient son nom du courlis, genre d'oiseaux limicoles dont il existe plusieurs espèces comme le courlis cendré, et que l'on rencontre, par exemple, sur les berges de la Canche.

### Criquets (allée des)

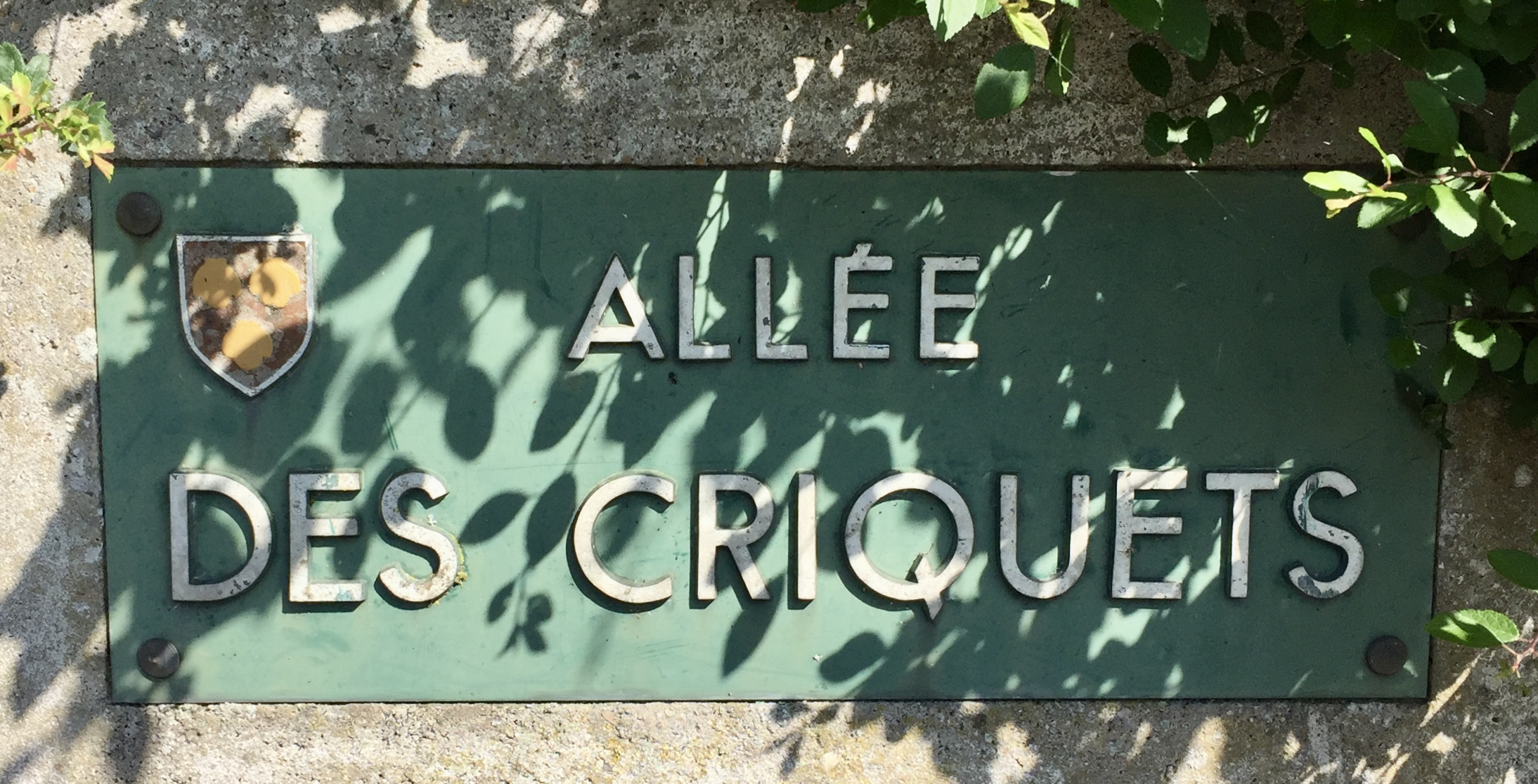

Cette voie tient son nom du criquet, insecte phytophage que l'on trouve dans la région.

### Cronquelets (rue des, place des)

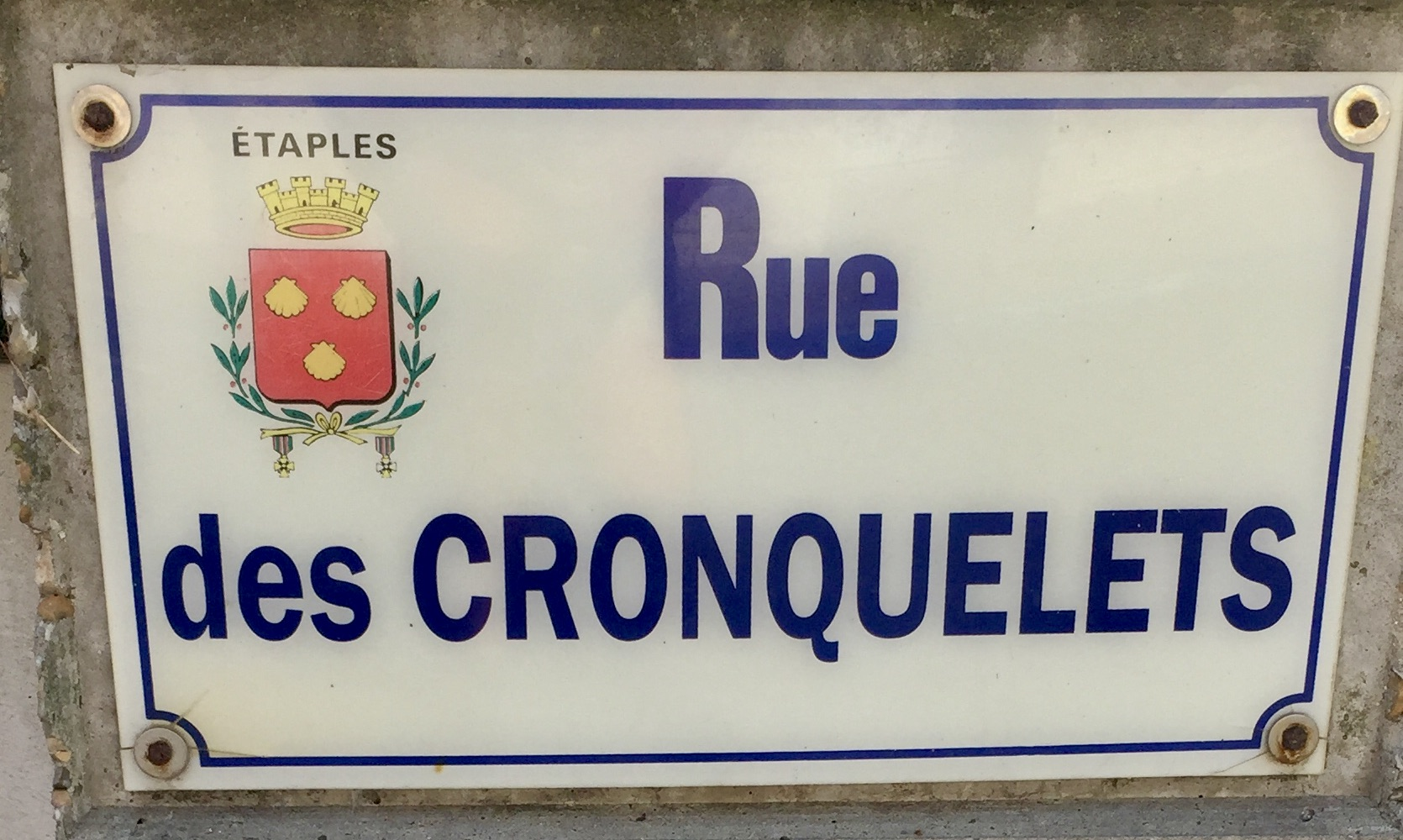

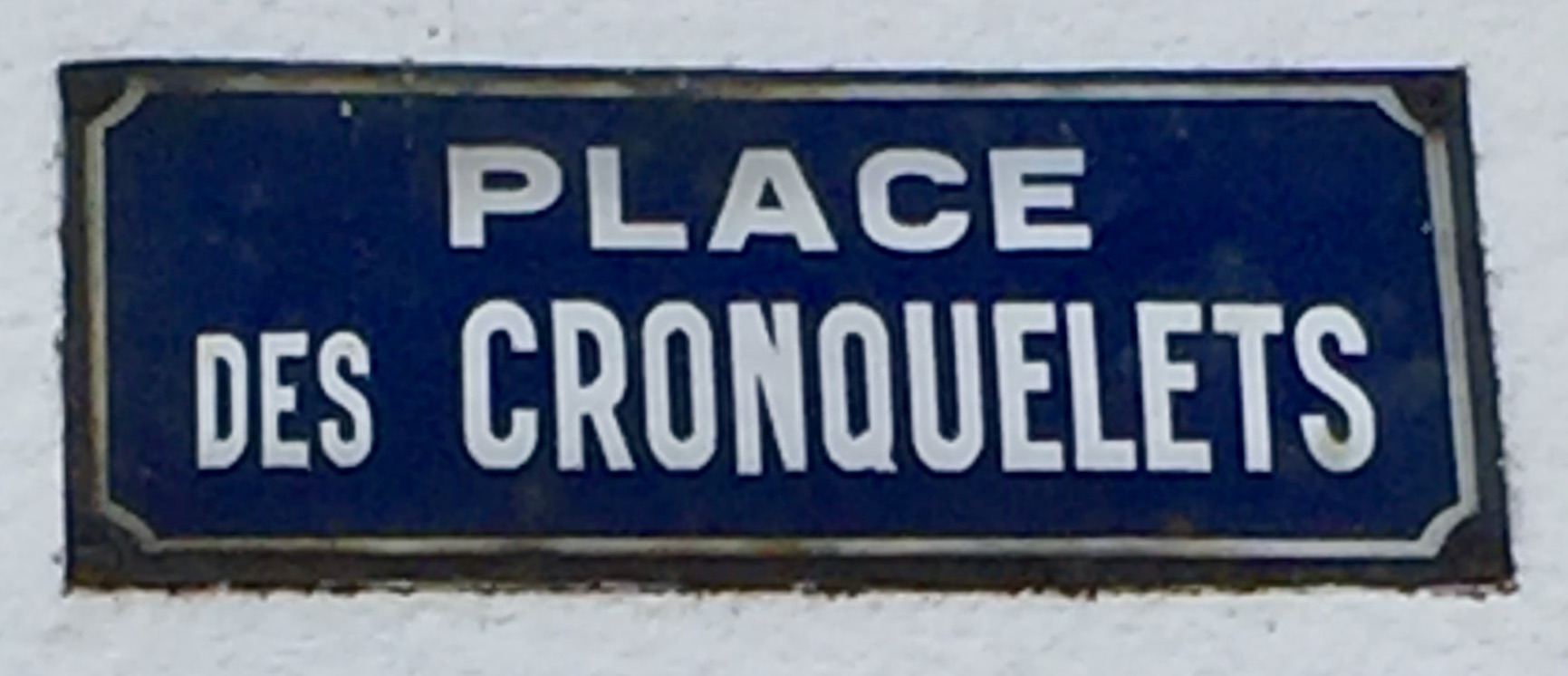

Cette voie tient son nom d'un monticule d'une assez grande étendue, 215 mètres de long, 66 mètres de large et de 4 mètres de haut, constituée de plusieurs couches de terre, de sable et de 20 cm de coquillages, connu depuis longtemps sous le nom de Cronquelets dont l'origine n'est pas connue, une hypothèse avance qu'il pourrait venir du mot coque. En 1857, la moitié de la butte disparaît pour servir de remblais pour la construction du quai et, vers 1906, une autre partie servira au remblais de l'hippodrome de Paris-Plage,.

### Cygnes (rue des)

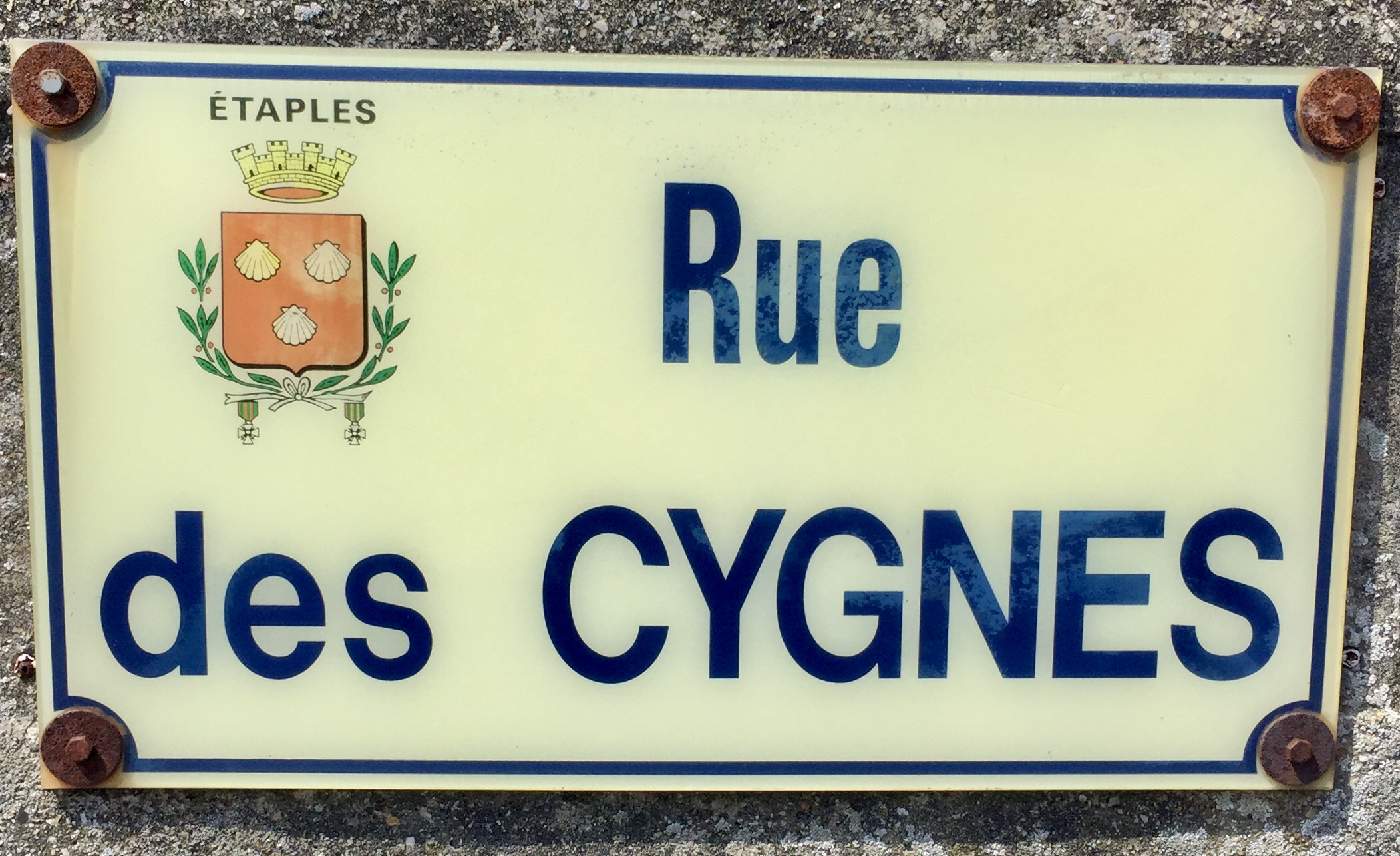

Cette voie tient son nom du cygne, genre d'oiseaux de la famille des Anatidae.

## D

### Debussy (allée)

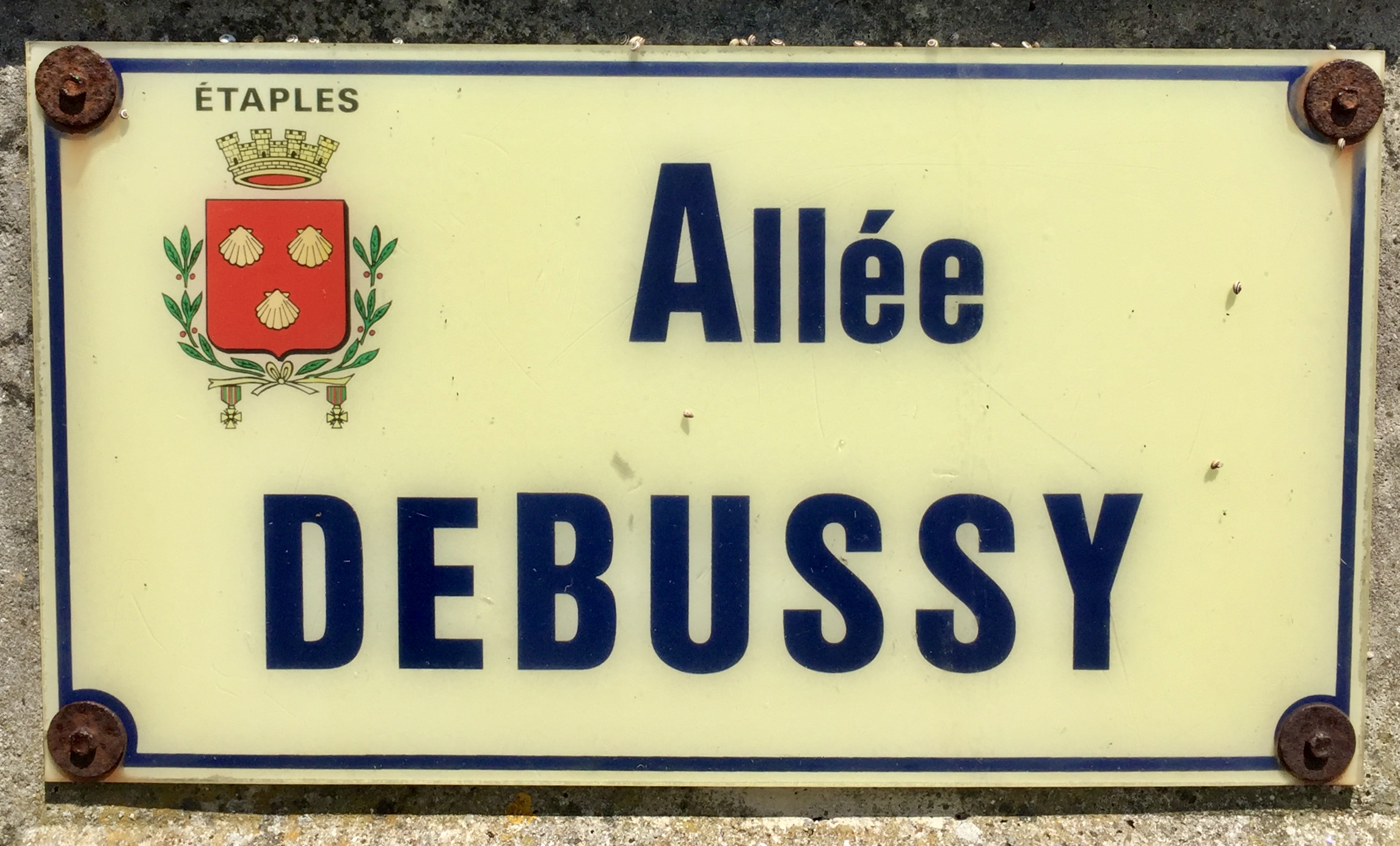

Cette voie tient son nom du compositeur français, Claude Debussy (1862-1918).

### Demoiselles (allée des)

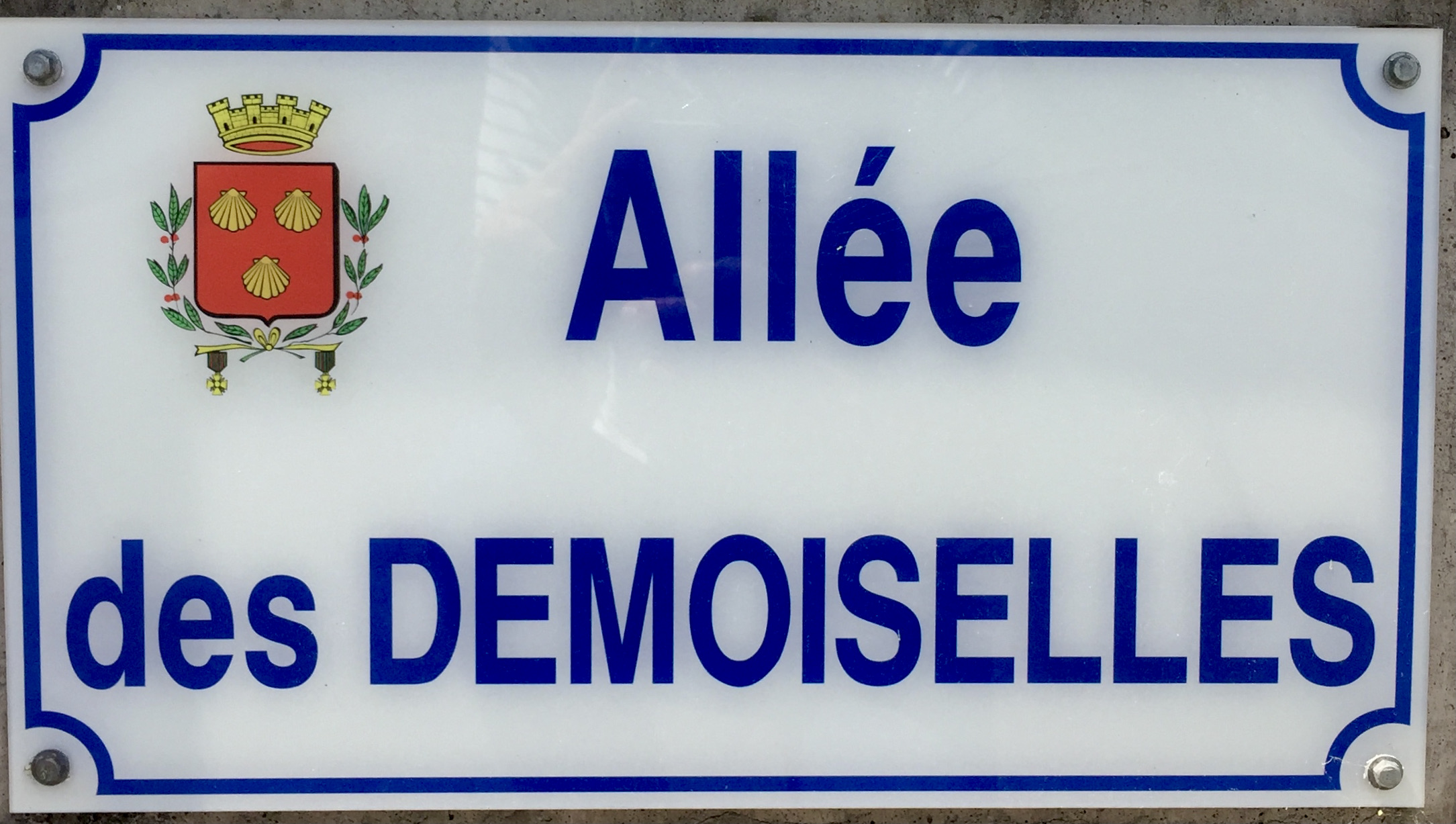

Du nom de l'insecte, la demoiselle que l'on distingue de la libellule, et que l'on trouve dans la commune.

### Désiré-Deboffe (rue)

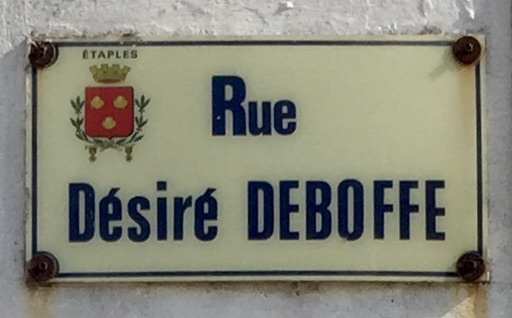

Désiré Deboffe fut adjoint au maire d'Étaples et médecin. C'est le 14 août 1909 que le conseil municipal d'Étaples décide de donner le nom de rue Désiré Deboffe à une partie de l'ancienne rue de la Gare où il résidait, en reconnaissance des services rendus par ce médecin.

### Dezoteux (rue)

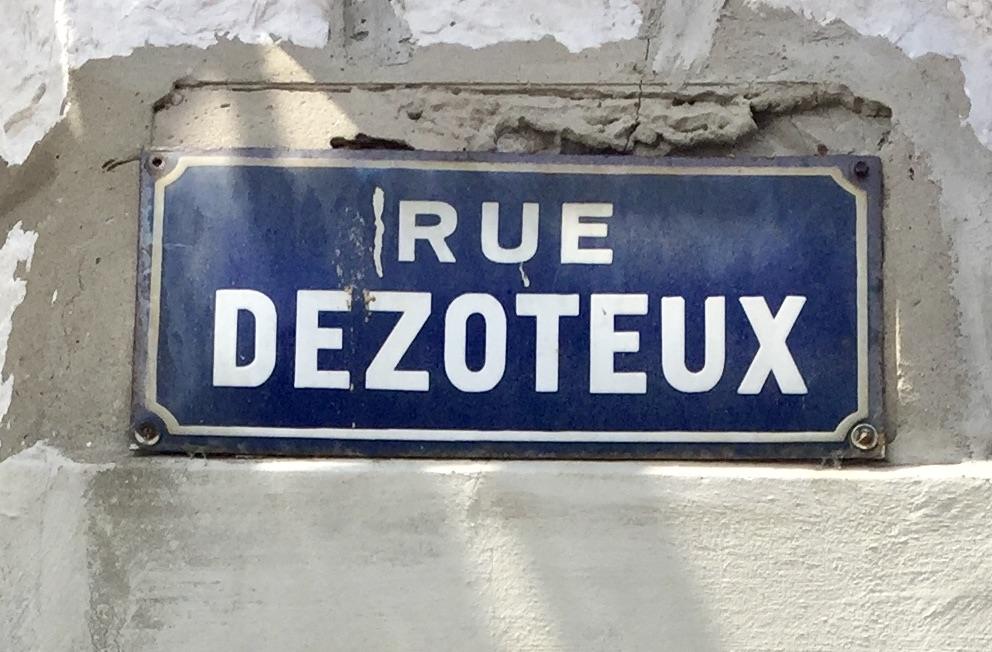

Cette voie tient son nom de l'épouse d'Aimé Billiet, Marie Dezoteux.
Cette rue faisait partie de celles qui appartenaient à un propriétaire, ici la famille Billiet, et que la commune a acquise le 3 juillet 1923.

### Dix-huit juin 1940 (place)

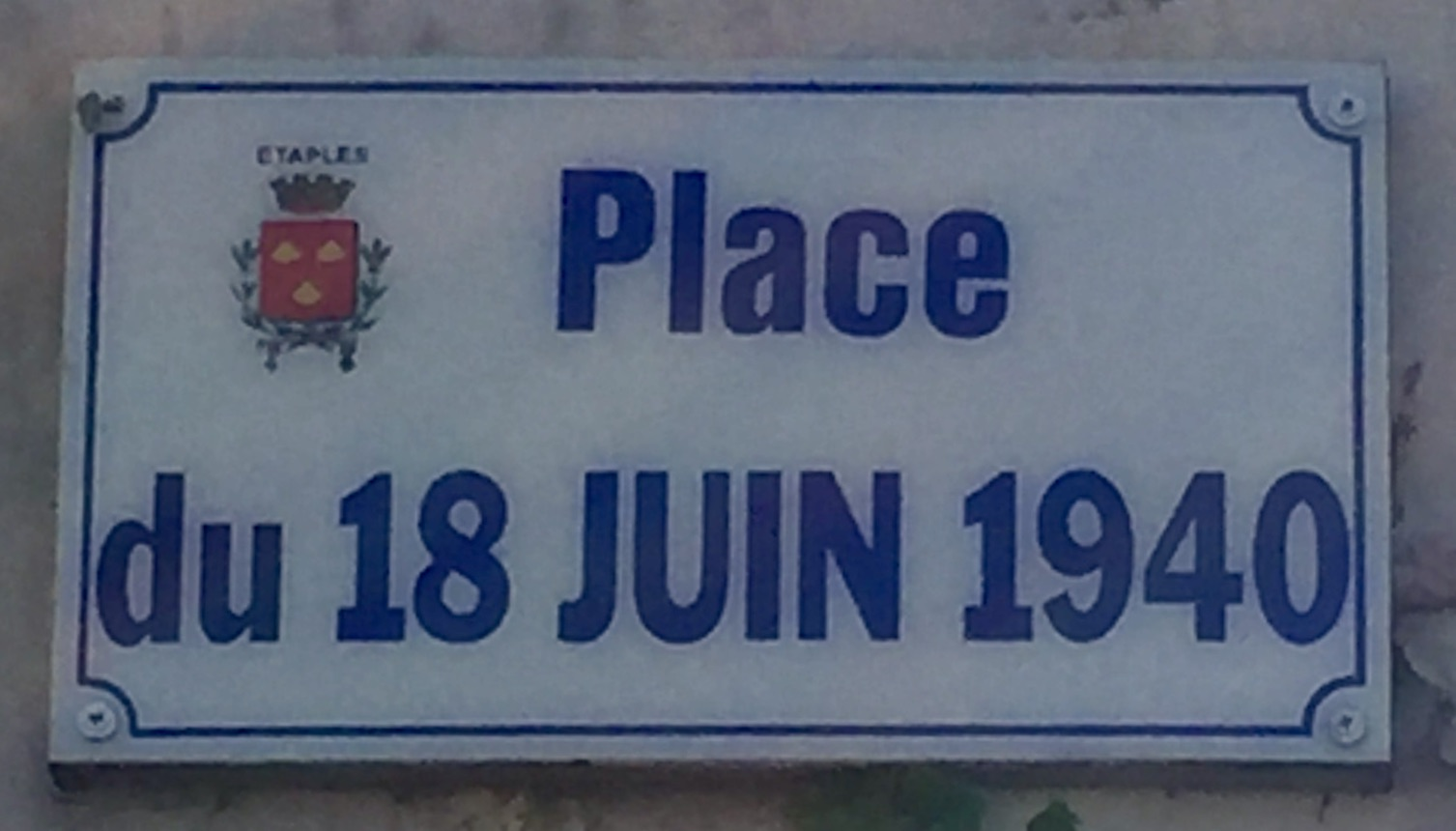

Cette place ne figure ni dans le fichier FANTOIR, ni dans la liste des rues du site de l'office de tourisme.

### Docteur-Calmette (rue du)

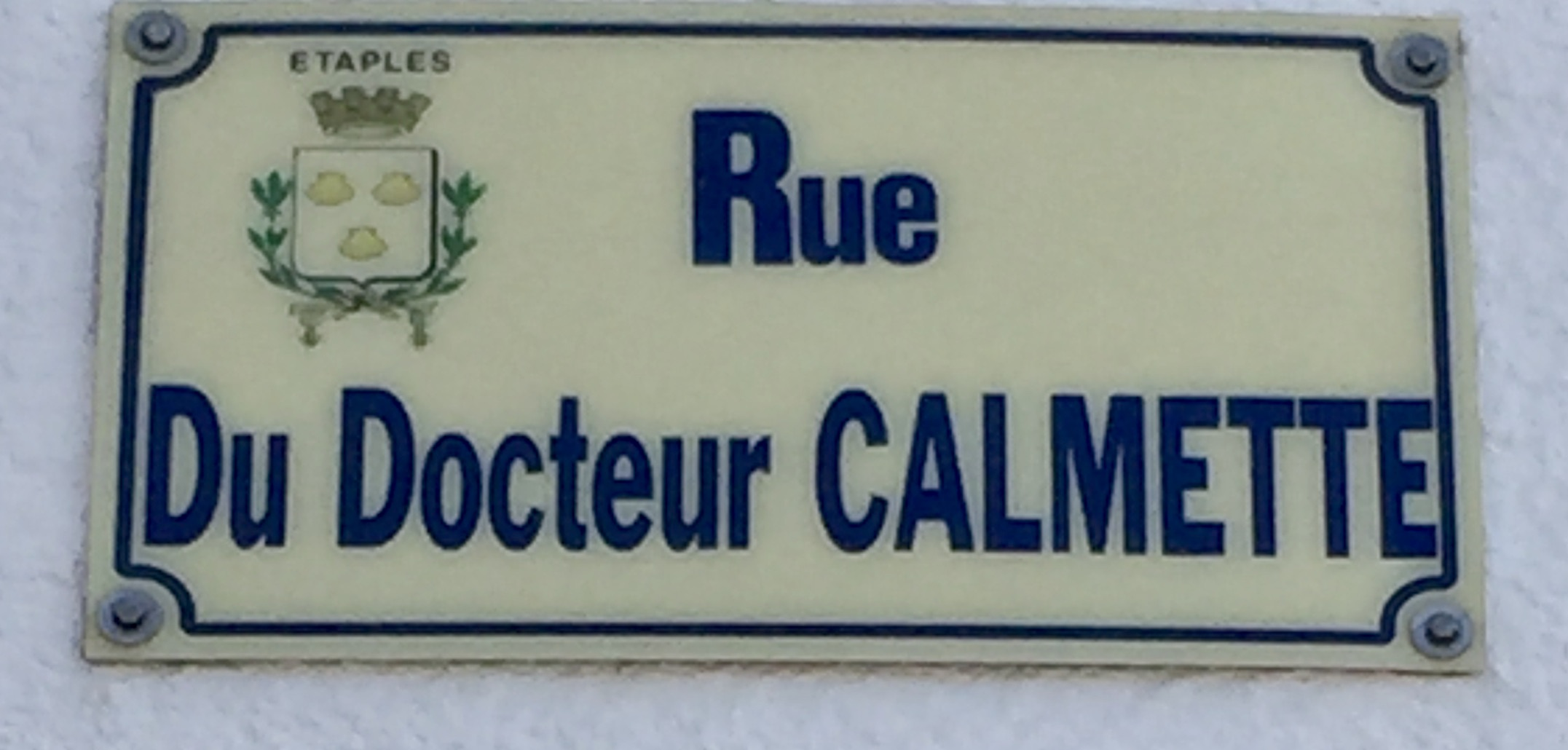

Albert Calmette (1863-1933), est un médecin et bactériologiste militaire français. Sa renommée tient à la mise au point entre 1904 et 1928, avec Camille Guérin, de la vaccination contre la tuberculose grâce au BCG.

### Docteur-Curie (rue du)

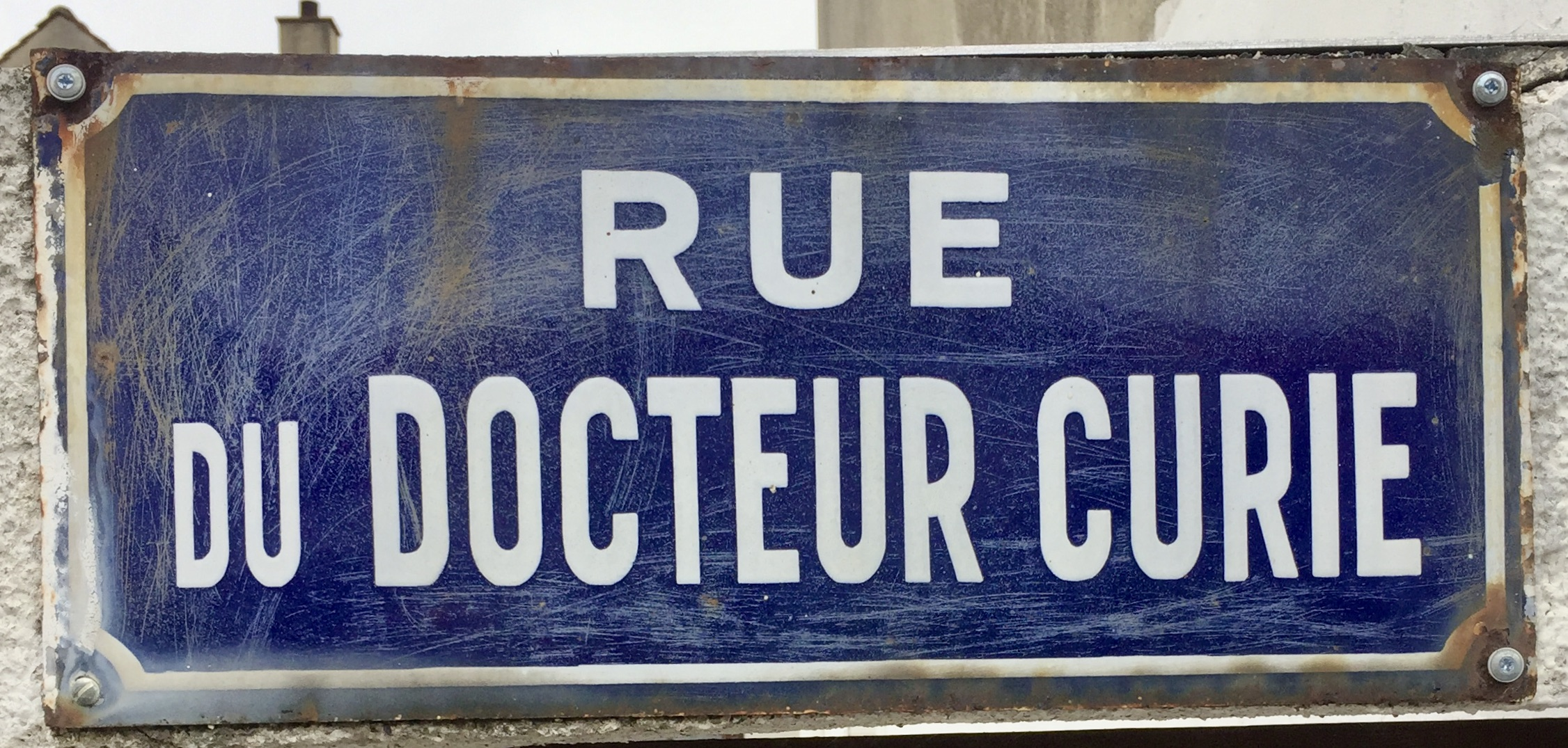

Pierre Curie (1859-1906), est un physicien français. Pierre Curie et Marie Curie, son épouse, partagent avec Henri Becquerel le prix Nobel de physique de 1903 pour leurs recherches sur les radiations.

### Docteur-Dacquet (rue du)

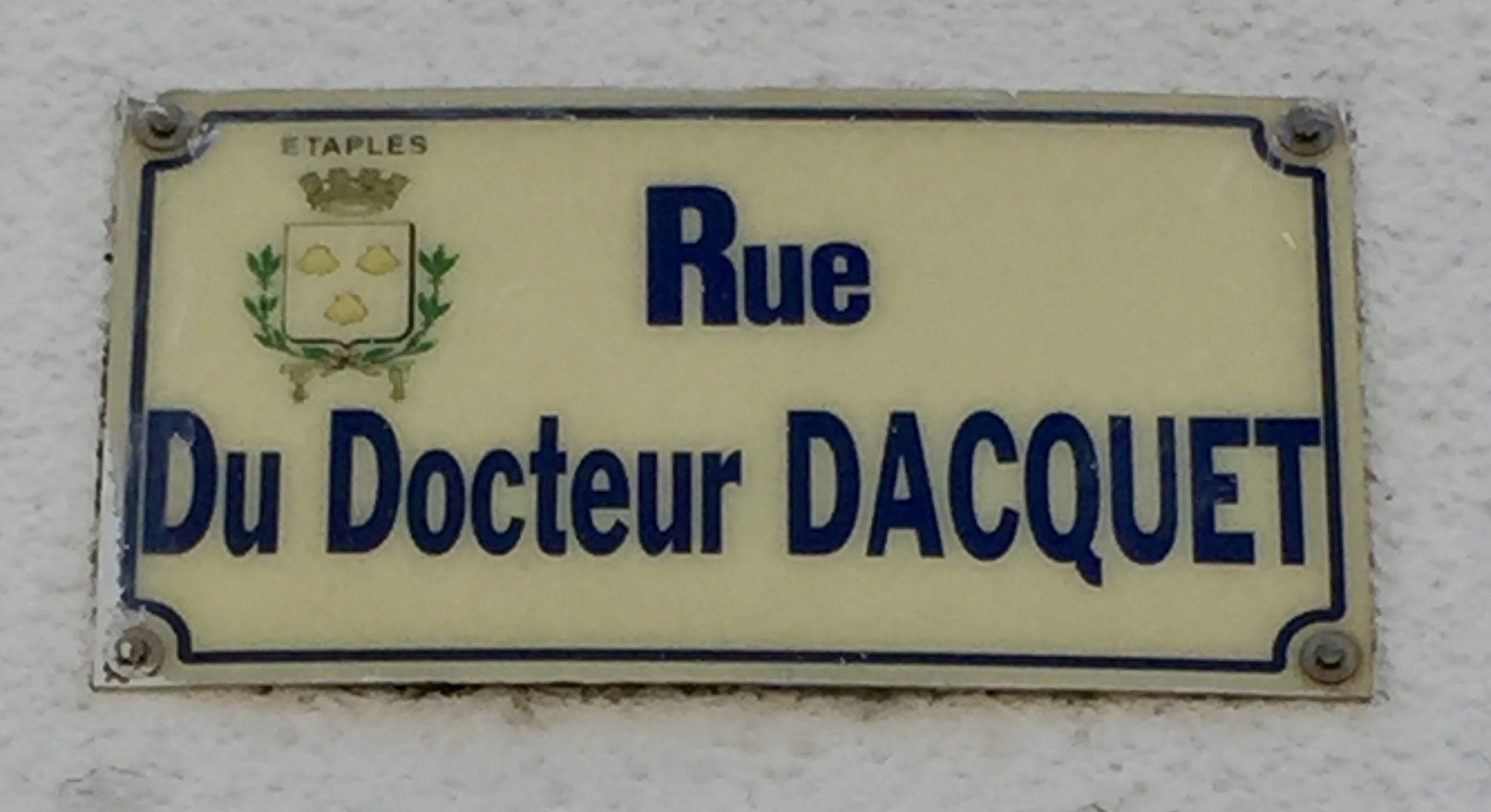

Du nom de Louis Dacquet, né le 3 février 1863 à Berck et mort à Étaples le 30 août 1898, docteur en médecine à Étaples. Il est membre du conseil d'hygiène de l'arrondissement de Montreuil, il obtient la médaille de bronze pour dévouement lors de l'épidémie de choléra de 1892.

### Docteur-Roux (rue du)

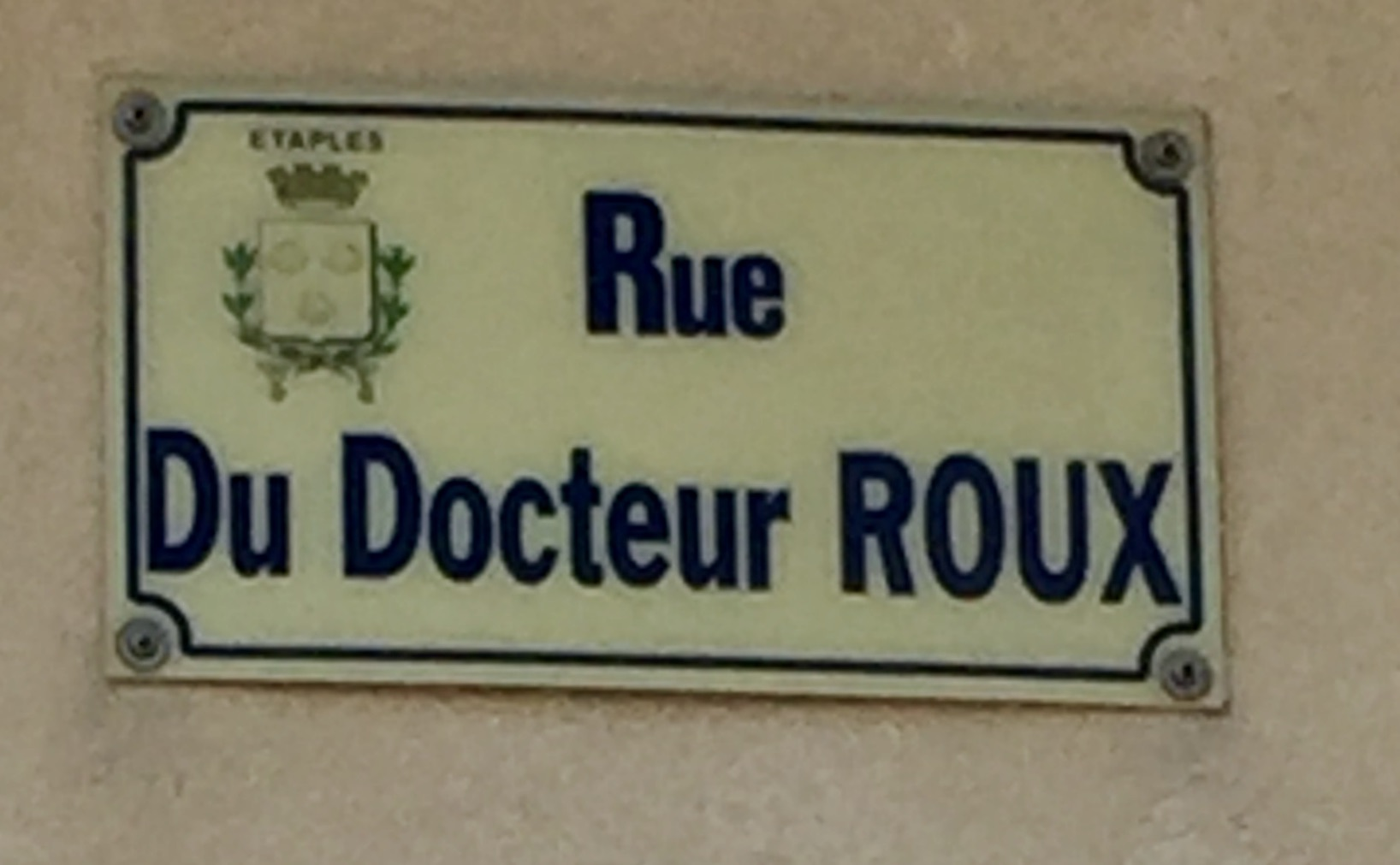

Du nom d' Émile Roux (1853-1933), médecin, bactériologiste et immunologiste français, un des plus proches collaborateurs de Pasteur (1822-1895), et qui fonda avec lui l'Institut Pasteur, il découvrit le sérum antidiphtérique.

### Donjon (rue du)

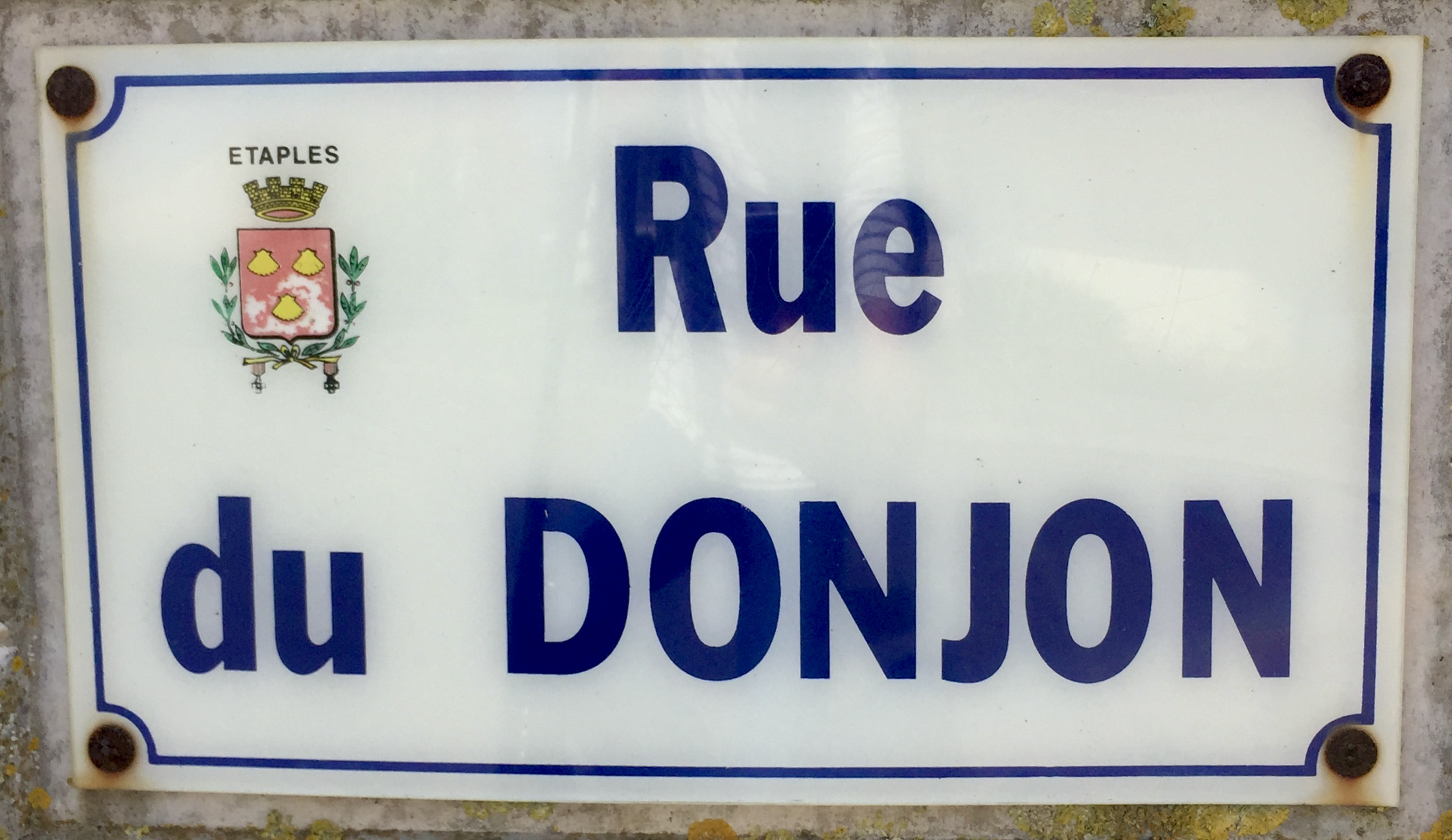

## E

### Écoles (rue des)

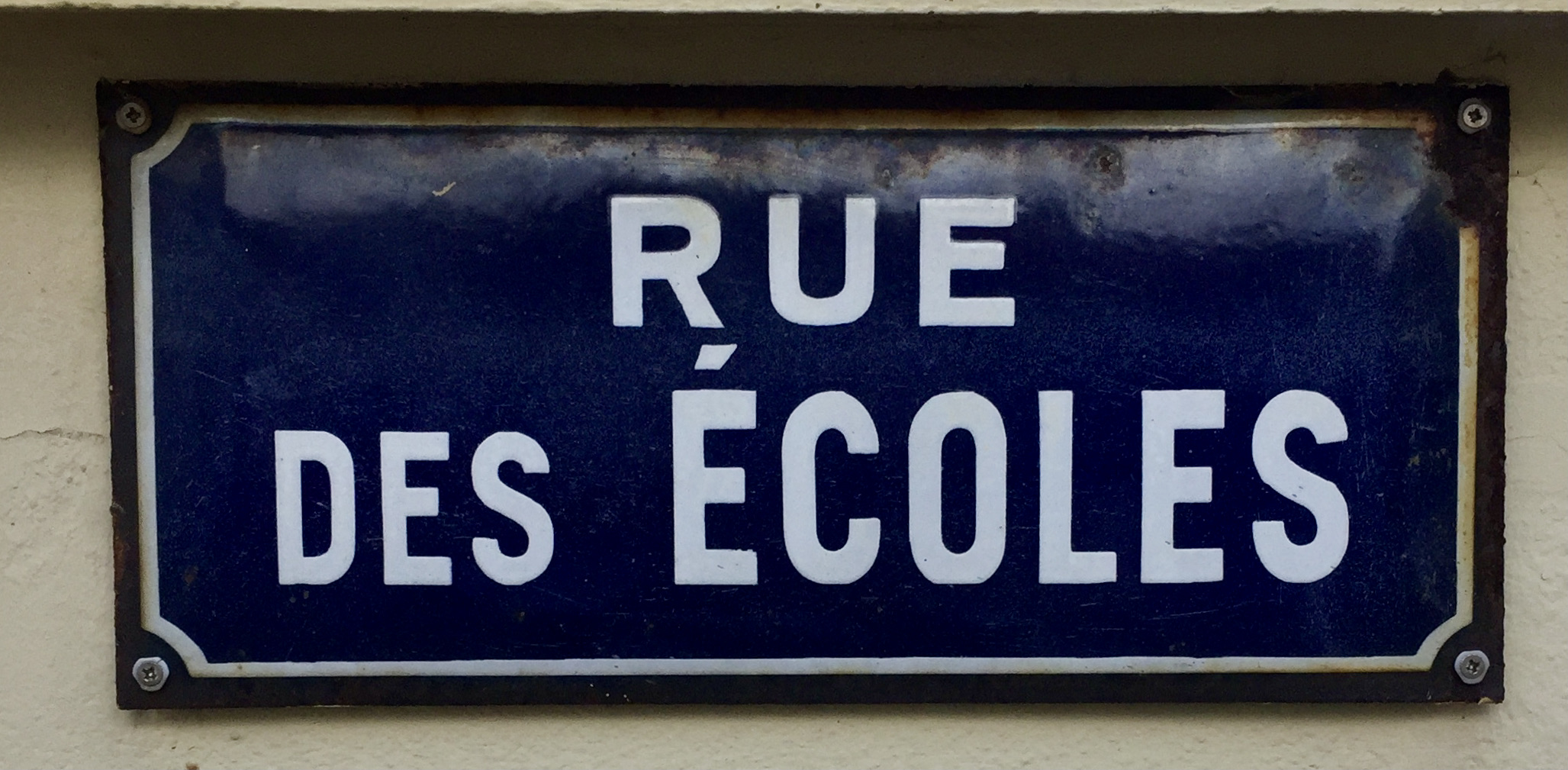

Proche de cette rue se trouvent aujourd'hui, deux écoles publiques, l'école maternelle Les Mouettes et l'école primaire Jean Macé.

### Écureuils (allée des)

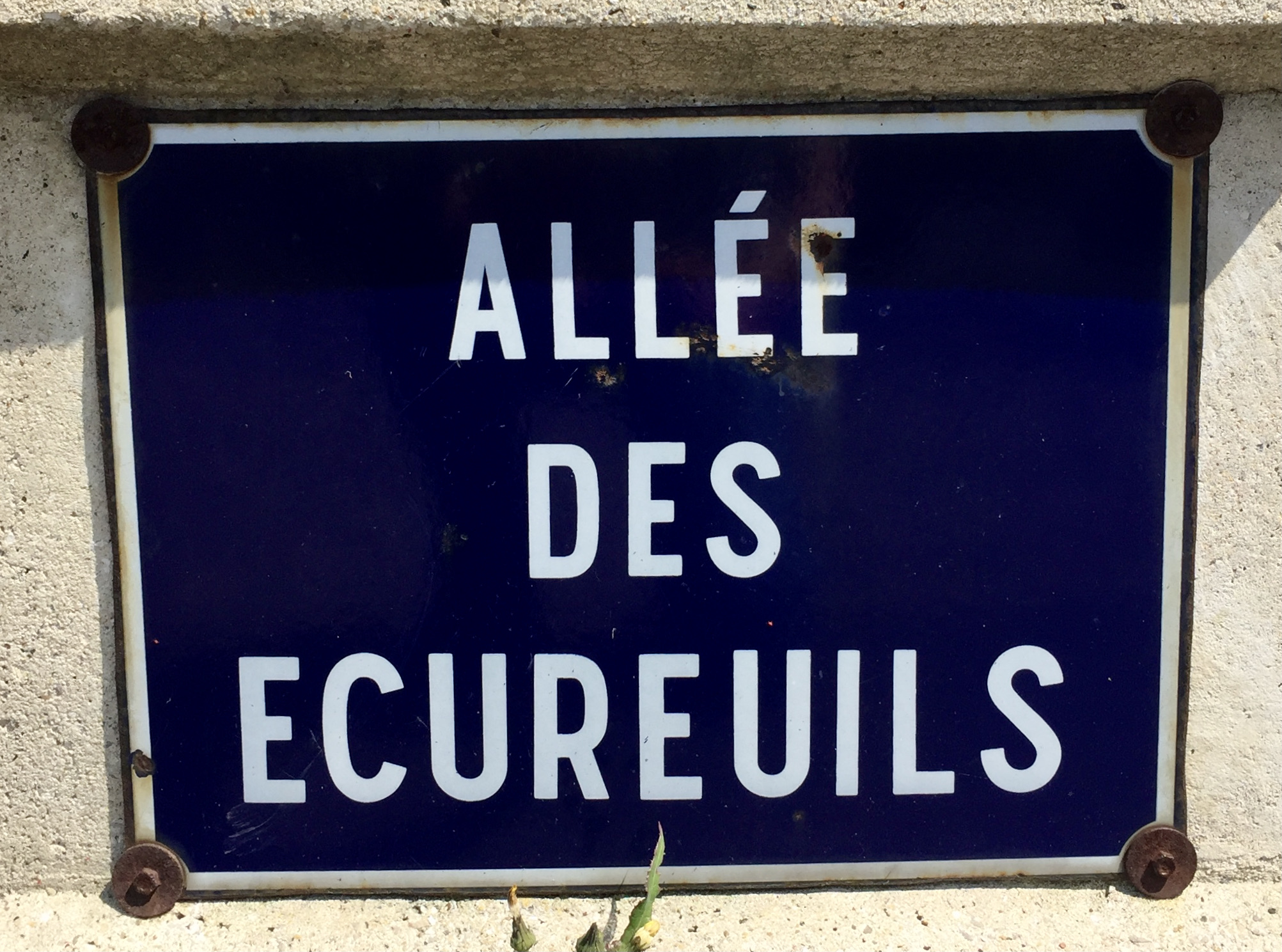

De l'écureuil, petit rongeur grimpeur que l'on trouve dans les forets de la commune.

### Edith-Mary-Garner (rue)

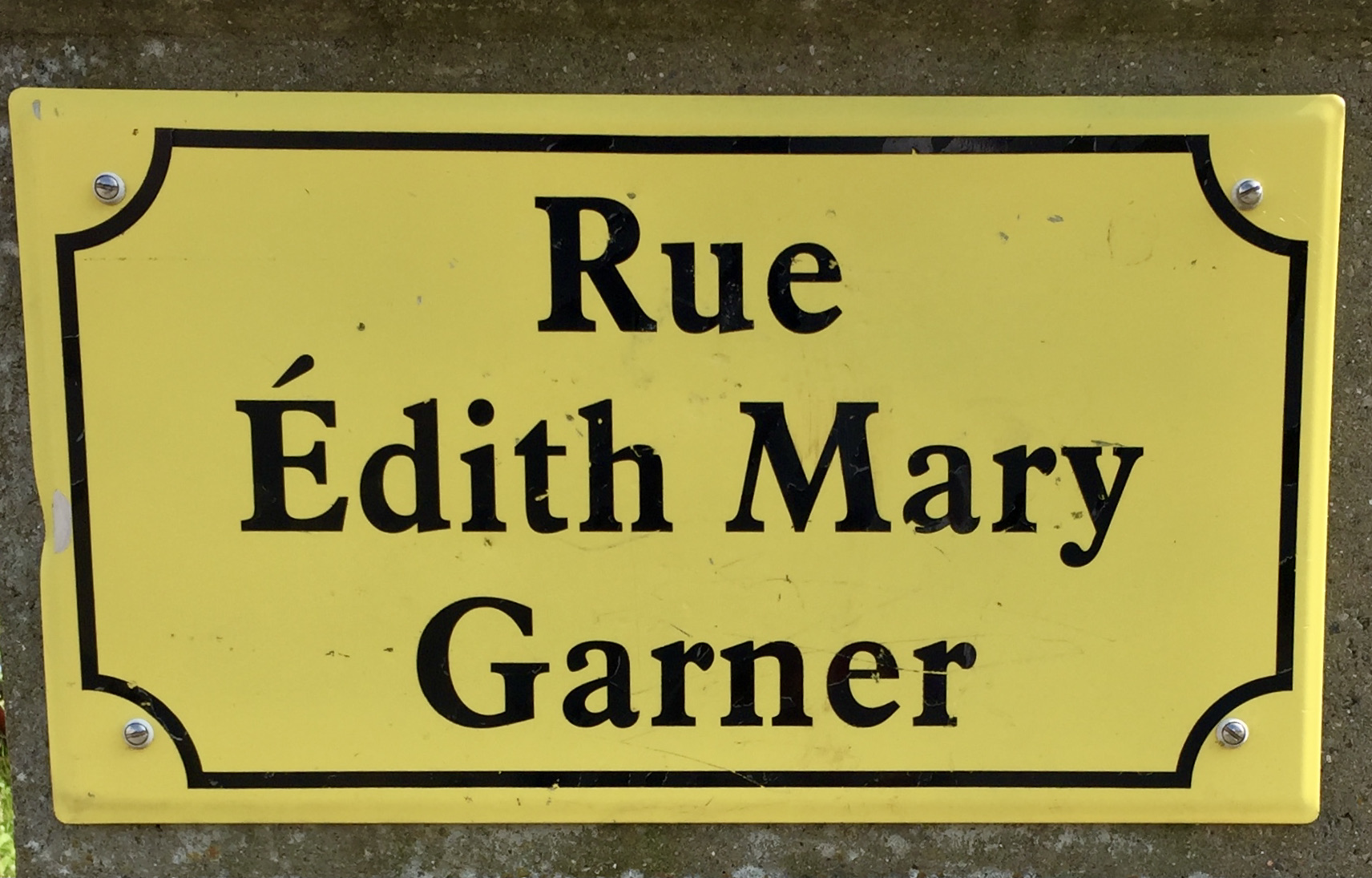

Edith Mary Garner, peintre britannique, épouse du peintre britannique William Lee Hankey, séjourna à Étaples.
Le « E » de Edith, prénom anglais dans ce cas, ne prend pas d'accent aigu comme noté par erreur sur la plaque de rue.

### Édouard-Lévêque (rue)
Édouard Lévêque (1857-1936), artiste peintre, photographe et industriel français, créateur de l'expression de « Côte d'Opale », il participe à la création de la commune voisine du Touquet-Paris-Plage qui, au début n'était qu'un hameau de Cucq appelé Paris-Plage.
Cette voie, qui figure sur le plan de l'office du tourisme, ne se trouve ni sur le répertoire officiel FANTOIR, ni dans la liste des rues du site de l'office de tourisme.

### Églantines (allée des)

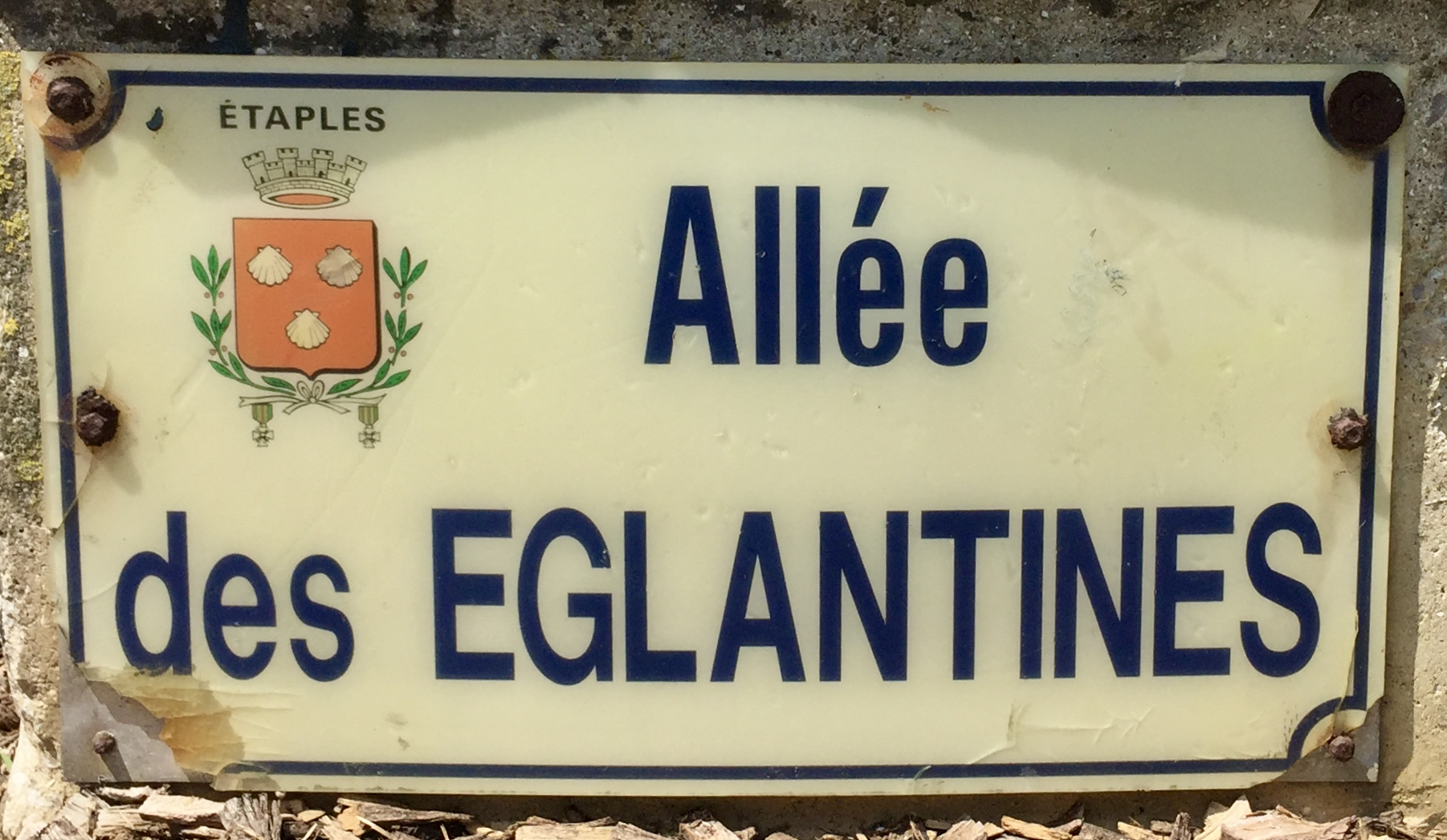

Les églantines sont les fleurs des églantiers, arbrisseaux habitués des dunes, on l'appelle aussi rosier sauvage et gratte-cul (nom donné au fruit de l'églantier).

### Émile-Nempont (rue)

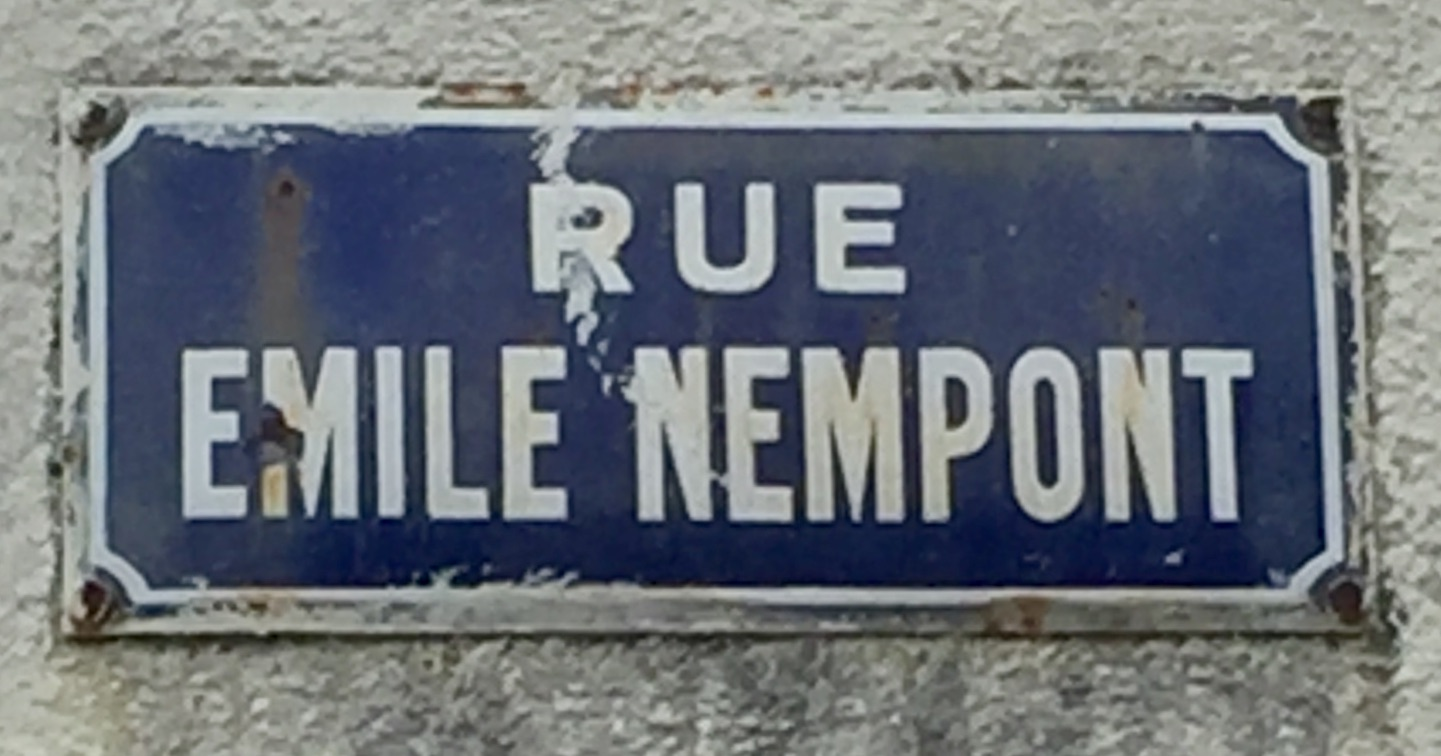

Du nom d'Émile Nempont, fils d'Auguste Nempont, cultivateur et propriétaire de tout un quartier qu'il construit au début du XXe siècle. Cette rue faisait partie de celles qui appartenaient à un propriétaire, ici la famille Nempont, et que la commune a acquise le 3 juillet 1923.

### Église (rue de l’)
Le rue de l'Église, appelée aussi rue des Lombards, conduisait à l'ancienne église Saint-Michel d'Étaples construite par les anglais en 1004.
Cette voie figure sur le fichier FANTOIR de la commune mais n'existe pas sur la liste des rues du site de l'office de tourisme

### Embruns (rue des)

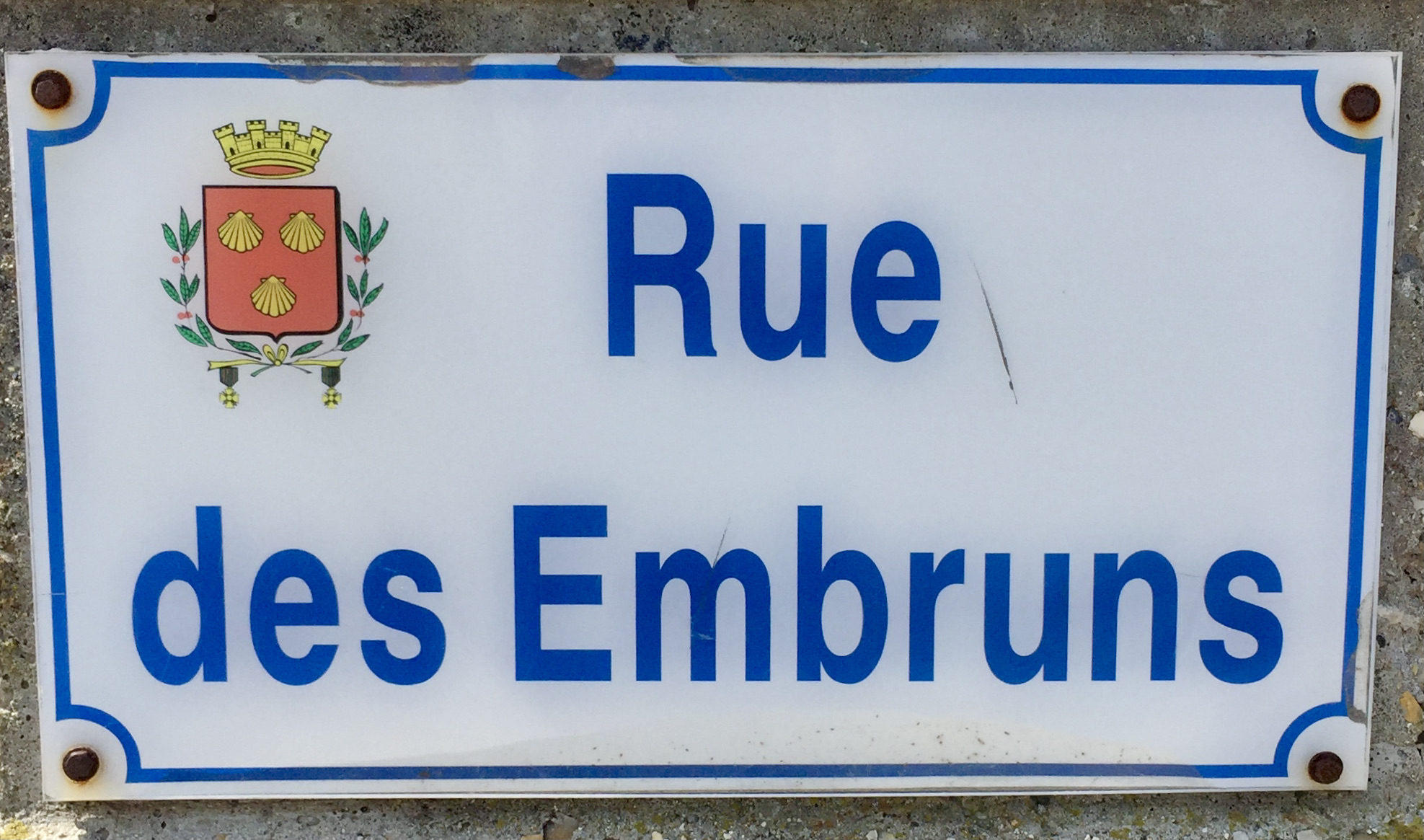

On dit avoir le visage fouetté par les embruns, aérosols marins enlevés par le vent à la crête des vagues ou formés par le ressac, comme le sont les visages des pécheurs d'Étaples lorsqu'ils sont en mer.

### Éolienne (allée de l’)

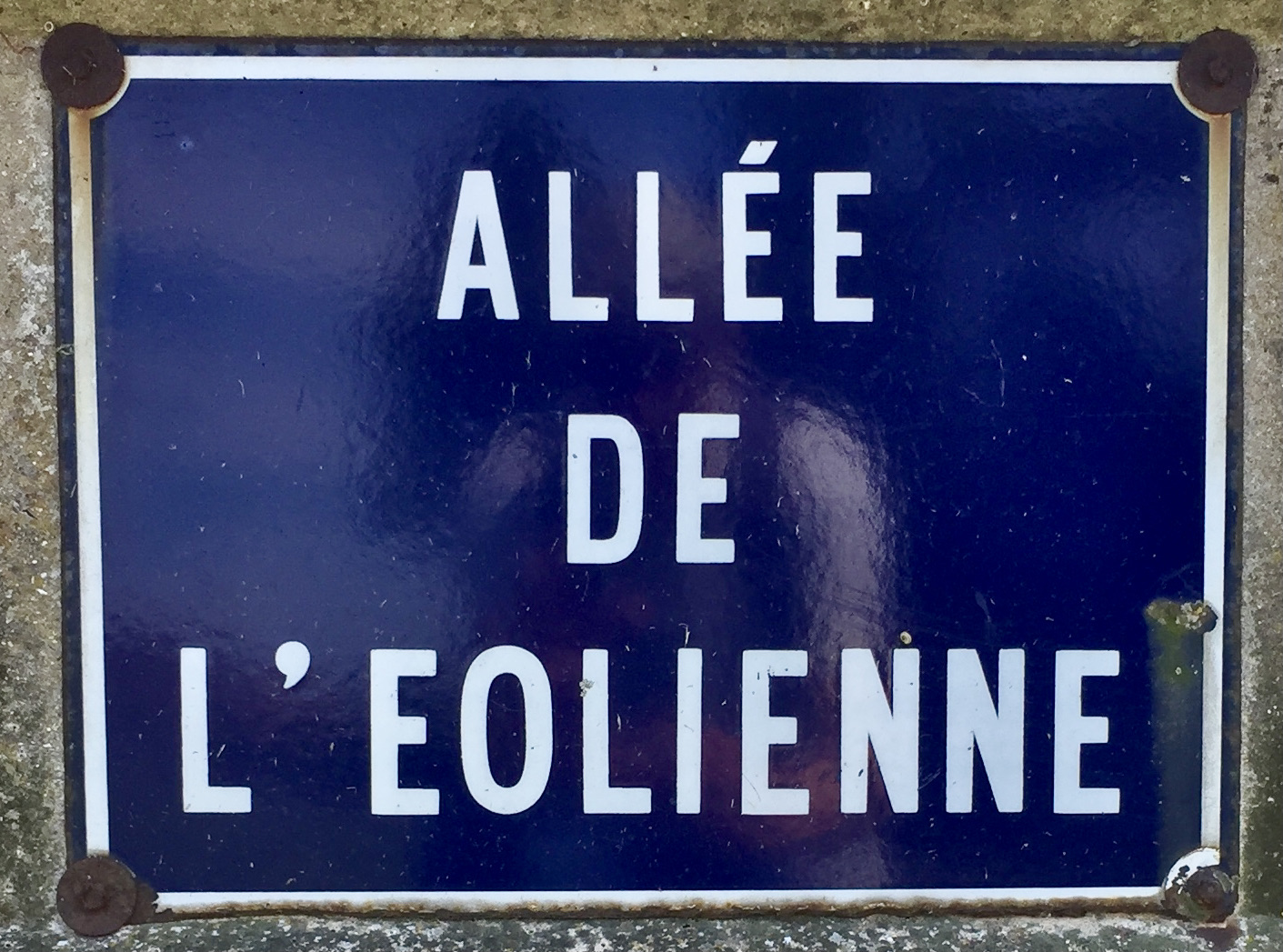

### Éric-Tabarly (rue)

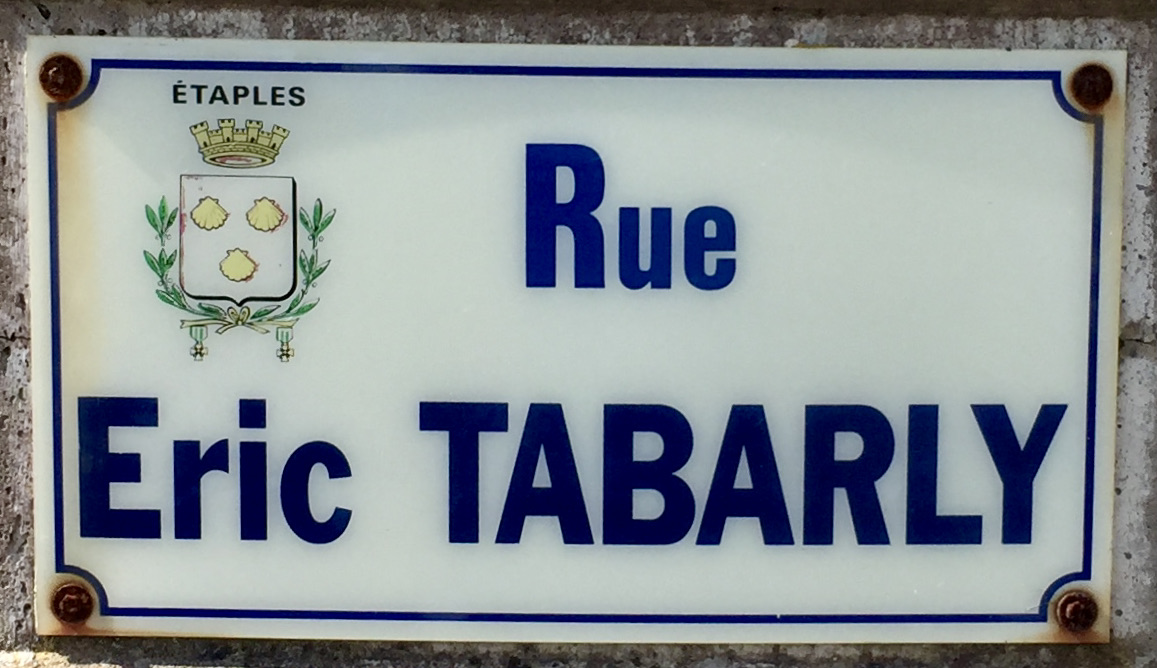

Éric Tabarly (1931-1998) est un navigateur français, mort en mer d'Irlande à la suite d'une chute à la mer.

### Eugène-Boudin (rue)

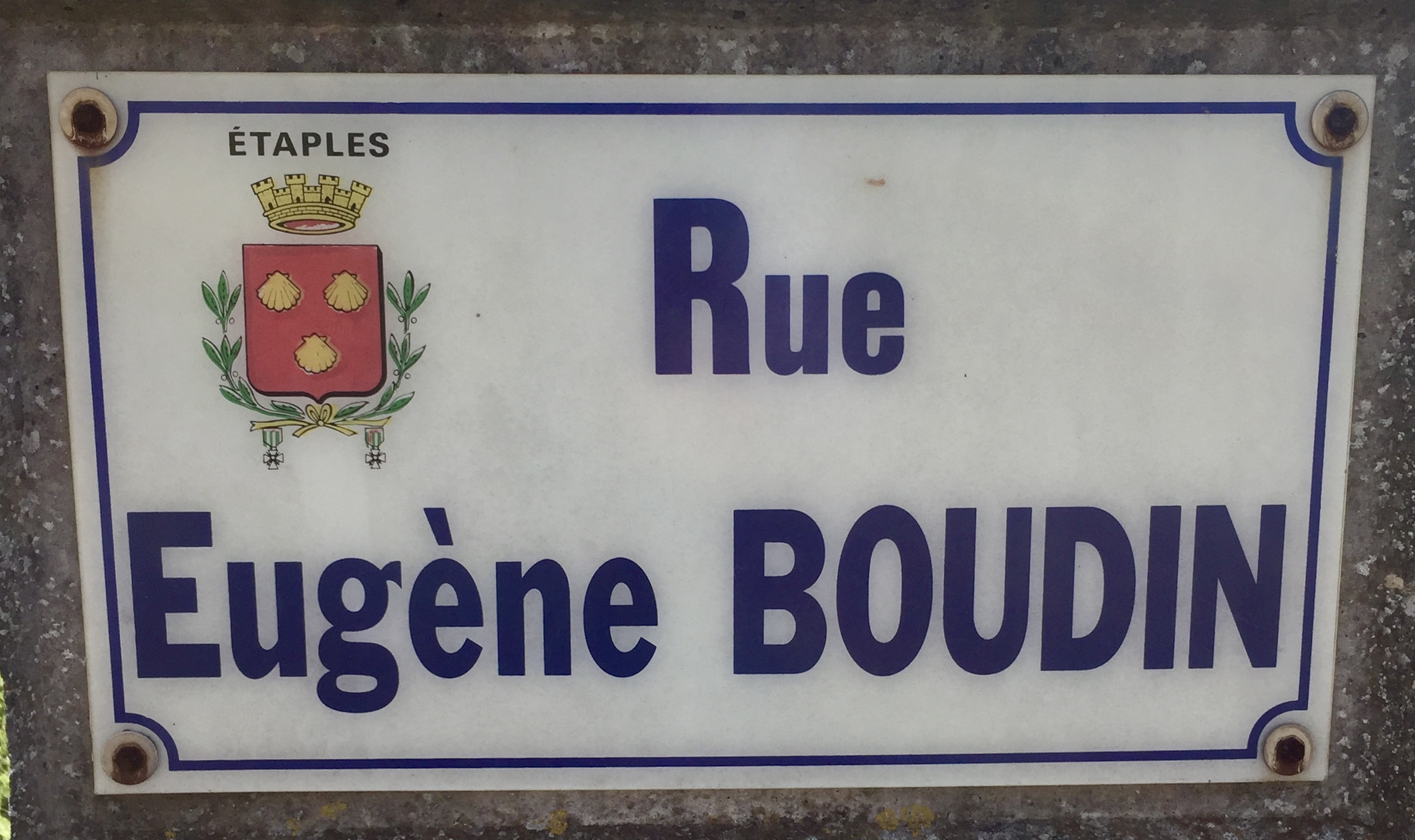

Eugène Boudin (1824-1898) est un peintre français. Il fut l'un des premiers peintres français à saisir les paysages à l'extérieur d'un atelier. Il peindra plusieurs tableaux à Étaples, comme Etaples, la Canche, marée basse, 1890, huile sur toile et Marée basse à Étaples, 1886, huile sur toile.

### Eugène-Chigot (rue)

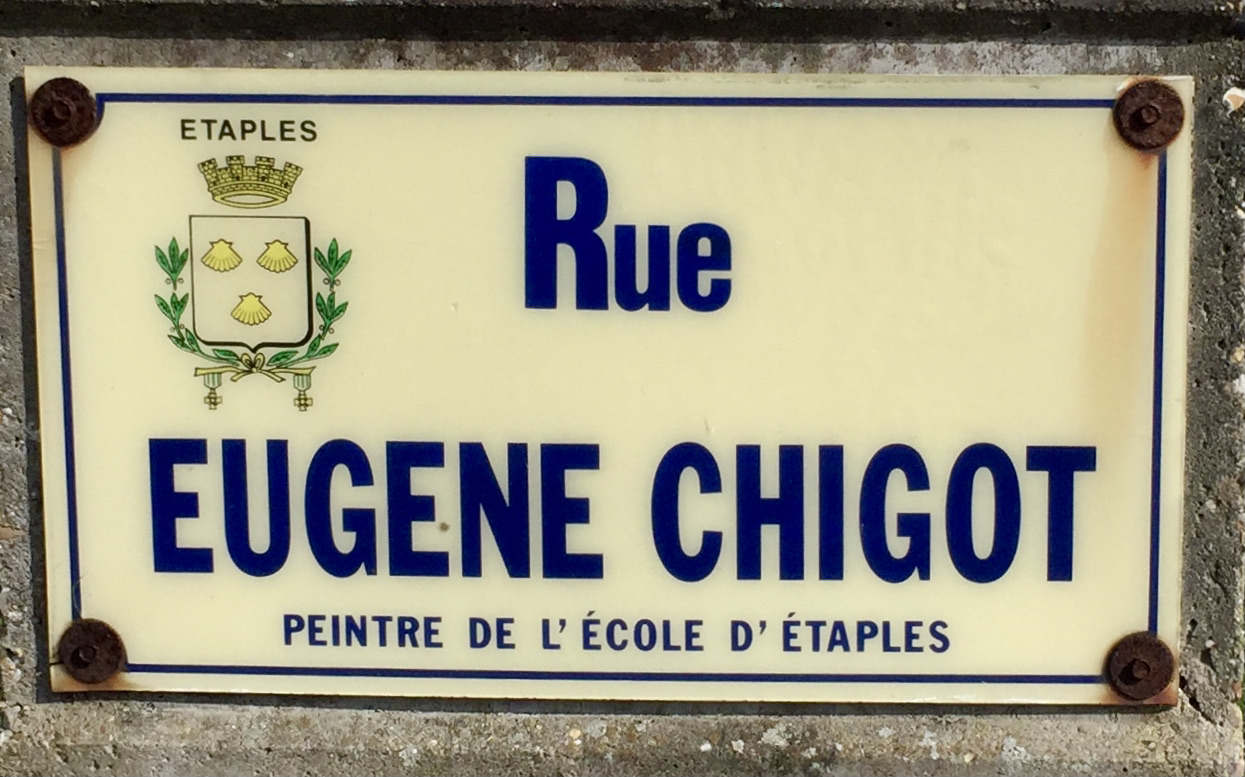

Eugène Chigot (1860-1923), est un peintre français qui a fait partie de l'école des peintres d'Étaples. Il habitait, avec de nombreux autres peintres de toutes les nationalités, à l'hôtel Ioos-Guiot, sur la Grand-Place (aujourd'hui, place du Général-de-Gaulle) d'Étaples.

### Eustache-Lemoine (rue)

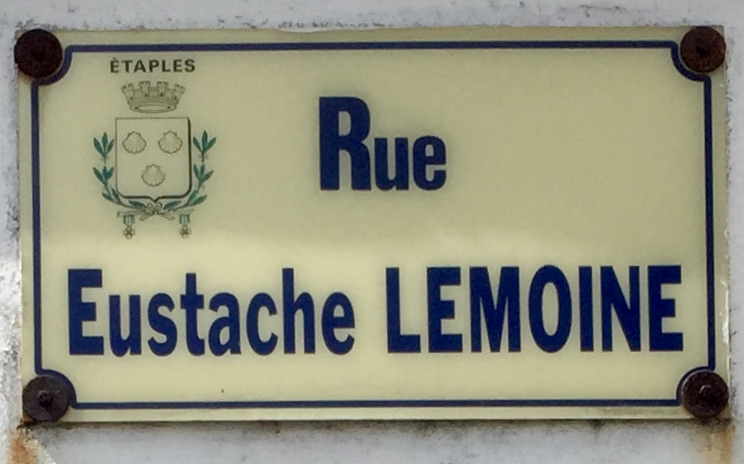

Cette voie peut avoir, mais ce n'est qu'une hypothèse, comme origine Eustache le moine (vers 1170-1217), né à Boulogne-sur-Mer, un des plus fameux pirates du début du XIIIe siècle, dans la grande tradition des hors-la-loi médiévaux.

## F

### Fauvettes (allée des)

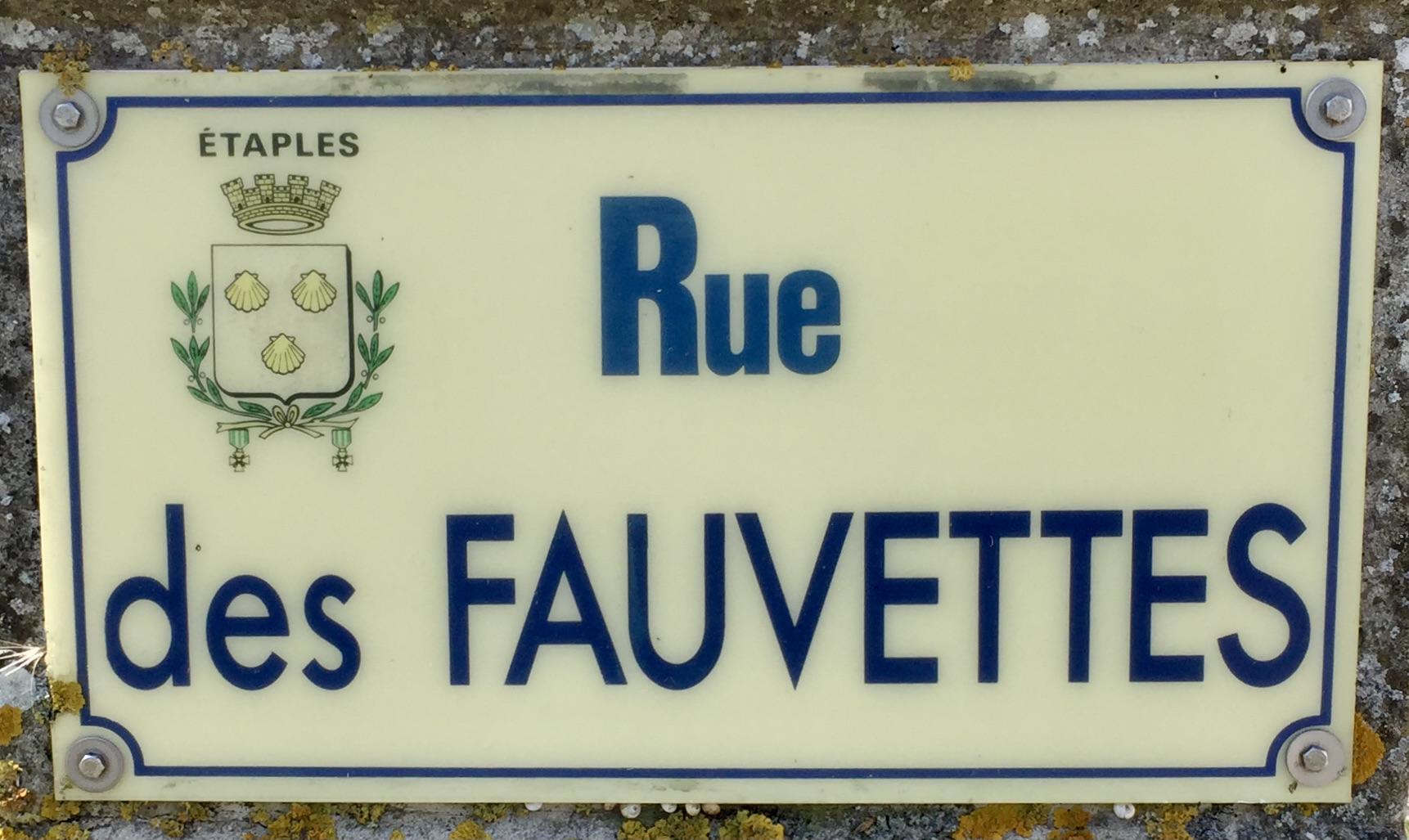

Les fauvettes sont des passereaux de la région.

### Fayel (rue du, sentier du)

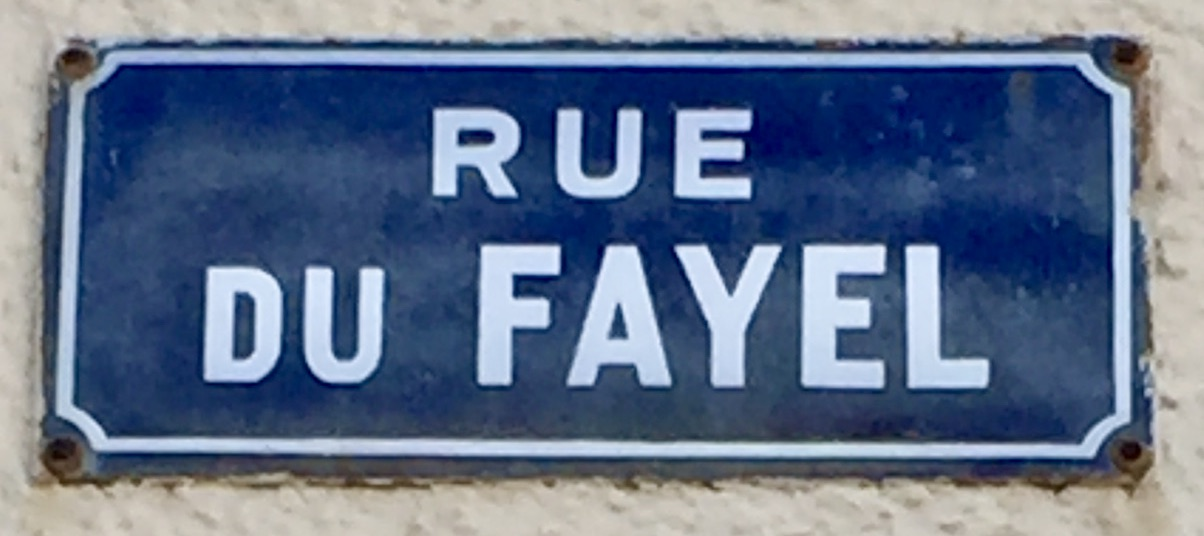

La rue du Fayel conduit à l’ancienne seigneurie du Fayel ou Faiez, possession la famille de Rocquigny. Elle tire son nom, comme le village de Lefaux dont elle dépend, du mot fagus (bois de hêtre).

### Four-à-Chaux (rue du)

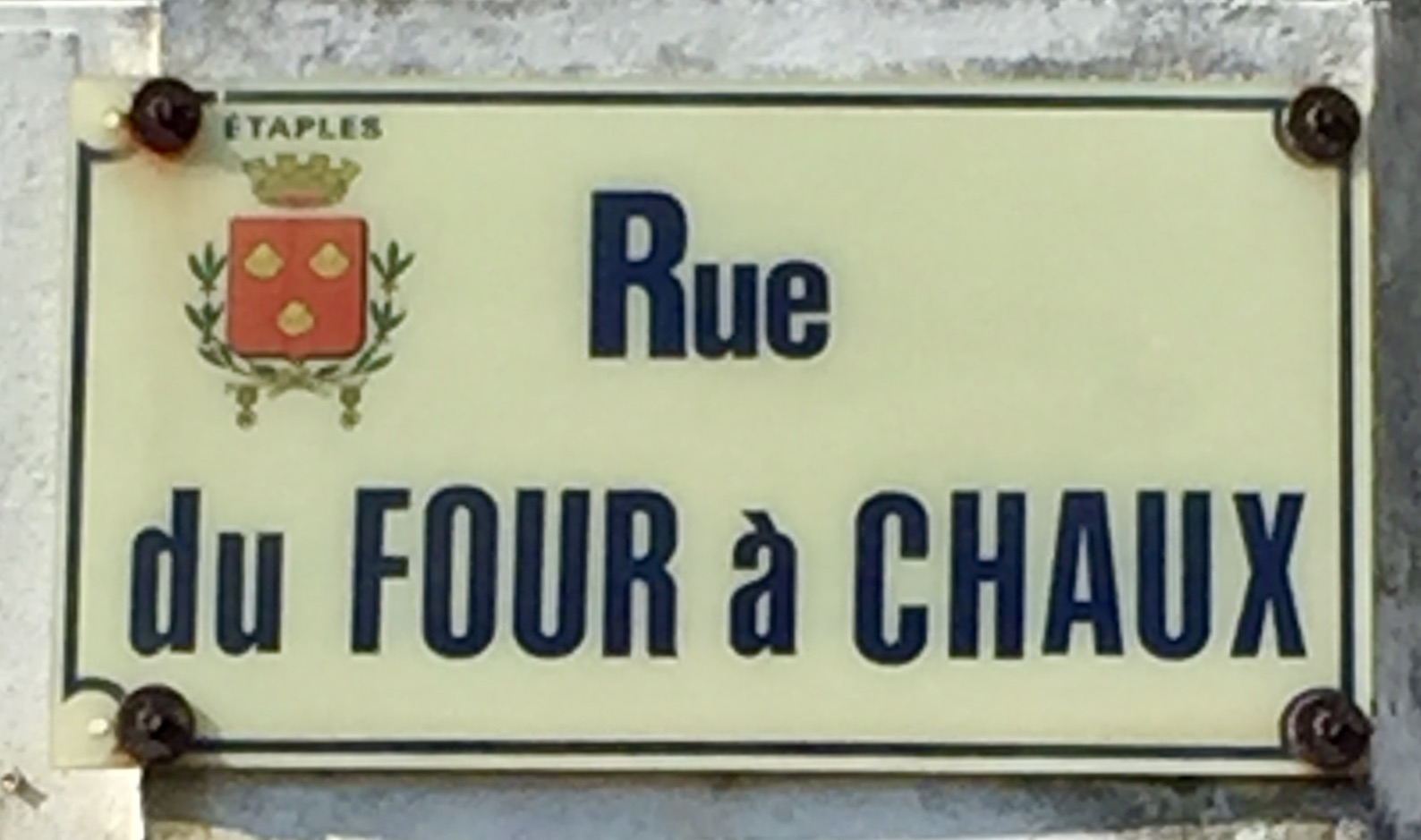

Sa dénomination est due à l'existence sur ce terrain en 1810 d'un four à chaux utilisé pour la construction des maisons. Il a existé jusqu'à six fours à chaux dans la ville. Autrefois elle s'est appelée rue Sœurette-Blondin.

### François-Mitterrand (avenue)

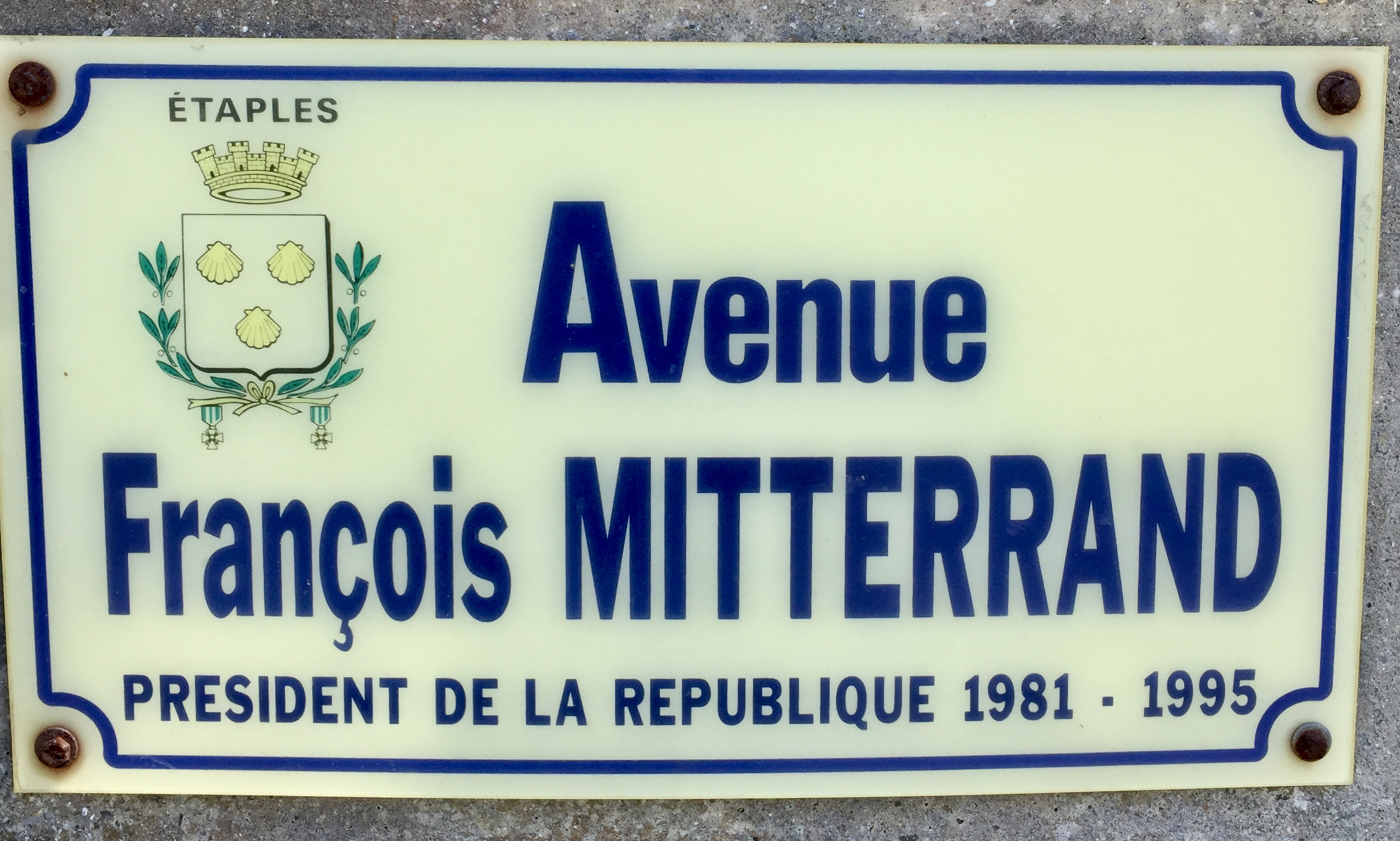

François Mitterrand (1916-1981), est un homme d'État français, président de la République du 21 mai 1981 au 17 mai 1995.

### Frédéric-Sauvage (rue)
Cette voie peut avoir, mais ce n'est qu'une hypothèse, pour origine Frédéric Sauvage (1786-1857), mécanicien et inventeur français né à Boulogne-sur-Mer, issu d'une famille boulonnaise de constructeurs de navires dont il a pris la succession. On lui doit l'invention de l'hélice à spirale.

### Frencq (route de)
Du nom de la commune de Frencq située, à neuf kilomètres, au nord-est de la commune.

### Fromessent (route de)
Du nom du hameau d'Étaples situé à 5 kilomètres au nord-est de la commune.

## G

### Gabrielle (rue)

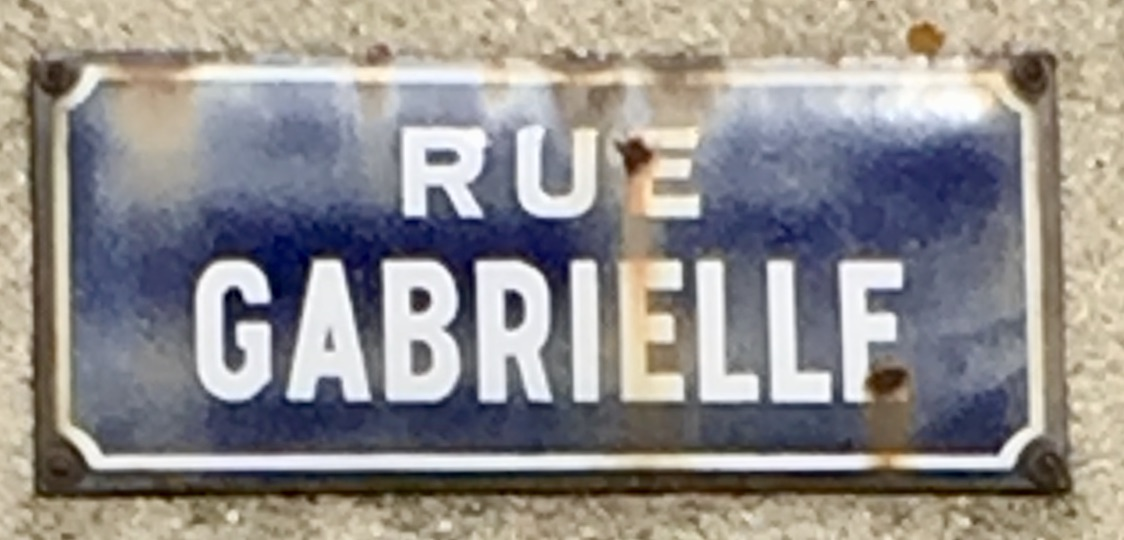

Cette voie tient son nom de la station balnéaire de la commune de Camiers, elle était la propriété d'Henri Warenghem, né à Étaples en 1885, elle était la propriété de la famille Warenghem, qui officiait dans la distillation comme son père le faisait à Lannion.
Cette rue faisait partie de celles qui appartenaient à un propriétaire, ici la famille Warenghem, et que la commune a acquise le 3 juillet 1923.

### Gabriel-Péri (rue)

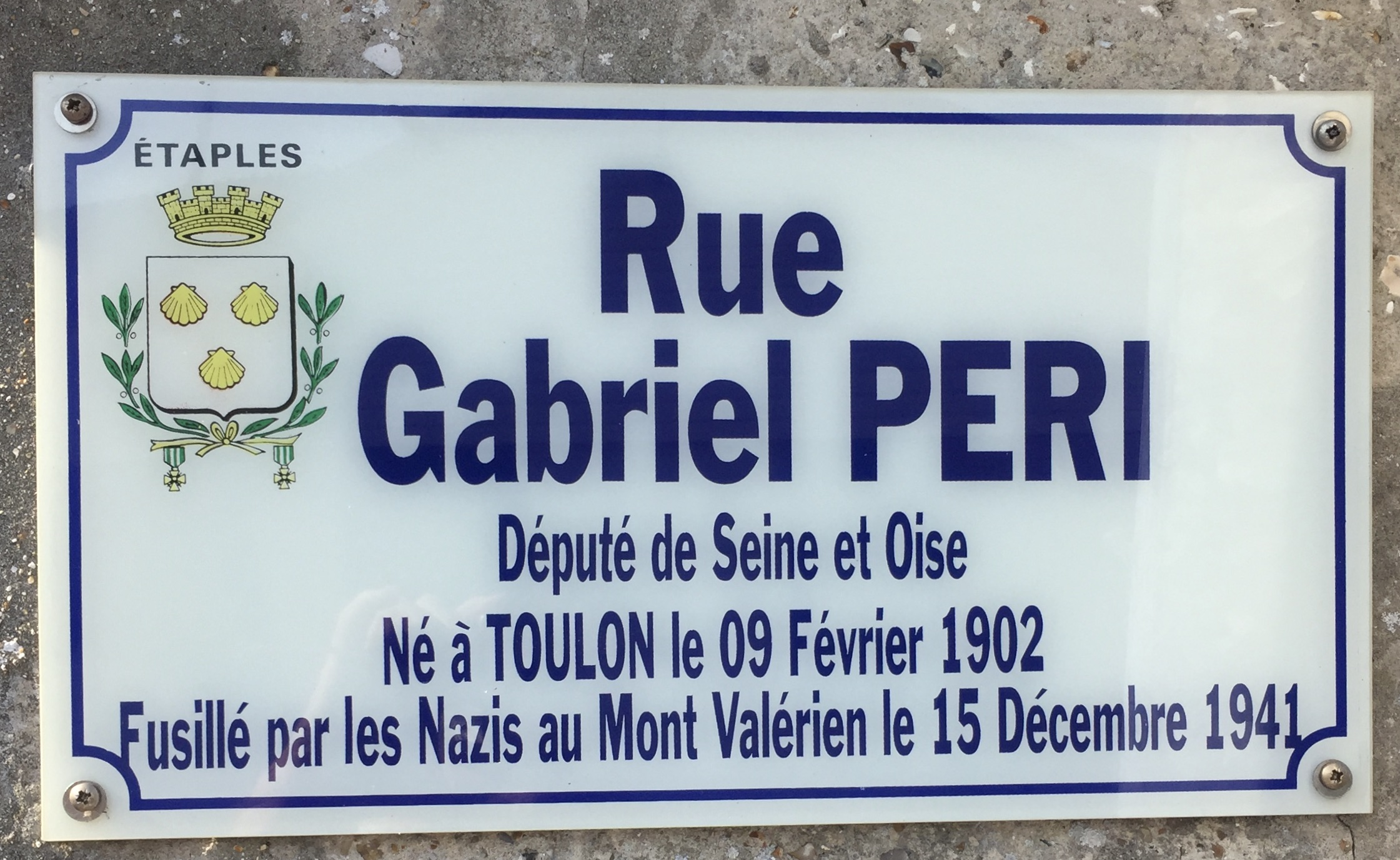

Gabriel Péri (1902-1941), mort pour la France, est un journaliste et homme politique français. Membre du Comité central du Parti communiste français, il fut arrêté comme résistant par la police française et fusillé comme otage par les Allemands à la forteresse du Mont-Valérien.
Cette rue faisait partie de celles qui appartenaient à un propriétaire, ici M. Huguet, domicilié à Boulogne-sur-Mer et que la commune a acquise le 3 juillet 1923.

### Gare (allée de la)

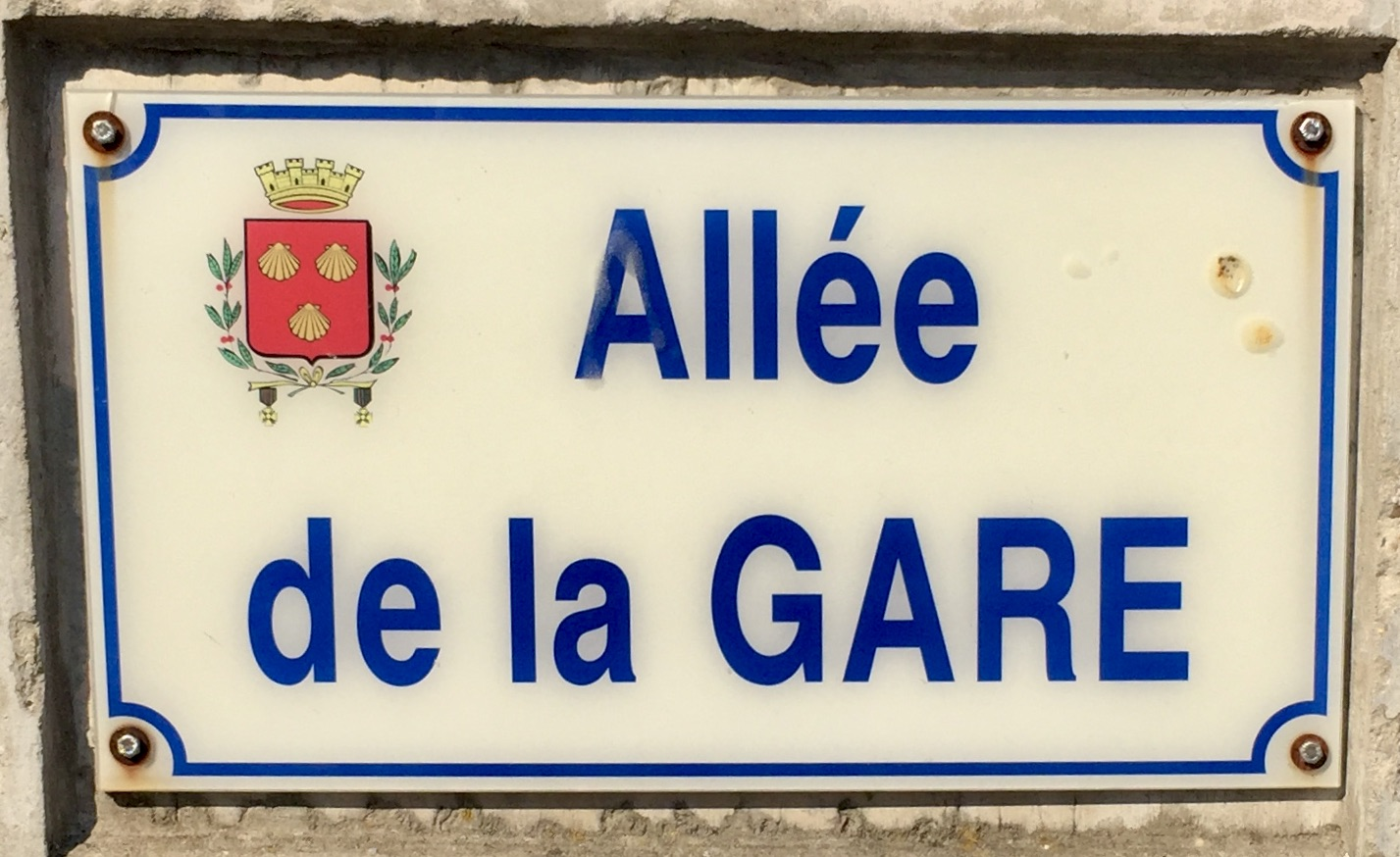

Cette voie ne figure pas dans le fichier FANTOIR.

### Gare (place de la)
La place de la gare est située face à la gare d'Étaples - Le Touquet. Avant la construction de la gare, cette voie portait le nom de rue de Boulogne.

### Garennes (rue des)

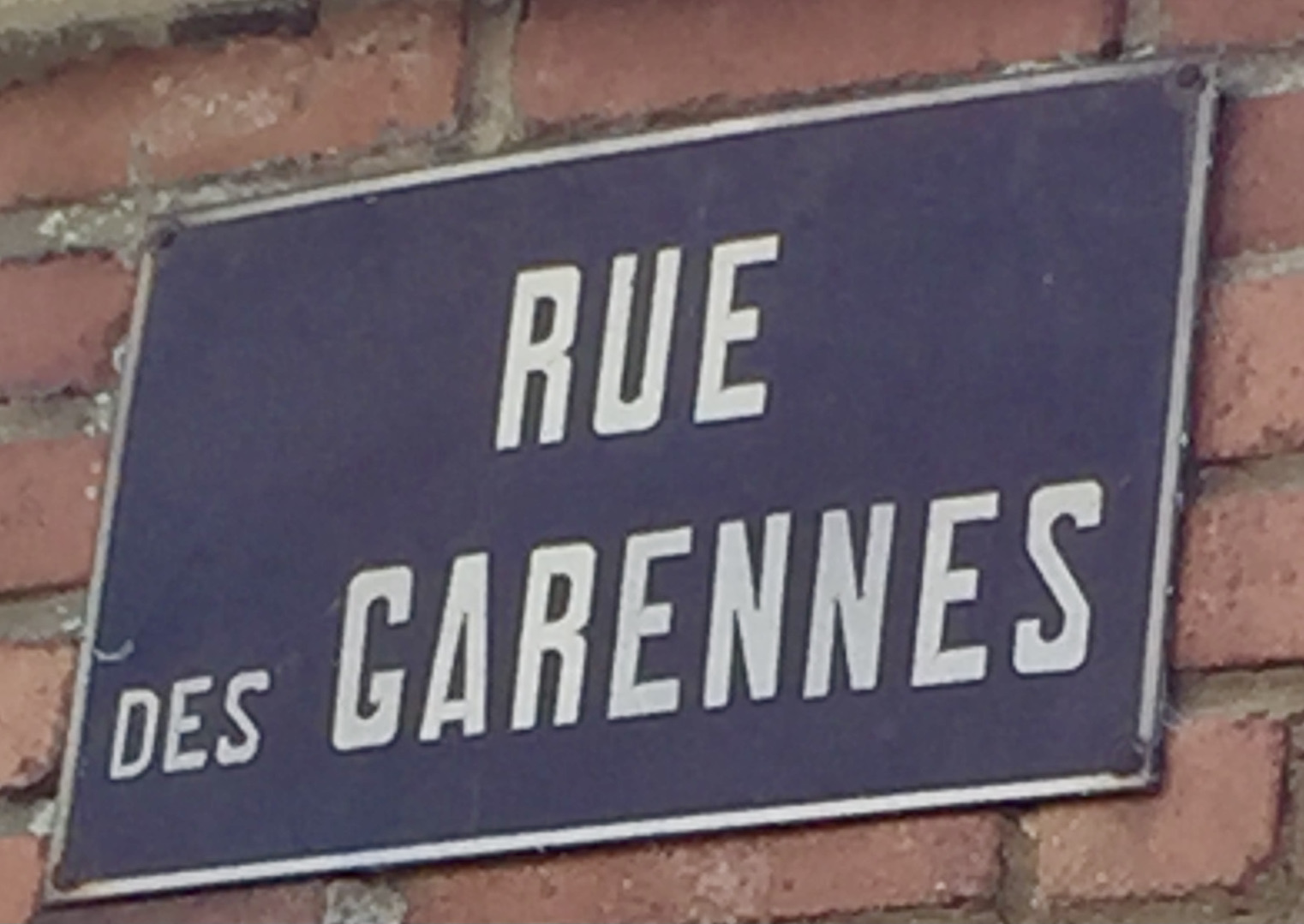

Une garenne est un espace boisé ou herbeux où vivent des lapins sauvages. Ce nom désigne aussi dans la tradition un vaste enclos destiné à maintenir en semi-captivité des lapins de garenne et plus tard des lapins domestiques. Les garennes étaient nombreuses dans la commune.

### Garennière (rue de la)

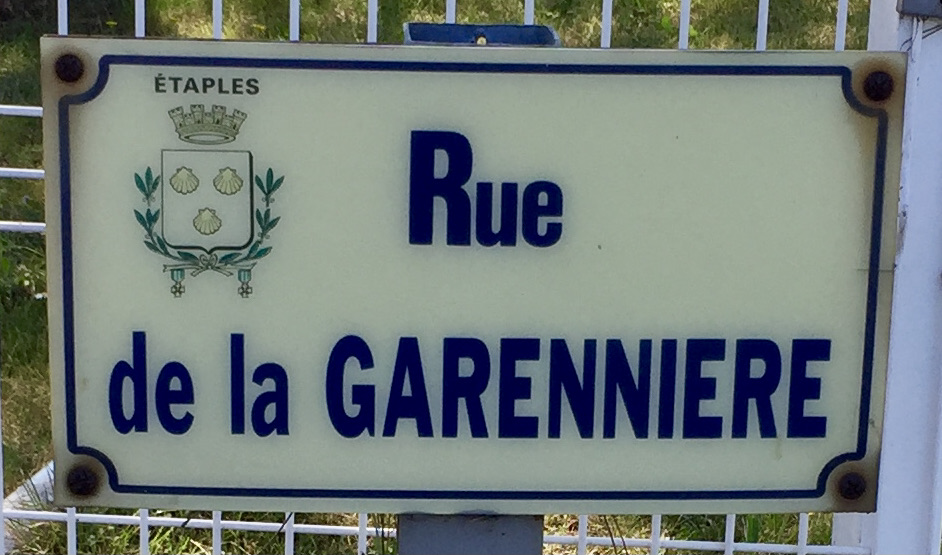

Personne qui prend soin d'une garenne.

### Général-Dupont (rue du)

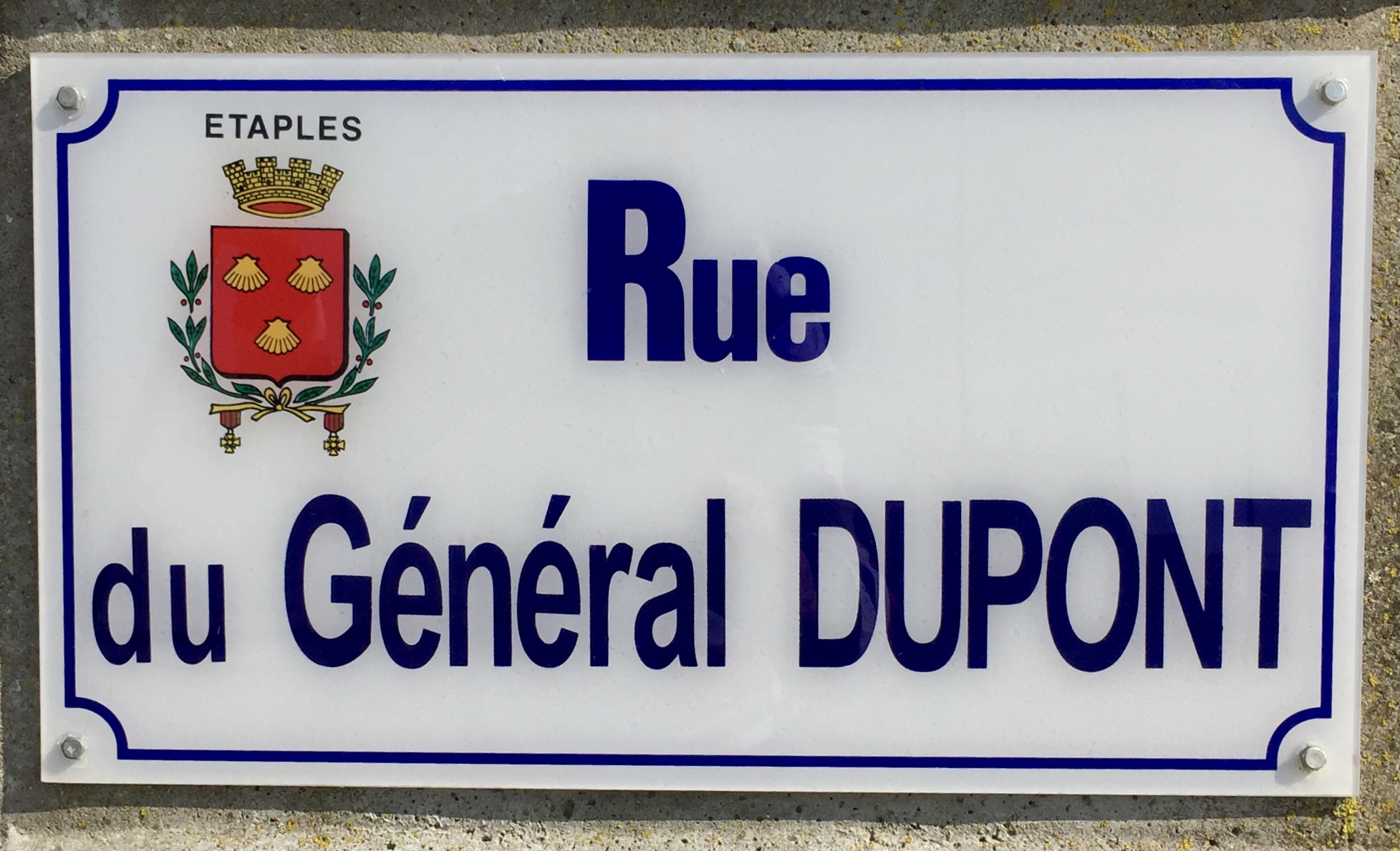

Charles Joseph Dupont (1863-1935), est un général français. Il fut le chef du Deuxième Bureau de 1913 à 1917.

### Général-de-Gaulle (place du)

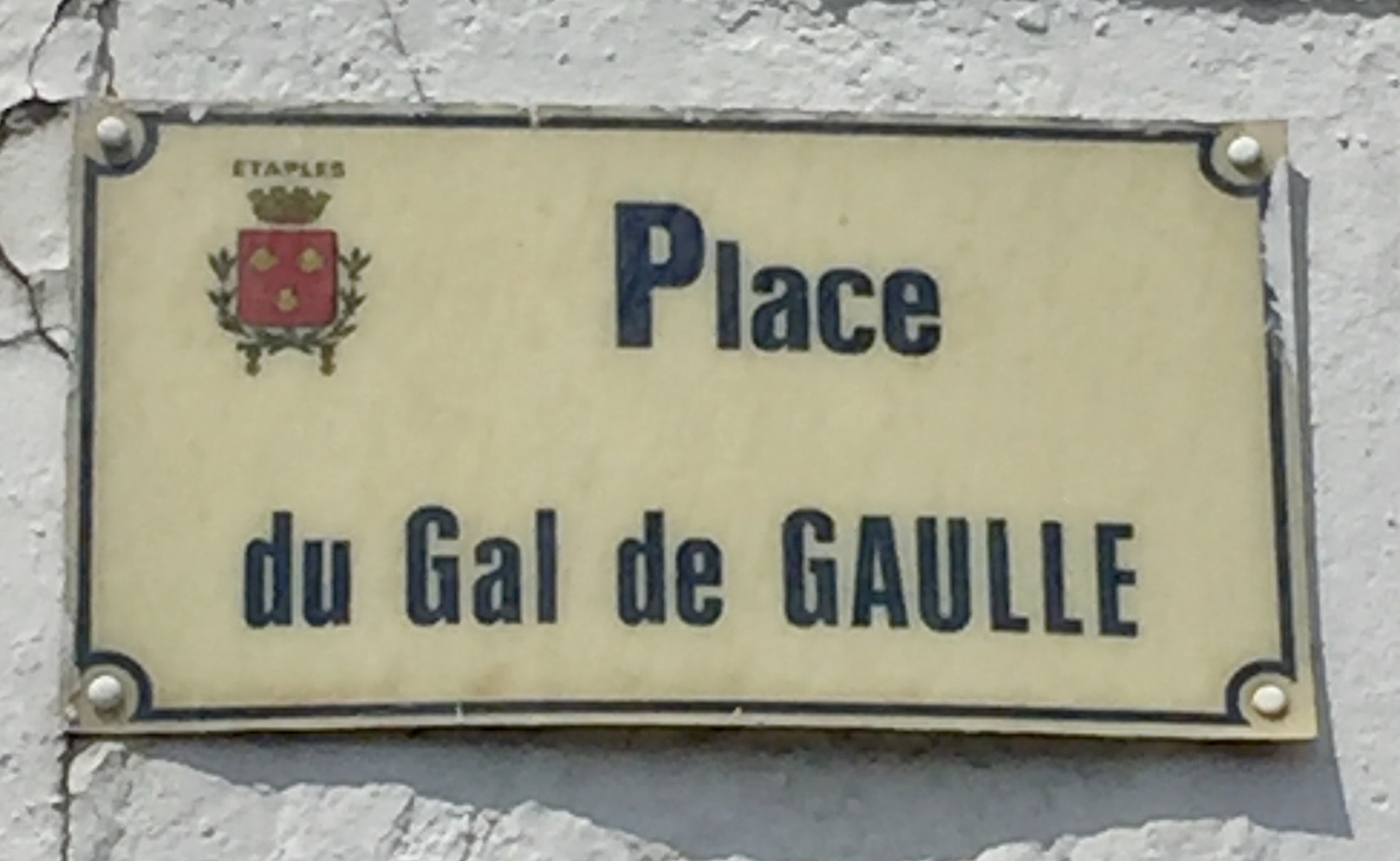

Charles de Gaulle (1890-1970), communément appelé le général de Gaulle ou parfois simplement le Général, est un militaire, résistant, homme d'État et écrivain français. Anciennement Place puis Grand-Place (ou Grand'Place).
Sur cette place se situent :
- l'hôtel de Ville ;
- l'hôtel Souquet-Marteau, classé monument historique ;
- le musée Quentovic d'Étaples ;
- l'ancien hôtel Ioos[Note 2], propriété de Francois Antoine Ioos et de son épouse, Marie Anna Guiot, dans lequel se retrouvaient, fin XIXe siècle et début XXe siècle, les peintres de toutes les nationalités de l'école des peintres d'Étaples, ceux-ci payaient leur séjour en donnant une de leurs œuvres, elles décoraient l'intérieur des salles de l'hôtel, comme on peut le voir sur d'anciennes cartes postales. L'hôtel est ensuite repris par Edmond Debry, maire d'Étaples à deux reprises, de 1935 à 1940 puis en 1941, et son épouse Marie Louise Anna Ioos (fille des précédents propriétaires).

### Général-Leclerc-de-Hautecloque (place du)

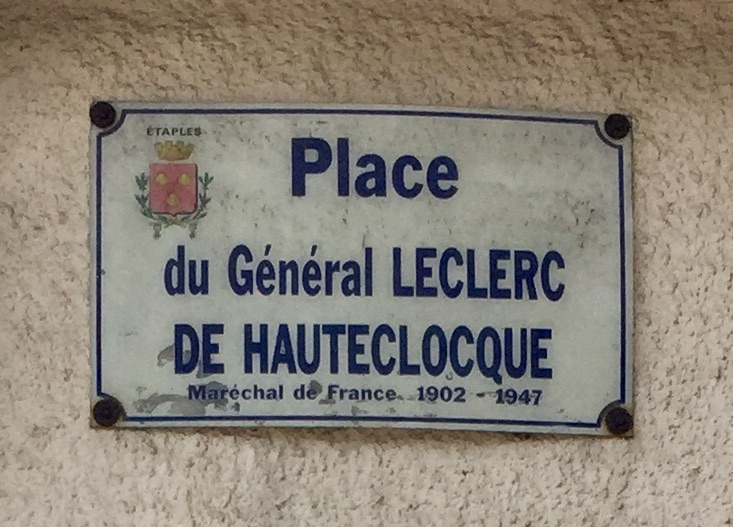

Philippe Leclerc de Hauteclocque est un militaire français. Il est un des principaux chefs militaires de la France libre durant la Seconde Guerre mondiale, ses fonctions au sein des Forces françaises libres l'amenant notamment à commander la 2e division blindée. Il est l’une des figures majeures de la libération de la France lors de la Seconde Guerre mondiale.

### Général-Loison (rue du)

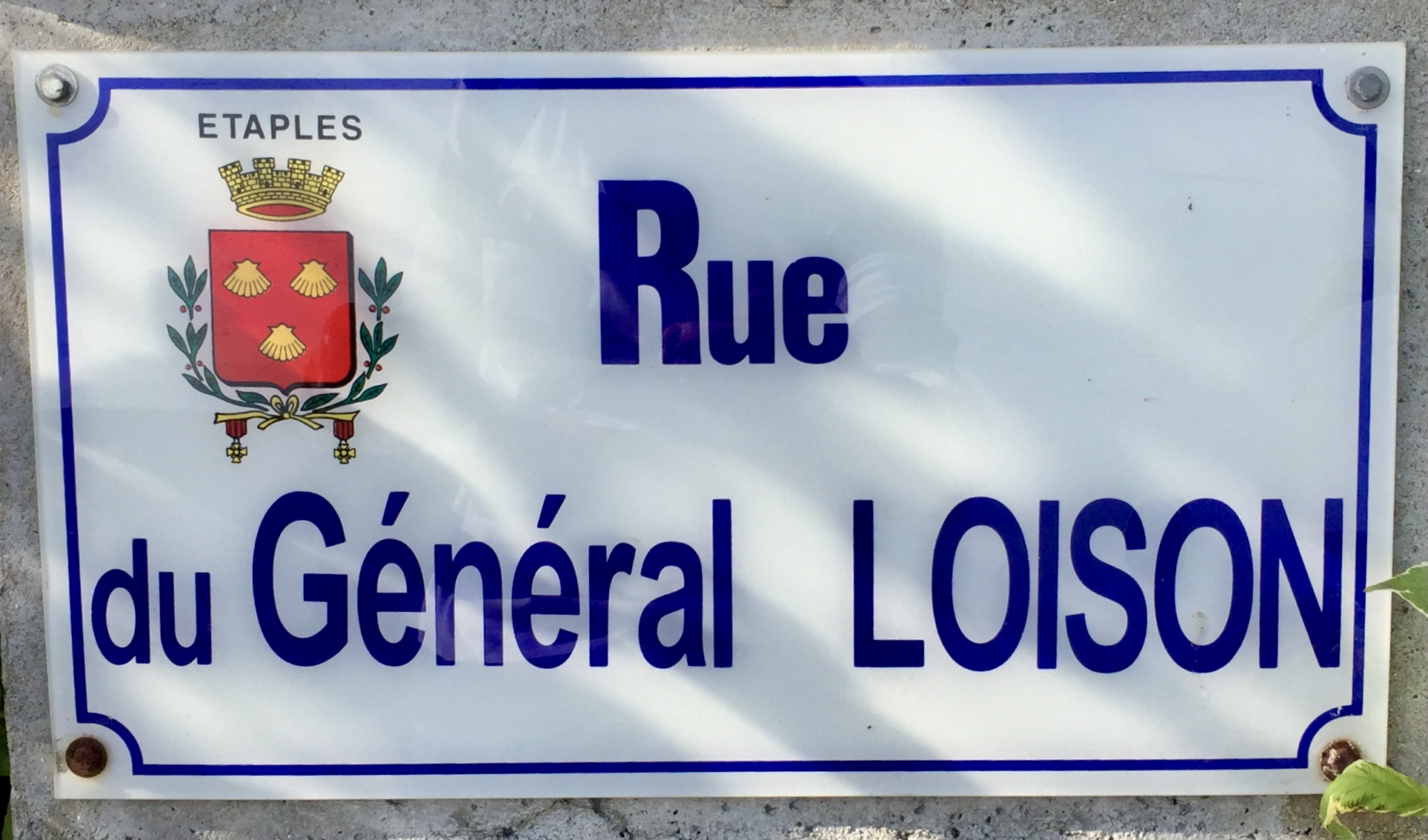

Louis Henri Loison (1771-1816), est un général français de la Révolution et de l’Empire.

### Général-Malher (rue du)
Jean-Pierre Firmin Malher (1761-1808), est un général français de la Révolution et de l’Empire.

### Général-Marchand (impasse du)

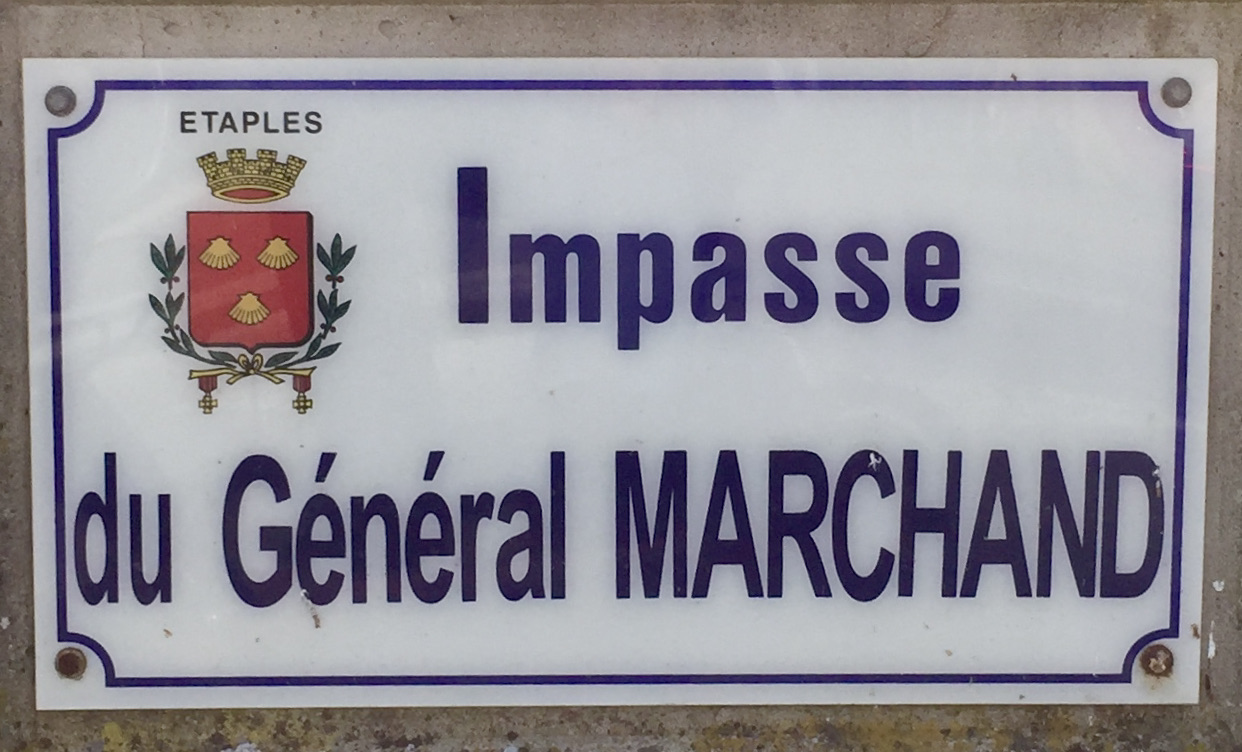

Jean Gabriel Marchand (1765-1851), est un général de division français de la Révolution et de l’Empire.
Il est noté « rue », et non « impasse », sur le fichier FANTOIR.

### Général-Marsillière (rue)

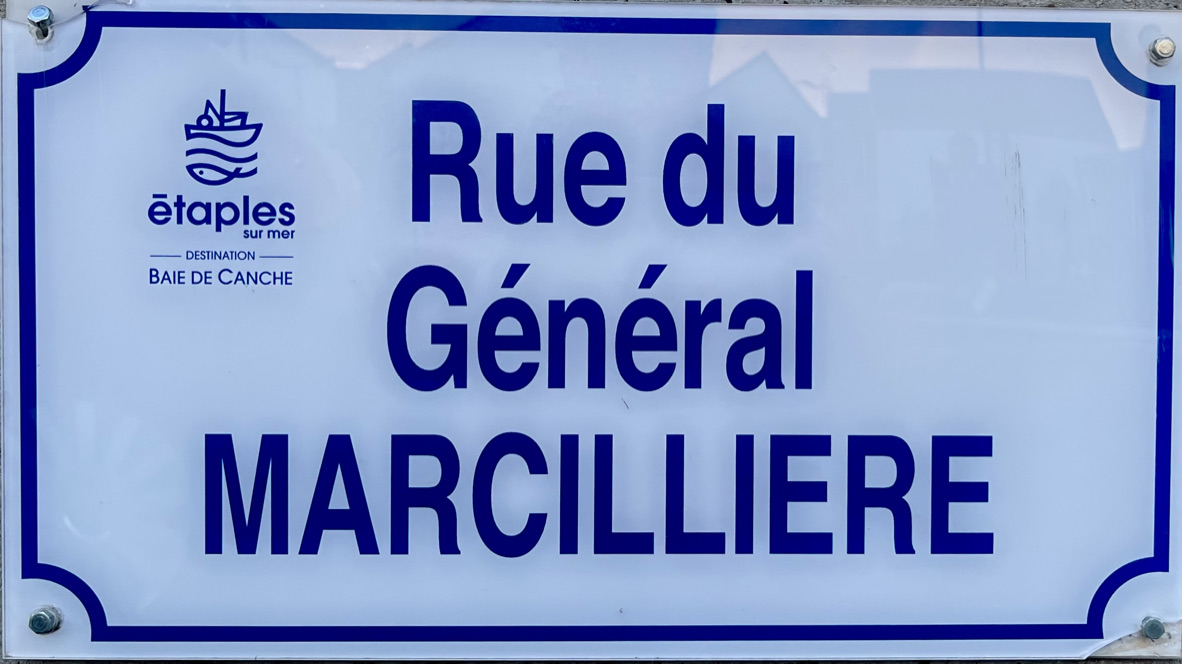

C’est dans cette voie, au no 1, que se trouve l’établissement d'hébergement pour personnes âgées dépendantes (Ehpad) « La Canote », ouvert en 2023.
Le fichier FANTOIR donne l’orthographe Marsillière et la plaque de rue Marcillière.

### Général-Obert (rue du)

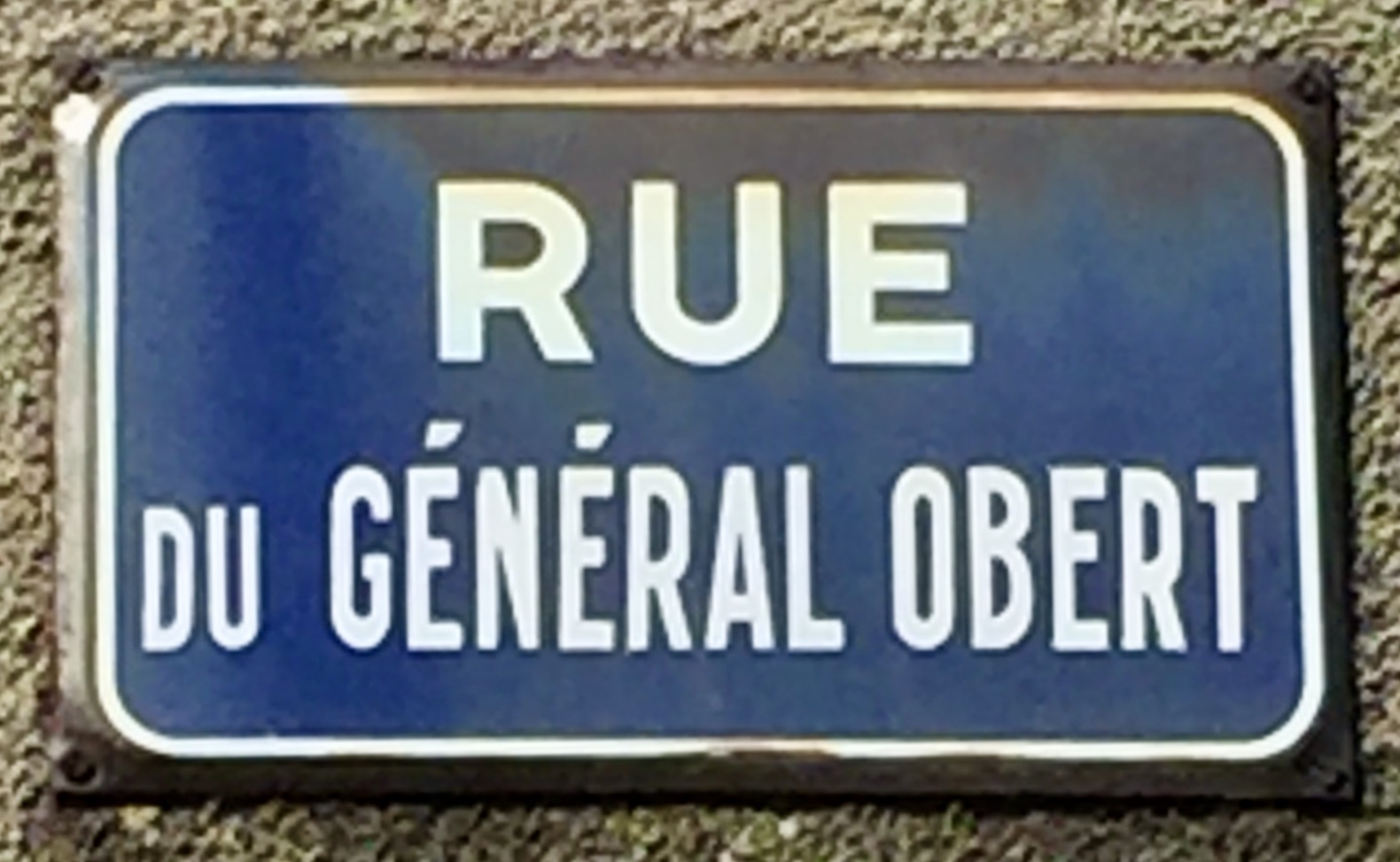

Marc Antoine Marie Obert (1774-1830), né à Étaples, est un général vicomte français de la Révolution et de l’Empire. Orphelin à l'âge de 2 ans, il est recueilli par son parrain, chez qui ses parents travaillaient, et qui n'est autre que le maire d'Étaples M. Marteau.
Autrefois, cette voie portait le nom de rue de l'Abreuvoir, du nom de la mare qui se trouvait face à l'ancienne église Saint-Michel.

### Général-Partouneaux (rue du)
Louis de Partouneaux (1770-1835), premier comte de Partouneaux, est un général français de la Révolution et de l’Empire.

### Général-Roguet (rue du)

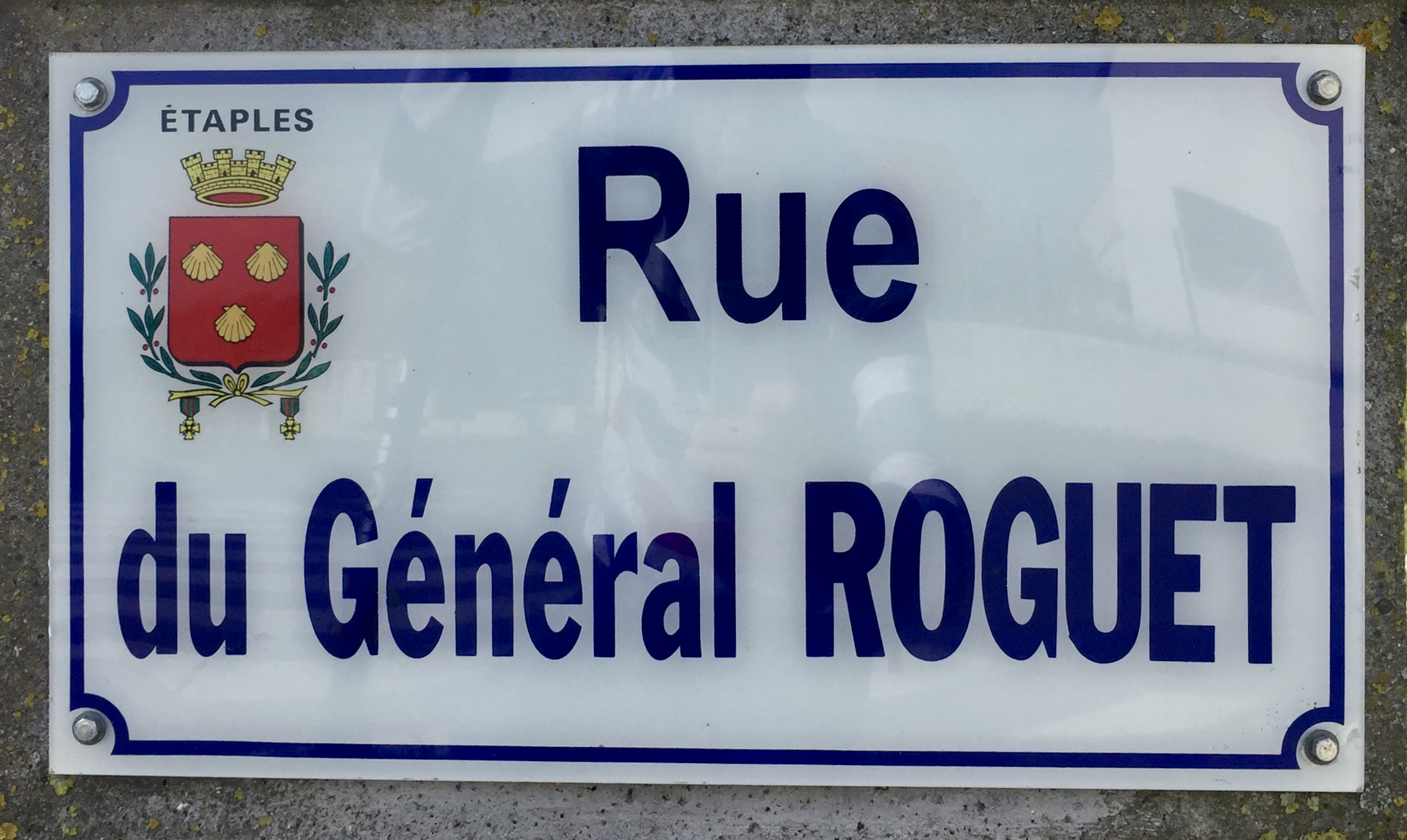

François Roguet (1770-1846), est un général français de la Révolution et de l’Empire.

### Général-Rouyer (rue du)

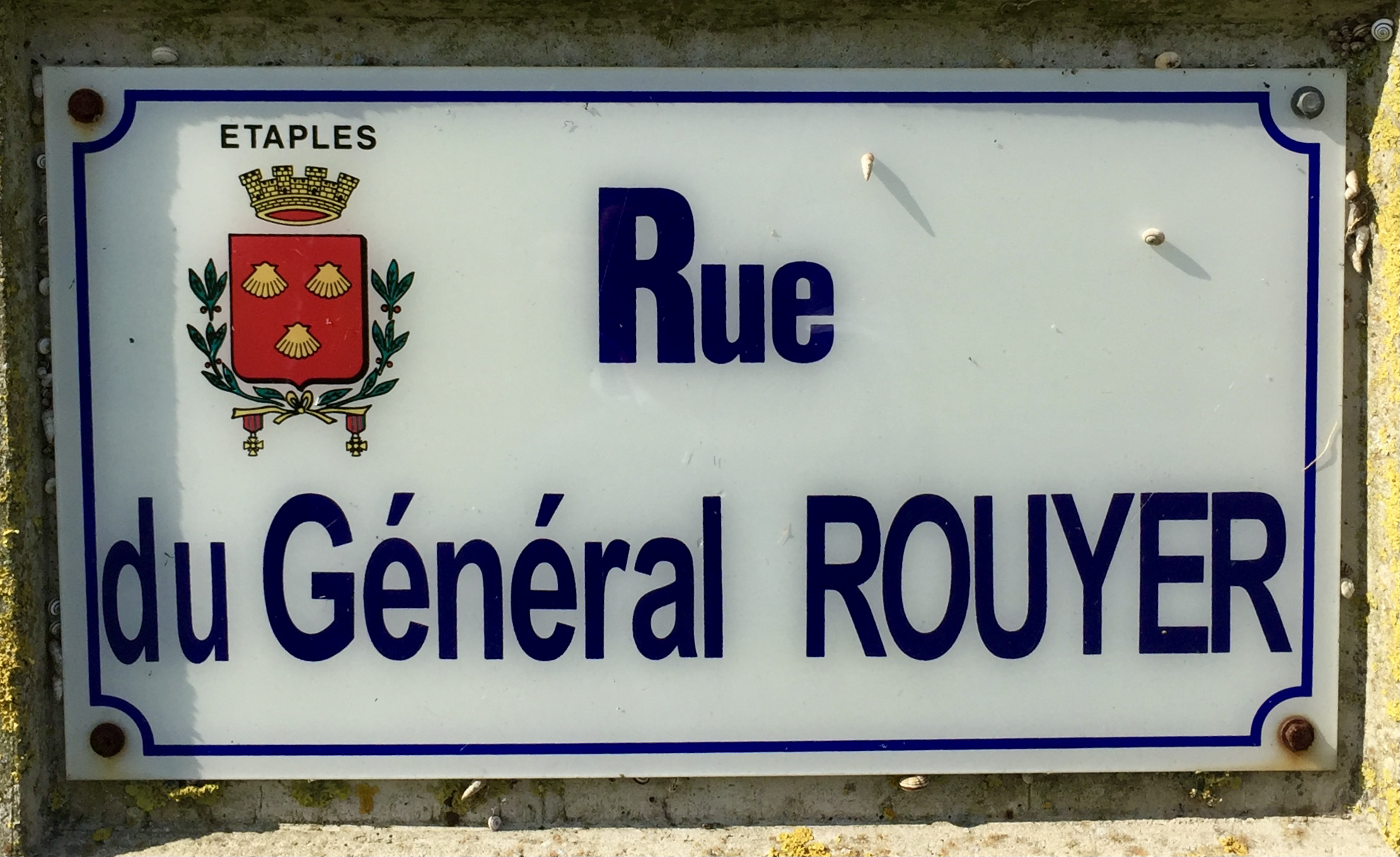

Marie François Rouyer (1765-1824), est un général français de la Révolution et de l’Empire.

### Général-Tilly (Impasse du)

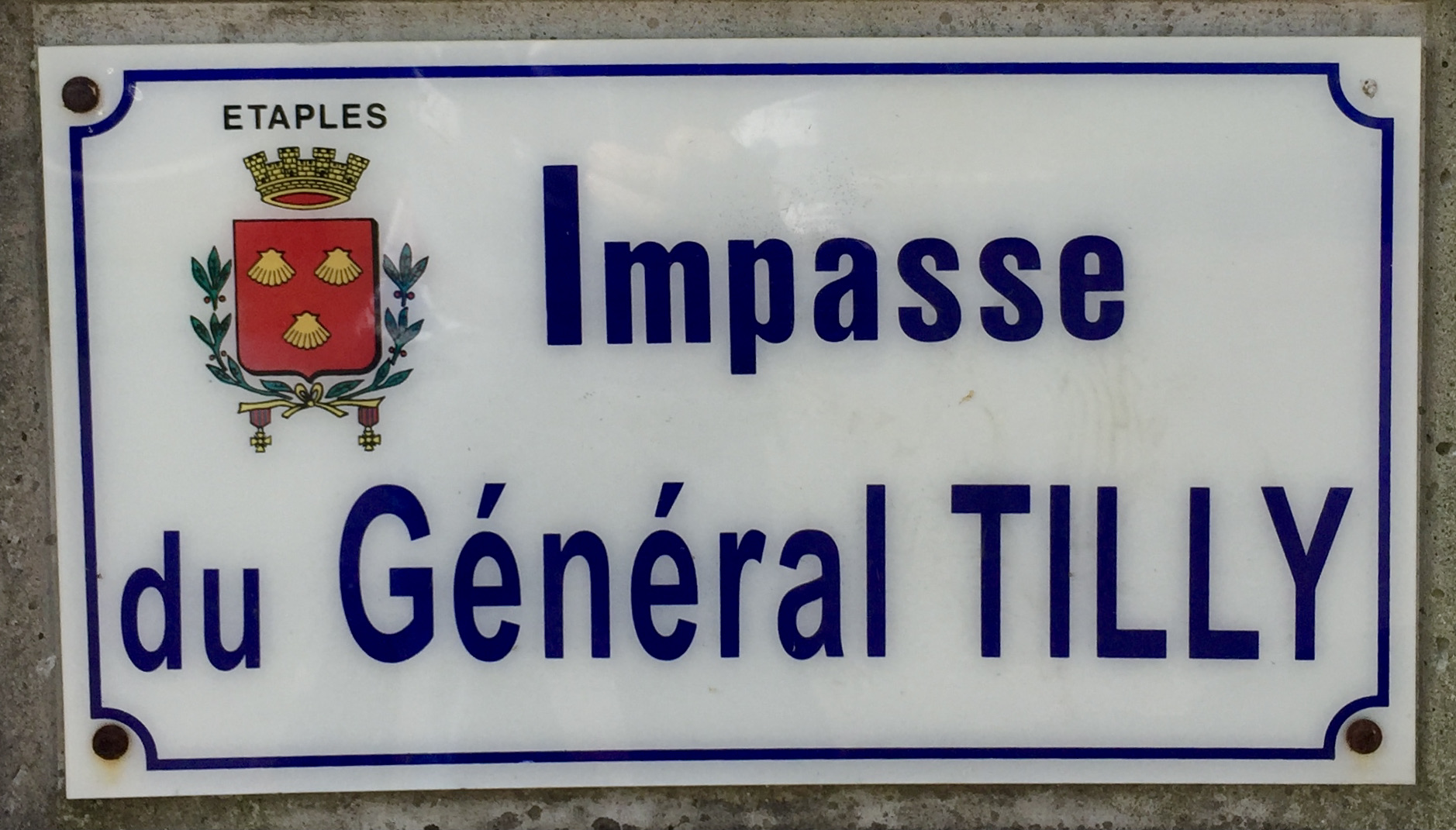

Jean t'Serclaes de Tilly (1559-1632), comte de Tilly, est un chef de guerre brabançon.
Il est noté « rue » sur le fichier FANTOIR.

### Général-Villate (rue du)
Eugène-Casimir Villatte (1770-1834), comte d'Oultremont, est un général français de la Révolution et de l’Empire.

### Georges-Guynemer (rue)

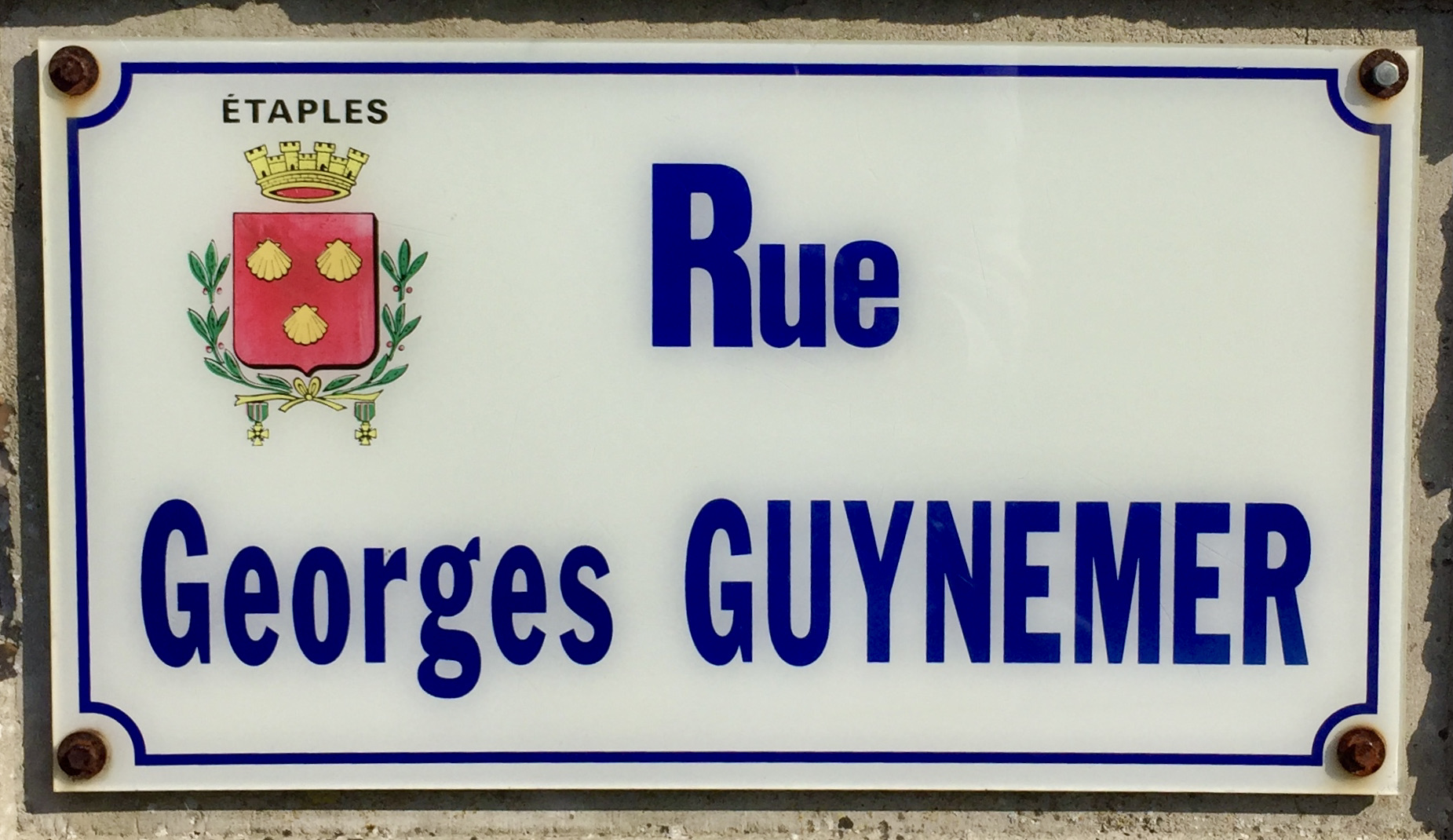

Georges Guynemer (1894-1917), mort au combat, est l'un des pilotes de guerre français les plus célèbres de la Première Guerre mondiale.

### Goélands (rue des, impasse des)

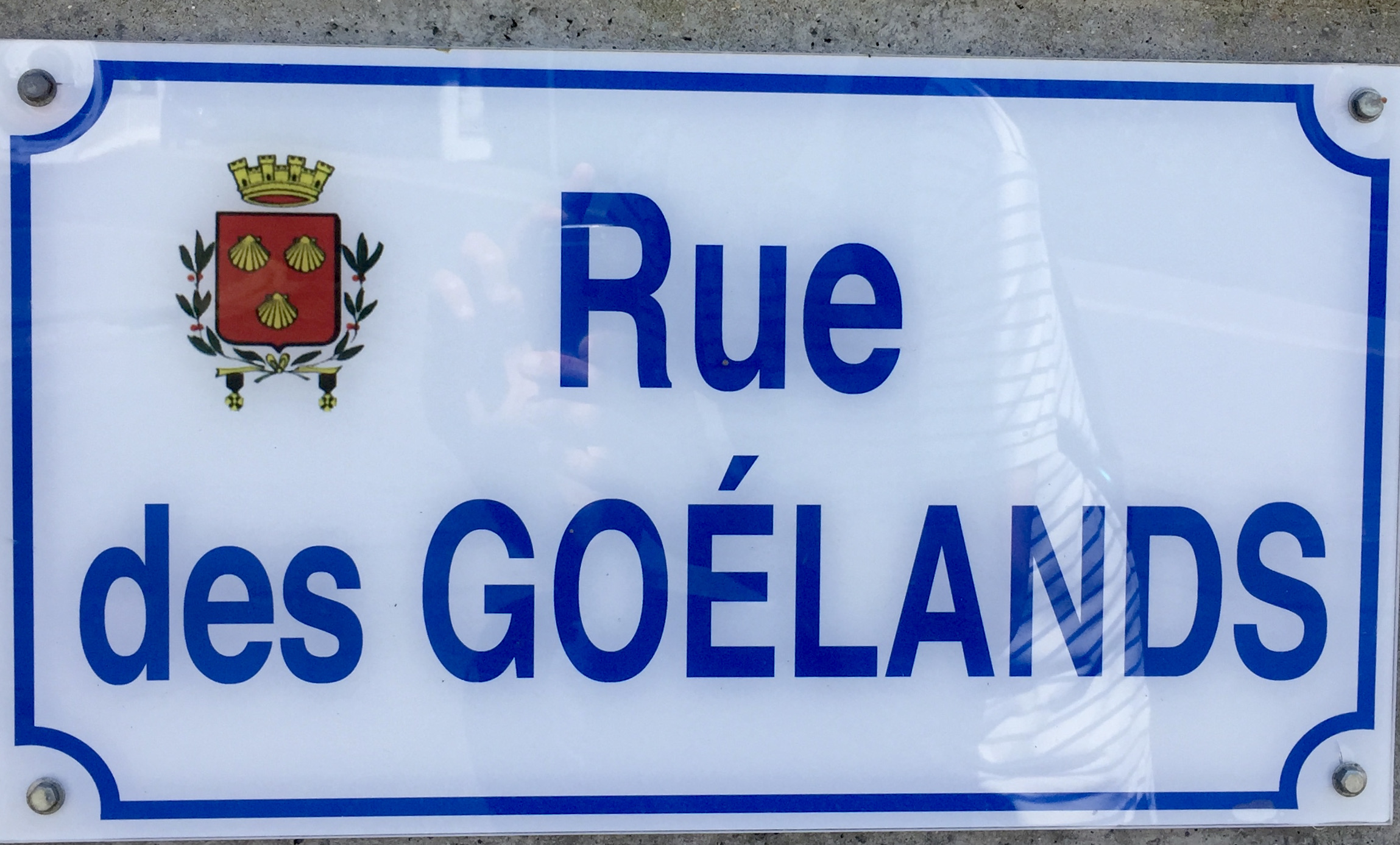

Oiseau de notre région, le Goéland est un nom désignant les espèces d'oiseaux marins de la famille des laridés. Sur les côtes européennes, l'espèce la plus commune est le Goéland argenté.

### Grand-Pierre (rue)

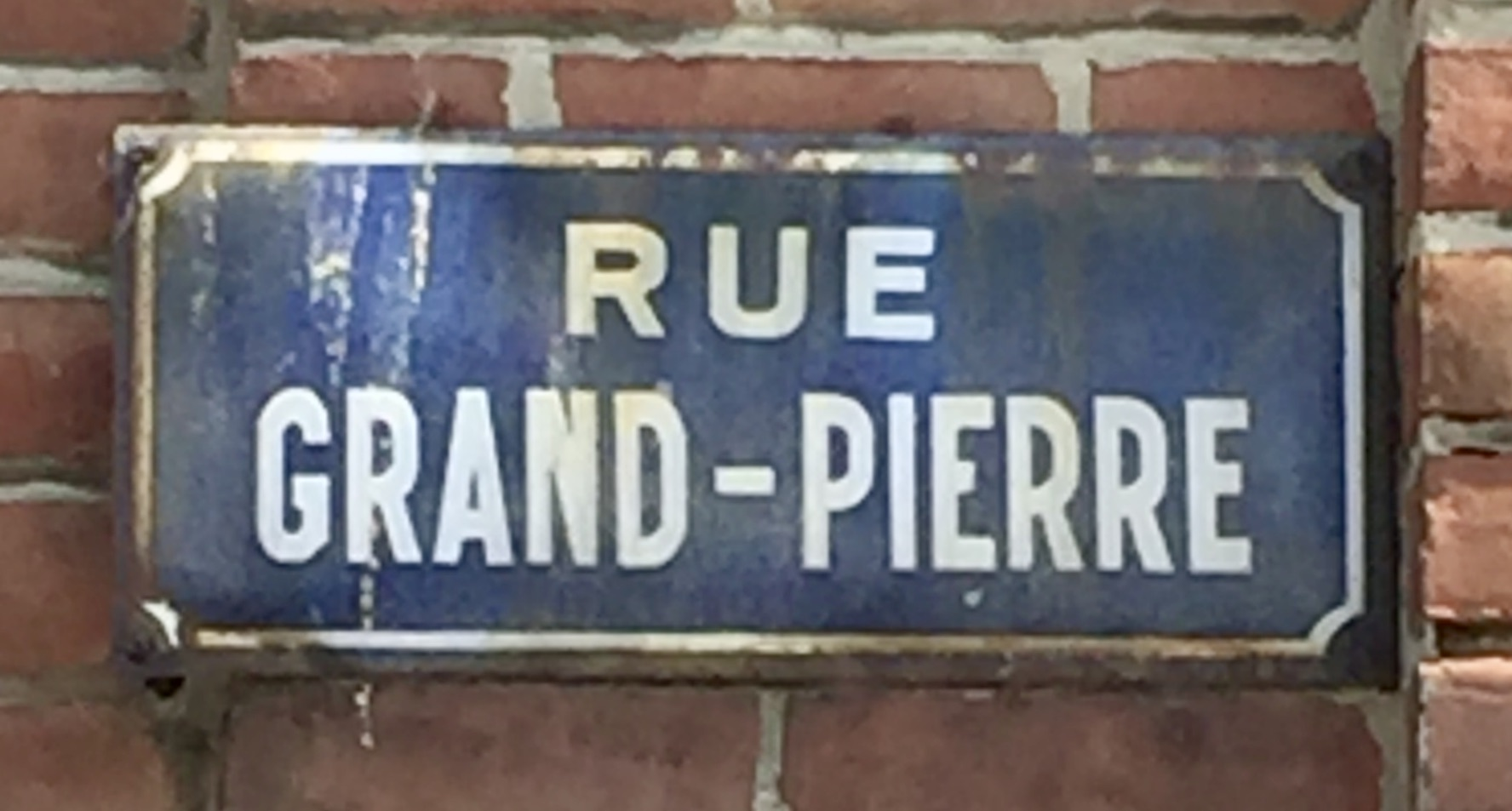
Étaples - Rue Grand-Pierre.

Du nom d'un des propriétaires qui habitaient dans cette voie.

### Gressier-de-Lagrave (rue)

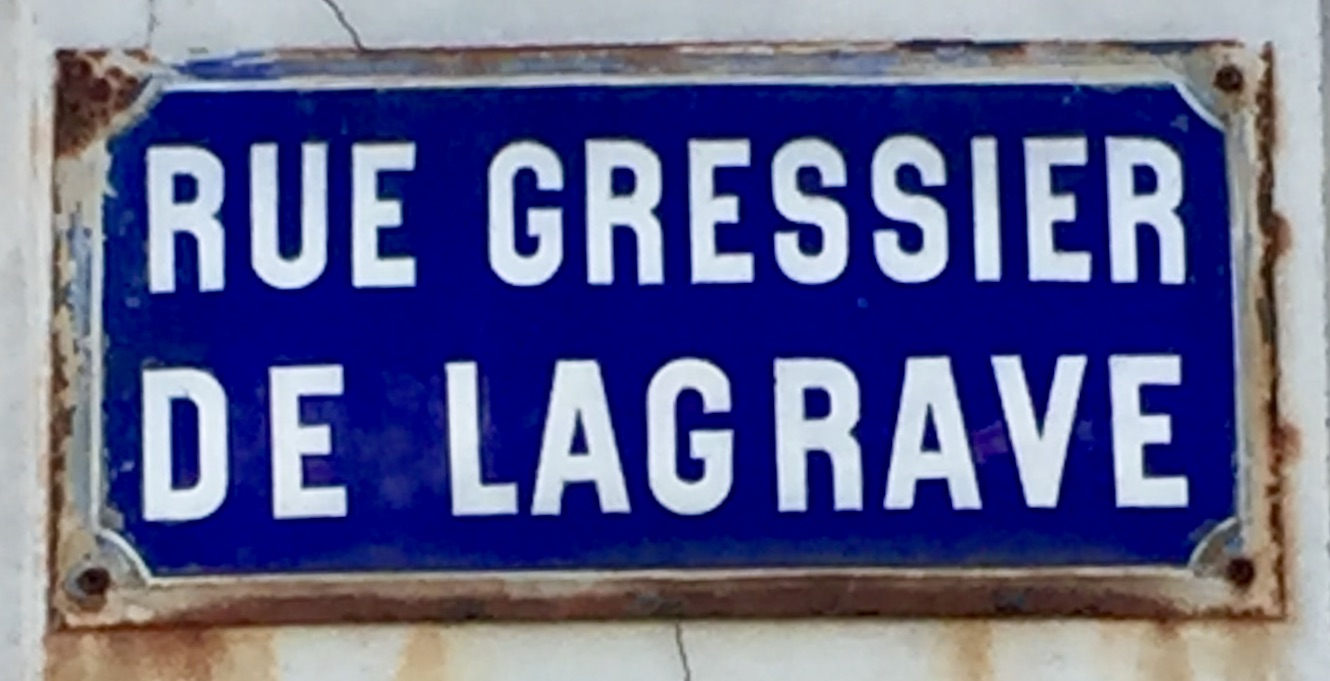

Gressier-de-Lagrave, est une des plus anciennes familles d’Étaples. Au XVIIe siècle, tous les Gressier de la Grave occupent les premières charges municipales.
Autrefois, cette voie portait le nom de rue de la Brasserie, elle prend le nom actuel en 1906.
La plaque de rue porte une orthographe différente de celle du fichier FANTOIR où il est écrit Grésier-de-La-Grave.

### Grillons (allée des)

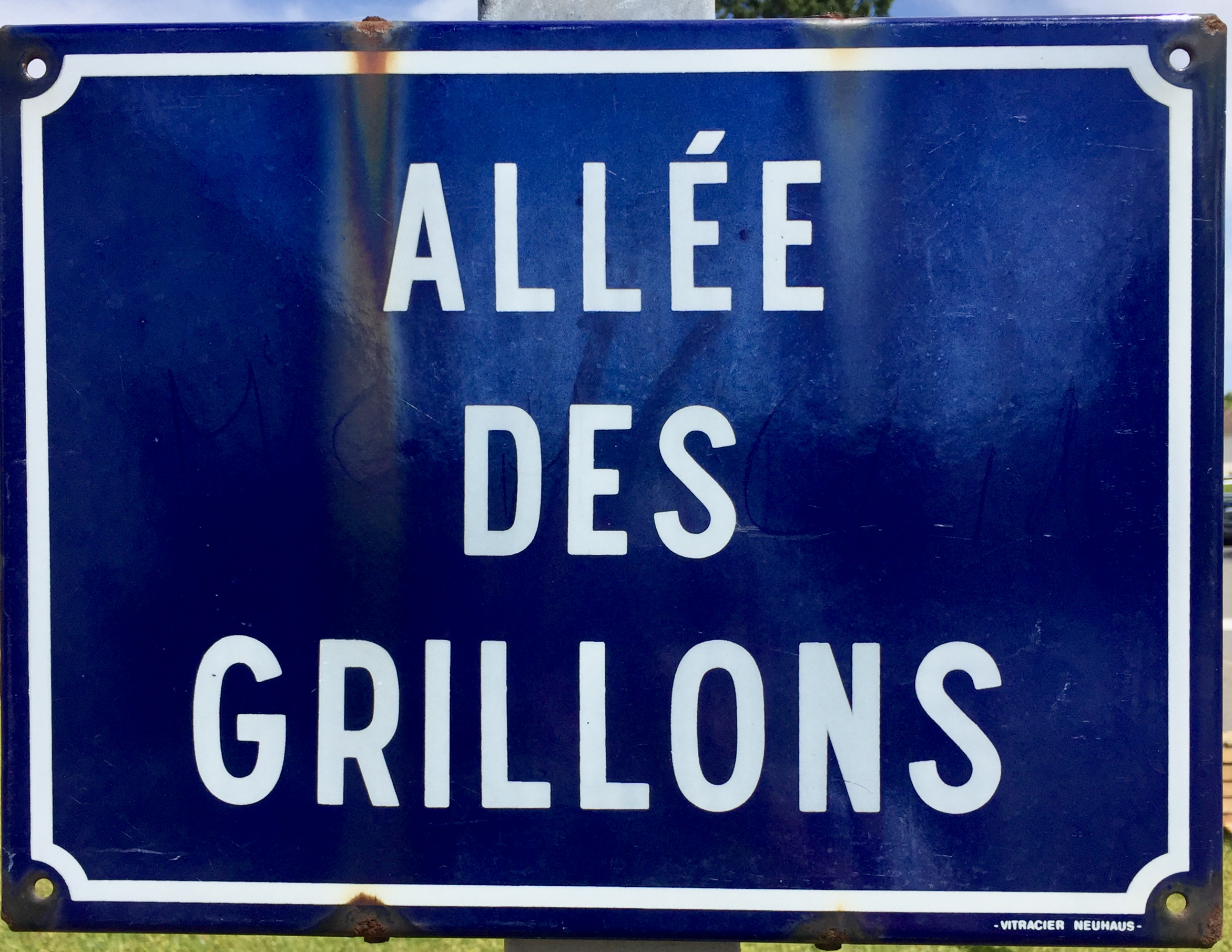

Les grillons sont des insectes présents dans notre région.

### Guet (rue du)

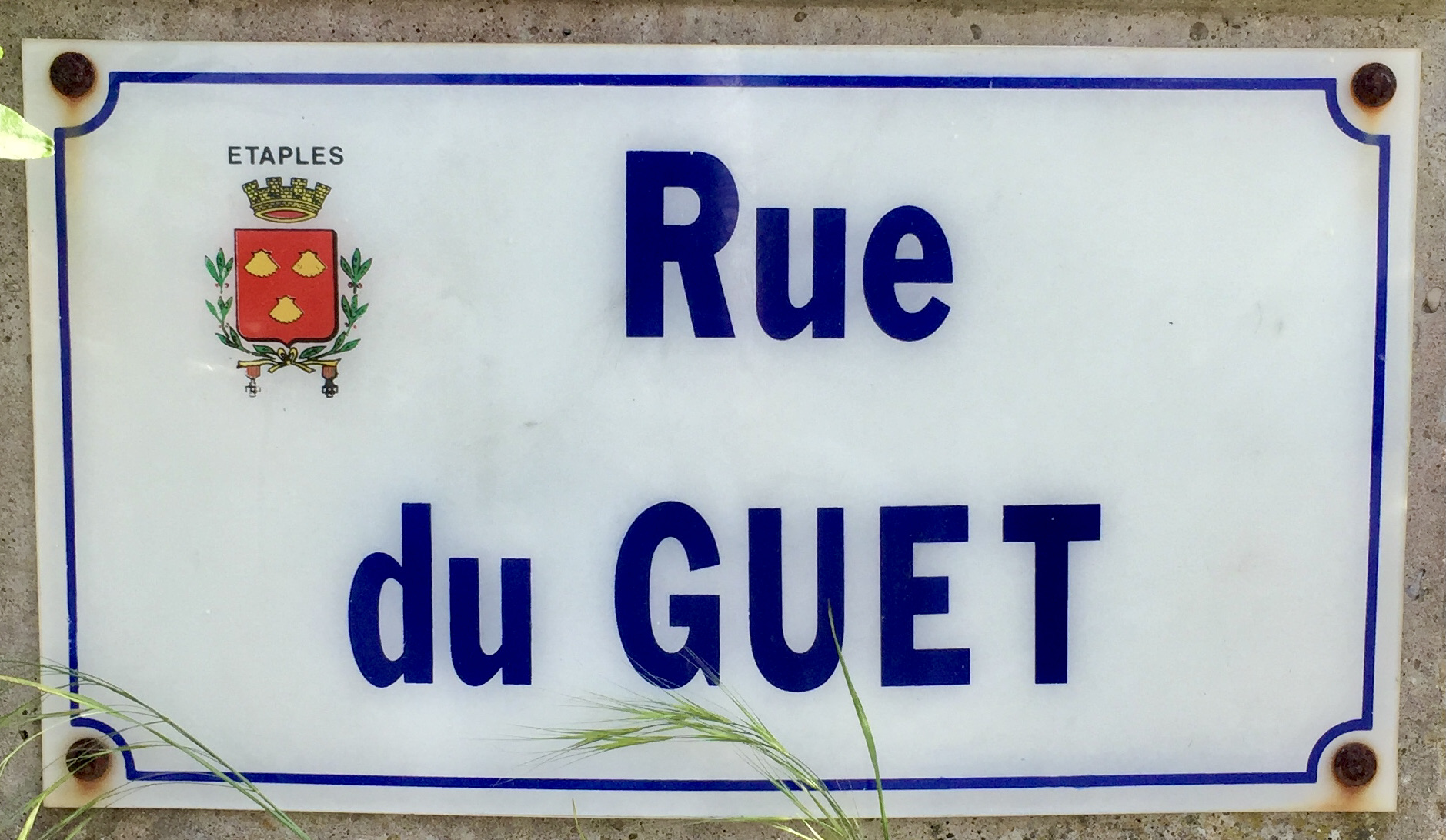

### Gustave-Souquet (rue)

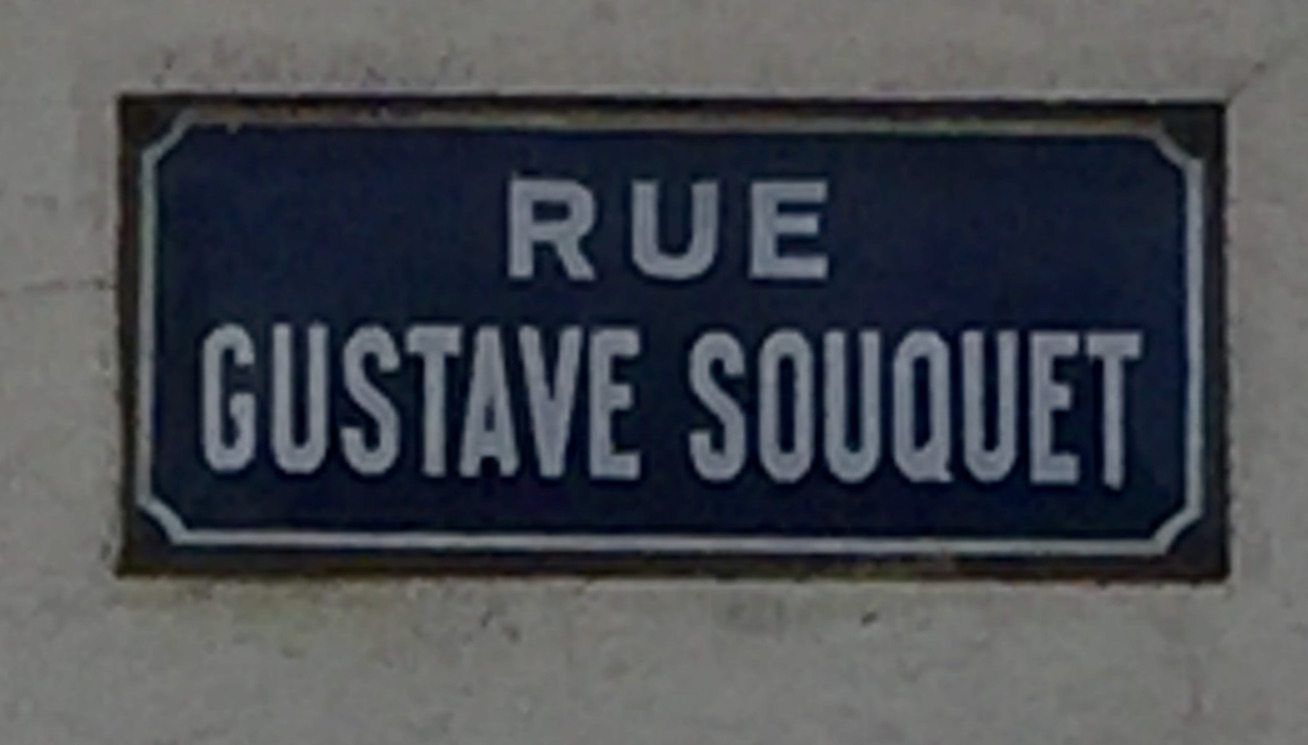

Gustave Souquet (1805-1867, né et mort à Étaples, est un inventeur, imprimeur, historien et précurseur de la photographie archéologique français. On lui doit de nombreux ouvrages consacrés à Étaples.

### Gustave-Vassal (rue)

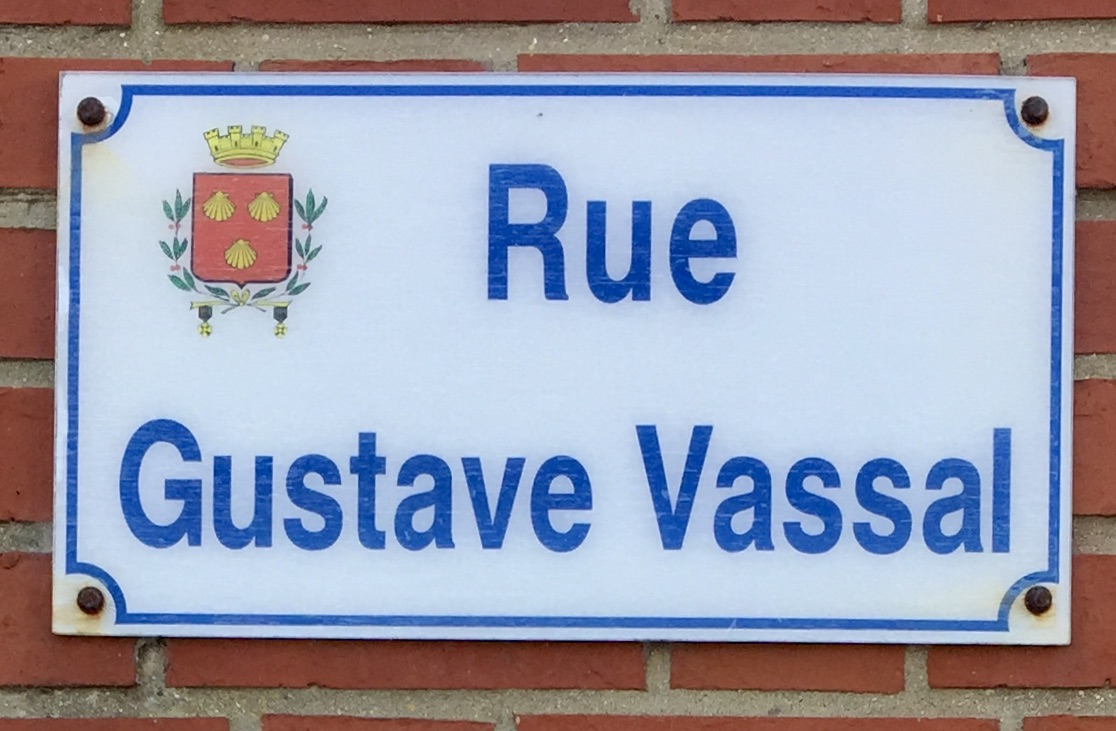

Gustave Vassal, maire d'Étaples de 1925 à 1929. Négociant en vins et spiritueux, il avait fait acheter le terrain de l'ancien cimetière pour agrandir le nouveau cimetière de l'époque.
En 2010, la rue du Cimetière est renommée rue Gustave-Vassal.

## H

### Halle (place de la)

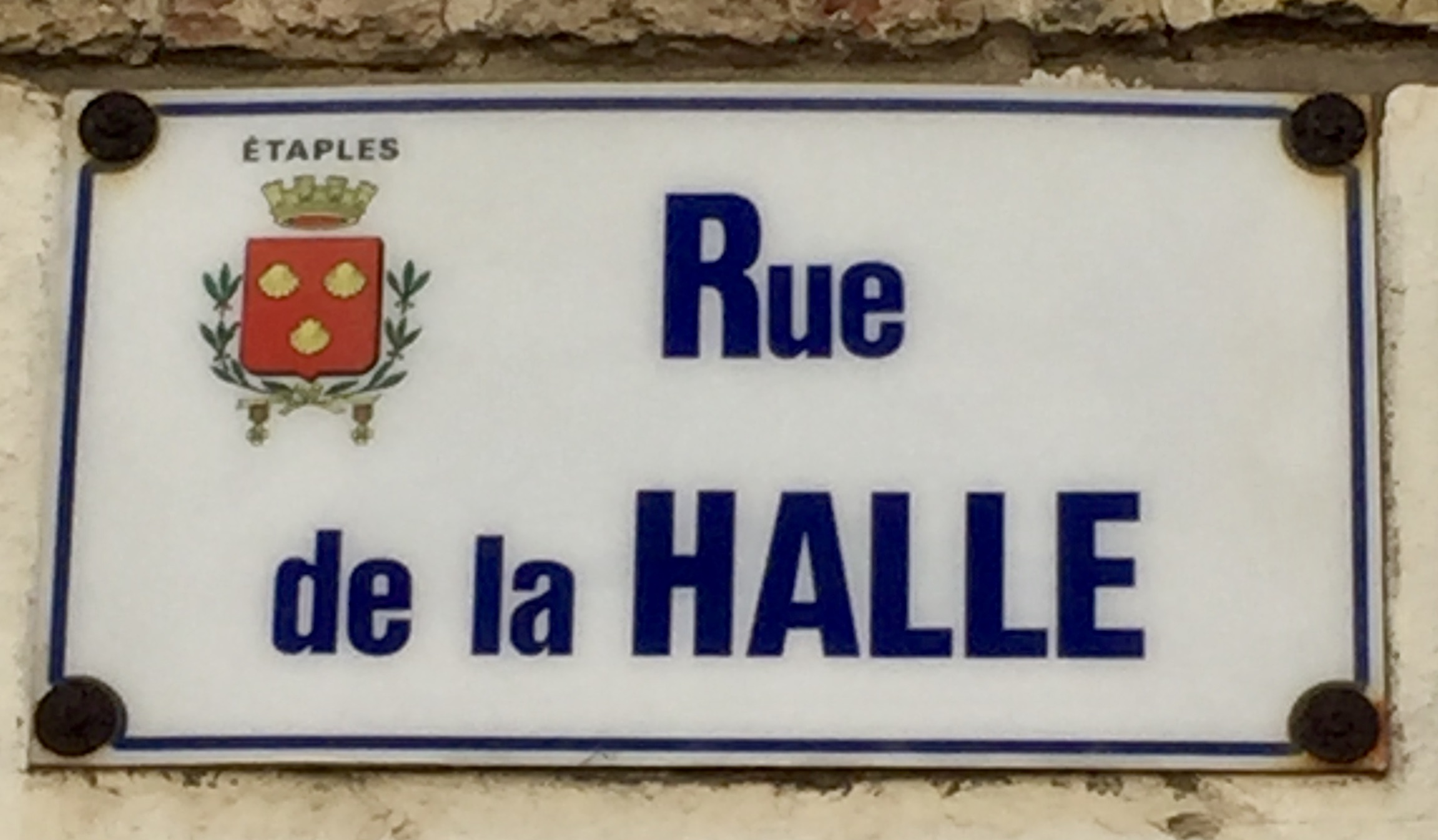

Cette place ne figure pas dans le fichier FANTOIR.

### Hénons (allée des)

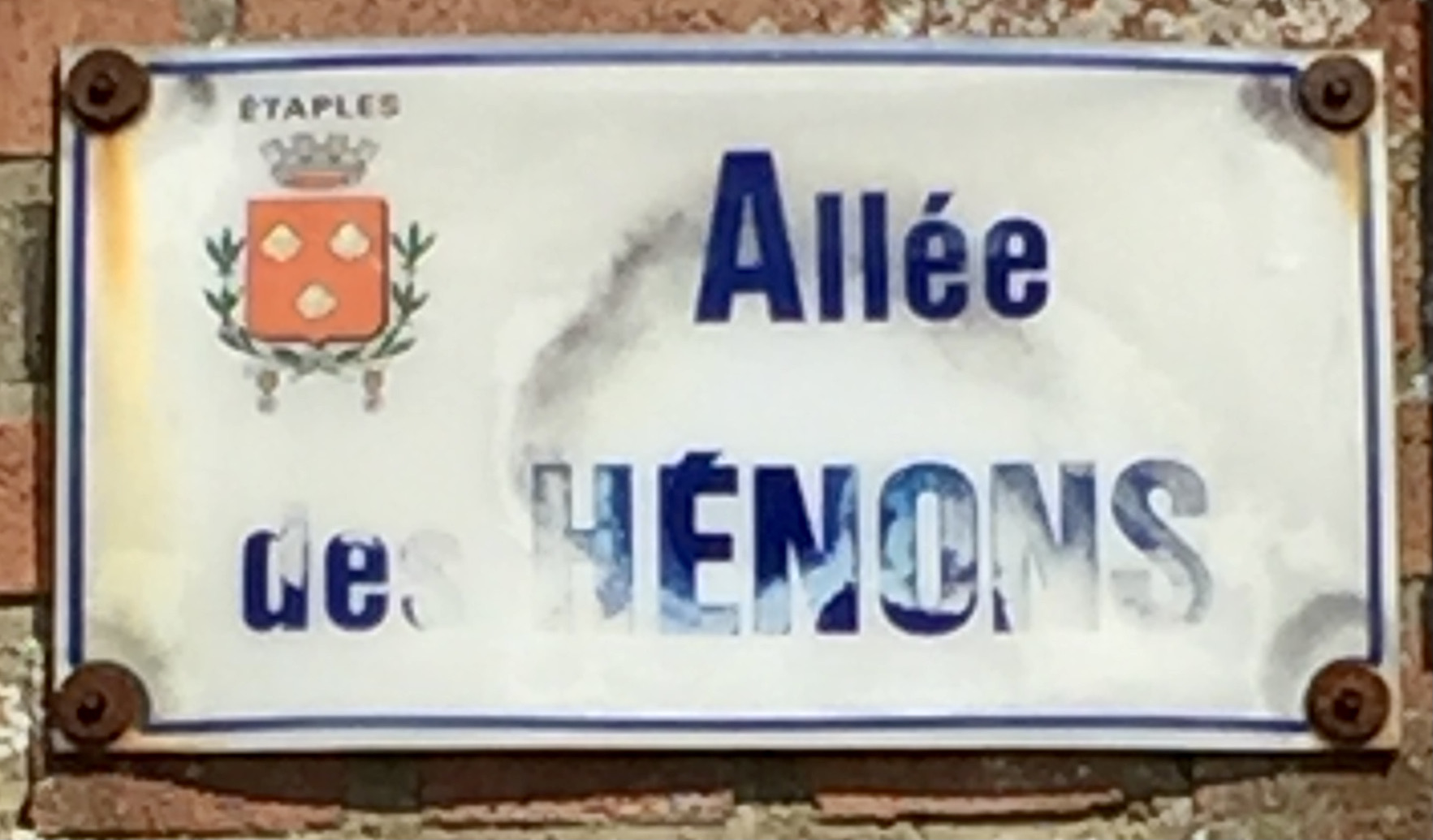

Les hénons, ou coques, sont des coquillages comestibles que l'on peut trouver dans le sable des plages de la Côte d'Opale.

### Henri-Le-Sidaner (rue)

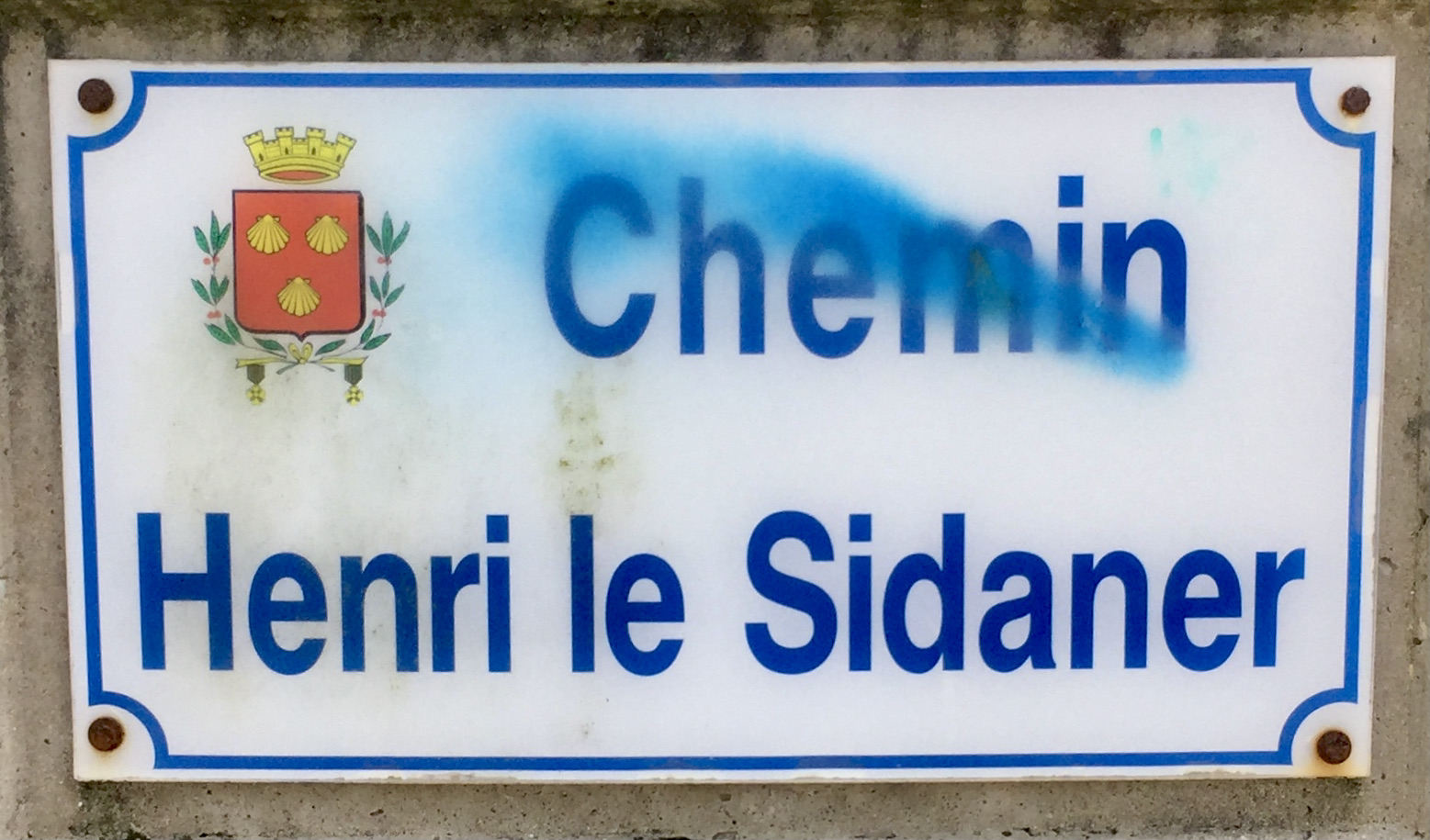

Henri Le Sidaner (1862-1939), est un peintre post-impressionniste français qui a fait partie de l'école des peintres d'Étaples. Il habitait, avec de nombreux autres peintres de toutes les nationalités, à l'hôtel Ioos-Guiot, sur la Grand-Place (aujourd'hui place du Général-de-Gaulle) d'Étaples.

### Hérambault (rue d’)

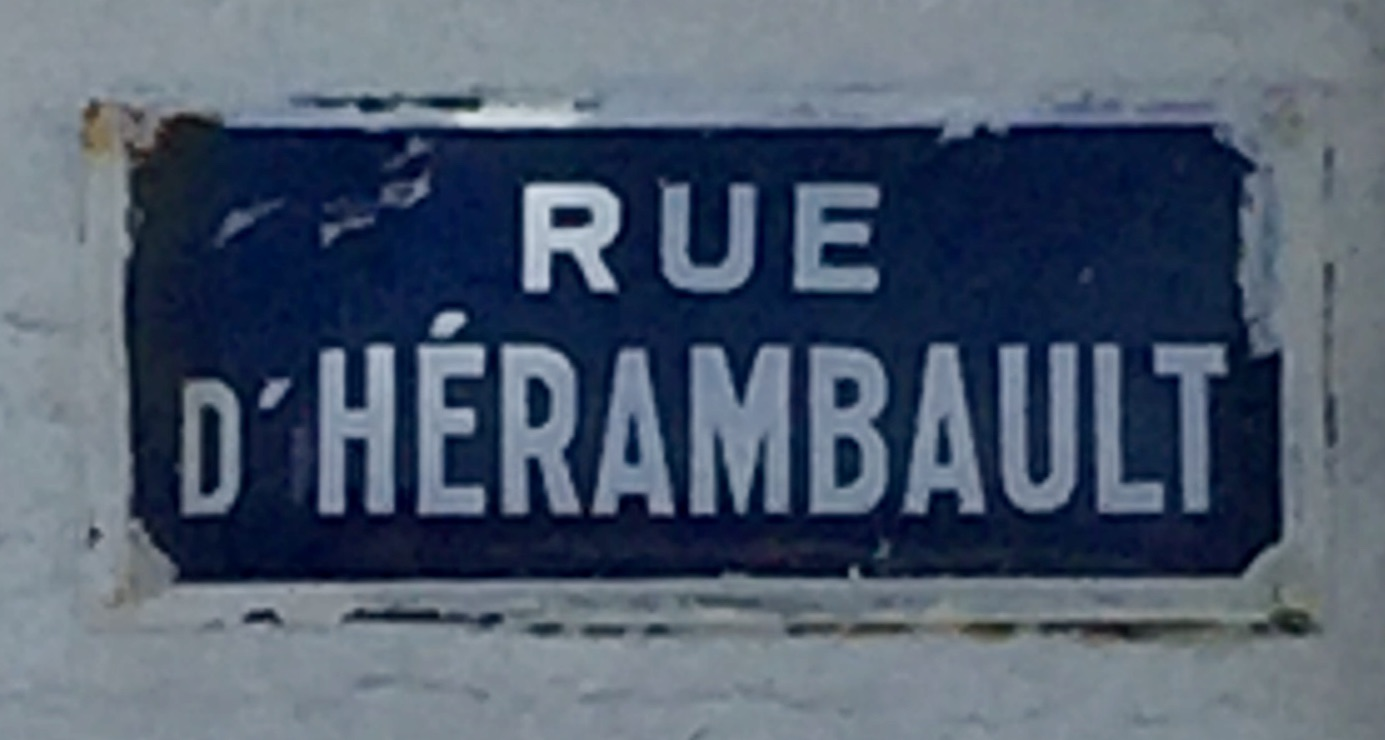

Alexandre Roubier d'Hérambault (1797-1864), est un homme politique français, il est député, pendant 33 ans, de la 4e circonscription de Montreuil dont dépendait Étaples. C'est un acteur de la construction du premier pont sur la Canche », dit « pont Napoléon », et c'est en toute logique que la rue prend son nom en 1886.
Anciennement appelée ruelle du Port ou, selon la tradition populaire, rue du Pont.

### Hermines (allée des)

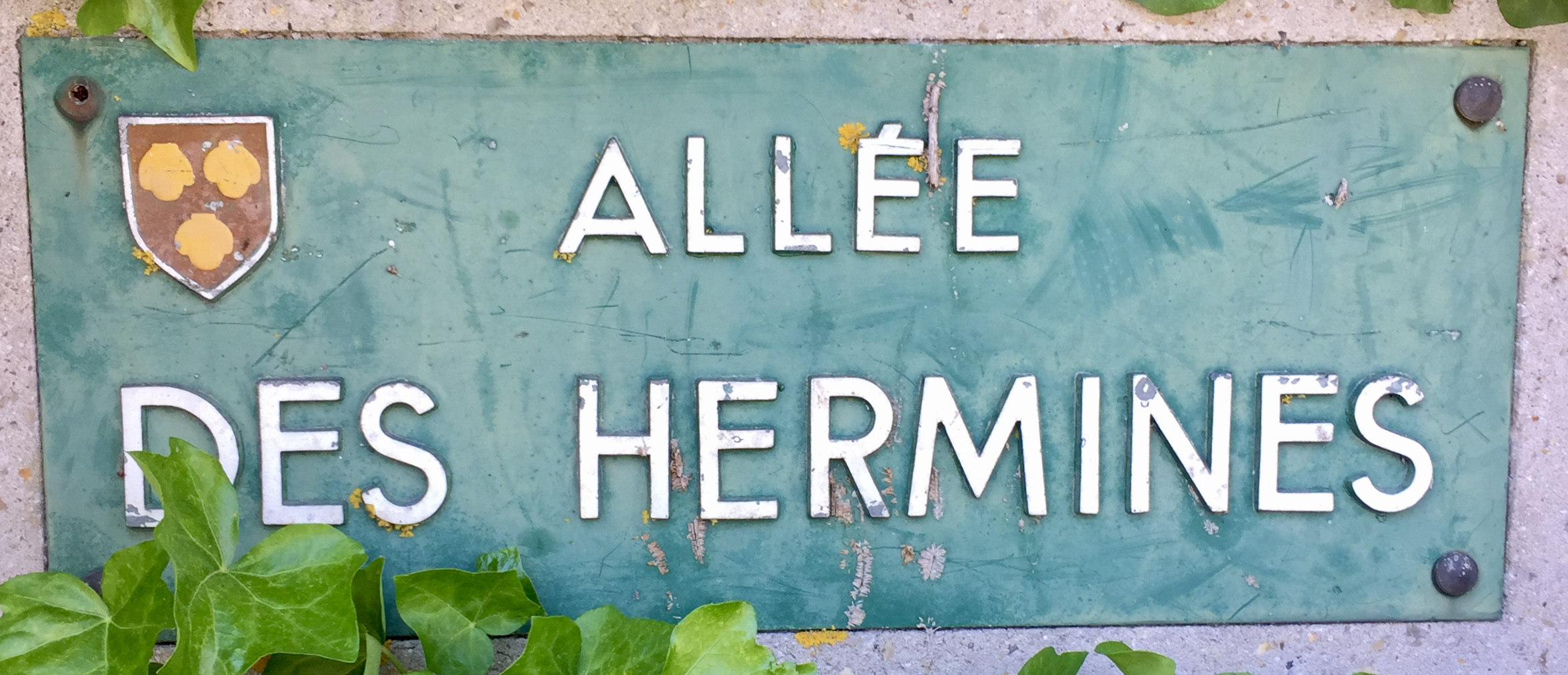

Cette voie tient certainement son nom de l'hermine qui est un animal de la famille des mustélidés.

### Hilbert (route d', place d’)
Dans cette voie, à l'est d'Étaples, en direction de Montreuil-sur-Mer, se trouve le cimetière d'Étaples, situé à l'emplacement de l'ancien château d'Étaples.

### Hôpital (rue de l’)

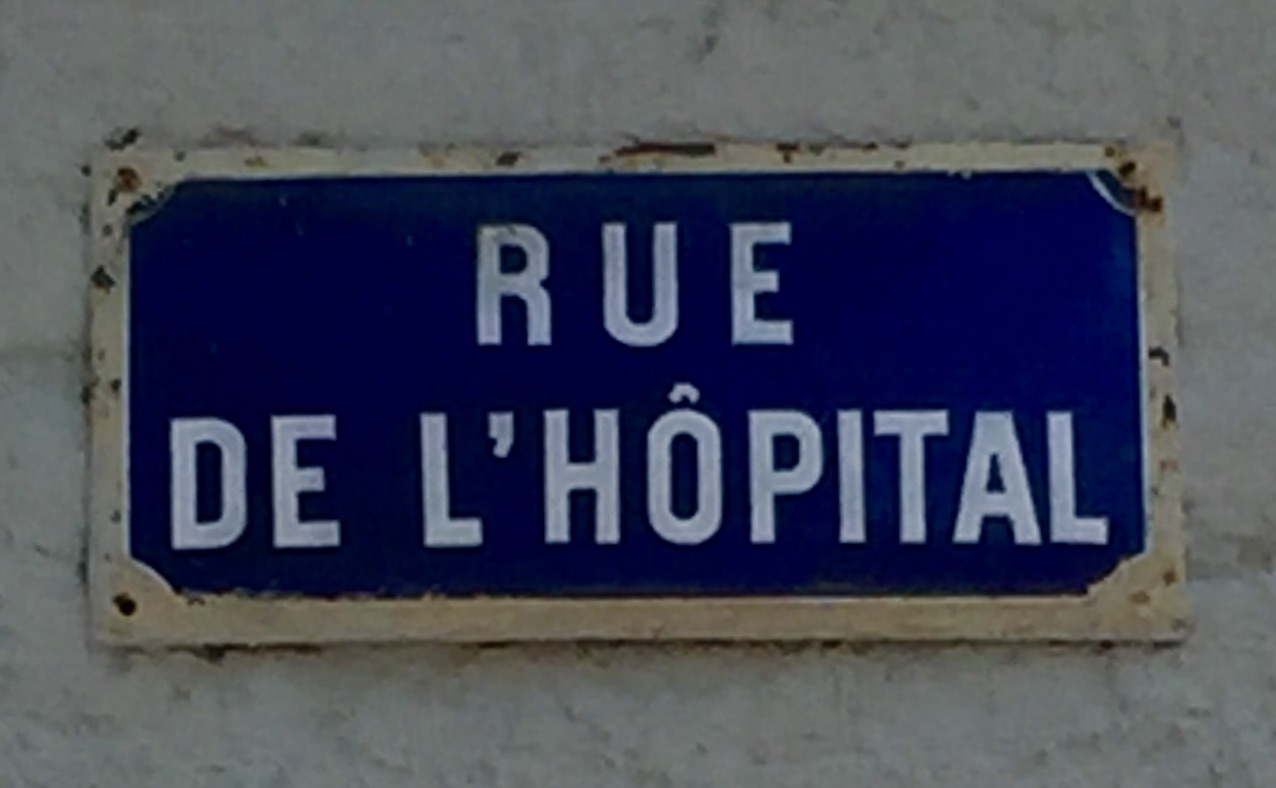

Vers 1730, la ville aliène ce terrain en se réservant le droit d’y faire une rue qui est nommée rue de l’Hôpital et, en 1803, les bâtiments de l’ancienne église Notre-Dame sont transformés pour y recevoir les malades des marins de la 1re division de la flottille de la Grande Armée. L'espace compris entre la rue du Havre et la rue Notre-Dame était autrefois une place sur laquelle se tenait le marché aux bestiaux.

### Hortense (rue)

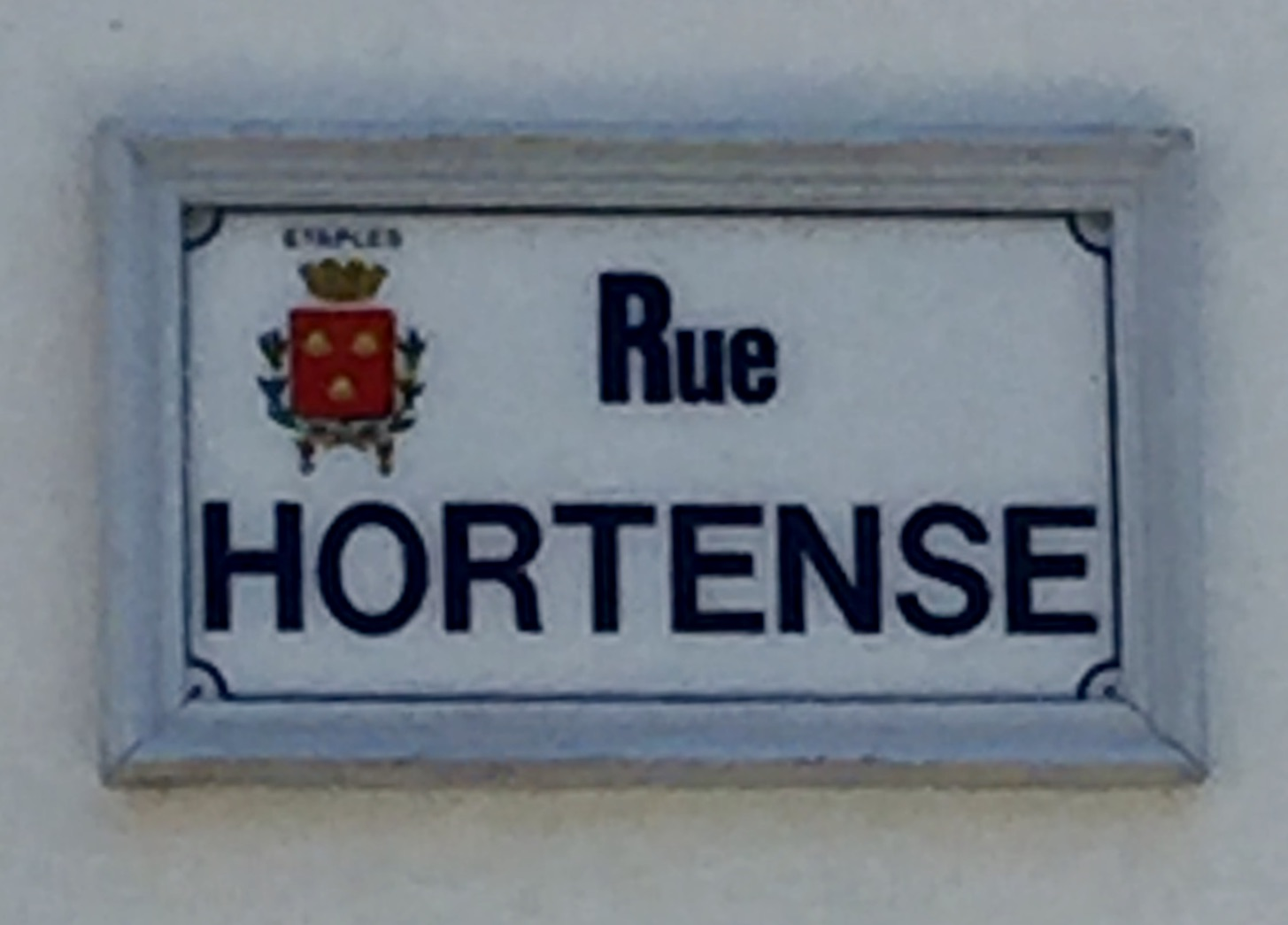

Cette voie rend hommage à Hortense Lecat, épouse de Théodore Delaporte, marchand brasseur, qui était propriétaire dans cette voie.
Cette rue faisait partie de celles qui appartenaient à un propriétaire, ici la famille Delaporte, et que la commune a acquise le 3 juillet 1923.

### Hückeswagen (place de)

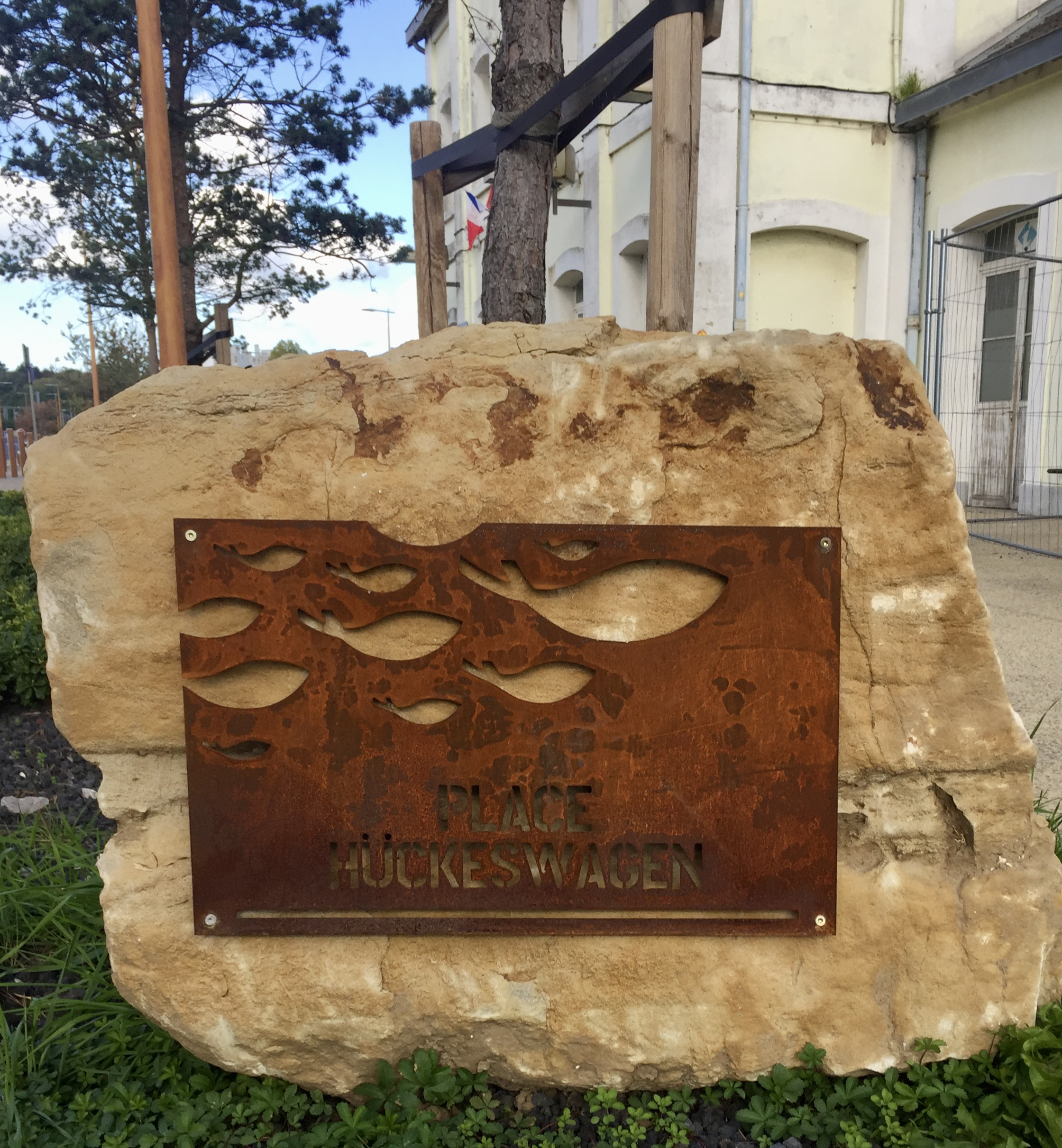

Place située devant la gare d'Étaples - Le Touquet, en l'honneur de la commune allemande de Hückeswagen jumelée avec la commune d'Étaples.

### Huguet (rue)

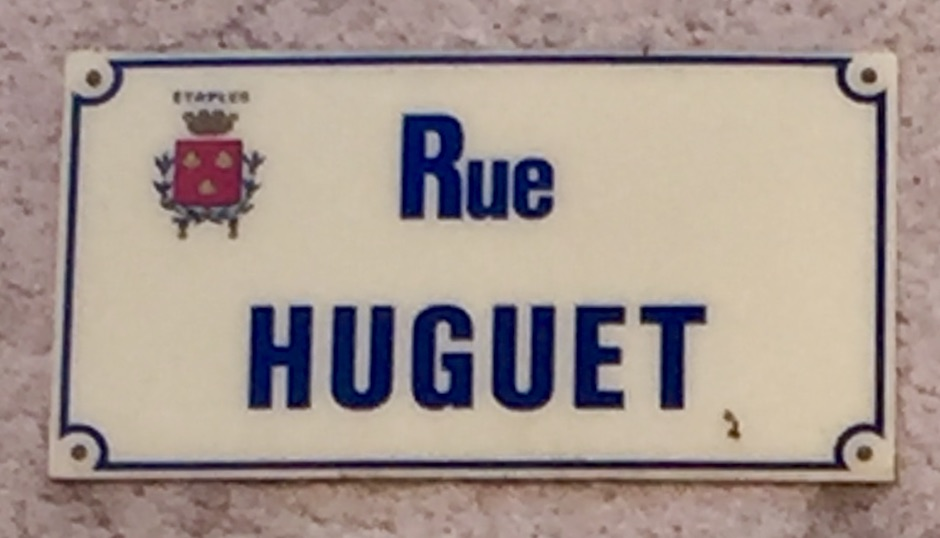

Cette voie tient son nom du propriétaire de la rue.
Cette rue faisait partie de celles qui appartenaient à un propriétaire, ici M. Huguet, domicilié à Boulogne-sur-Mer et que la commune a acquise le 3 juillet 1923.

## I

### Impératrice (boulevard de l’)

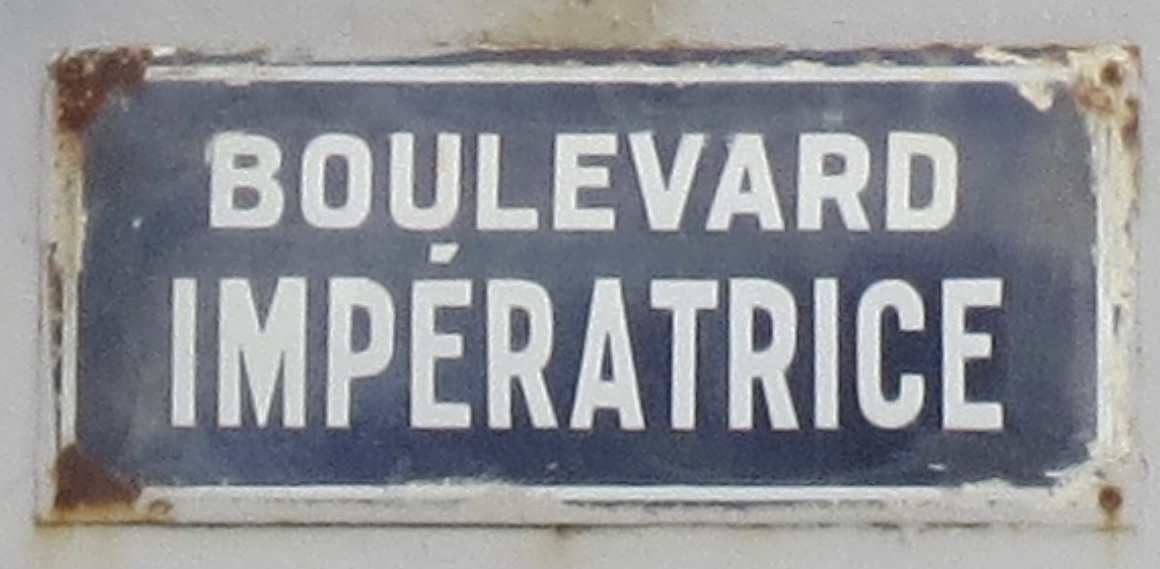

Cette voie est nommée ainsi en souvenir des fastes du camp impérial de 1803 à 1805 et de l'aide apportée, lors de l'épidémie de choléra par l'impératrice Eugénie (1826-1920), 19e comtesse de Teba — dite Eugénie de Montijo —, personnalité politique française d’origine espagnole, épouse de Napoléon III, empereur des Français.
Dans cette voie se trouve le musée de la marine d'Étaples qui permet de découvrir l'habitat, les costumes, la vie des marins et des femmes de marins.
Autrefois, cette voie s'appelait, rue du Chantier, sans doute en référence aux chantiers de constructions navals qui s'y trouvaient. Elle prend son nom actuel en 1867.

### Iris (allée des)

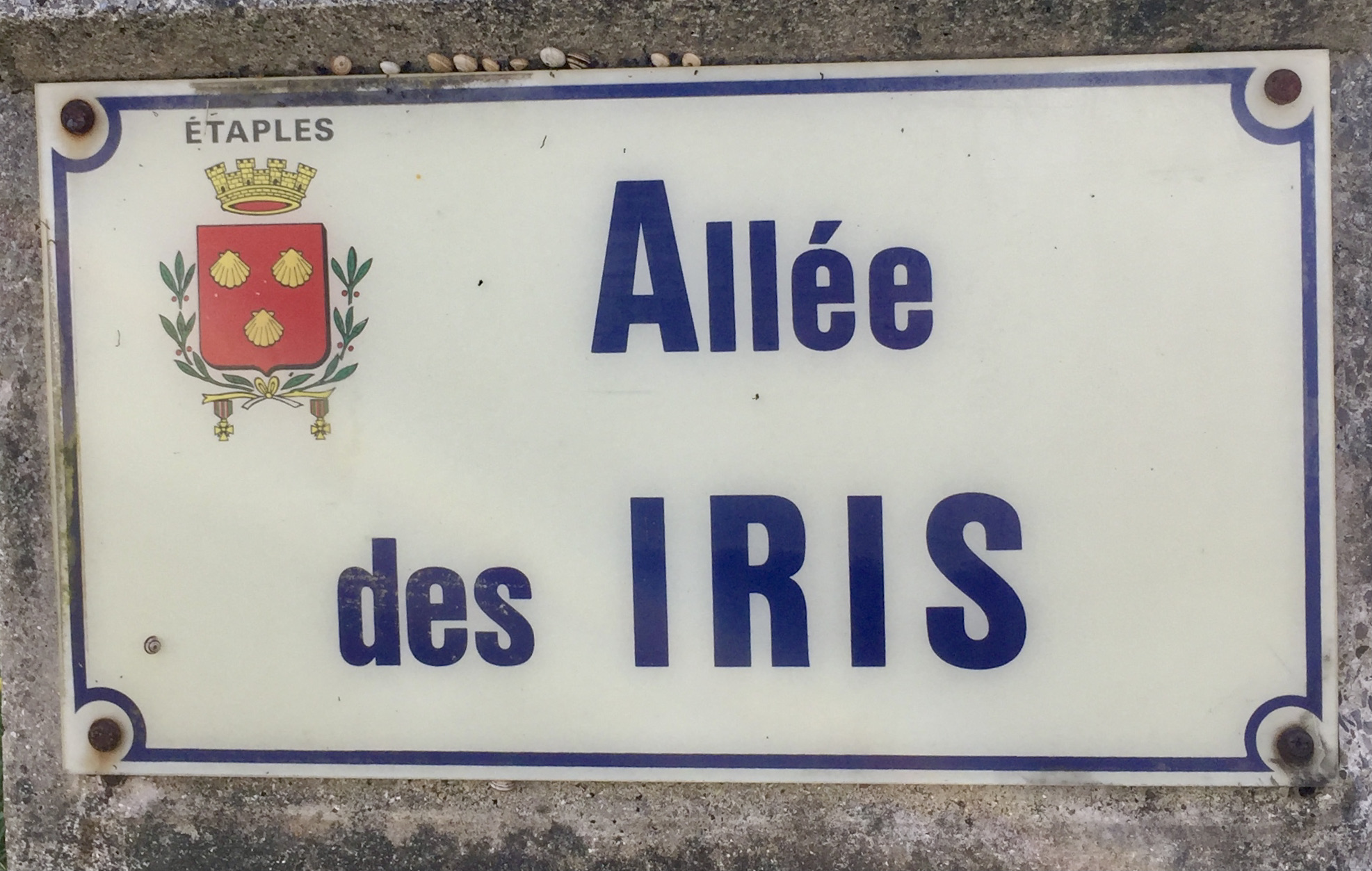

Cette plante vivace, l'iris, fleurit les jardins de notre région.

### Isobel Rae (rue)

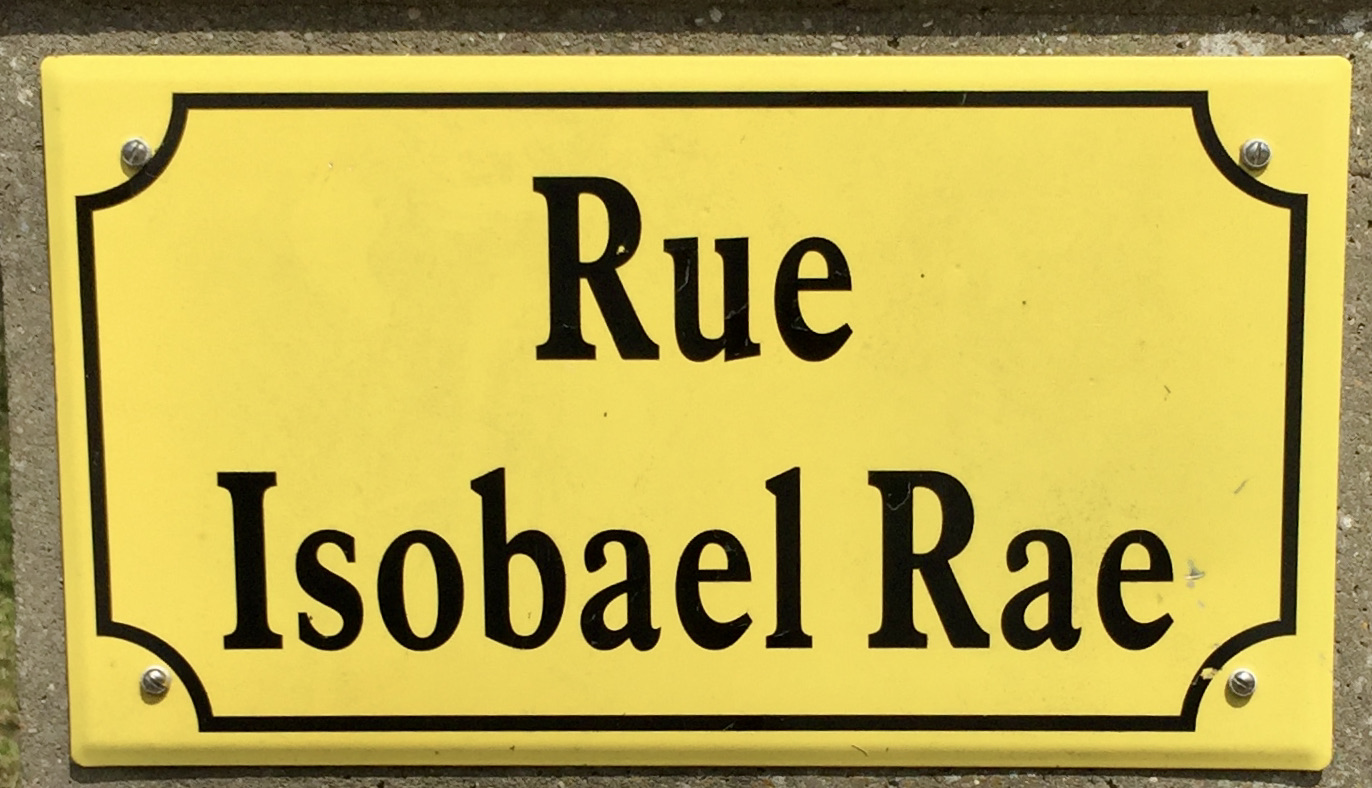

Iso Rae (1860-1940) est une peintre et dessinatrice impressionniste australienne qui a fait partie de l'école des peintres d'Étaples. Elle habitait, avec de nombreux autres peintres de toutes les nationalités, à l'hôtel Ioos-Guiot, sur la Grand-Place (aujourd'hui place du Général-de-Gaulle) d'Étaples.

## J

### Jean-Baptiste-Bonvoisin (rue)

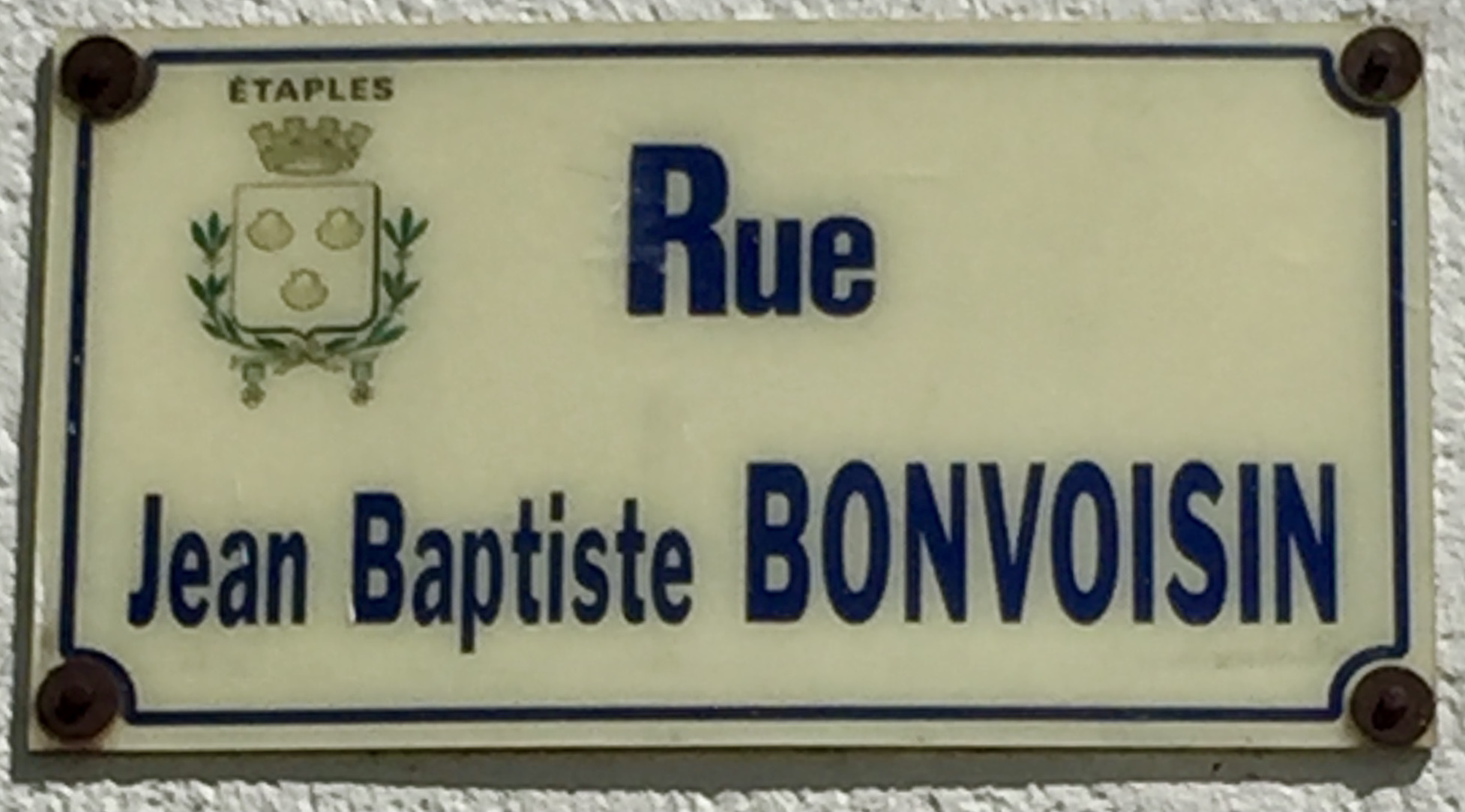

Cette voie peut avoir, mais ce n'est qu'une hypothèse, pour origine Jean-Baptiste-Bonvoisin (1790-1852), corsaire, né et mort à Étaples.

### Jean-Mermoz (rue)

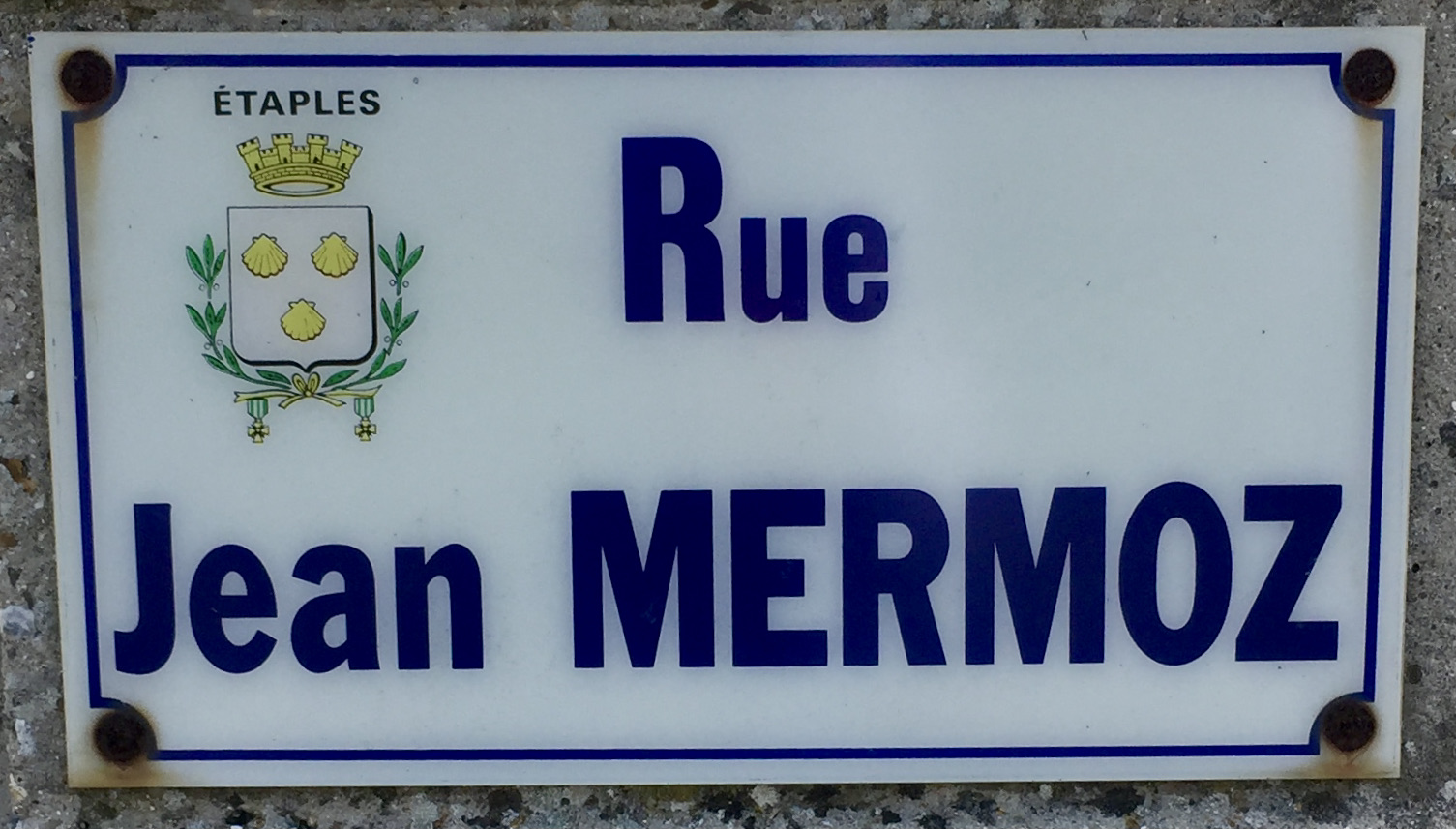

Jean Mermoz (1901-1936), disparu dans l'océan Atlantique le 7 décembre 1936, est un aviateur français, figure légendaire de l'Aéropostale, surnommé l'« Archange ». Il est aussi un des fondateurs en 1936 du Parti social français (PSF) avec le colonel de La Rocque.

### Jeanne-d’Arc (place)

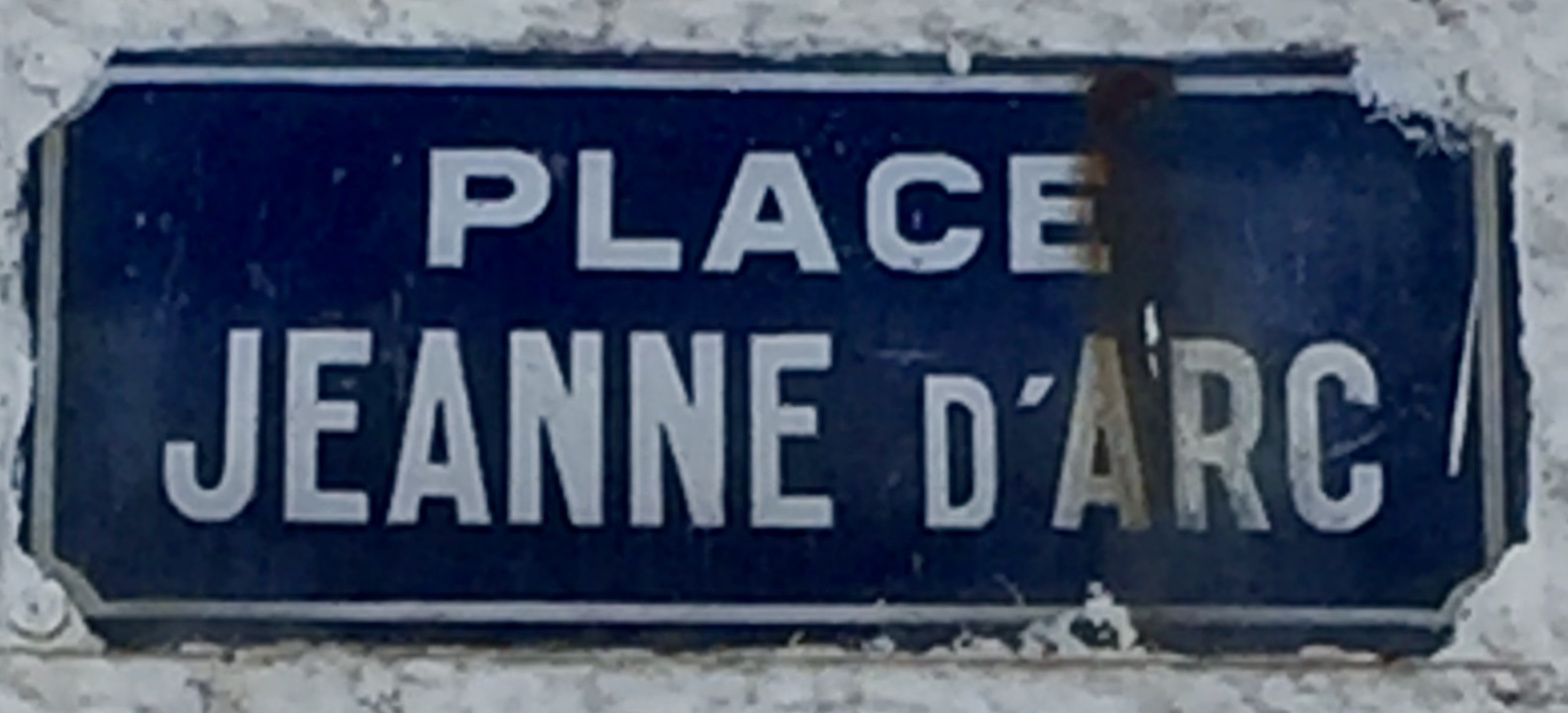

Jeanne d'Arc (1412-1431), morte sur le bûcher le 30 mai 1431 à Rouen, alors possession du royaume d'Angleterre, est une héroïne de l'histoire de France, chef de guerre et sainte de l'Église catholique, surnommée depuis le XVIe siècle « la Pucelle d'Orléans ».

### Jonquilles (allée des)

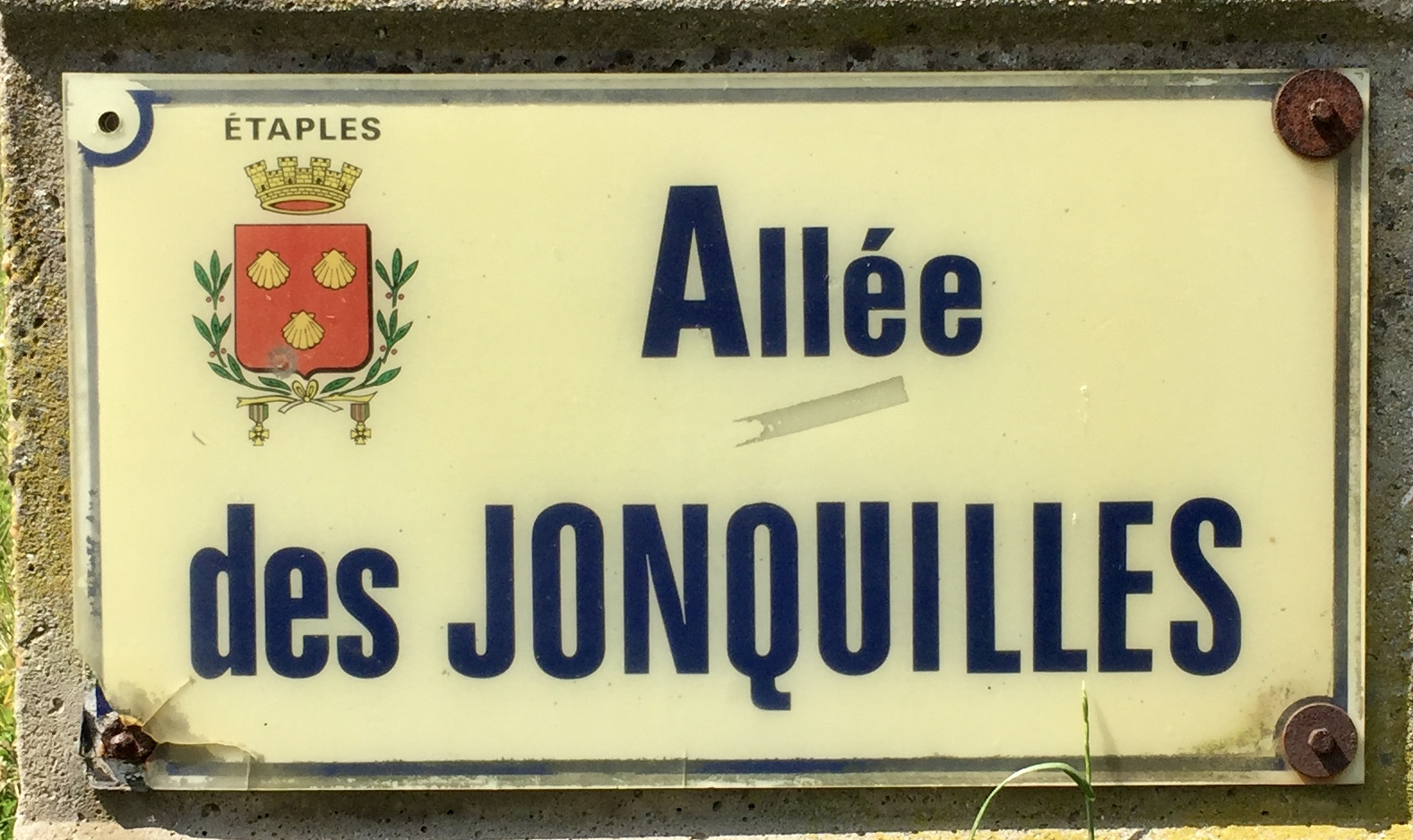

Cette plante vivace, la jonquille, fleurit les jardins de notre région.

### Joséphine (rue)

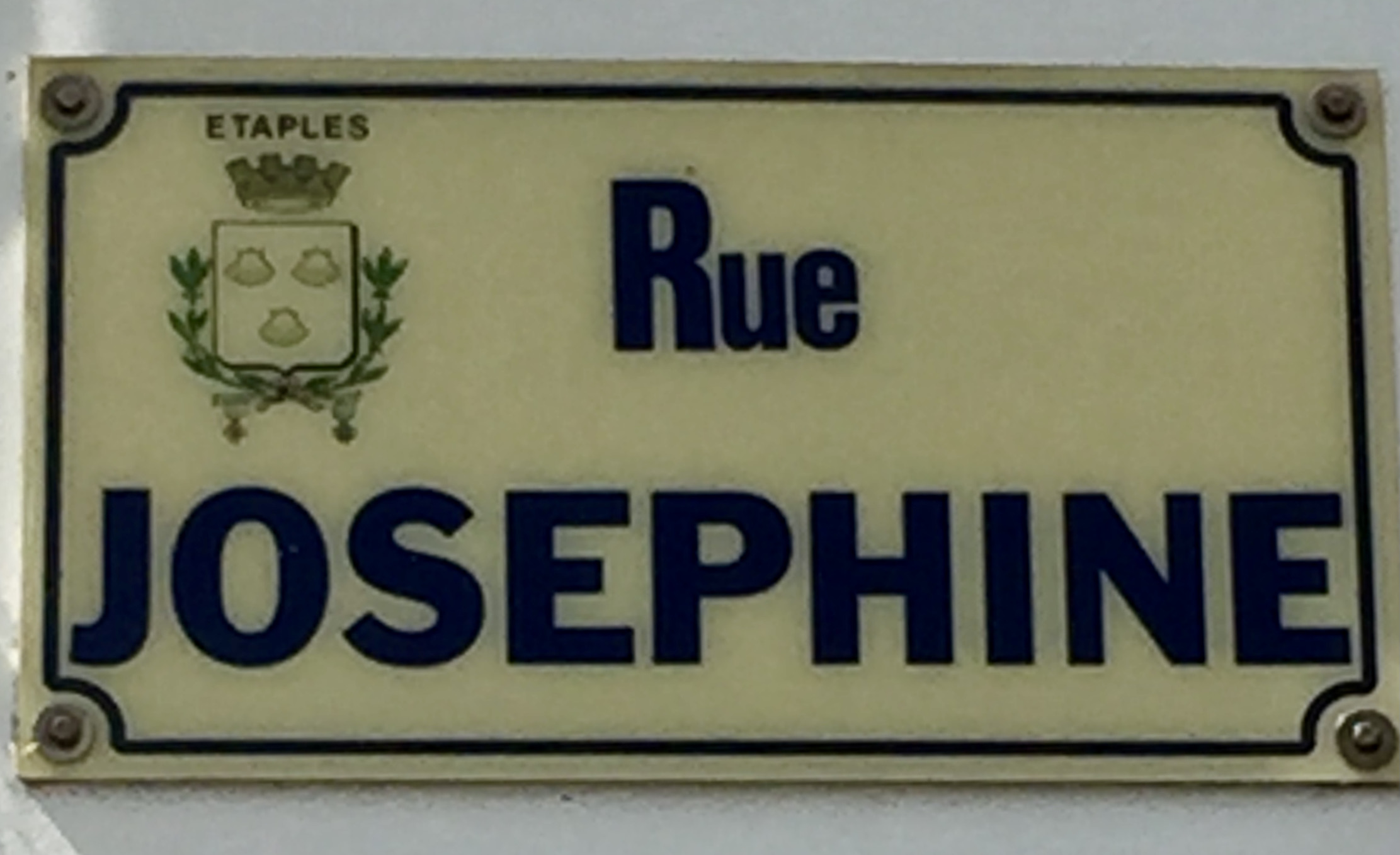

Cette voie tient on nom de Josephine Pochet, épouse de François Picot, maçon, propriétaire de la voie.
Cette voie faisait partie de celles qui appartenaient à un propriétaire, ici la famille Picot-Pochet, et que la commune a acquise le 3 juillet 1923.
Cette voie figure sur le fichier FANTOIR de la commune mais n'existe pas sur la liste des rues du site de l'office de tourisme.

### Jules-Bigot (rue)

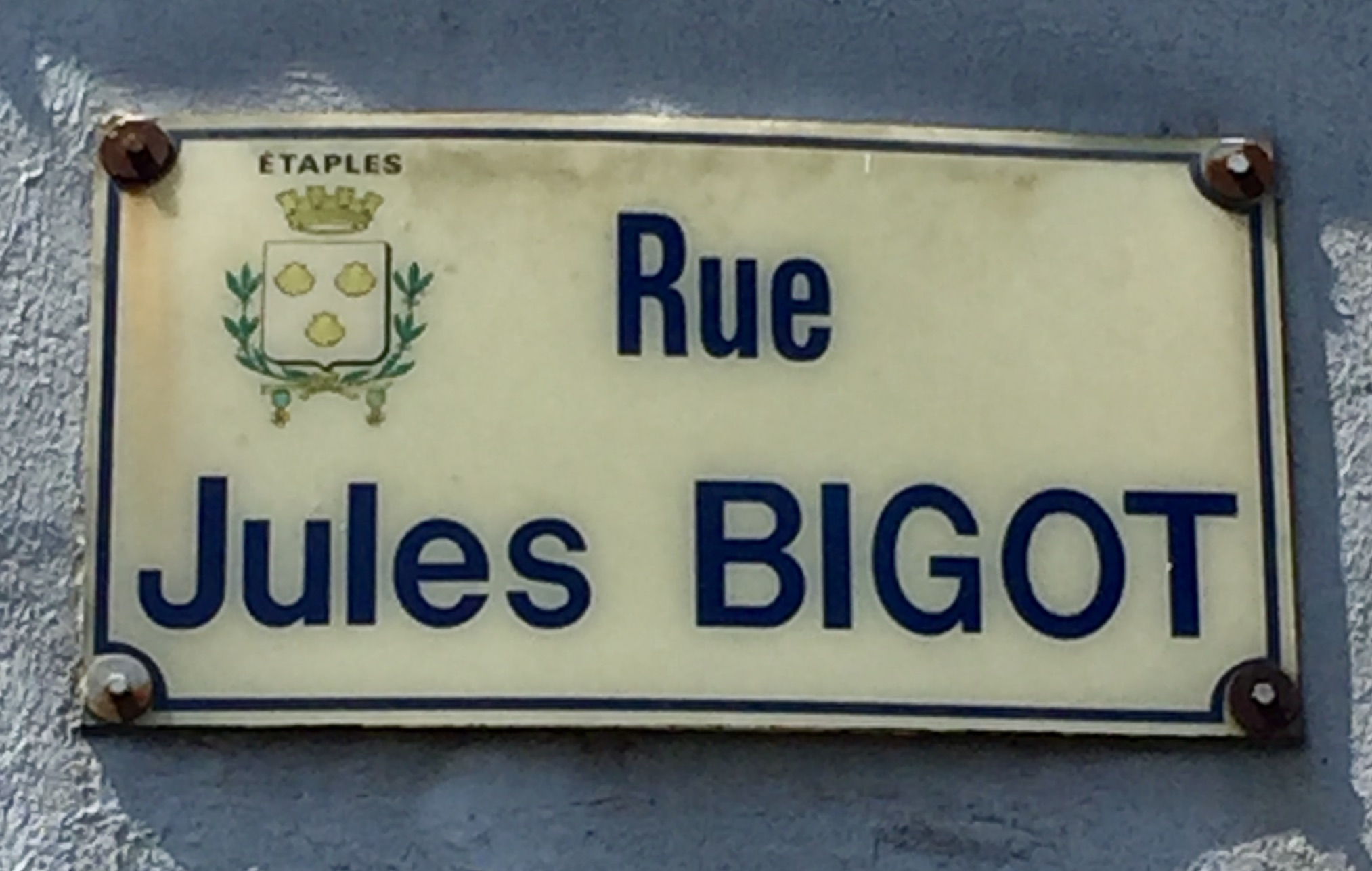

Cette voie tient son nom d'un des enfants de la famille Bigot-Descelers.
Cette rue faisait partie de celles qui appartenaient à un propriétaire, ici la famille Bigot-Descelers et Tétard-Bigot, et que la commune a acquise le 3 juillet 1923.

### Jules-Moleux (rue)

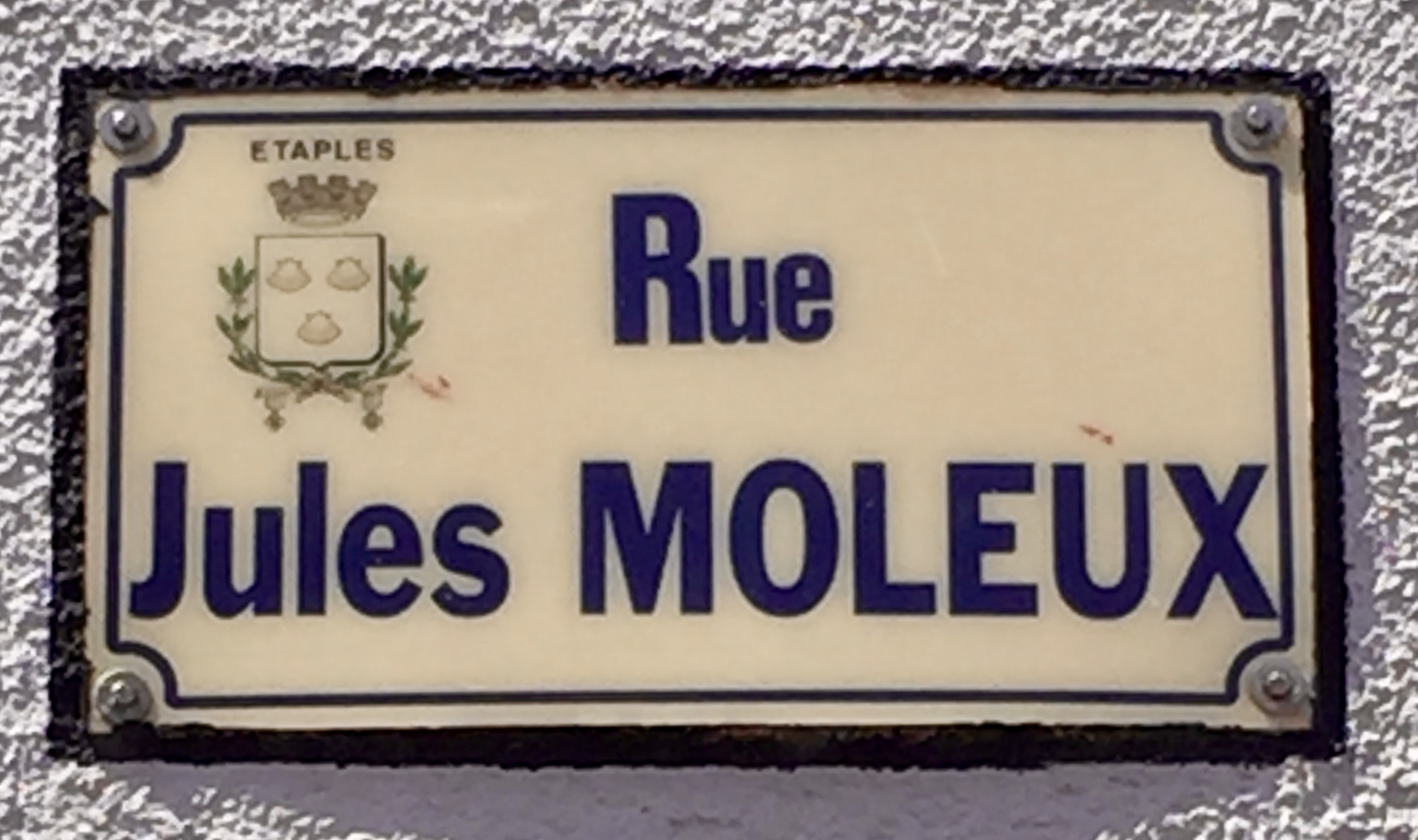

Jules Moleux est conseiller général du canton d'Étaples de 1886 à 1904 et juge au tribunal de la Seine.
Cette rue faisait partie de celles qui appartenaient à un propriétaire, ici Louis et Alfred Bigot, et que la commune a acquise le 3 juillet 1923.

## K
Sans objet.

## L

### Laennec (place)

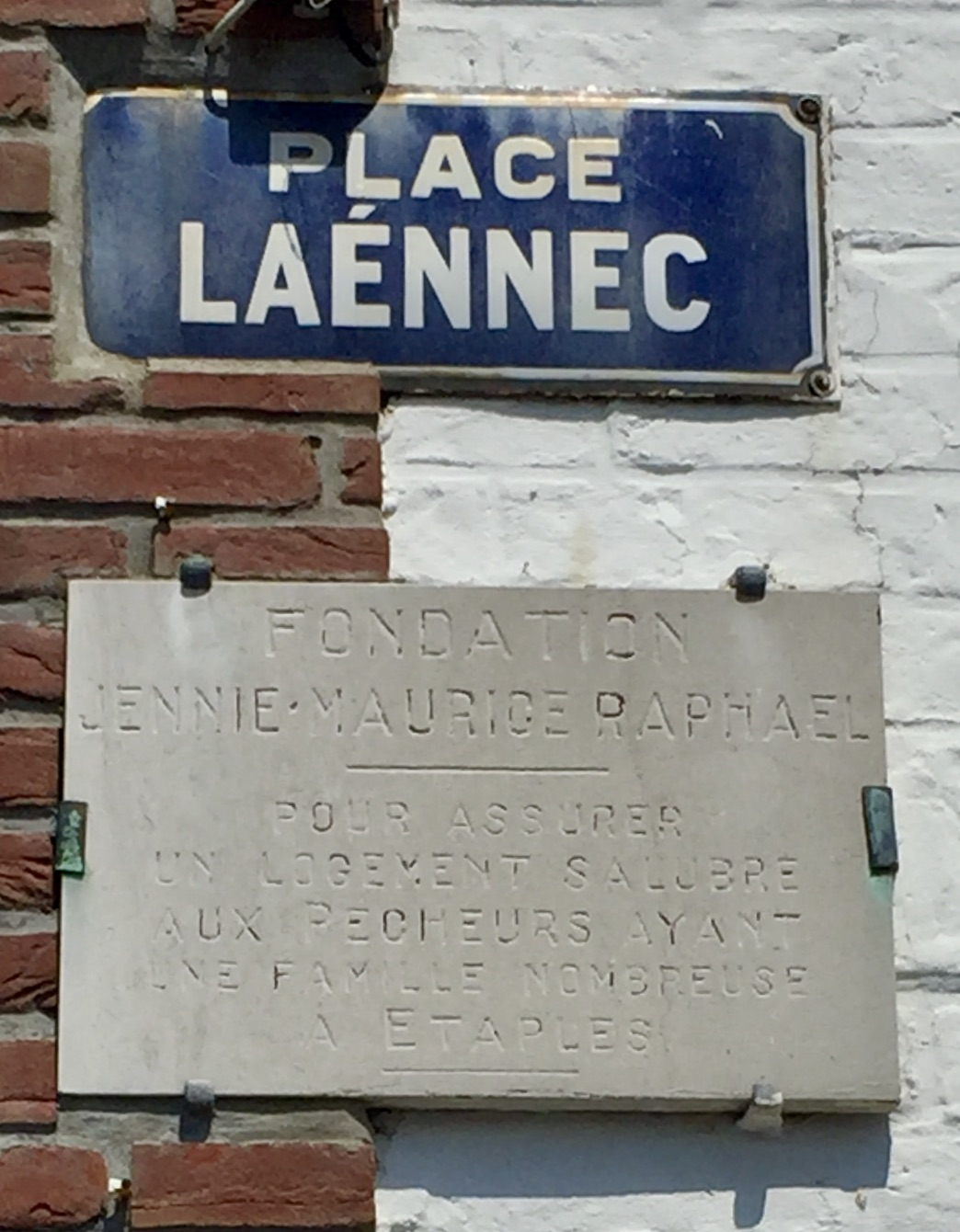

René Laennec (1781-1826), est un médecin français, créateur du diagnostic médical par auscultation grâce à l'invention du stéthoscope.

### Lamartine (allée)
Alphonse de Lamartine (1790-1869), est un poète, romancier, dramaturge français, ainsi qu'une personnalité politique qui participa à la Révolution de février 1848 et proclama la Deuxième République. Il est l'une des grandes figures du romantisme en France.

### Lefaux (chemin de)
Du nom de la commune de Lefaux située à 5 kilomètres d'Étaples.

### Lefèvre-d’Étaples (boulevard)

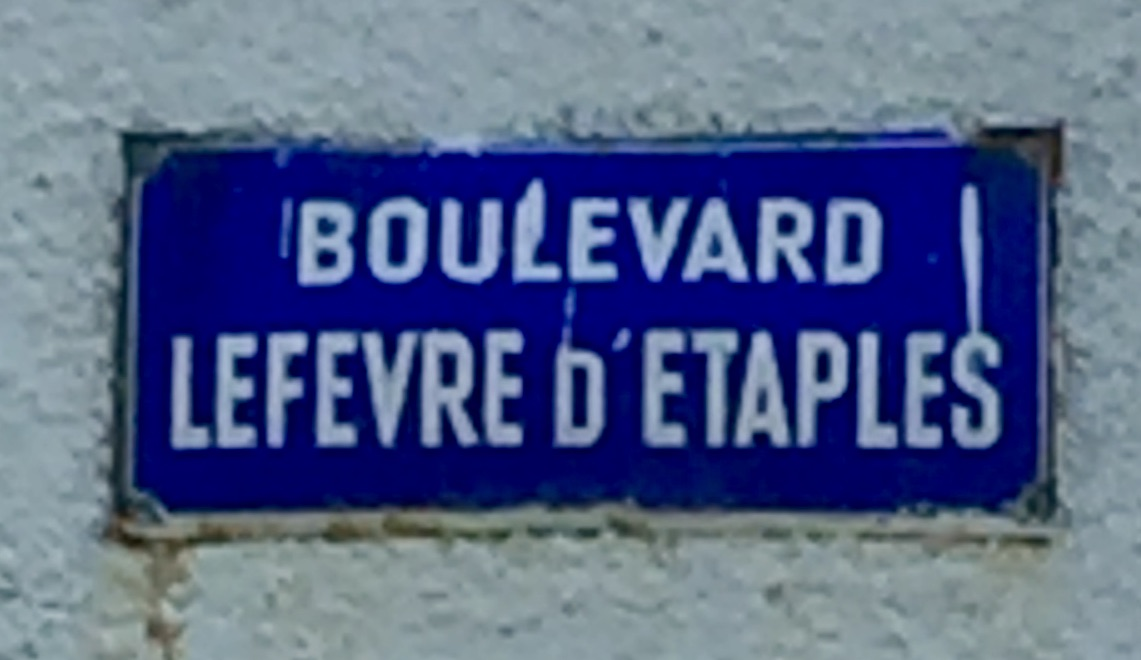

Jacques Lefèvre d'Étaples (vers 1450-1536), est un théologien et humaniste français, né à Étaples. C'est à l'emplacement de cette voie que se trouvait la rue des Lombards, du nom des banquiers italiens résidant dans la ville.

### Léon-Billiet (rue)

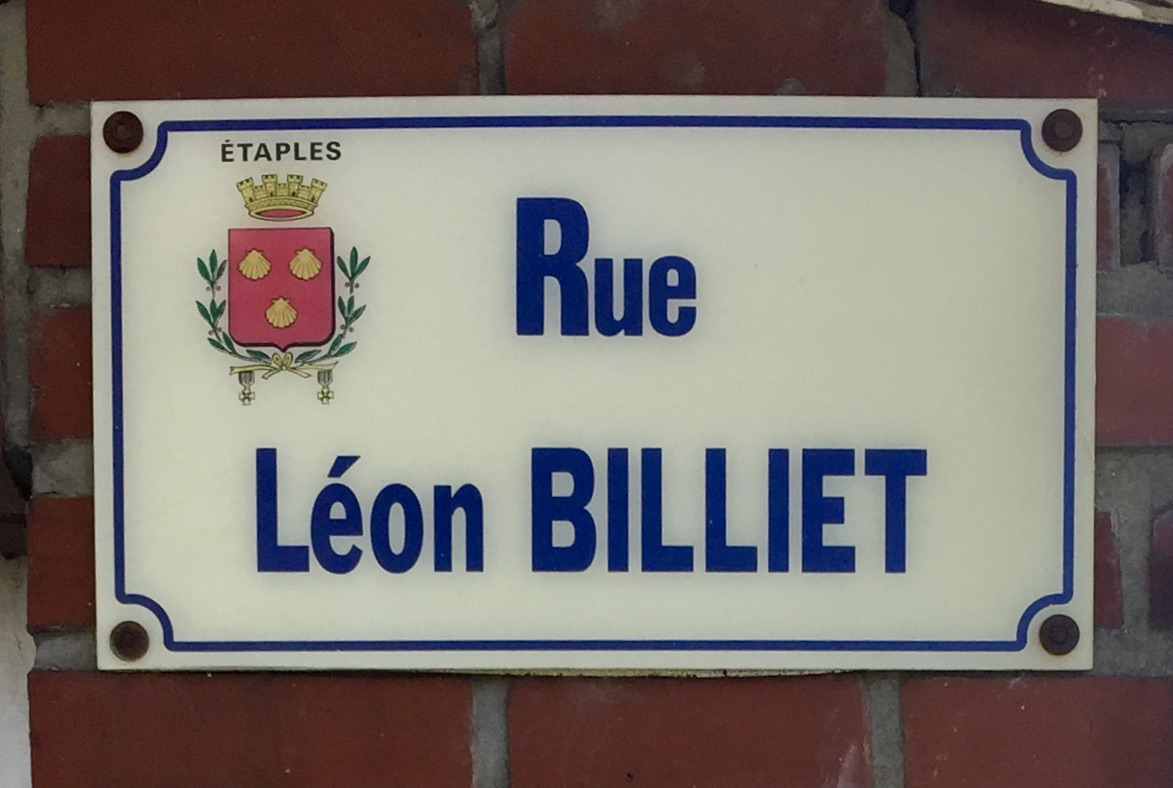

Cette voie tient son nom du fils d'Aimé Billiet.
Cette rue faisait partie de celles qui appartenaient à un propriétaire, ici la famille Billiet, et que la commune a acquise le 3 juillet 1923.

### Libellules (allée des)

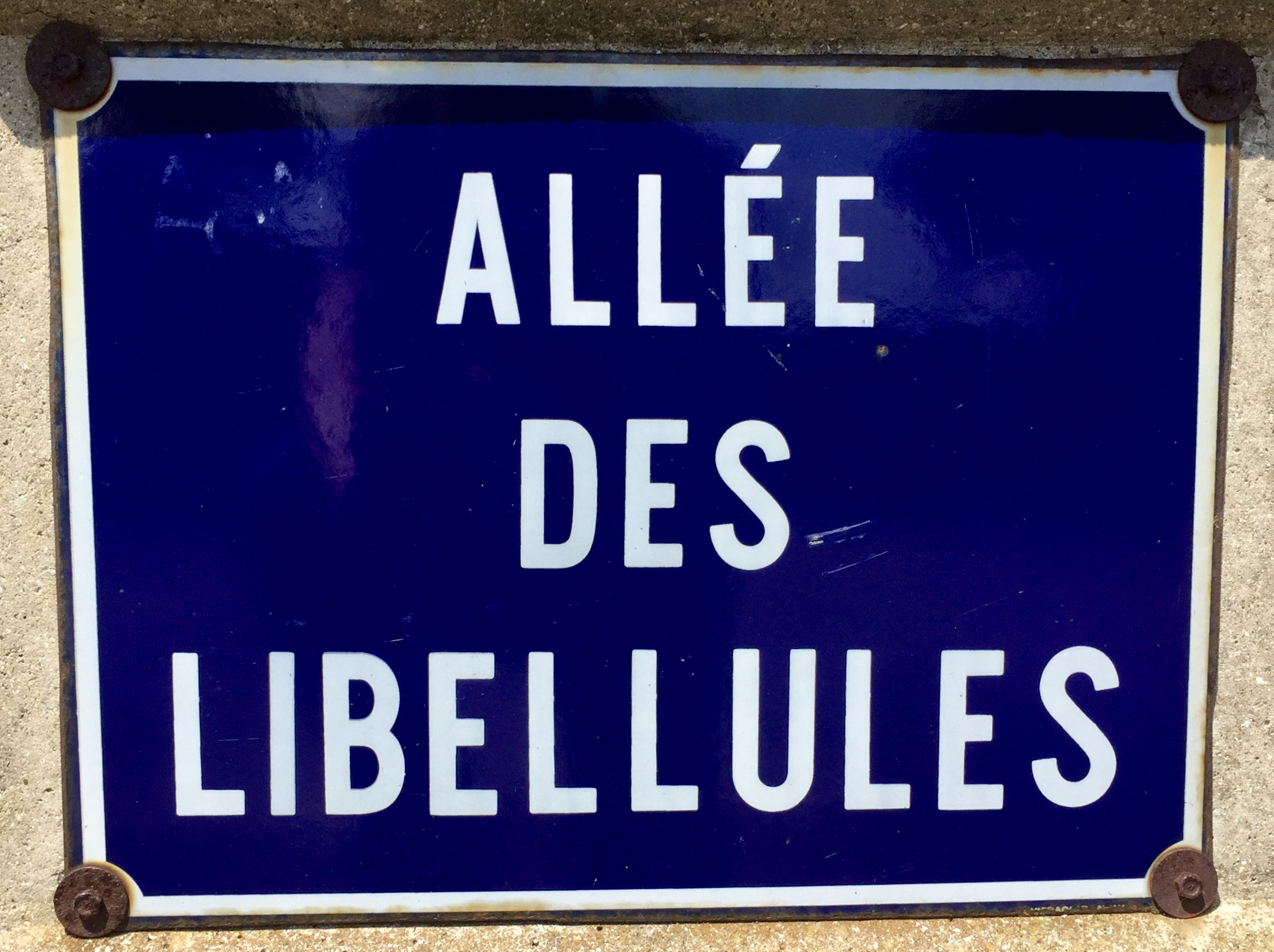

libellule, insecte que l'on retrouve aux abords des zones d'eau douce à saumâtre, stagnante à courante, dont il a besoin pour se reproduire.

### Libération (place de la)
En souvenir de la libération de la France, qui est la période qui voit la fin de la Seconde Guerre mondiale.
En 1949, le ministre de la Défense vint agrafer une palme sur la croix de guerre de la ville. Il lut la citation suivante : « Ce port de pêche a payé un lourd tribut pour la libération du territoire et a bien mérité de figurer parmi les cités les plus glorieusement meurtries. Le courage de sa population et particulièrement la ténacité de ses marins restera un exemple pour tous les artisans du relèvement national ».
Cette voie figure sur le fichier FANTOIR de la commune mais n'existe ni sur la liste des rues du site de l'office de tourisme, ni dans la commune.

### Louis-Blériot (rue)

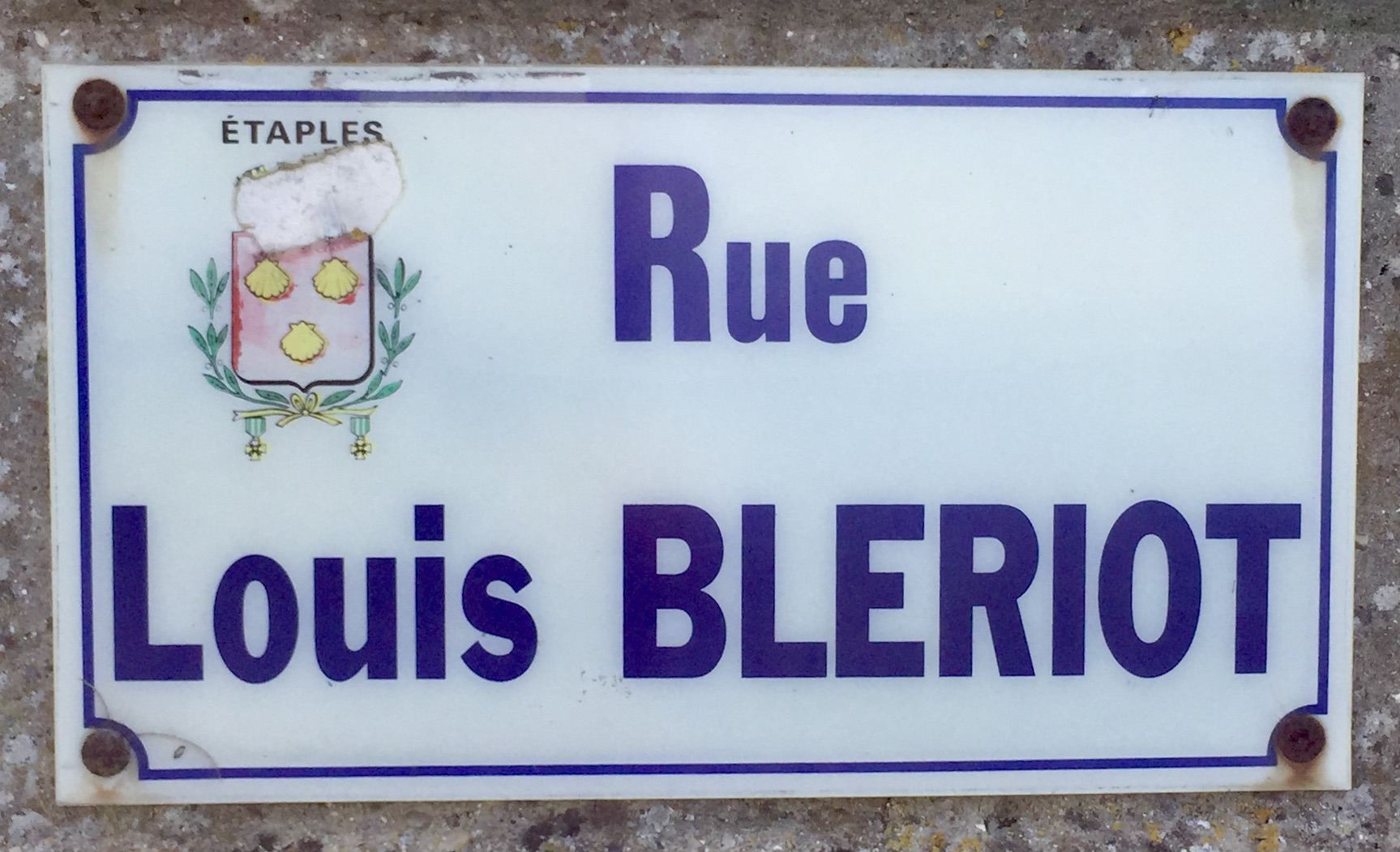

Louis Blériot (1872-1936), est un constructeur de lanternes d'automobiles, d'avions, de motocyclettes et de chars à voile, et un pilote précurseur et pionnier de l'aviation française. En 1906, il réalise ses premiers essais en vol sur les dunes de Paris-Plage, hameau de Cucq.

### Louis-Caloin (rue)

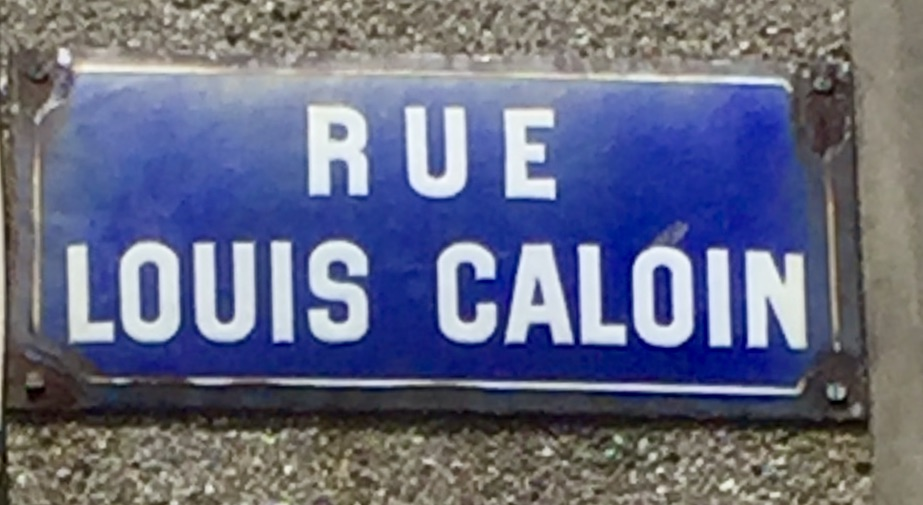

Cette voie doit son nom à Pierre Jean Louis Caloin dit « Lili », charpentier de marine et conseiller municipal, honoré en 1892 par le gouvernement pour son dévouement pendant l'épidémie de choléra de 1892.
Cette voie s'est appelé rue du Mont-à-Baudet jusqu'en 1894. Cette ancien nom provient d'un monticule dénommé Mont-Rivet construit à la même période que celui des Cronquelets, l'expression Mont-à-Baudet vient de la période de sa construction où le sable et les coquillages ont été amenés à dos de baudet.

### Lucioles (allée des)

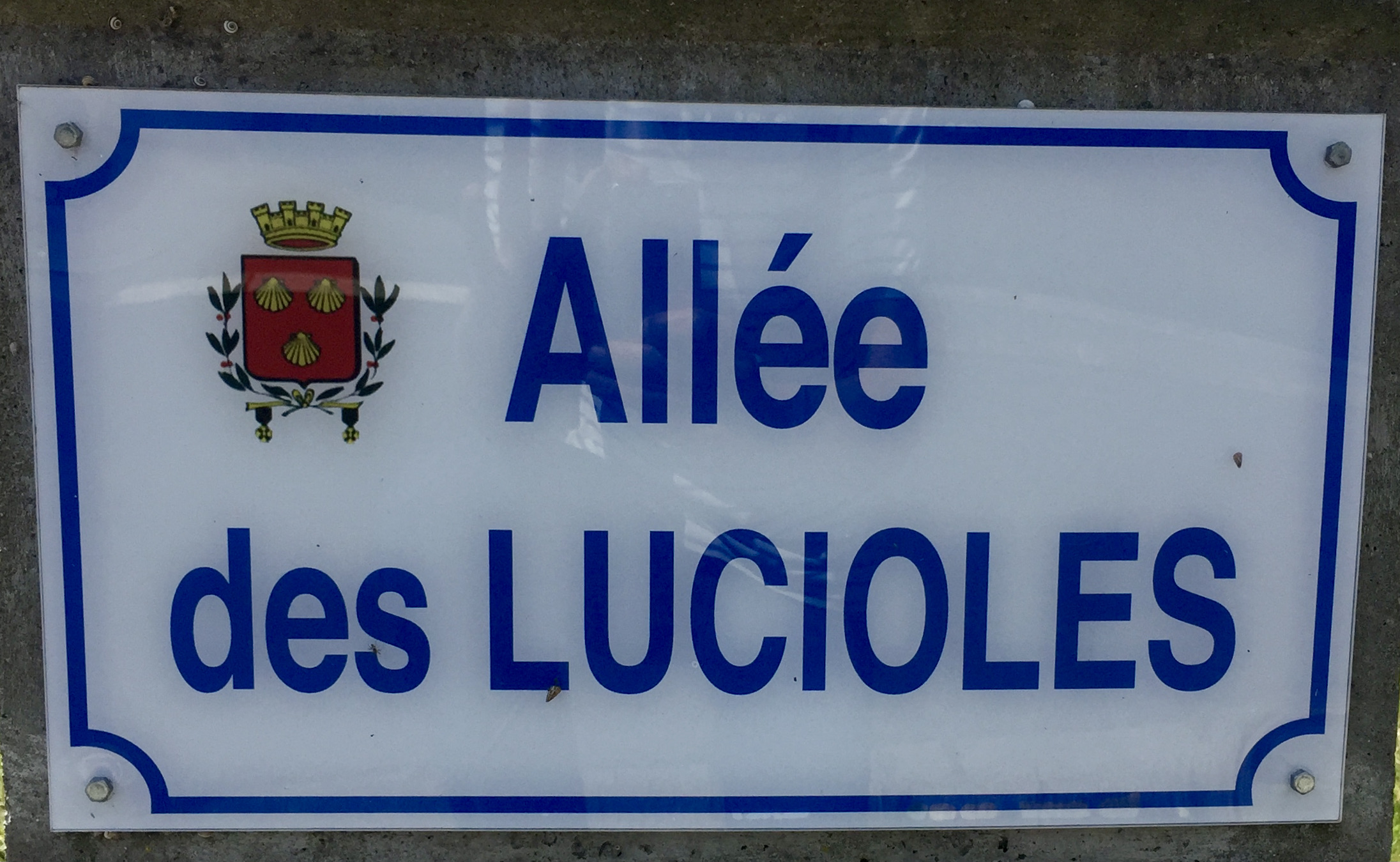

Du nom de la luciole, petit insecte produisant de la lumière.

## M

### Manutention (rue)

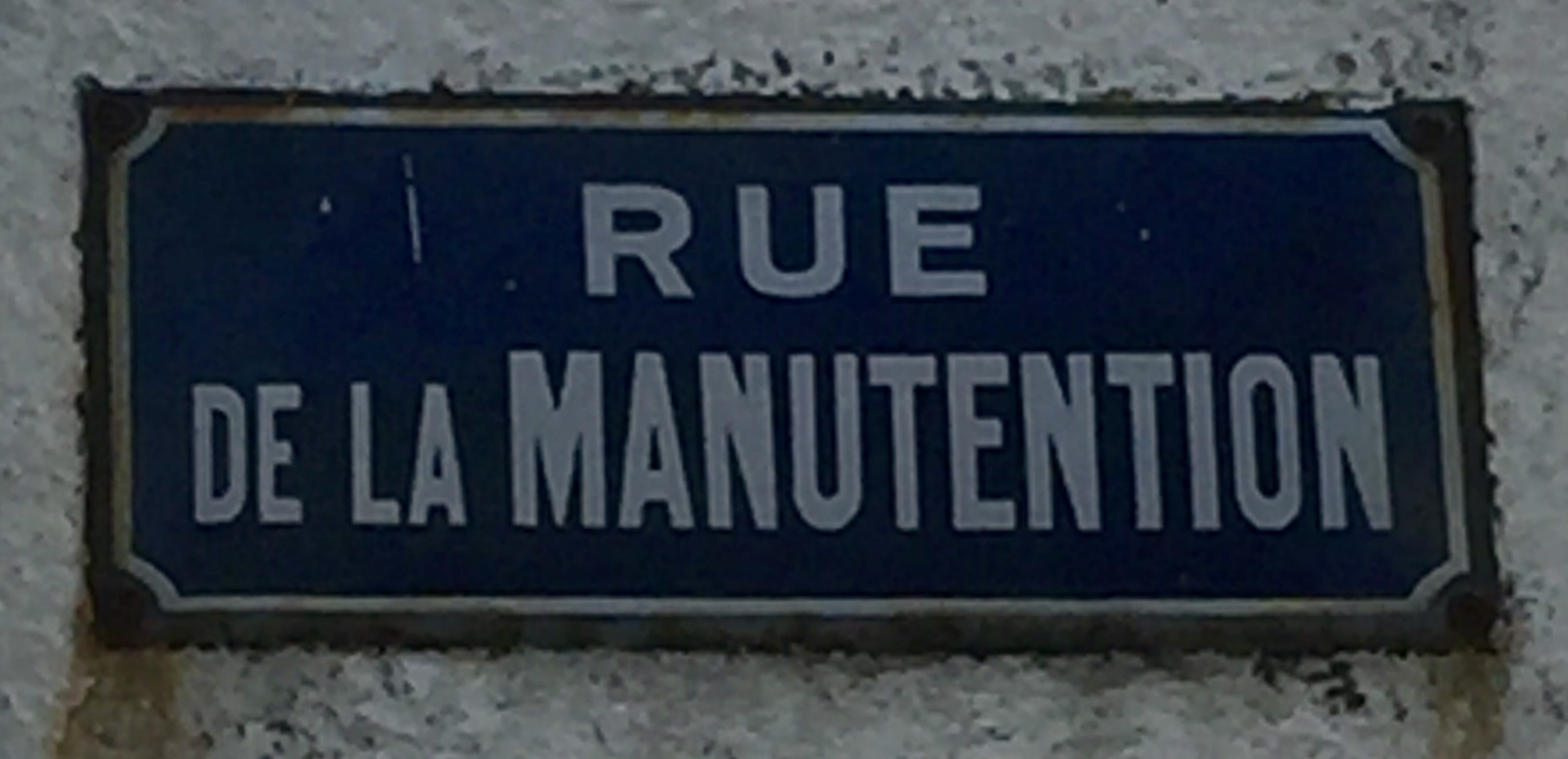

Cette rue, qui commence à la rue de Bicêtre, tire son nom d'un ancien établissement où l'on fabriquait le pain de munition pour la troupe et les biscuits de mer pour la marine.

### Macquinghem (impasse)

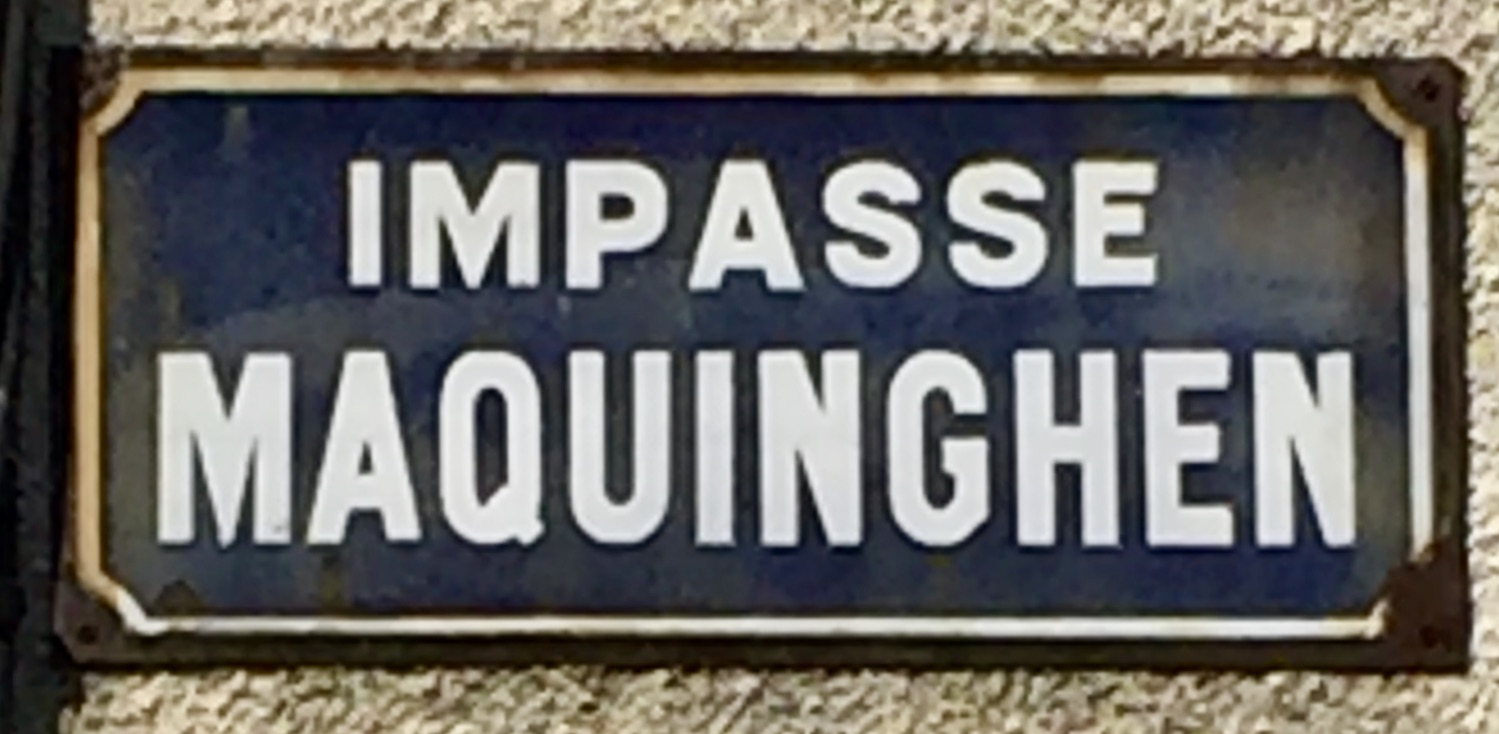

Cette voie tient son nom de la famille Macquinghen-Wyart.
Cette rue faisait partie de celles qui appartenaient à un propriétaire, ici la famille Macquinghen-Wyart, et que la commune a acquise le 3 juillet 1923.
L'orthographe de la plaque de rue est différente de celle figurant dans le fichier FANTOIR.

### Marcel-Rosey (rue)

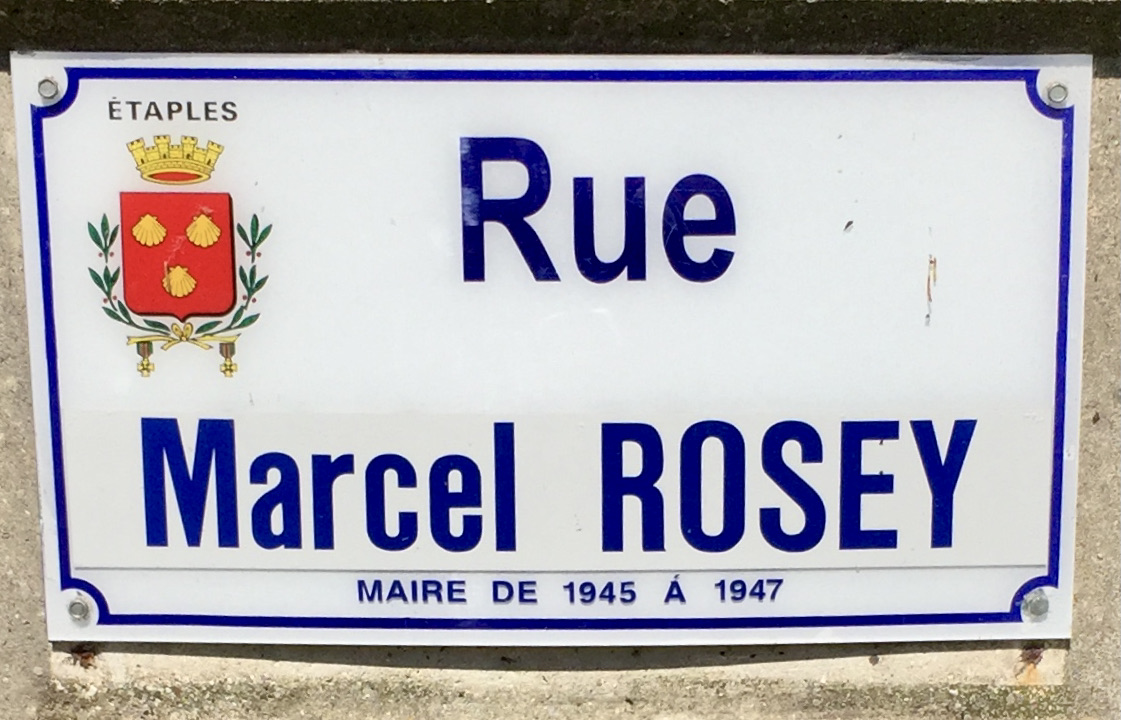

Marcel Rosey est maire d'Étaples de 1945 à 1947, il exerce la profession de chauffeur.

### Maréchal-Ney (avenue du)

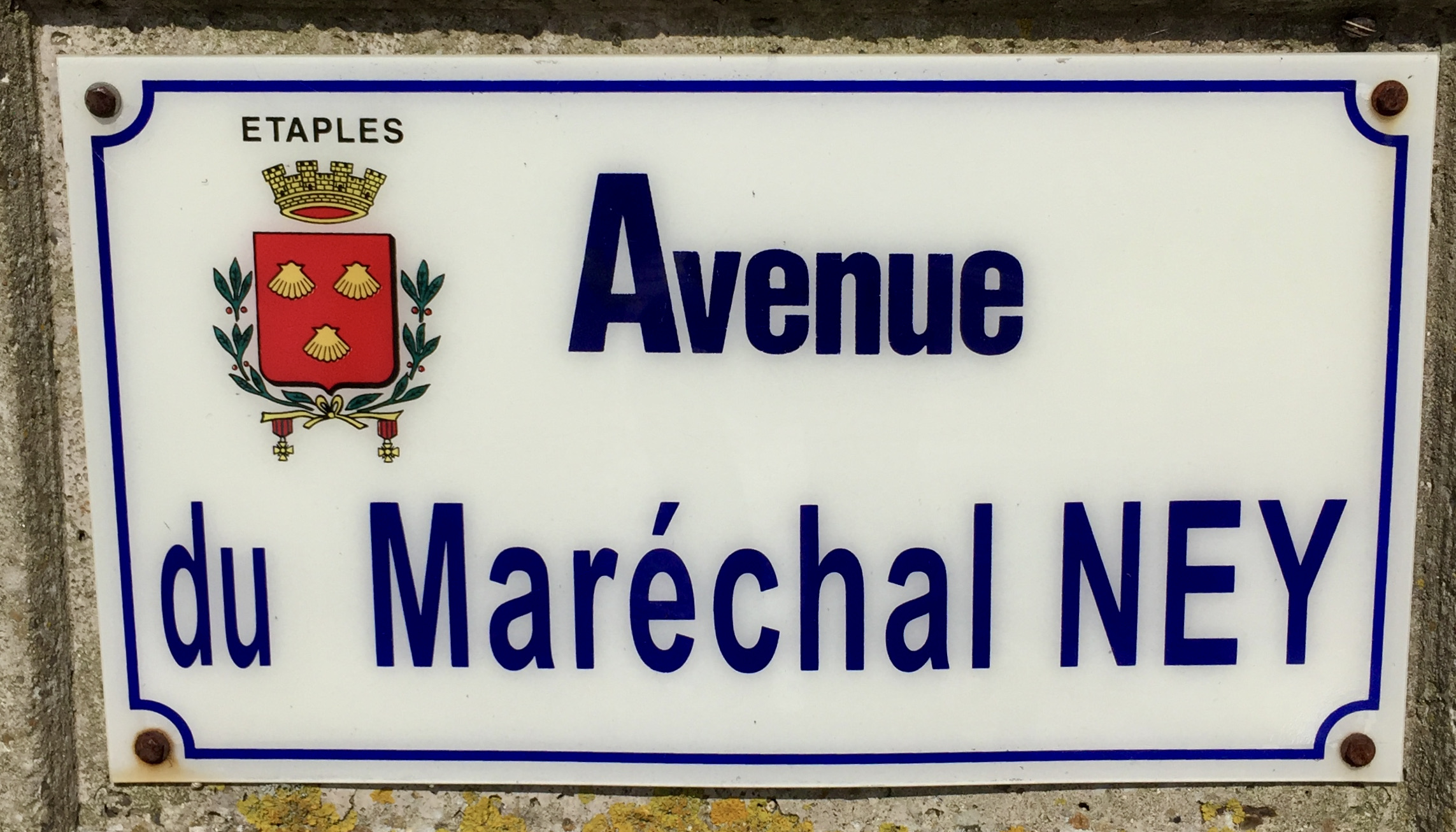

Michel Ney (1769-1815), duc d’Elchingen, prince de la Moskowa, maréchal d’Empire, est un général français de la Révolution, élevé à la dignité de maréchal d'Empire en 1804.

### Marguerite (rue)

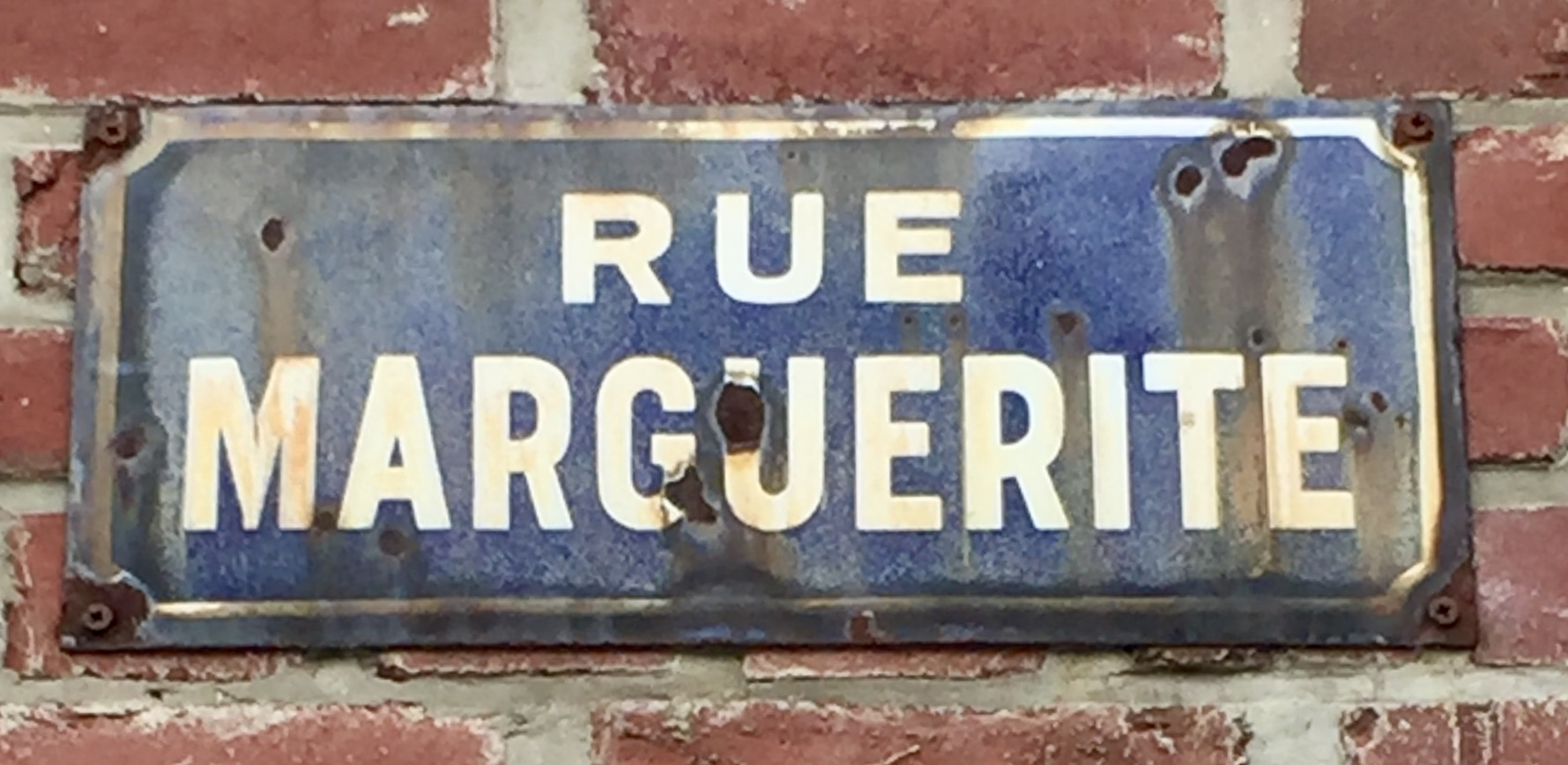

Cette voie tient son nom du prénom d'une des filles d'Henri Warenghem, né à Étaples en 1885, elle était la propriété de la famille Warenghem, qui officiait dans la distillation comme son père le faisait à Lannion.
Cette rue faisait partie de celles qui appartenaient à un propriétaire, ici la famille Warenghem, et que la commune a acquise le 3 juillet 1923.

### Marie-Antoinette (rue)

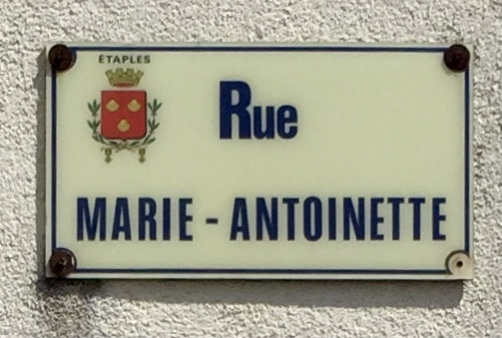

Du nom de Marie-Antoinette Nempont, morte jeune, fille d'Auguste Nempont, cultivateur et propriétaire de tout un quartier qu'il construit au début du XXe siècle. Cette rue faisait partie de celles qui appartenaient à un propriétaire, ici la famille Nempont, et que la commune a acquise le 3 juillet 1923.
La voie s'appelle rue Marie-Antoinette sur le site Fantoir mais rue Marie-Antoinette Nempont, sur la liste des rues de l'office du tourisme.

### Maurice-Dupin (place)
Maurice Dupin de Francueil (1778-1808), officier de l'armée impériale, est le père d'Aurore Dupin de Francueil, baronne Dudevant, plus connue sous le pseudonyme de George Sand.

### Maurice-Raphaël (rue)

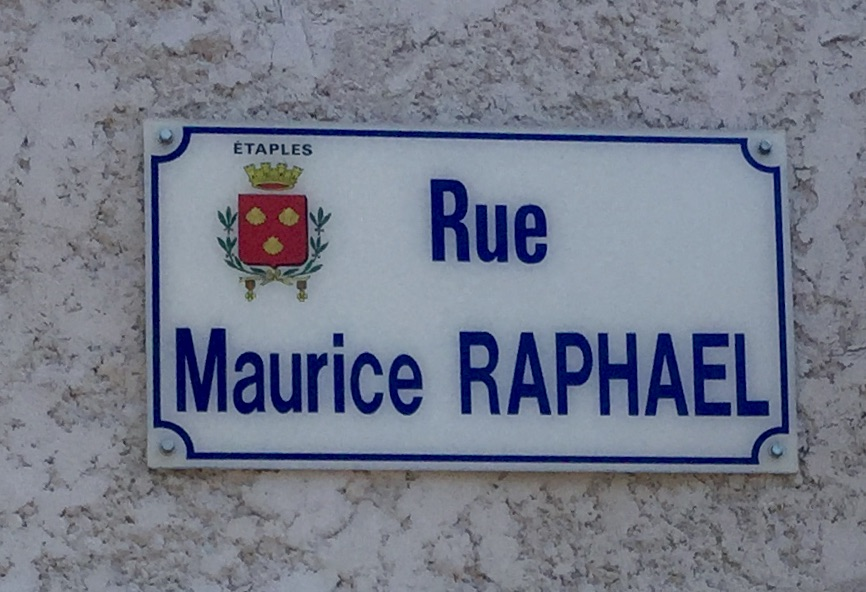

Nom donné en hommage à un bienfaiteur de la commune, Maurice Raphaël (d) (1883-1938), banquier parisien.
Il fréquente, dans un premier temps, après la Première Guerre mondiale, les grands hôtels du Touquet-Paris-Plage, commune où il est élu conseiller municipal sur la liste de Léon Soucaret, de 1929 à 1935. Il se présente, en 1935, sans succès, contre Jules Pouget. Il se tourne vers Étaples, durement touché par la crise de 1929, et construit, sur la place Laënnec, 10 maisons pour y loger gratuitement les familles nombreuses de la marine. À Étaples, il est président du comité du dispensaire Victor Morel, président de la musique communale, président d'honneur de l'amicale des sous-officiers de réserve, président d'honneur de la 1404e section des vétérans des armées de terre, de mer et de l'air, bienfaiteur de la société mutuelle des cheminots et président d'honneur de la caisse artisanale des marins pêcheurs d'Étaples. Tous les ans, à Noël, il assure une distribution de vêtements chauds et de jouets, aux enfants pauvres de la ville.
Cette voie est l'ancienne rue de la Gare, rebaptisée du nom actuel, en 1938, après la mort de Maurice Raphaël à la suite d'une crise cardiaque survenue le 16 mars 1938.

### Mer (rue de la)

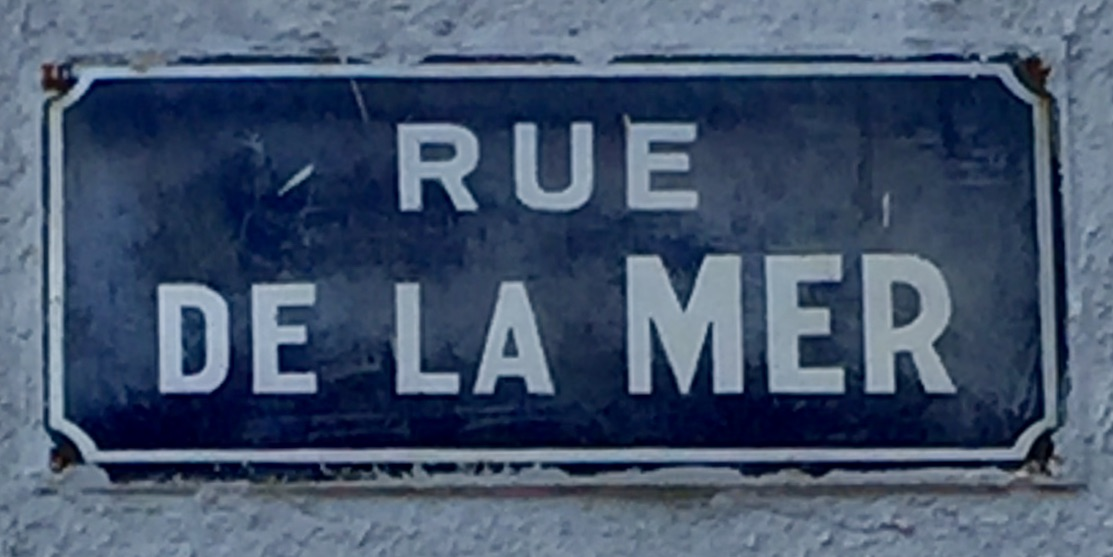

Cette voie était la propriété d'Henri Warenghem, né à Étaples en 1885, qui officiait dans la distillation comme son père le faisait à Lannion.
Cette rue faisait partie de celles qui appartenaient à un propriétaire, ici la famille Warenghem, et que la commune a acquise le 3 juillet 1923.

### Mésanges (allée des)

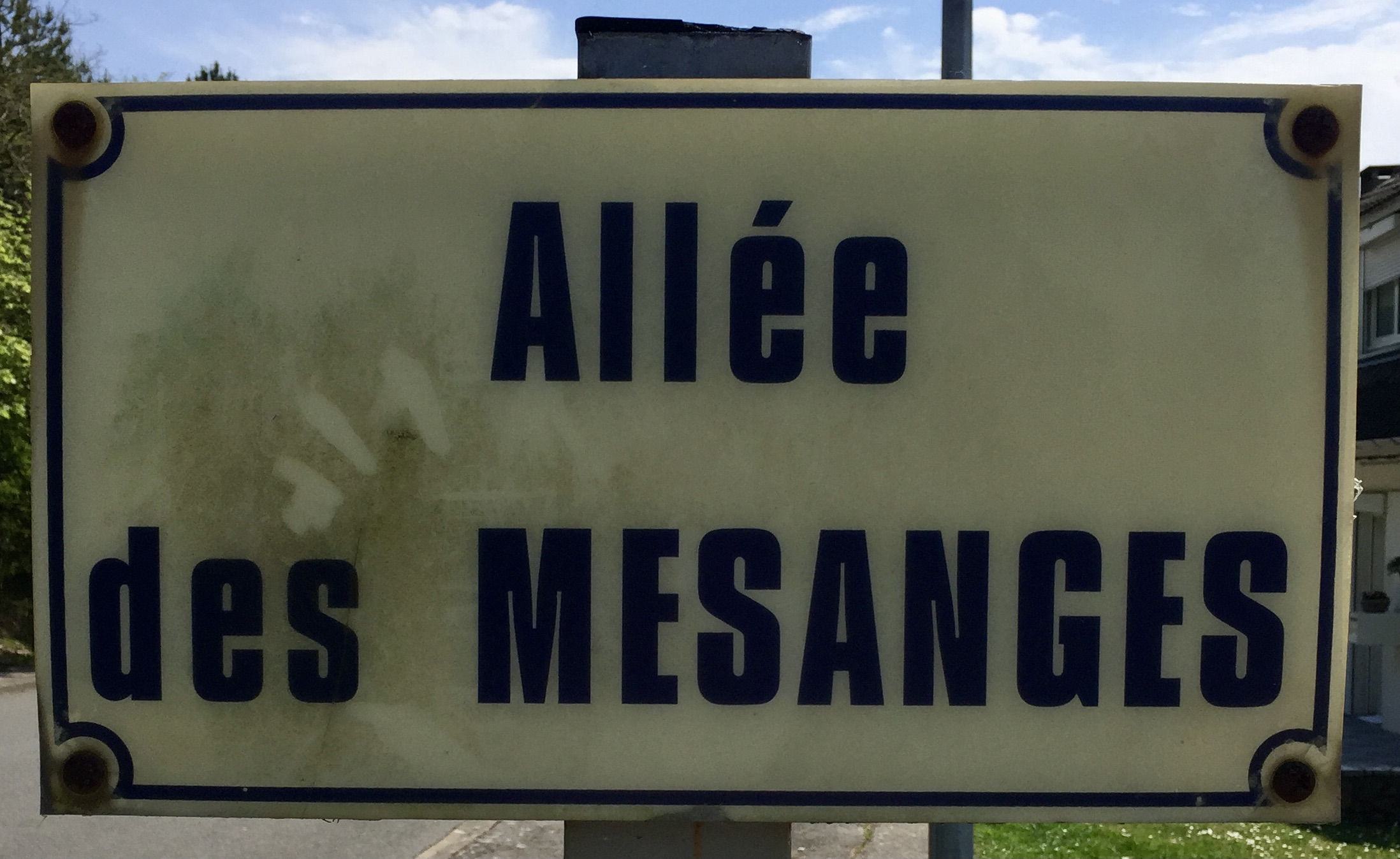

Les mésanges, petits passereaux de nos jardins.

### Michel-Nempont (rue)

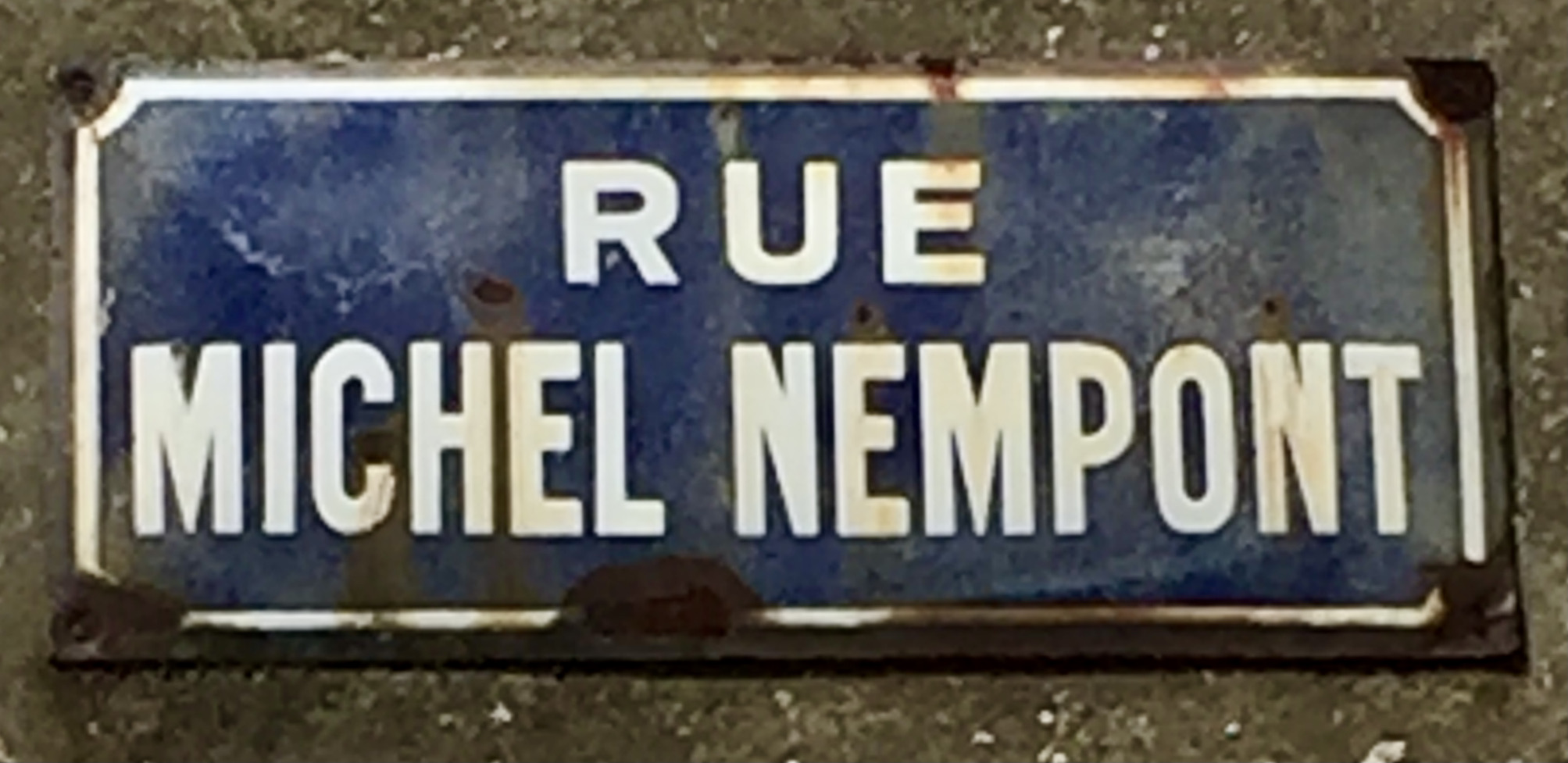

Du nom de Michel Nempont, médecin, président du bureau de bienfaisance pendant la Seconde Guerre mondiale et 3e adjoint à la Libération, fils d'Auguste Nempont, cultivateur et propriétaire de tout un quartier qu'il construit au début du XXe siècle. Cette rue faisait partie de celles qui appartenaient à un propriétaire, ici la famille Nempont, et que la commune a acquise le 3 juillet 1923.

### Molières (rue des) et rue des Molières-Prolongée

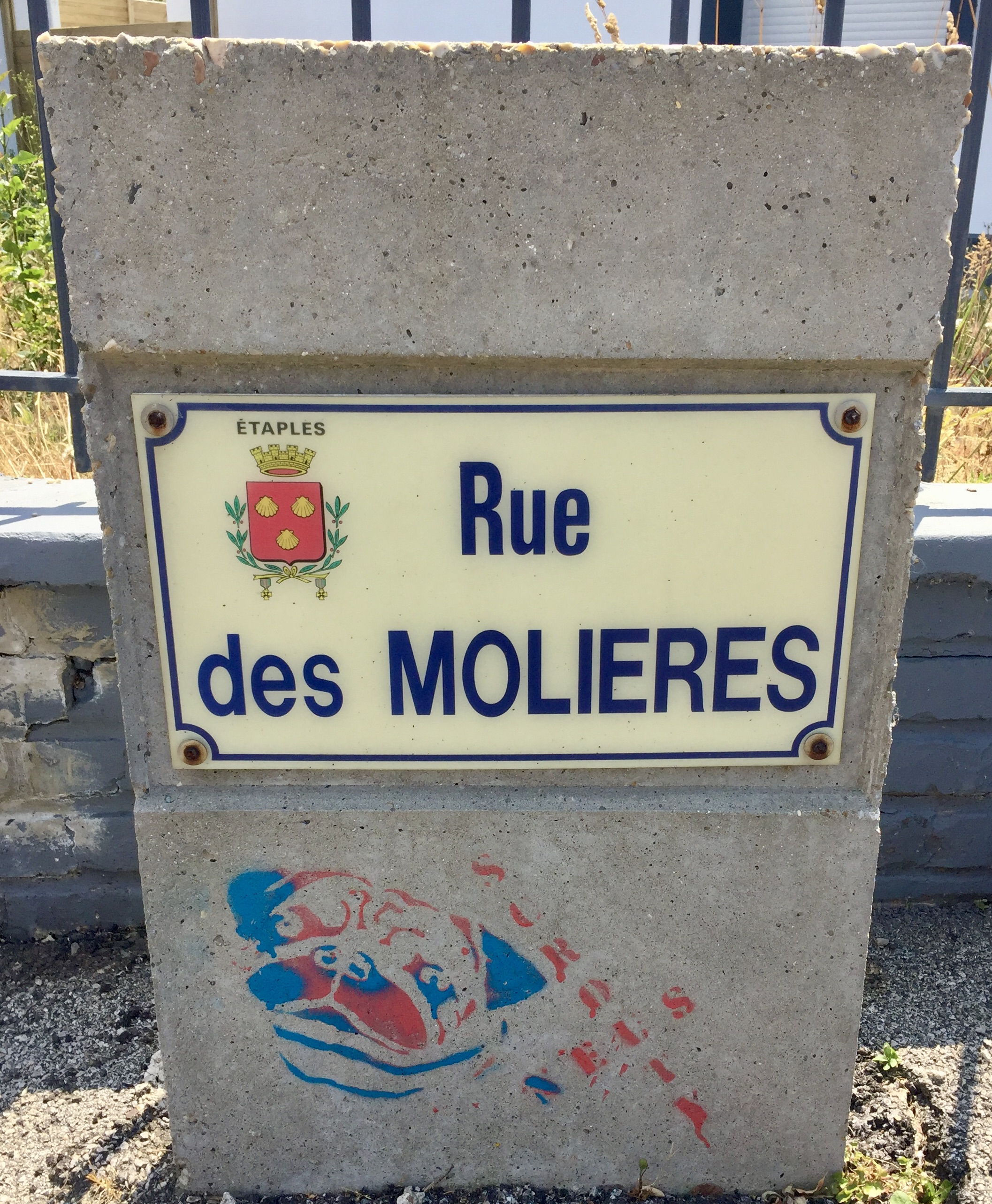

Elle doit son nom aux mollières de la Canche auxquelles, en 1860, elle conduit directement. Plus tard, elle perd son nom au profit de la rue Anne Billiet, cependant le nom « rue des Molières » est conservé dans le prolongement de la « rue du Rivage ».
On nomme mollières les terres provenant des alluvions de la mer ou de la Canche qui sont mouillées tous les jours par le flux de la mer,.
À noter que la plaque de rue ne prend qu'un seul « l ».

### Mont-Levin (avenue du, ruelle du)

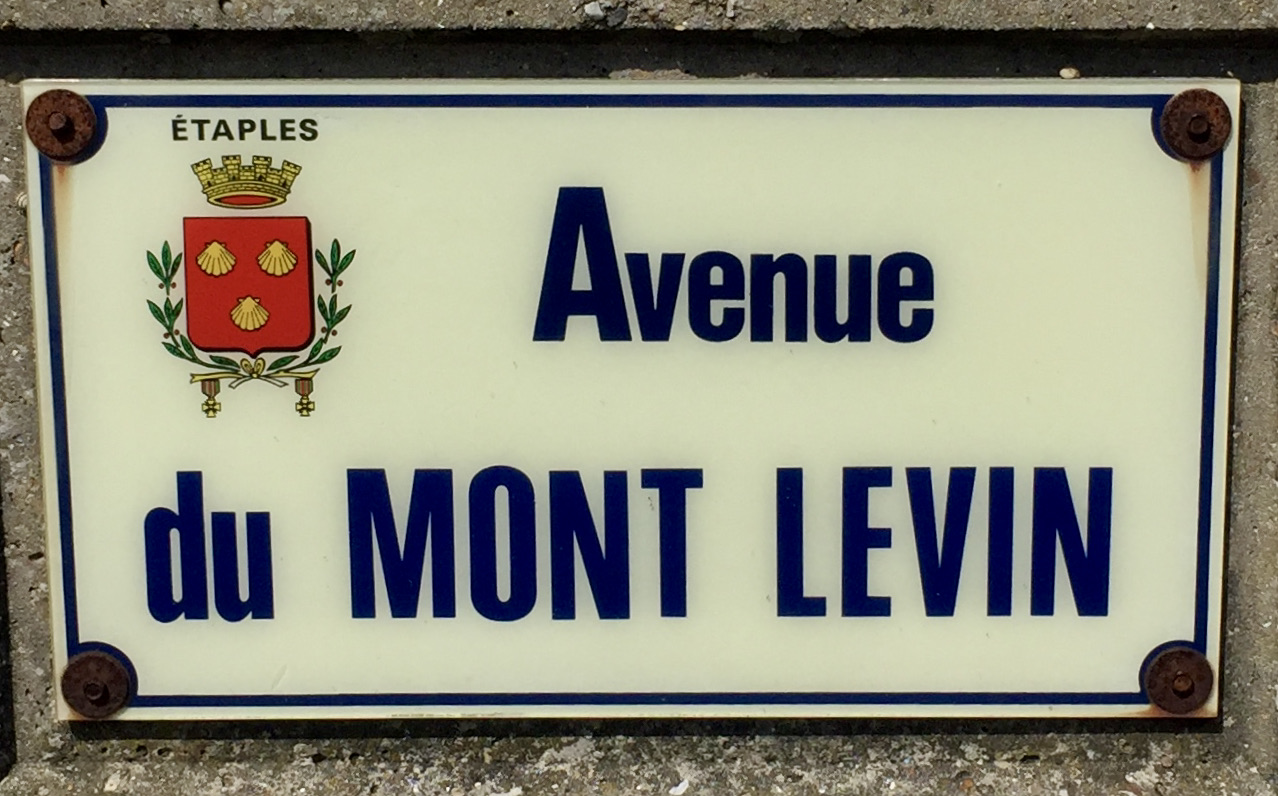

Lieu où, lors de la Première Guerre mondiale, l'armée britannique installa un immense camp d'entraînement, le camp britannique d'Étaples.

### Montreuil (rue de)

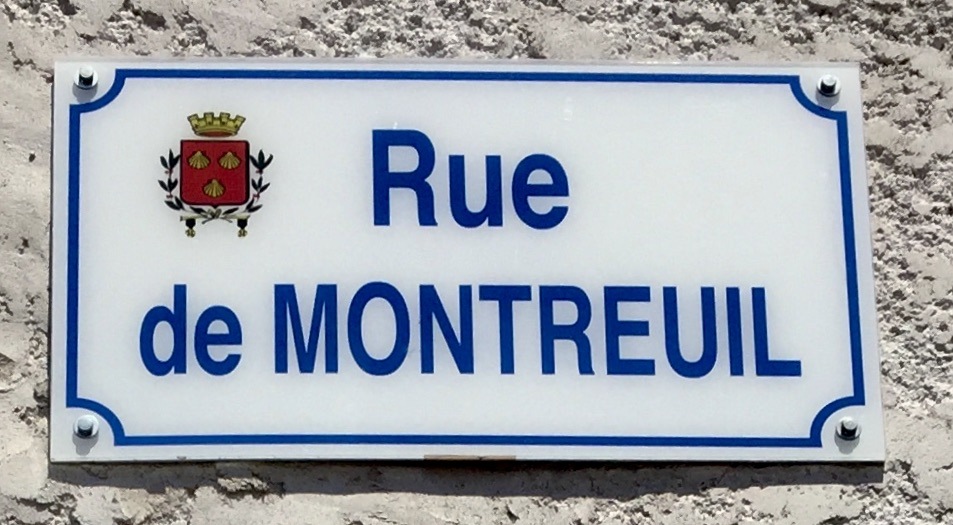

Elle doit son nom à la commune de Montreuil-sur-Mer située 12 km, à l'est d'Étaples.

### Motte (chemin de la)

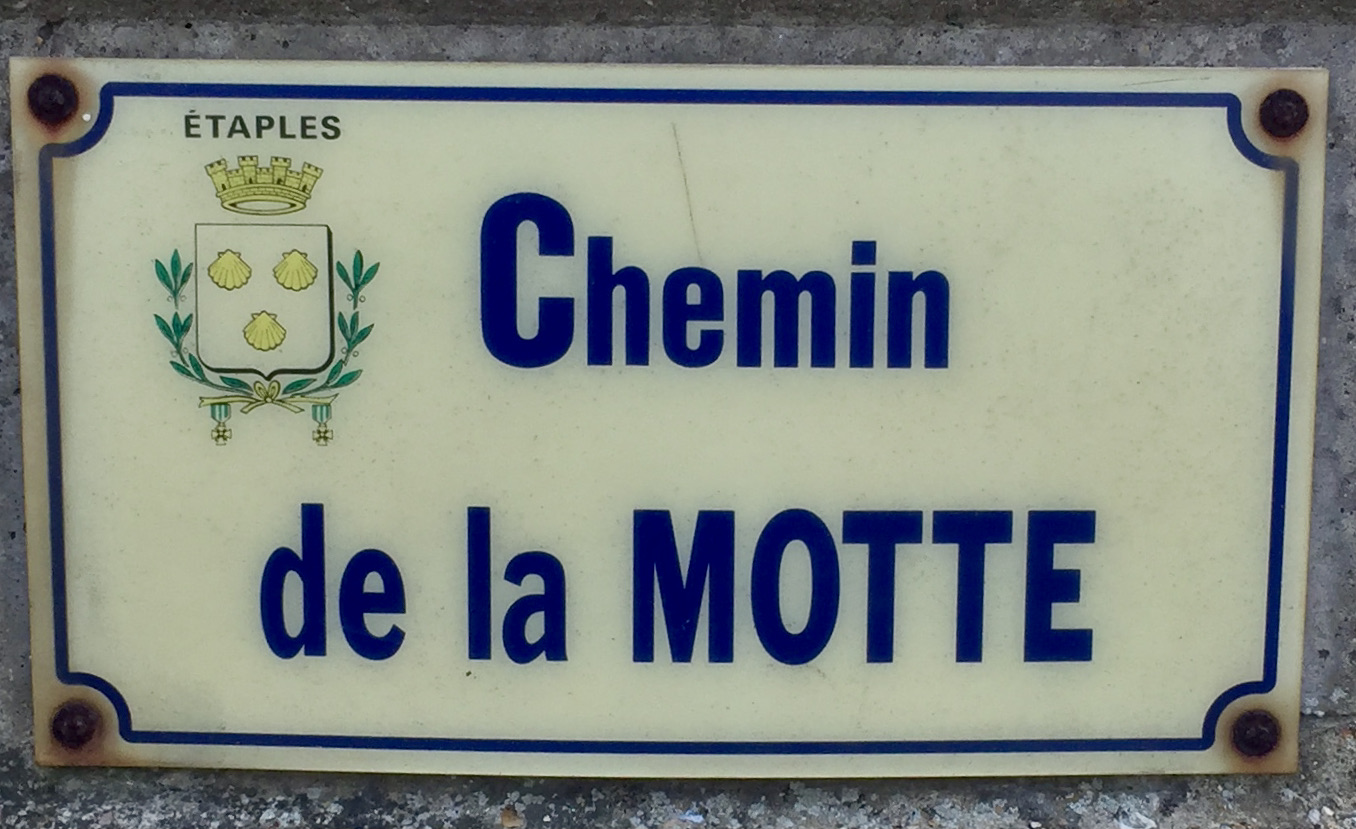

### Mouettes (place des)

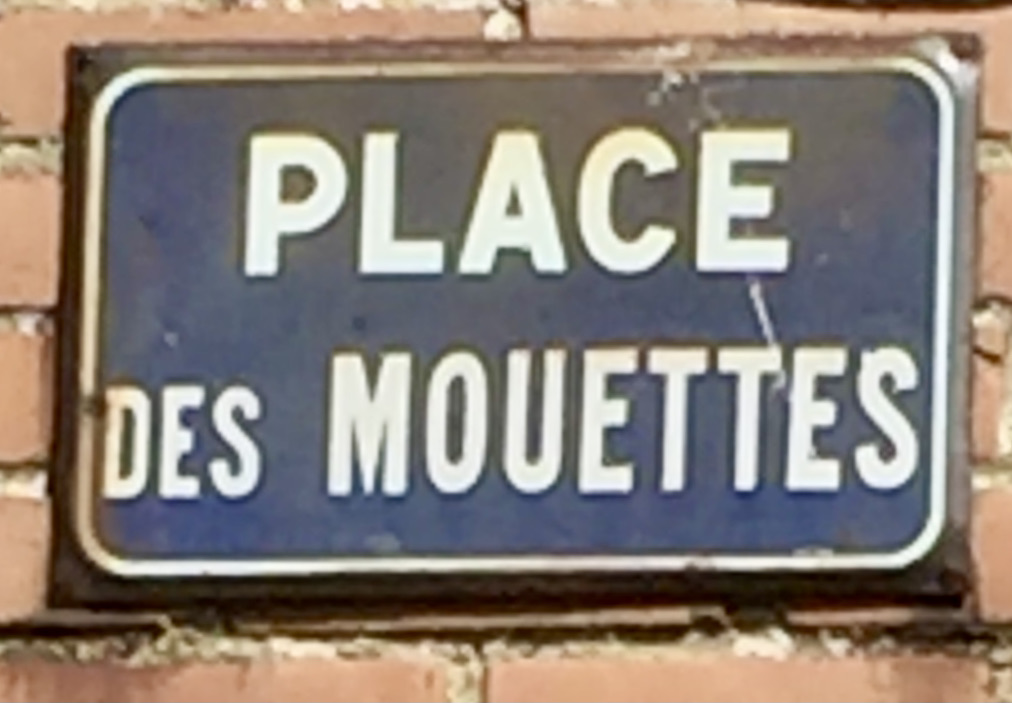

Du nom des mouettes, oiseaux de mer que l'on trouve sur la côte.

### Moulin (rue du)

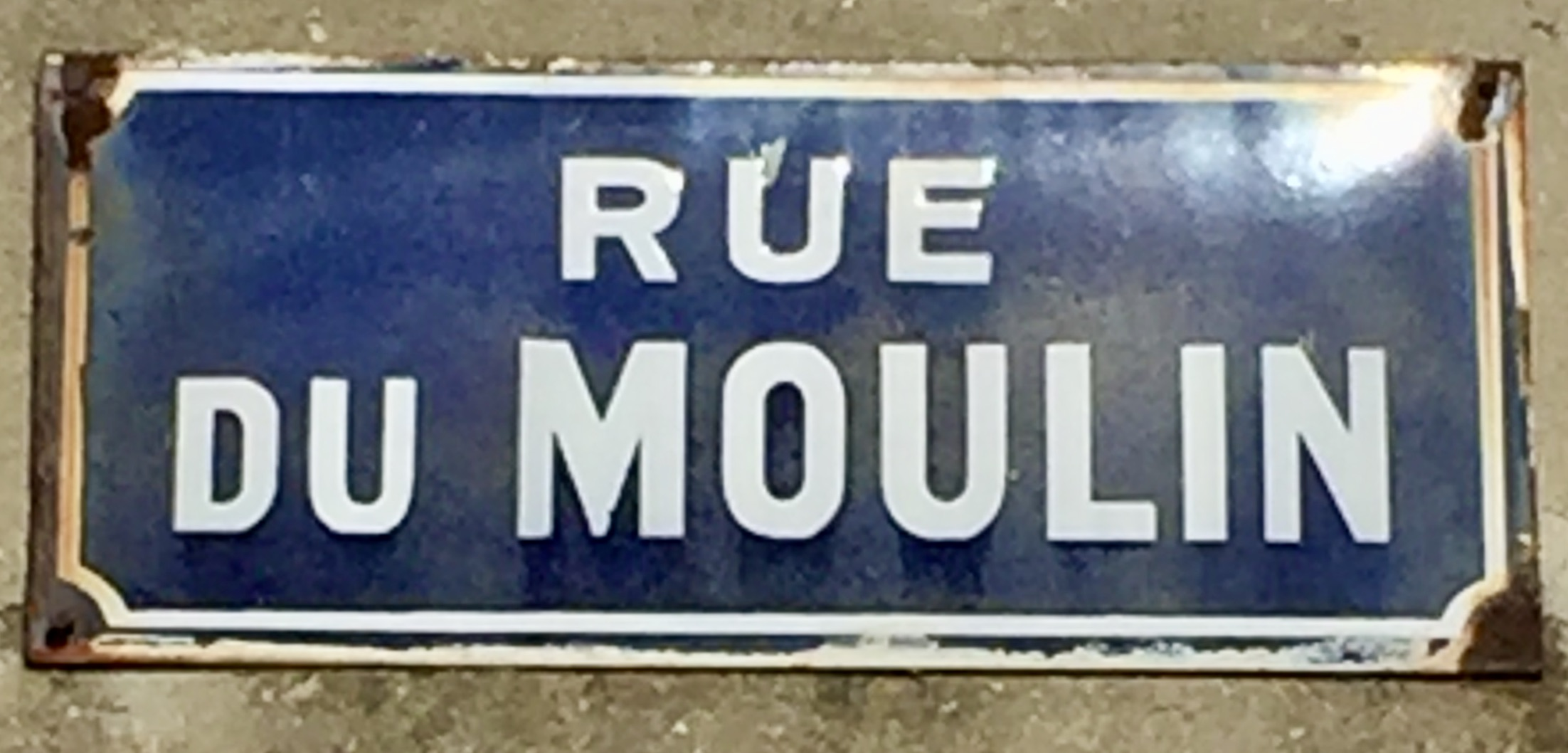

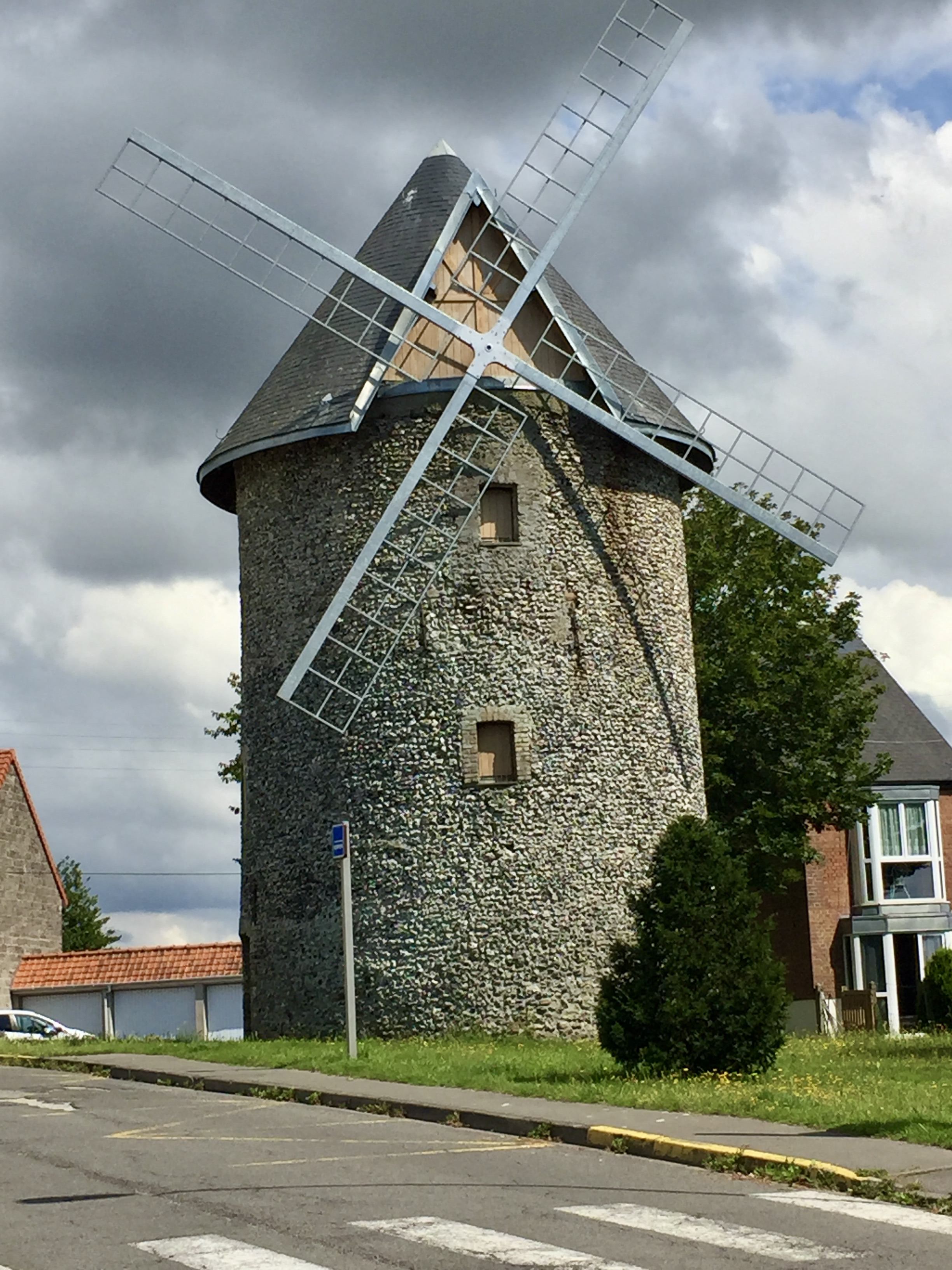

Cette voie tient son nom de la présence du moulin Cousin situé à l'angle de l'avenue des Travailleurs-de-la-Mer et de la rue du Moulin.

### Mouloudji (allée)

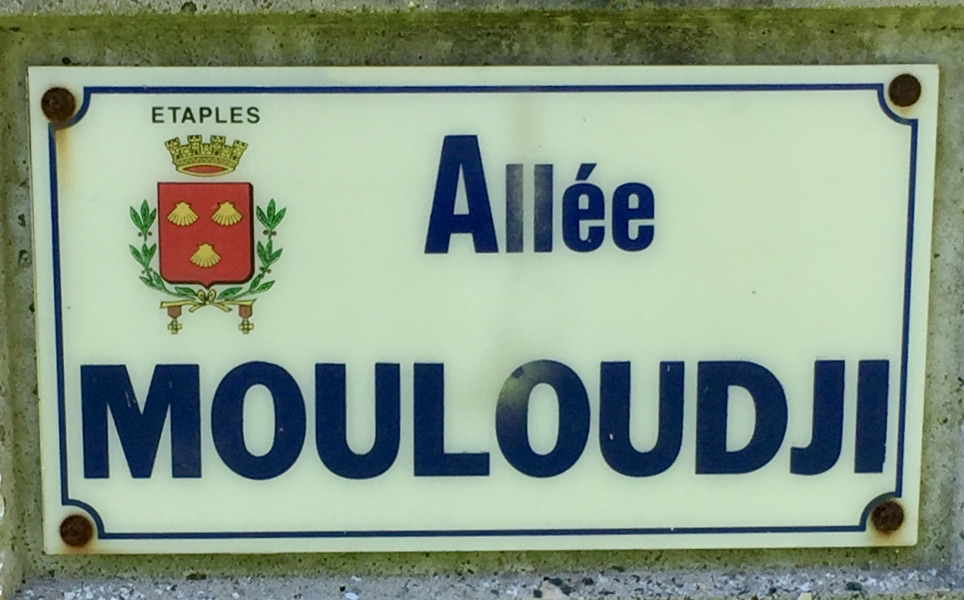

Marcel Mouloudji (1922-1994), est un chanteur, auteur-compositeur-interprète, peintre et acteur français.

### Mûriers (allée des)

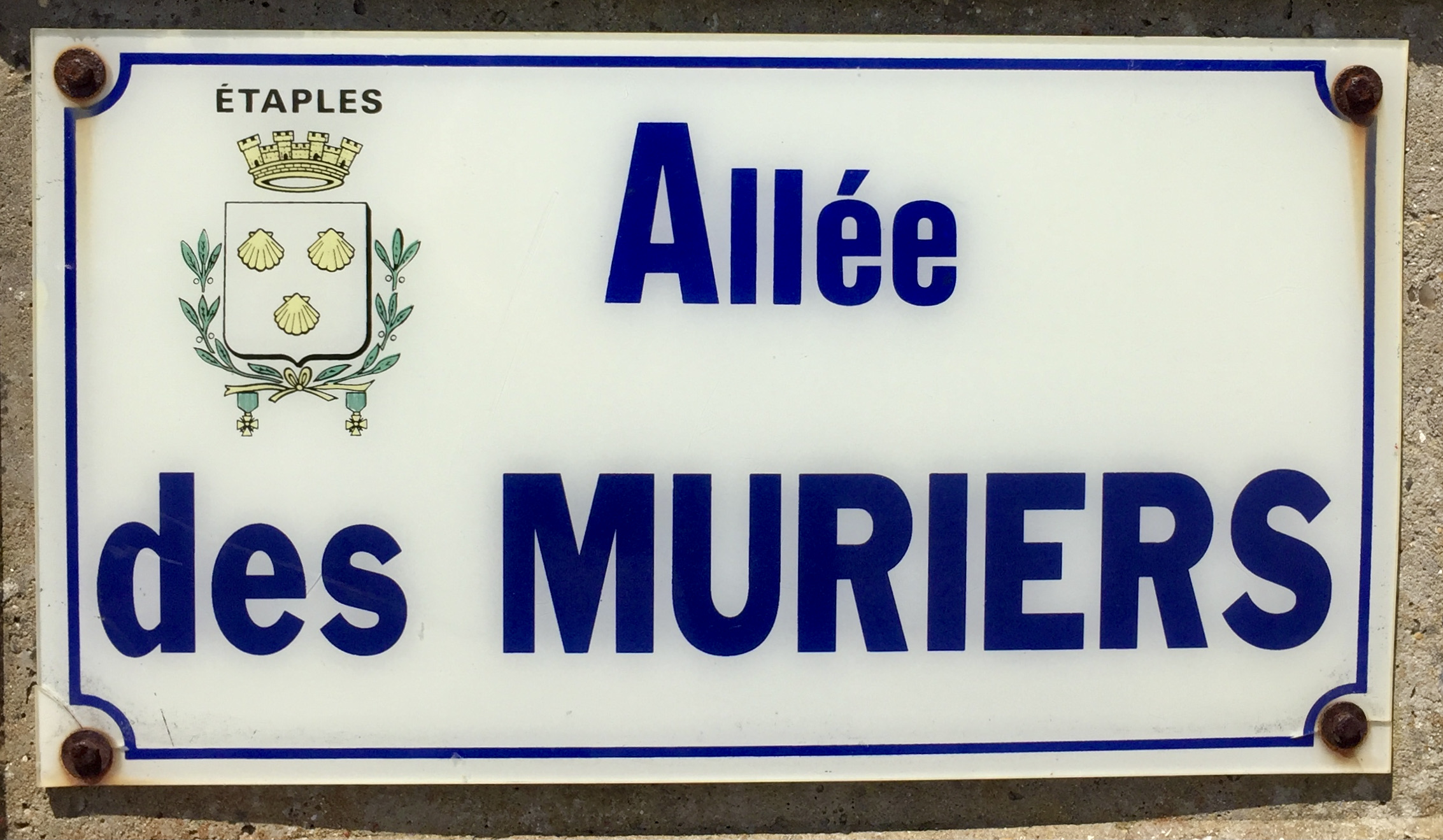

Le mûrier, arbuste qui produit des mûres.

## N

### Noisetiers (avenue des)

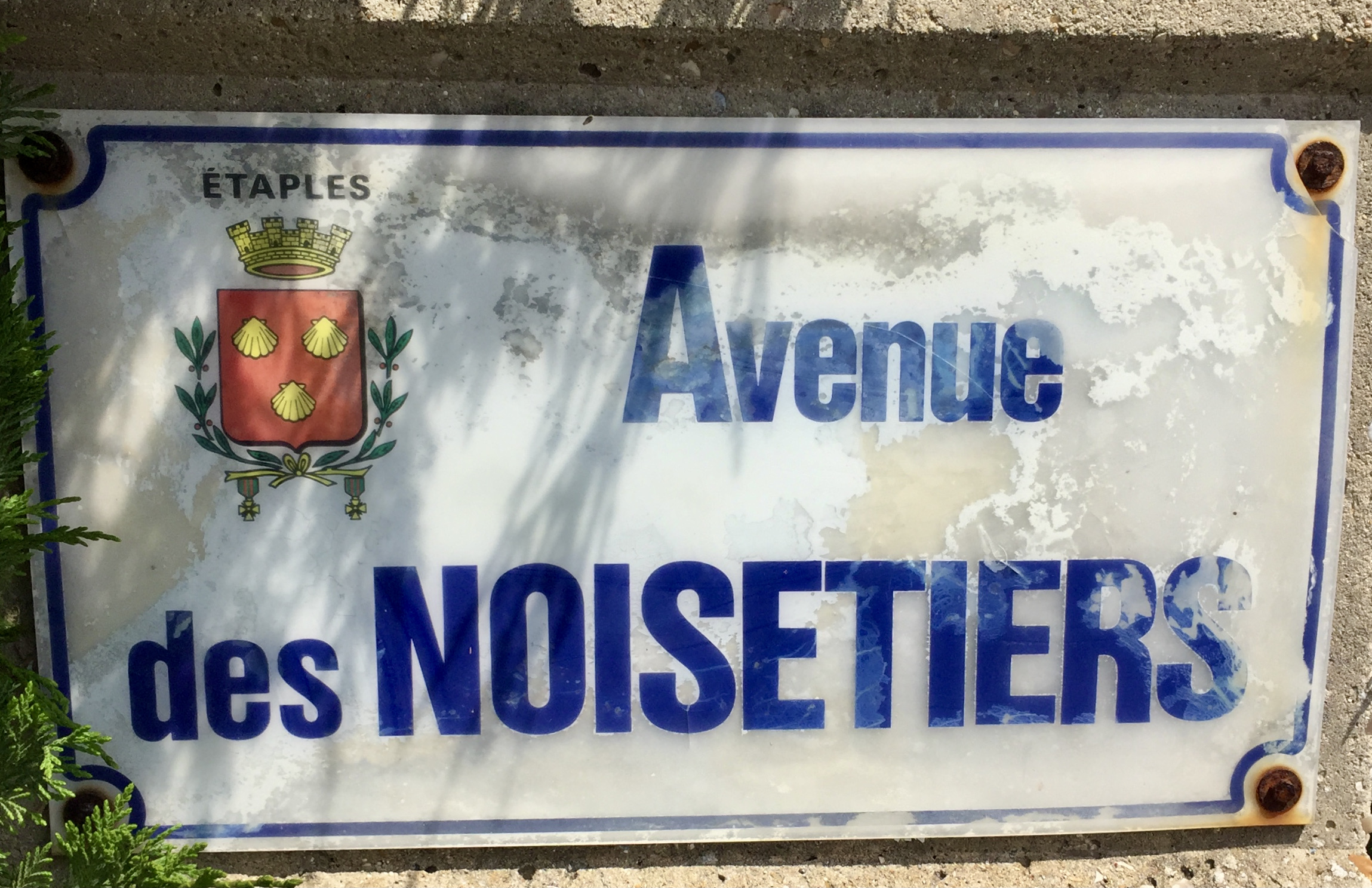

Du nom de l'arbre ou arbuste, le noisetier.

### Noroît (allée)

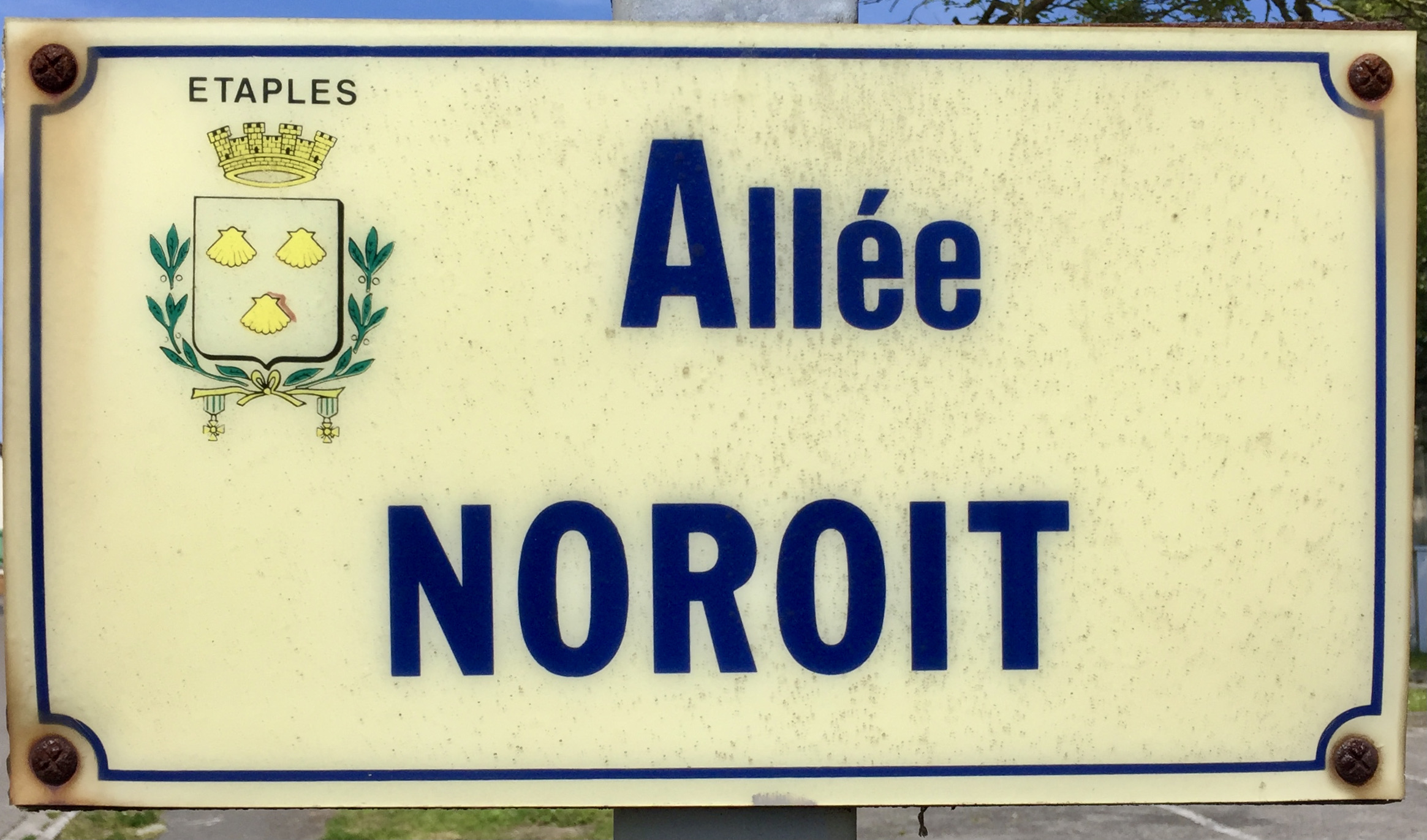

Noroît, expression utilisé par les marins, synonyme de nord-ouest (la direction).

### Notre-Dame (rue)

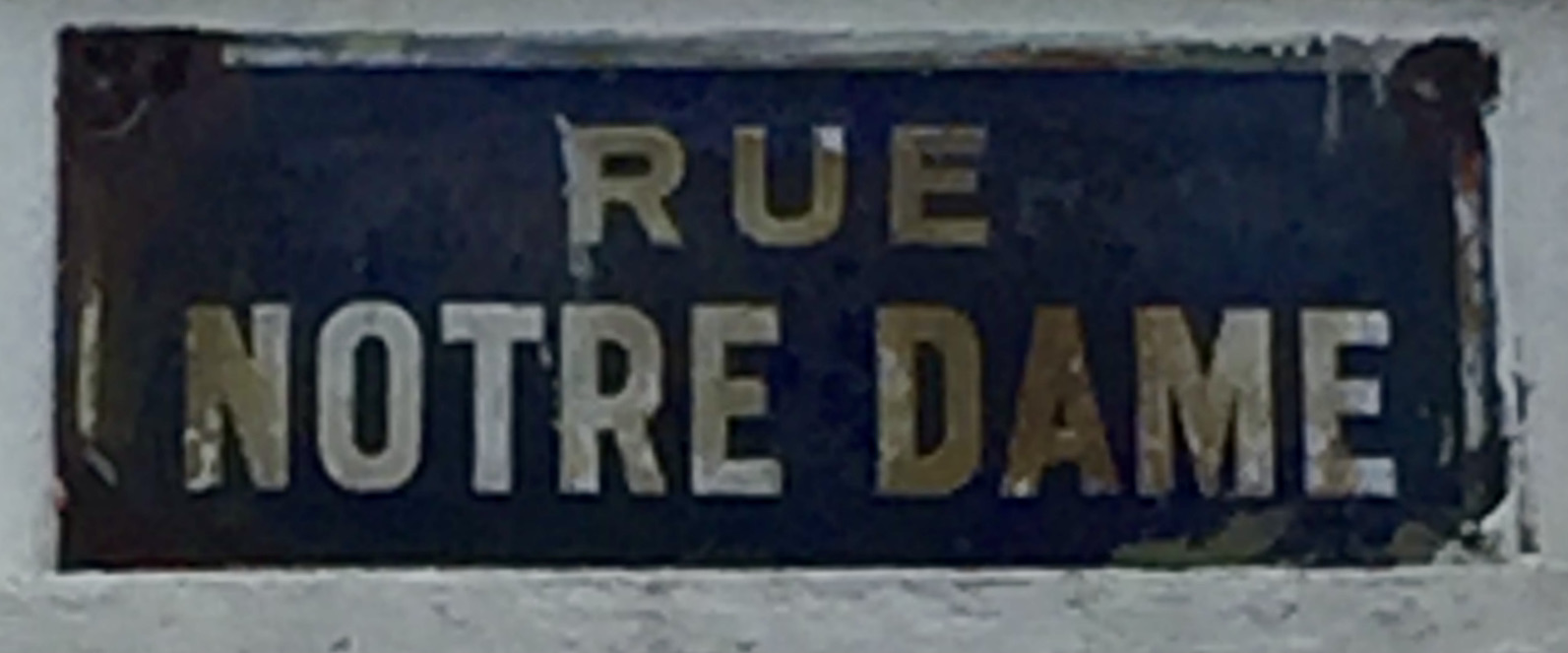

Cette rue, doit son nom à l'église de Notre-Dame-de-Foy, qui était située à l'extrémité de cette rue, dans le quartier des marins, près des Cronquelets.

## O

### O. Billiet (rue)

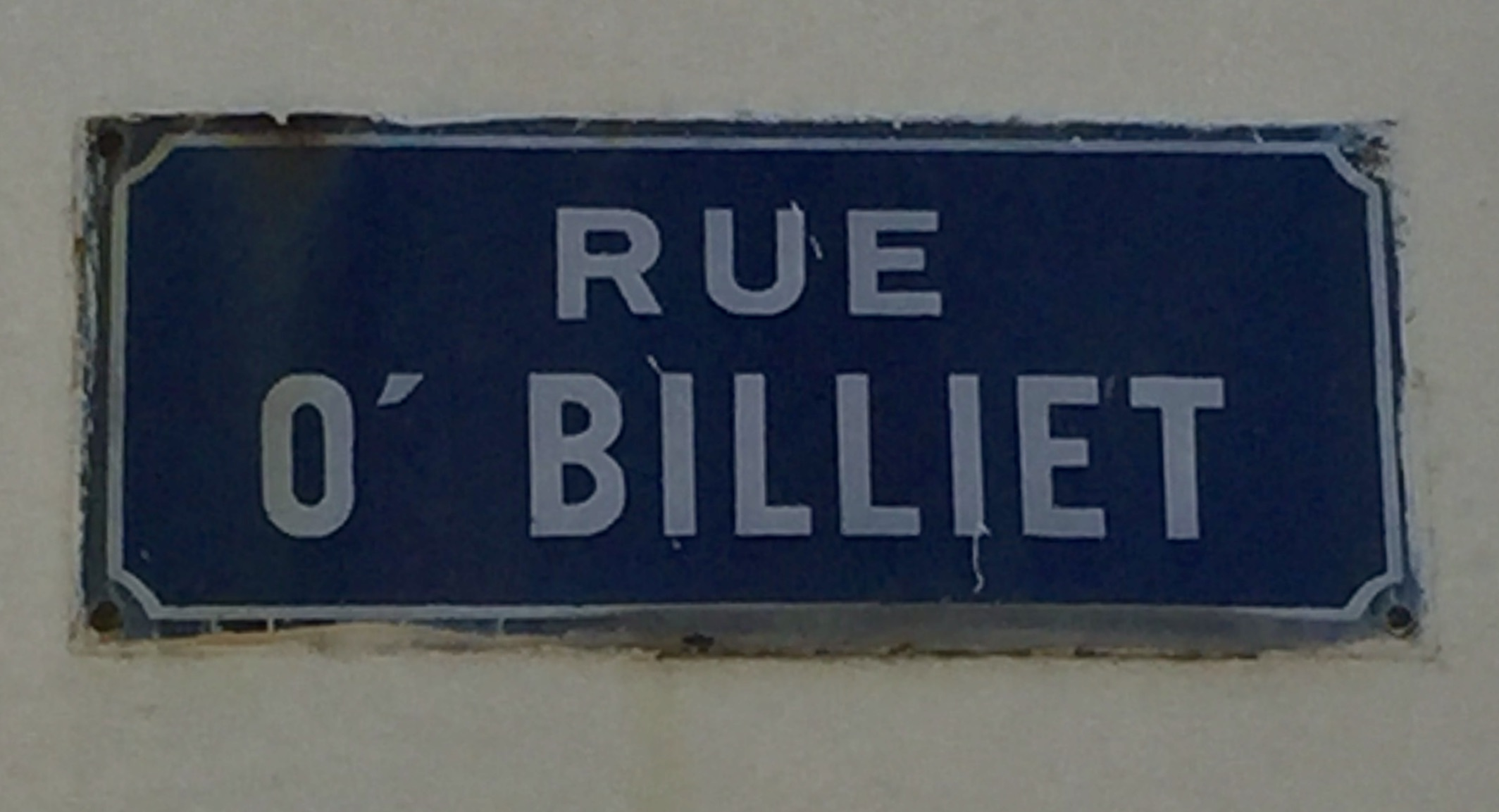

Elle est ainsi appelée du nom d'une grande famille de propriétaires étaplois, dont Jean Obillet, que les archives municipales désignent souvent comme échevin vers 1680. On remarque que Gustave Souquet écrivait Obillet et qu'aujourd'hui, il est écrit O. Billiet sur le site FANTOIRE ou O'Billiet sur la plaque de rue.

### Oyats (rue des, avenue des)

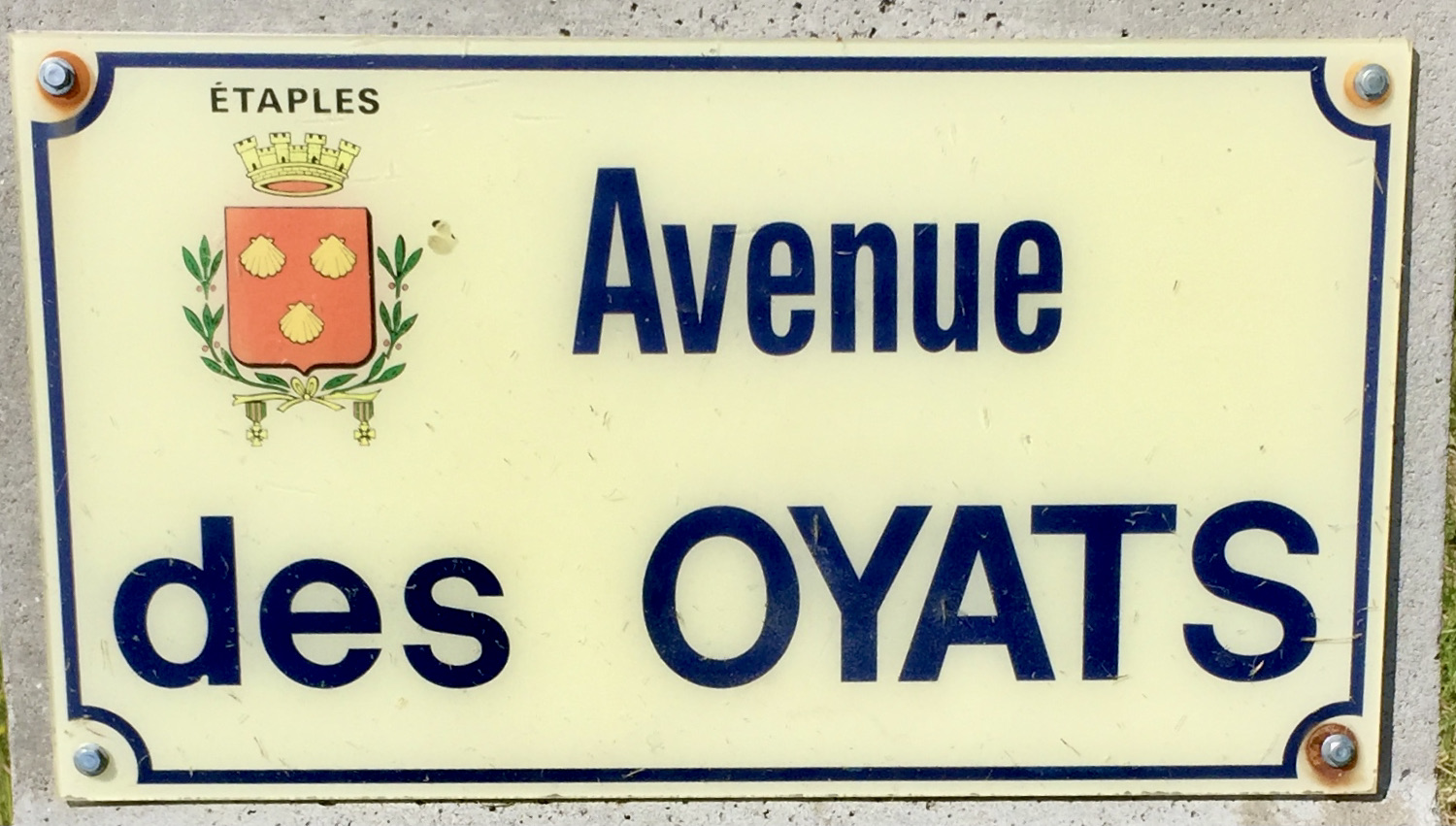

Les oyats sont des arbustes habitués des dunes de la commune. Ils sont très importants pour tenir le sable et éviter les effets du vent qui déplace les dunes.

### Ormes (rue des)

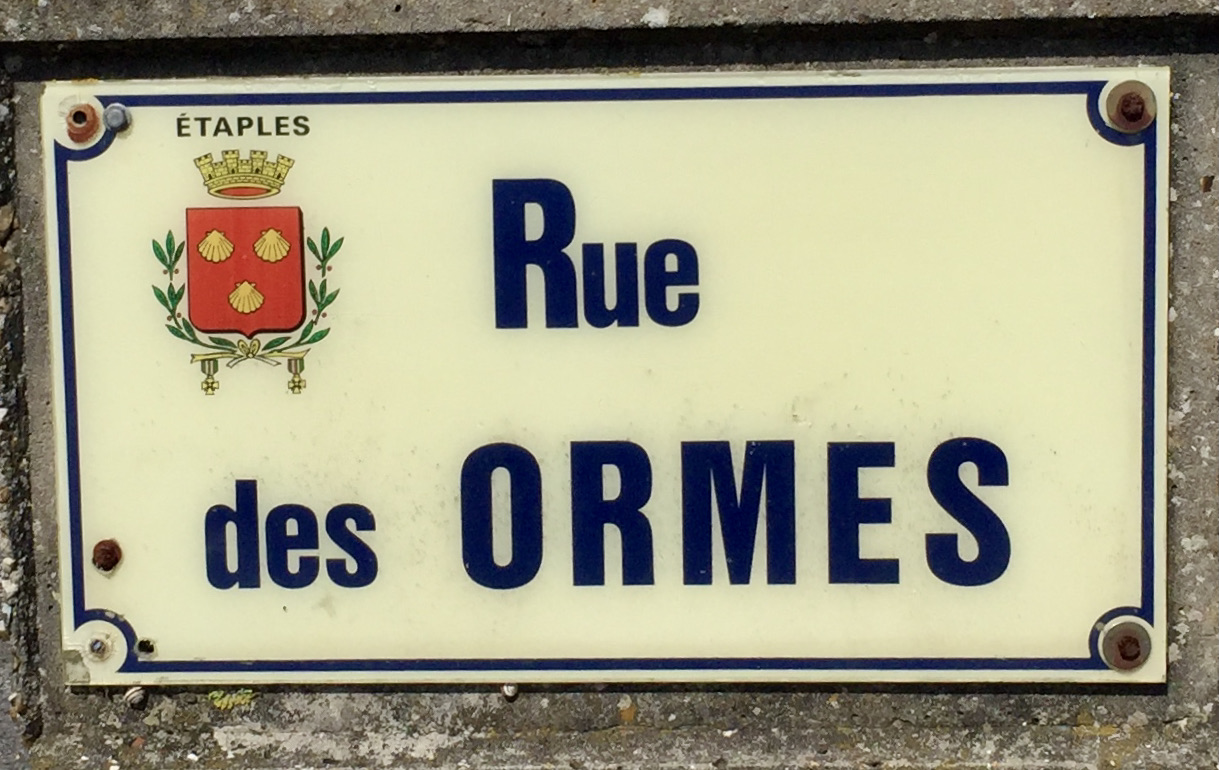

Il s'agit de l'orme, cet arbre qui peut atteindre une trentaine de mètres de haut.

## P

### Papillons (allée des)

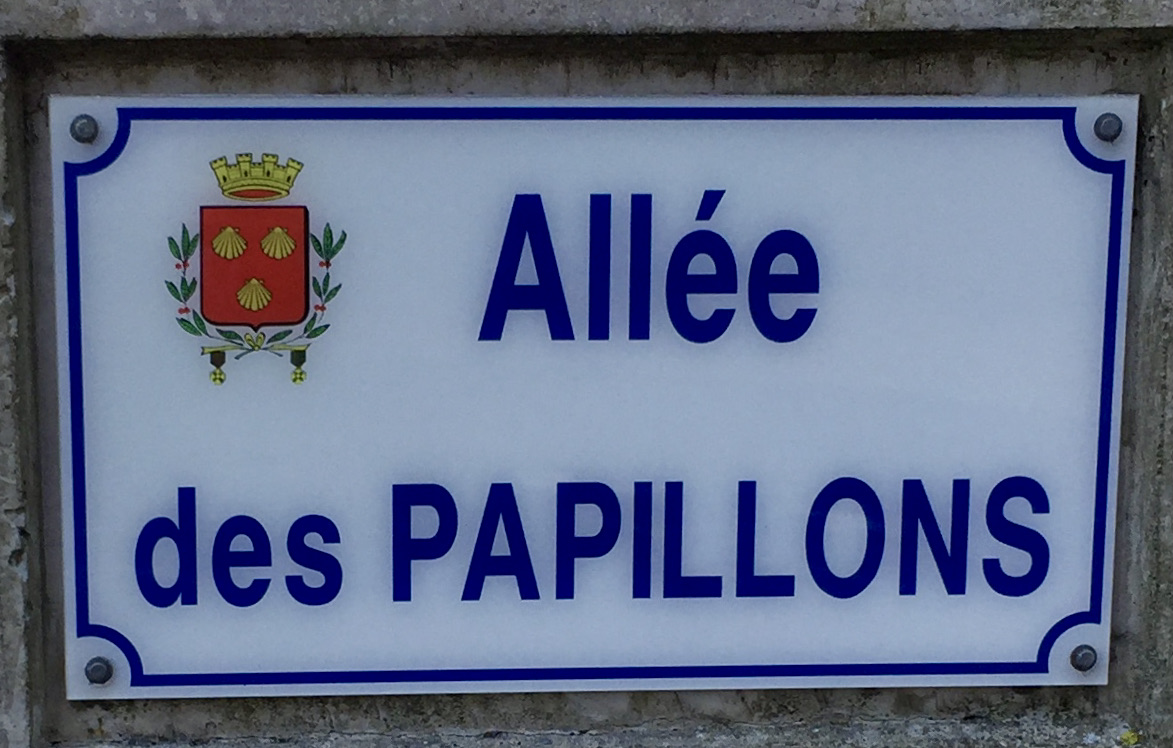

Cette rue fait référence au papillon, insecte très répandu.

### Pâquerettes (allée des)

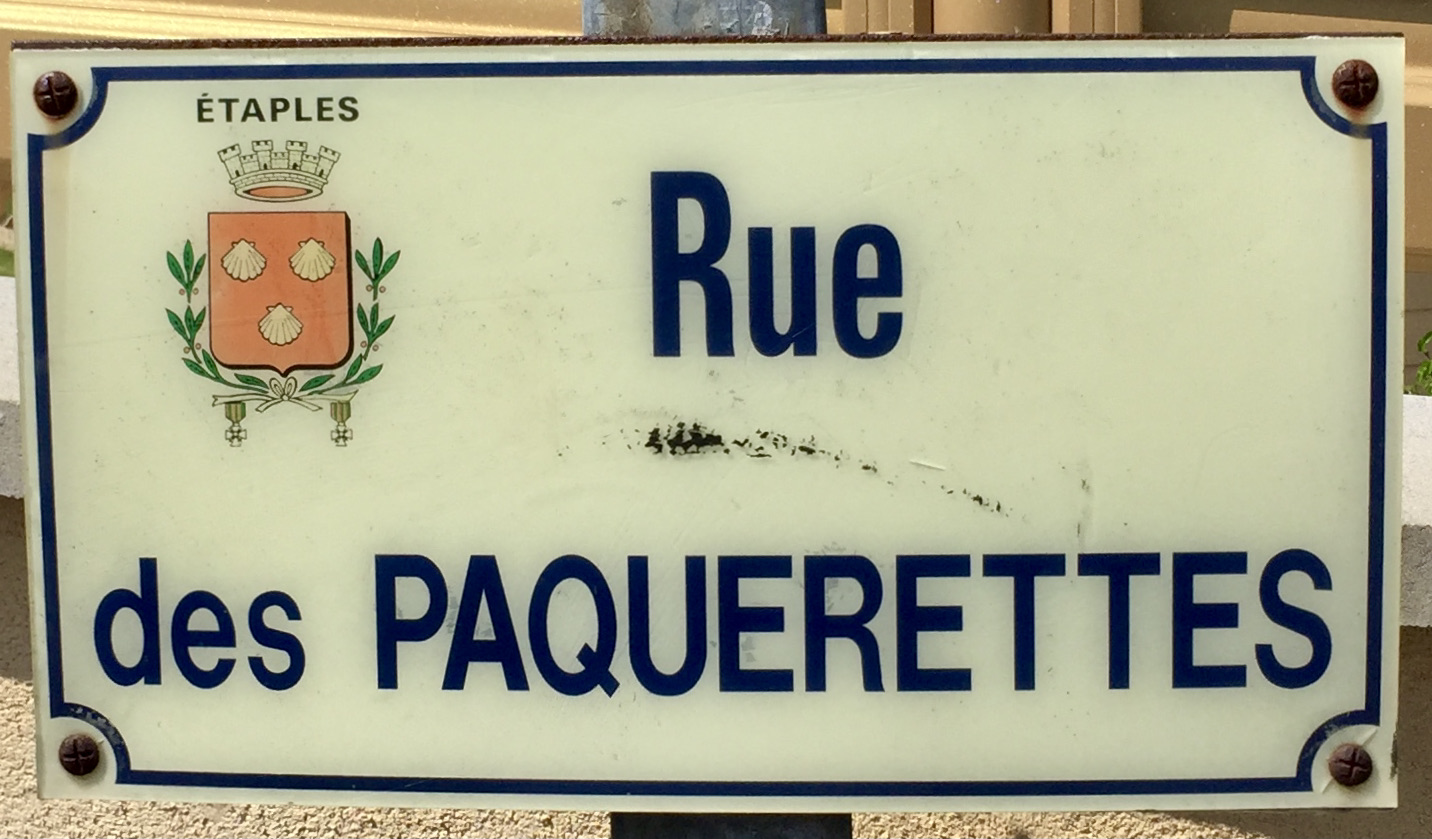

Pâquerette, plante vivace qui pousse dans les jardins et les prairies.

### Pasteur (avenue)

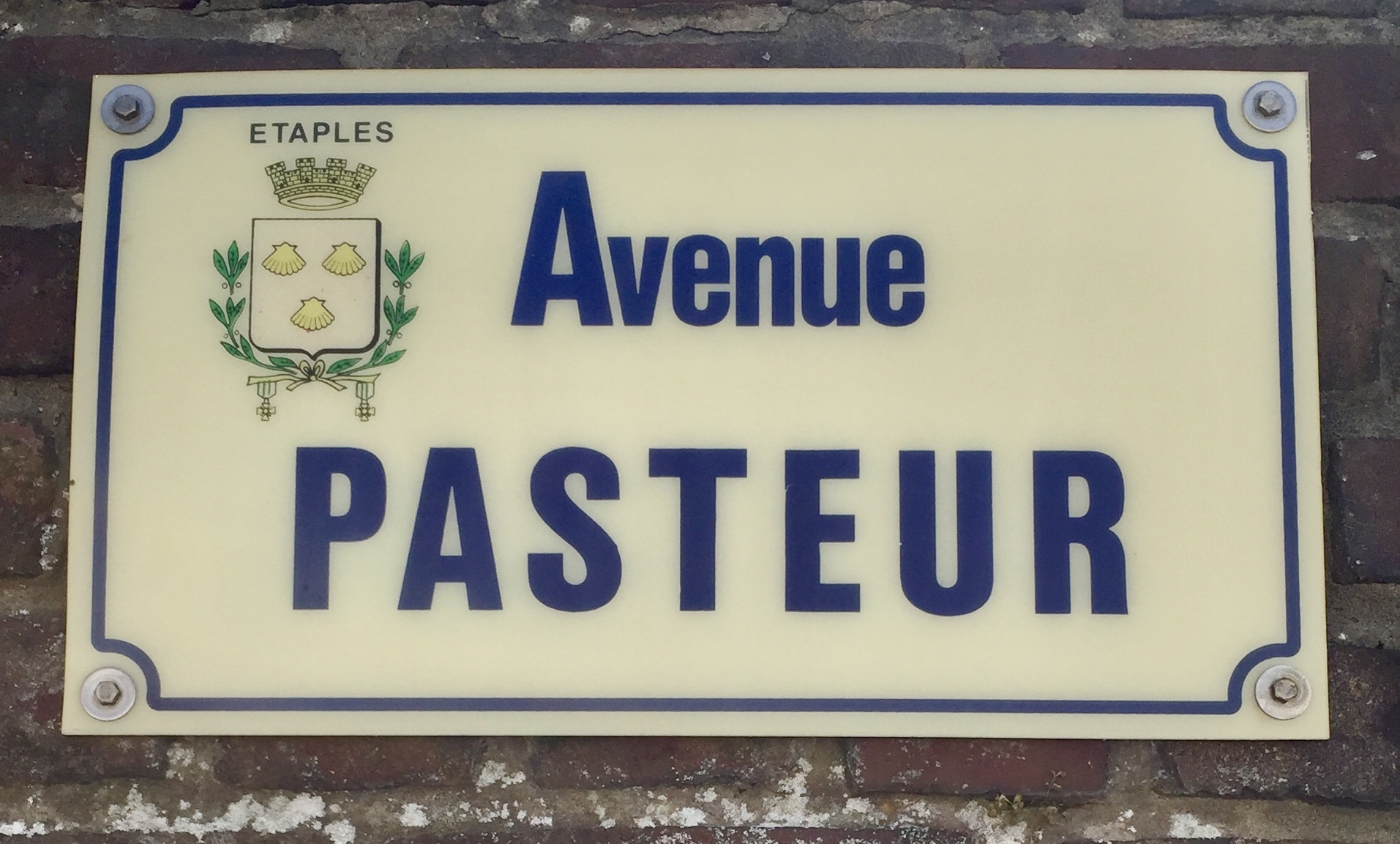

Louis Pasteur (1822-1895), est un scientifique français, chimiste et physicien de formation. Pionnier de la microbiologie, il connut, de son vivant même, une grande notoriété pour avoir mis au point un vaccin contre la rage.

### Paul-Éluard (rue)

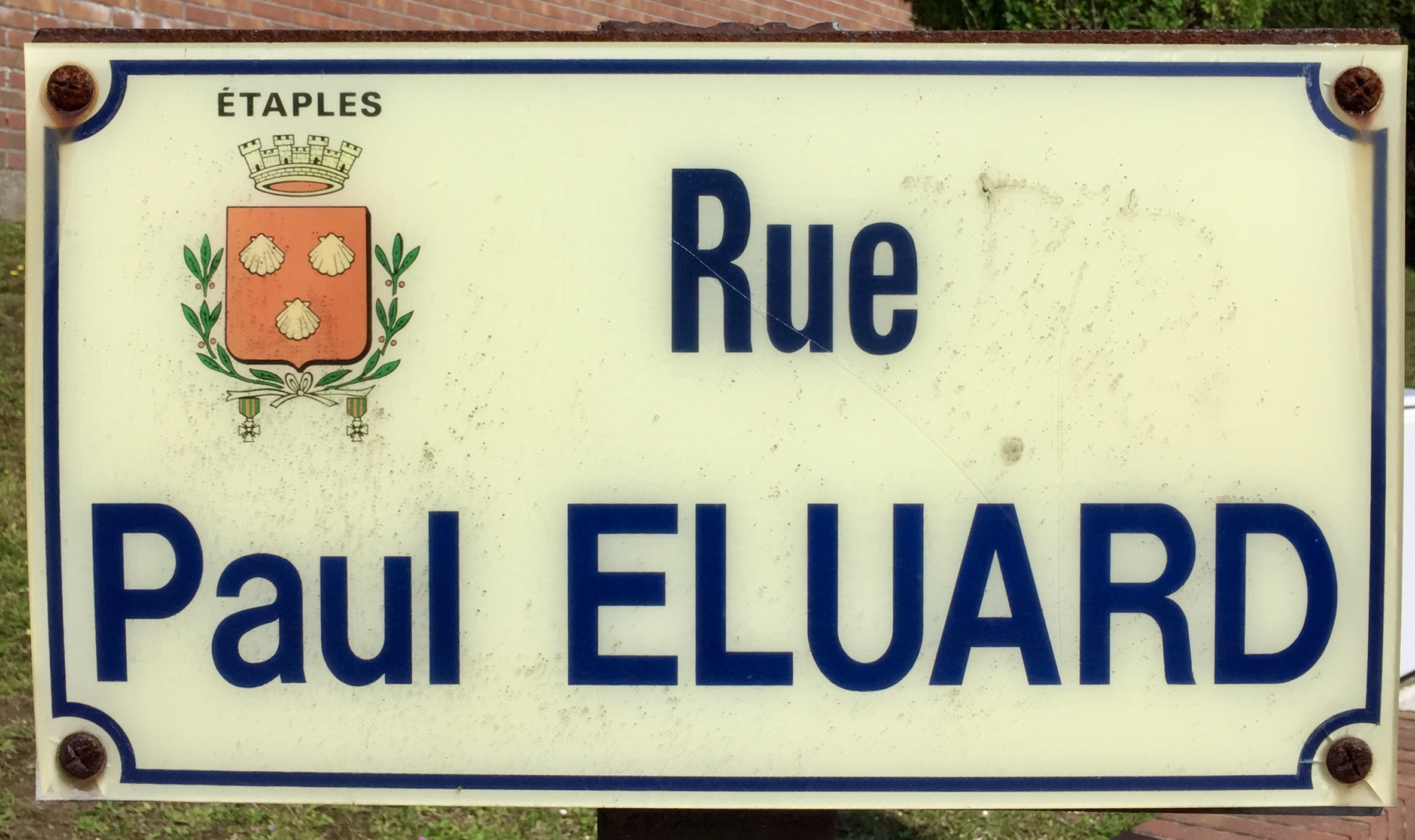

Paul Éluard (1895-1952), nom de plume d'Eugène Grindel, est un poète français.

### Paul-Valery (allée)
Paul Valéry (1871-1945), est un écrivain, poète et philosophe français.

### Pervenches (allée des)

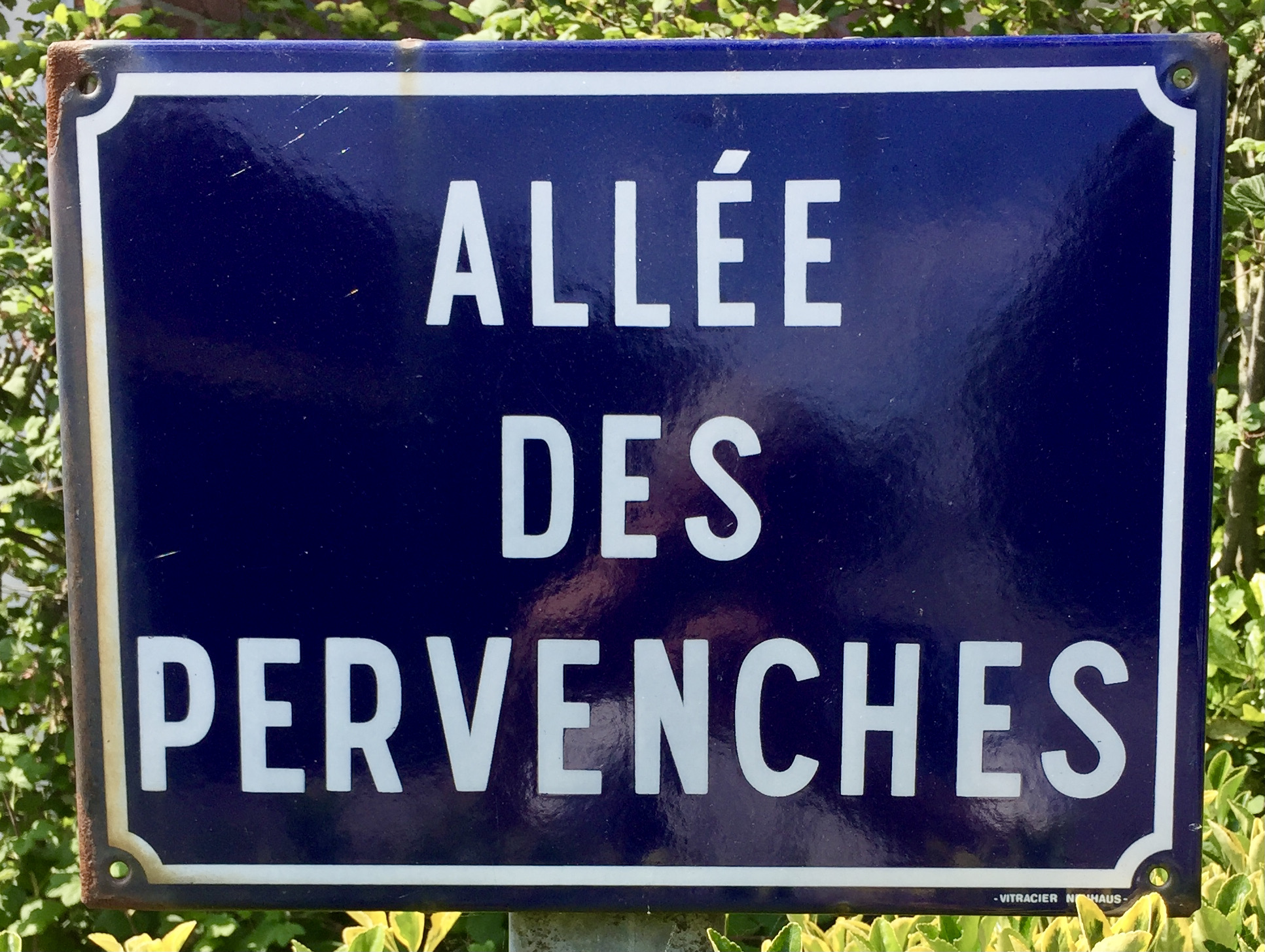

Pervenche, plante vivace à fleurs bleues de nos jardins.

### Pétrels (rue des)

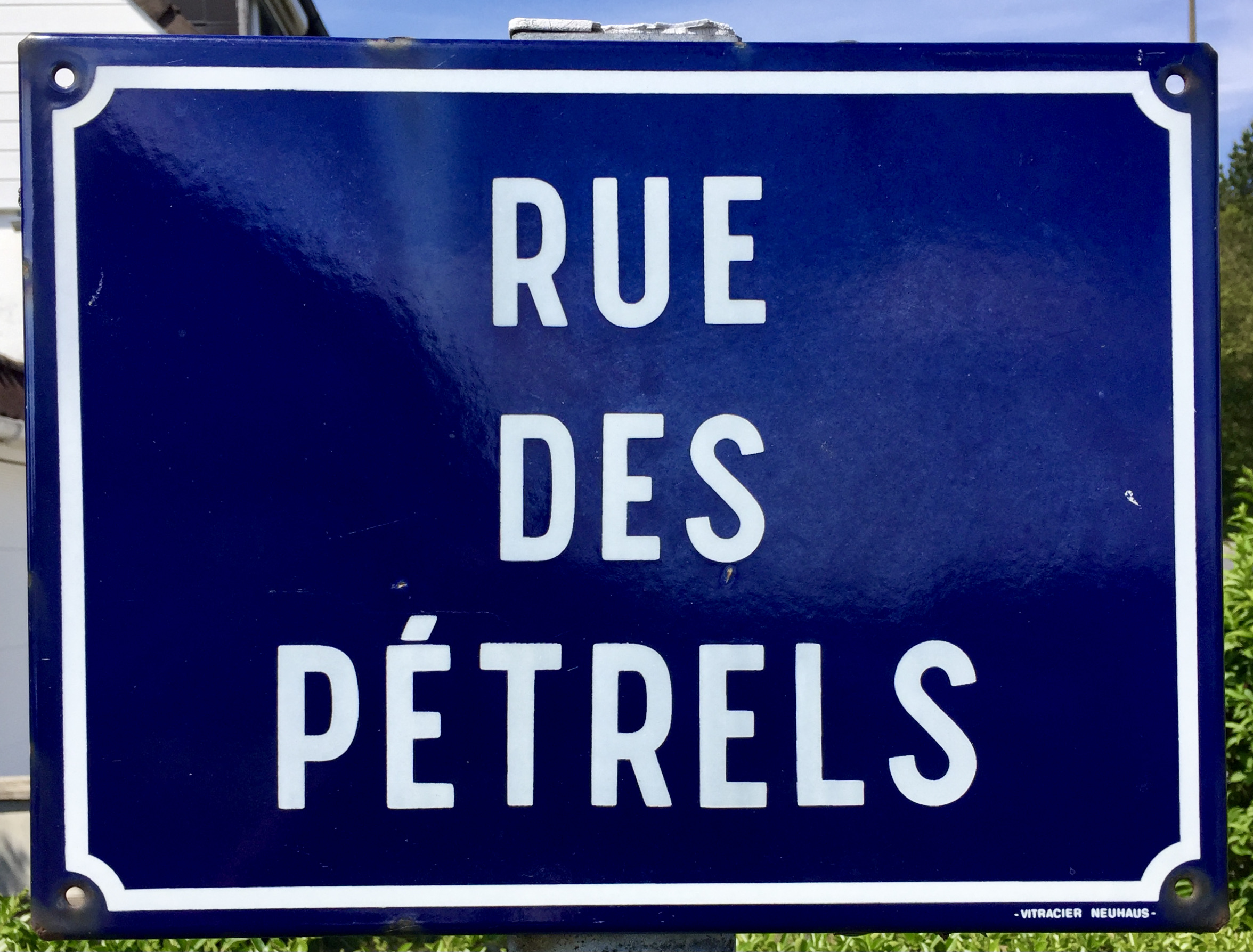

Le pétrel est un oiseau de mer bien connu des marins.

### Peupliers (rue des)

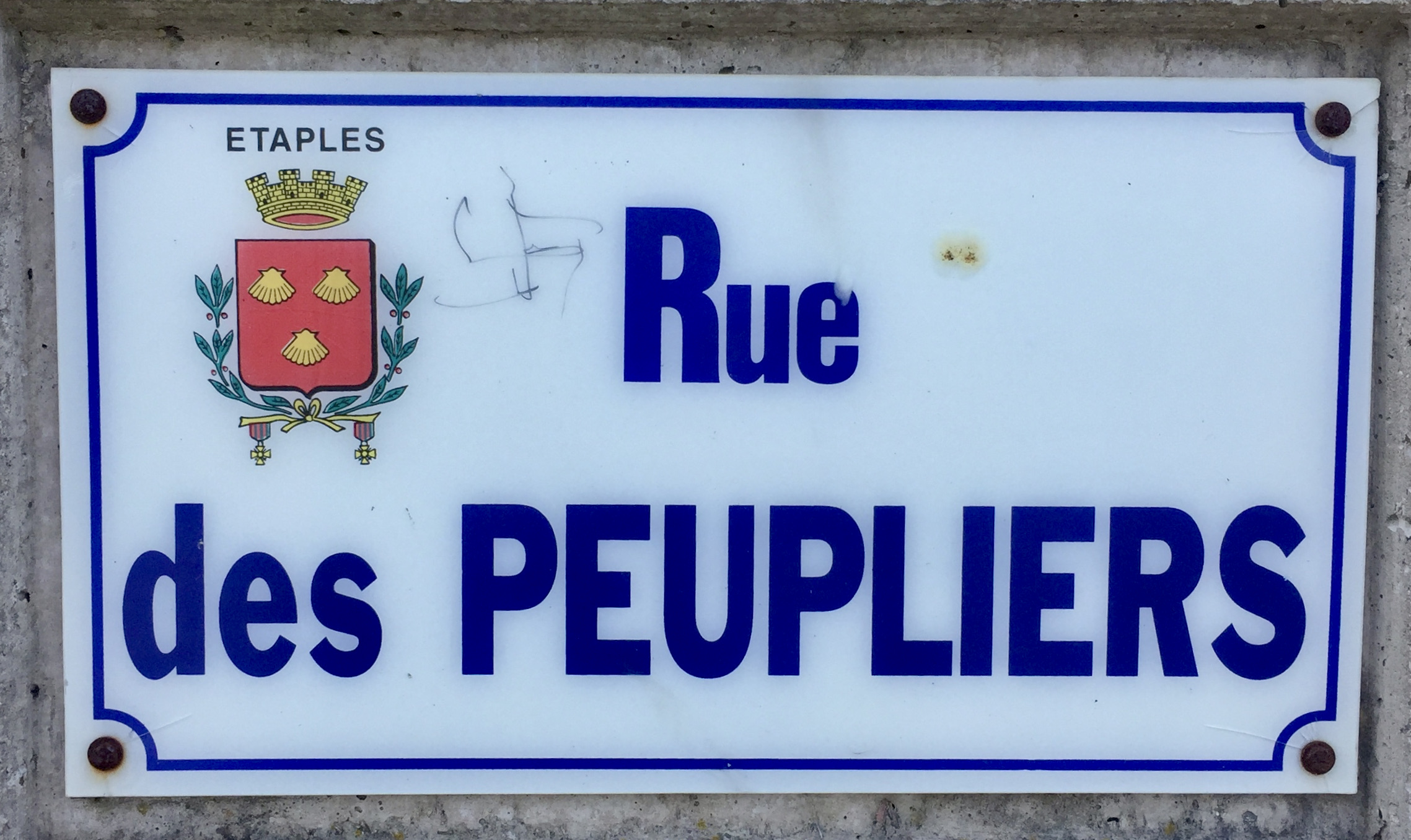

Les peupliers, arbres qui croissent sur les terrains humides voire temporairement inondés.

### Pierre-Trouée (rue de la)

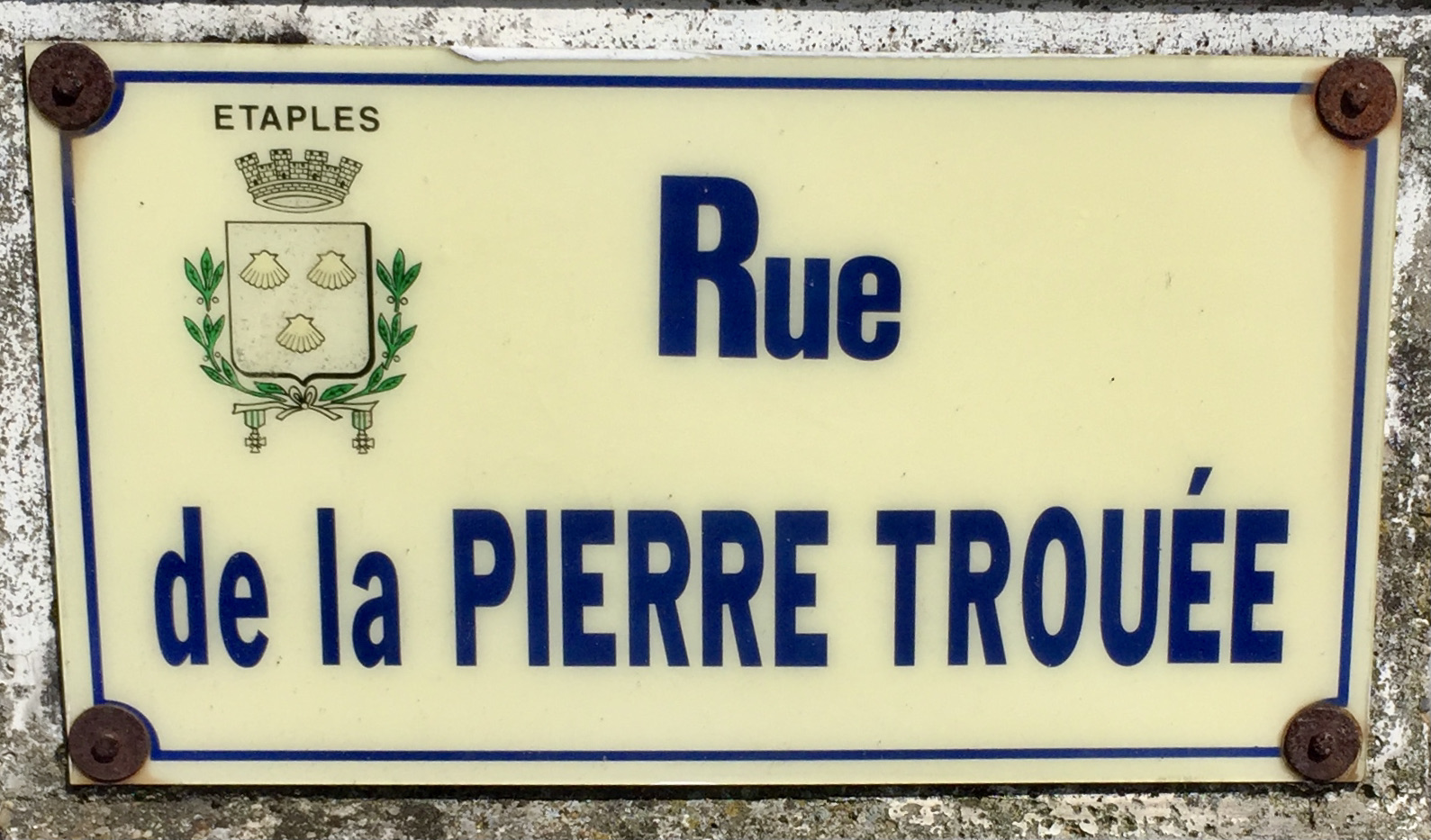

### Pins (rue des)

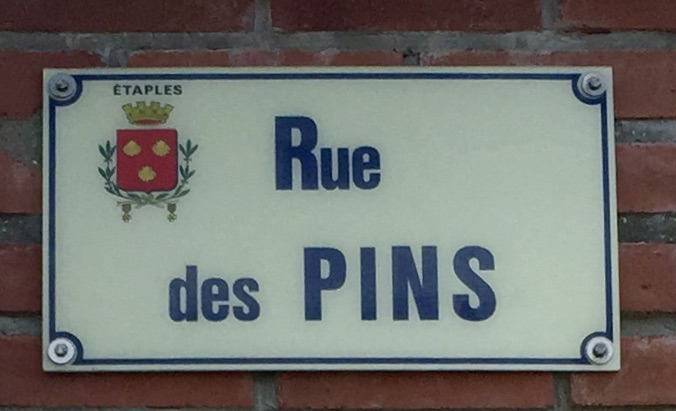

Le pin, conifère qui a servi à créer la forêt sur un espace sablonneux, comme par exemple la forêt du Touquet-Paris-Plage.

### Platanes (rue des)

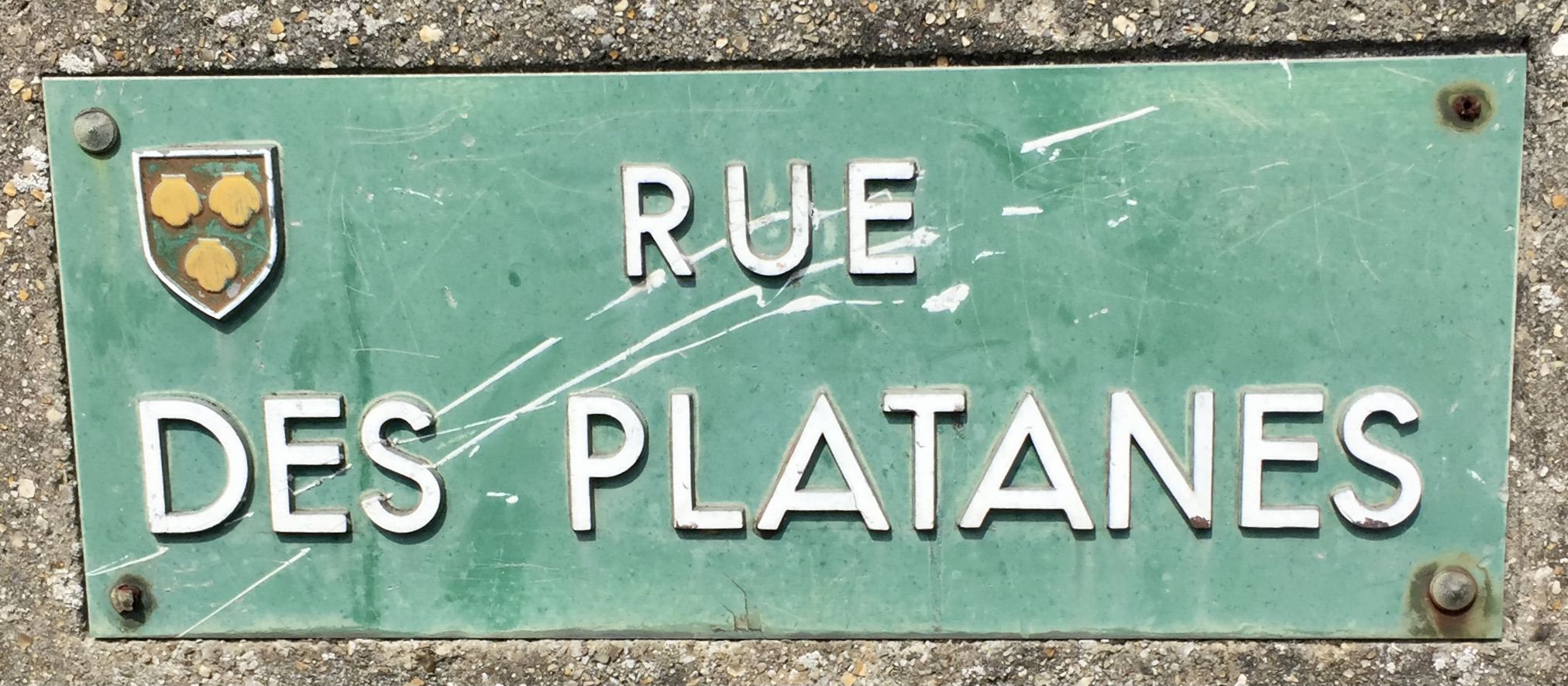

Le platane, arbre largement utilisé comme arbre d'alignement pour orner les places et les rues.

### Pluviers (rue des)

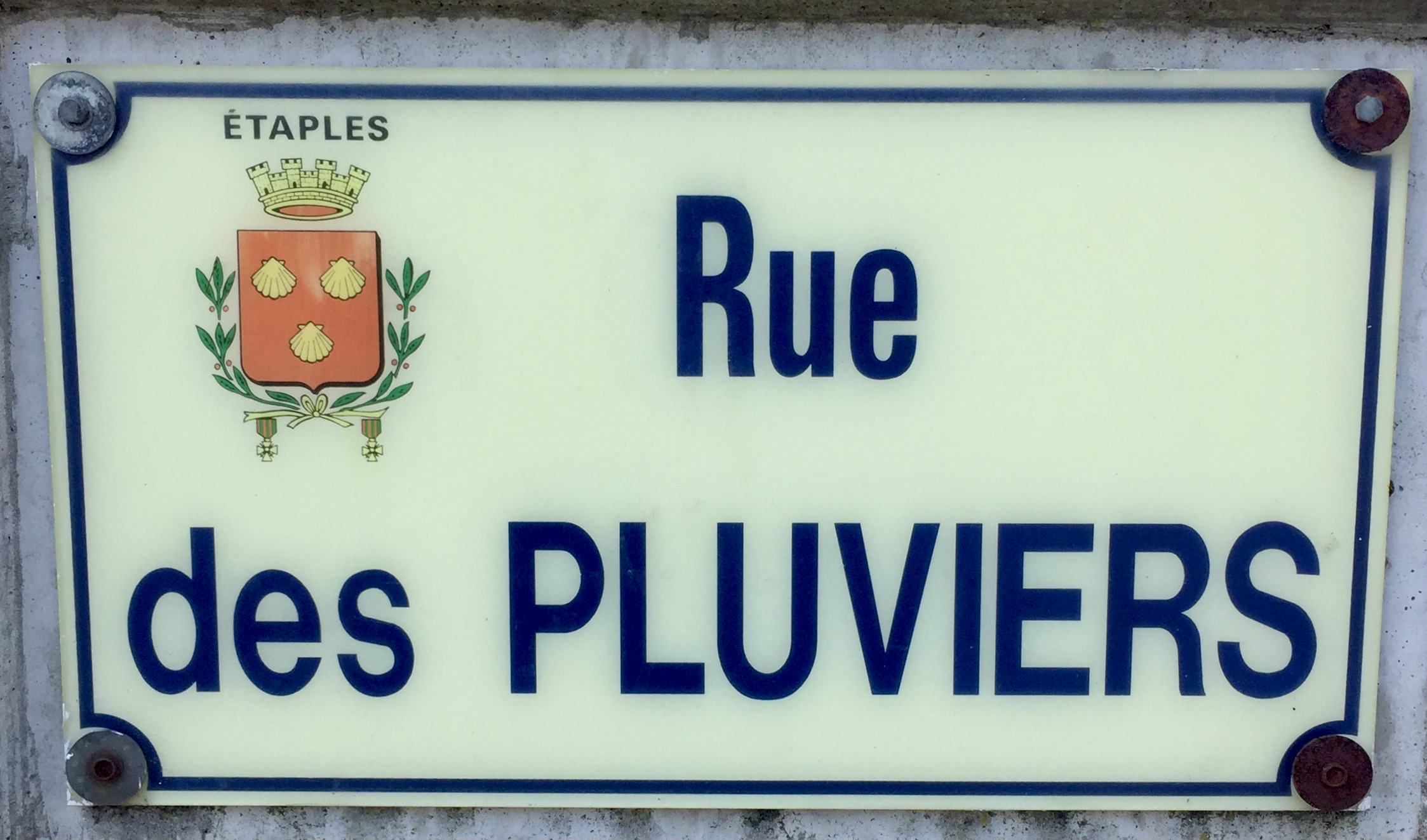

Le pluvier, oiseau que l'on retrouve, au moment de sa migration, sur les champs labourés.

### Pont-des-3-Arches (rue du)

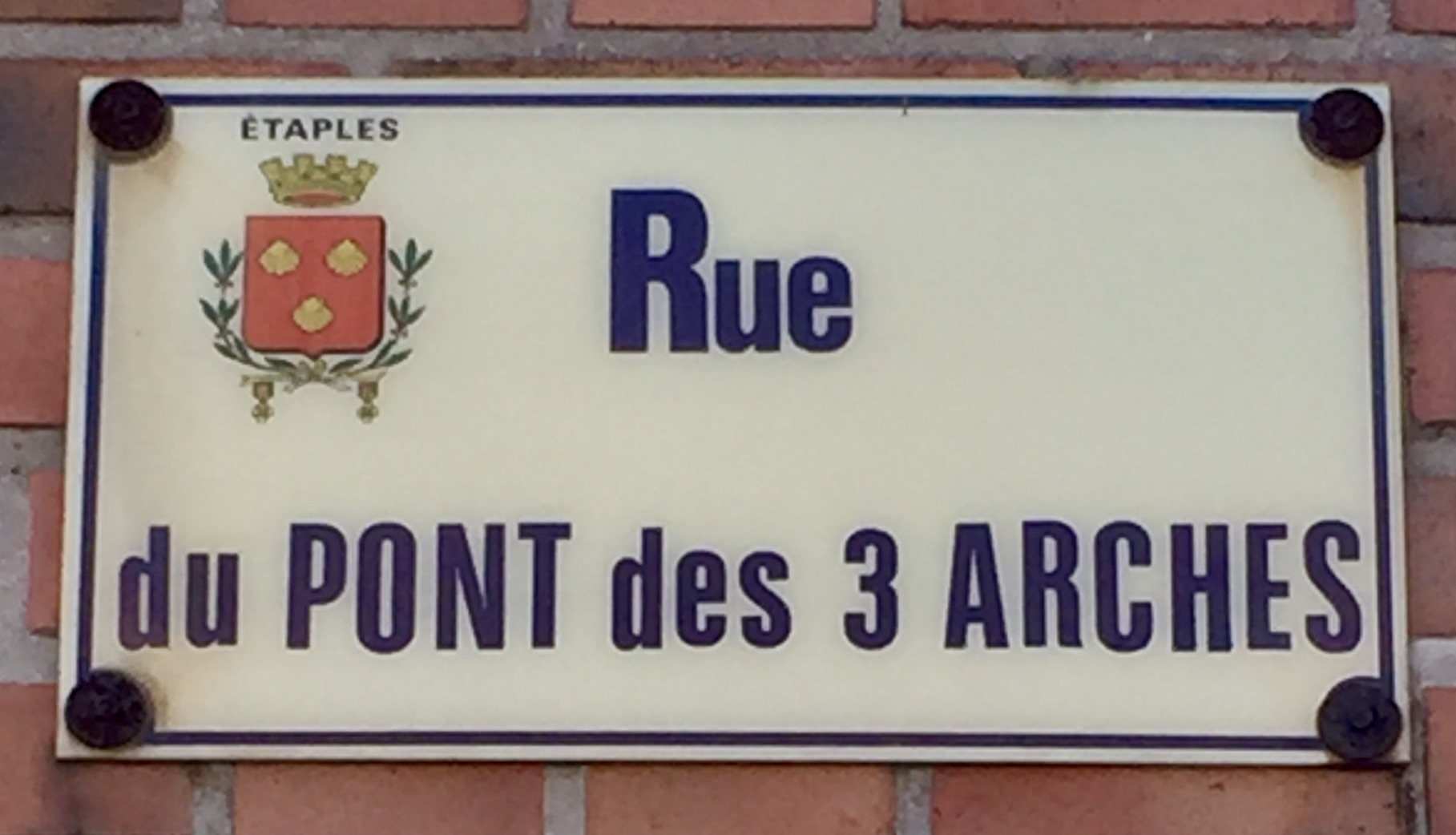

Voie qui arrive au pont de chemin de fer, au nord-ouest de la gare d'Étaples - Le Touquet, et qui tient son nom aux trois arches qui composent le pont de chemin de fer.

### Port (rue du, ruelle du)
Cette rue commence à l'extrémité occidentale de la place et aboutit au port.
La ruelle débouche sur la rue du port.

### Prés (chemin des)

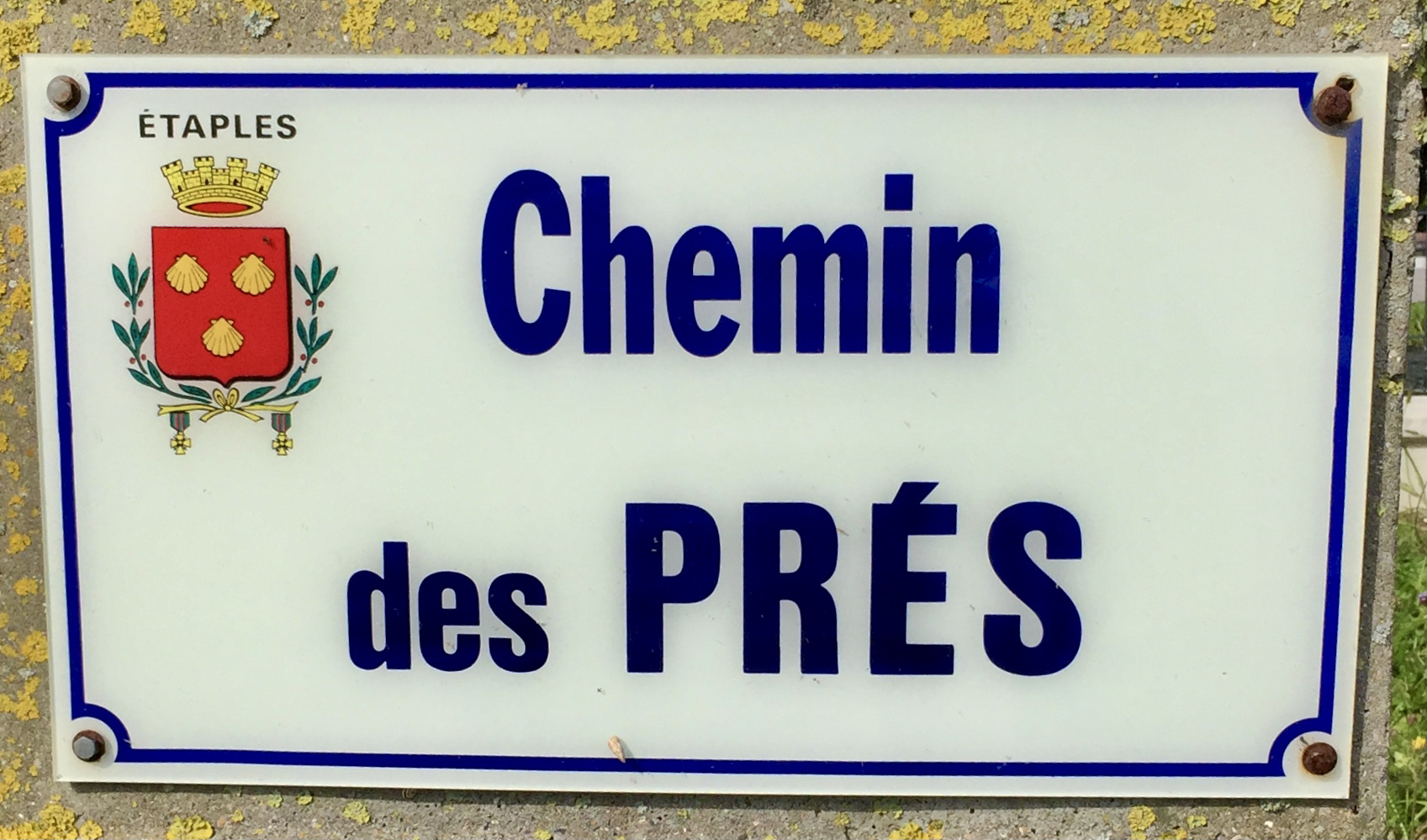

Cette voie mène aux prés.

### Puits-d’Amour (rue du, place du, allée du)

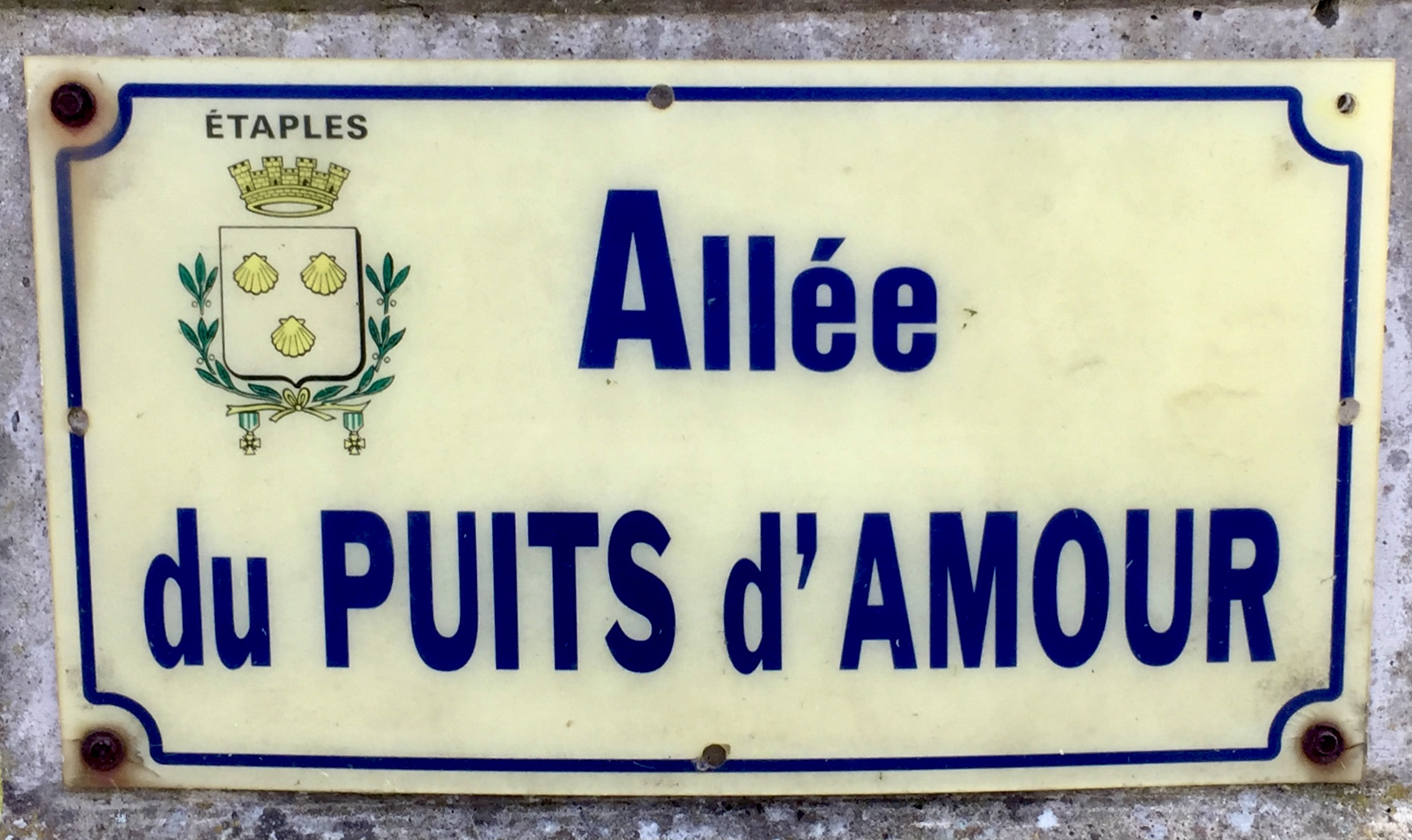

Cette rue conduisait à une ferme à laquelle elle doit son nom. Elle a complètement disparu lors de la construction de la ligne de chemin de fer.
S'il faut en croire une tradition fort ancienne, celle ferme aurait dû son nom à une histoire amoureuse connue de tout le pays, et qui remonte à sa construction. Pour les besoins de la ferme, on avait construit un puits qui n'était pas encore achevé, lorsqu'il prit la fantaisie à un garçon de ferme de s'asseoir sur la margelle auprès d'une servante qu'il voulait courtiser. La charpente qui n'était pas parfaitement assujettie vint à manquer, et les deux amants tombèrent dans le puits. À leurs cris de détresse, on accourut à leur secours, et on les en retira sains et saufs. L'anecdote s'en répandit dans la ville et aux alentours, et la ferme reçut le nom de Puits-d'Amour.

## Q
Sans objet.

## R

### Ravel (allée)

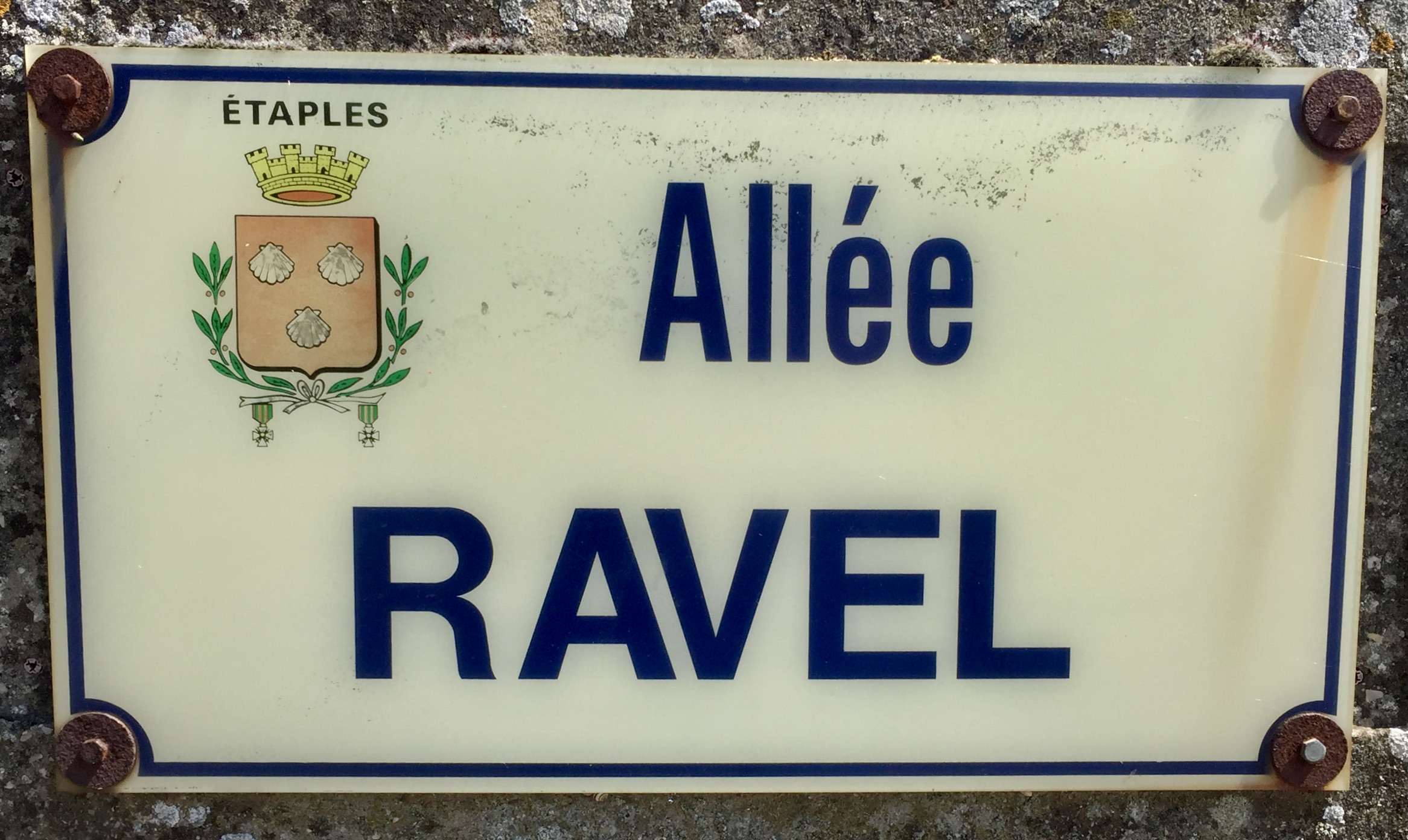

Maurice Ravel (1875-1937), est un compositeur français connu pour une de ses œuvres célèbres Le Boléro, il fit quelques séjours, dans les années 1930, dans la commune voisine du Touquet-Paris-Plage.

### Remparts (rue des)

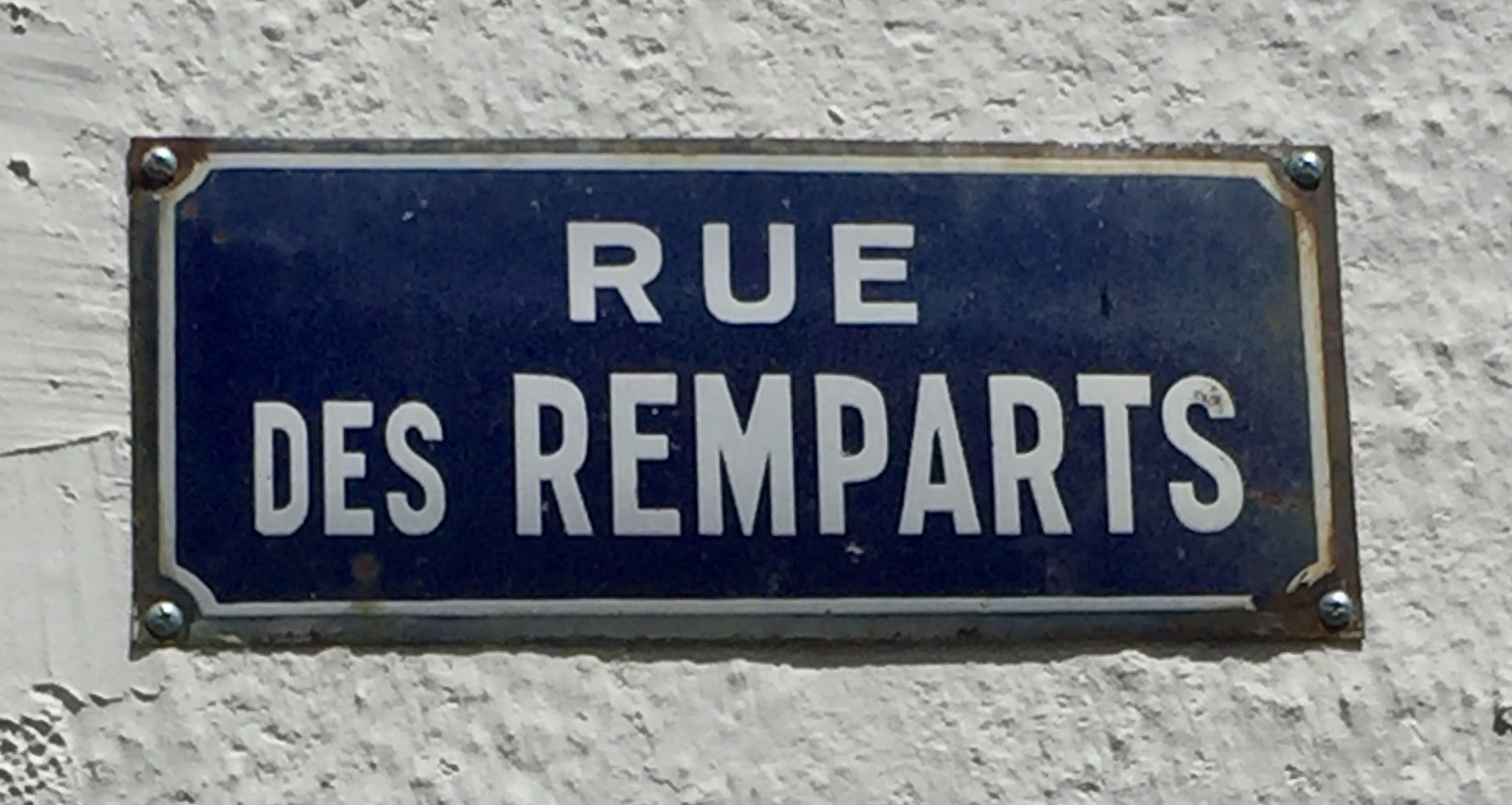

Cette rue commence à celle du Port et finit au quai. Elle est ainsi nommée parce qu'elle aboutissait autrefois aux remparts de la ville. Elle indique que la ville était dotée de remparts dès la première moitié du Xe siècle afin de lutter contre les barbares venus du Nord. À cette époque, la ville est défendue au sud-ouest par ouvrages avancés portant le nom de « Mont-à-Baudet » et de « Cronquelets ». Les remparts sont complètement détruits lors du siège de 1591.

### Rivage (rue du)

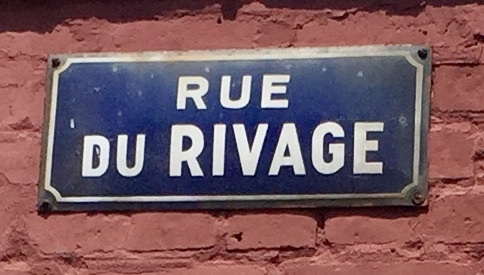

Cette rue, qui longe la Canche, est ainsi nommée parce qu'elle est, en 1860, contiguë au rivage. Malgré l'ensablement de la Canche et la construction du boulevard Billiet, elle conserve son nom.
C'est dans cette rue qu'habitait Raymond Lens mort le 28 août 1887 à Étaples, géomètre-topographe français. Il a établi le plan de la ville de Boulogne-sur-Mer ainsi que le premier lotissement de Paris-Plage pour Alphonse Daloz.

### Robert-Wyart (rue)

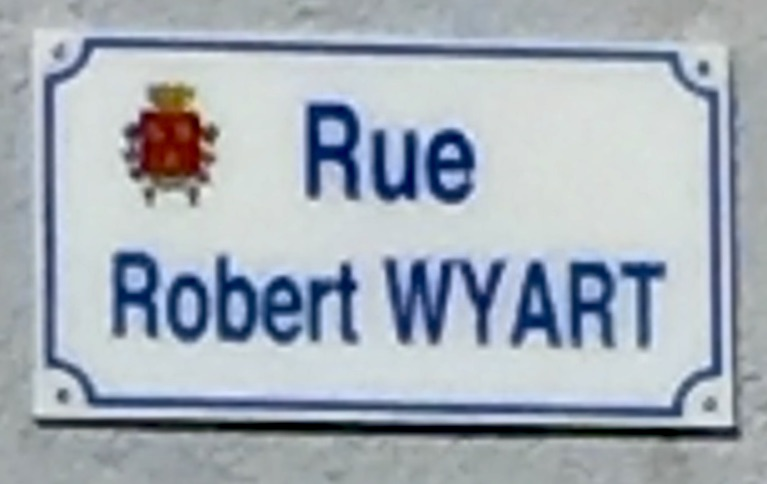

Du nom de Robert Wiart, ancien curé d’Étaples et chapelain de l'église Notre-Dame-de-Foi, né le 17 avril 1638. Il est le fils de Jean Wiart, mayeur d'Étaples.
Cette voie, jusqu'en 1876, s'appelait rue du Château, en référence au château d'Étaples.

### Roger-Dambron (rue)

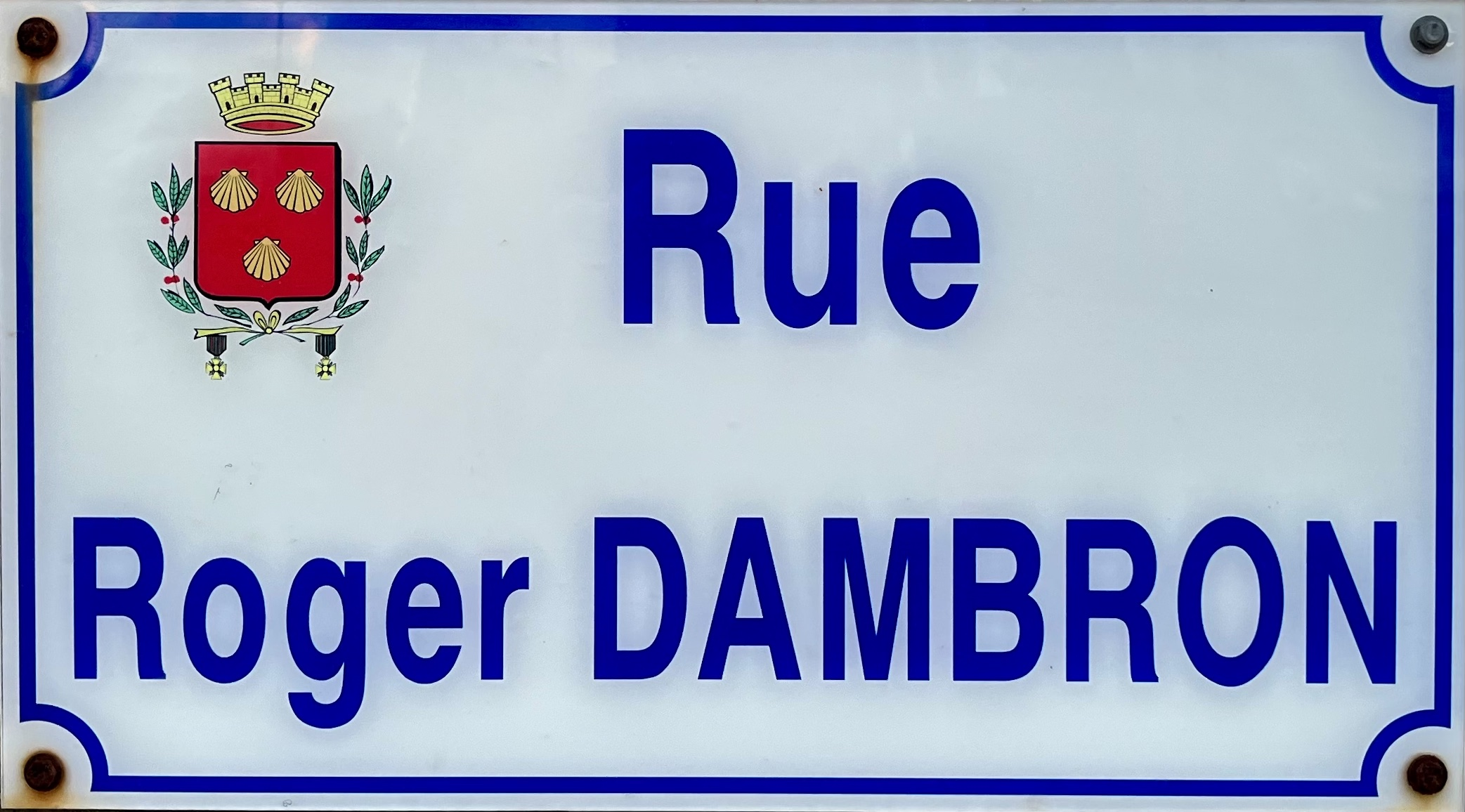

Du nom de Roger Dambron (1921-2017), écrivain, compositeur, antiquaire, ambulancier et inventeur. Il est le précurseur et le père du « portrait-robot », utilisé par la police judiciaire, qui en reprenant l'invention, l'a développée pour ses propres besoins.

### Roger-de-Rocquigny (avenue)

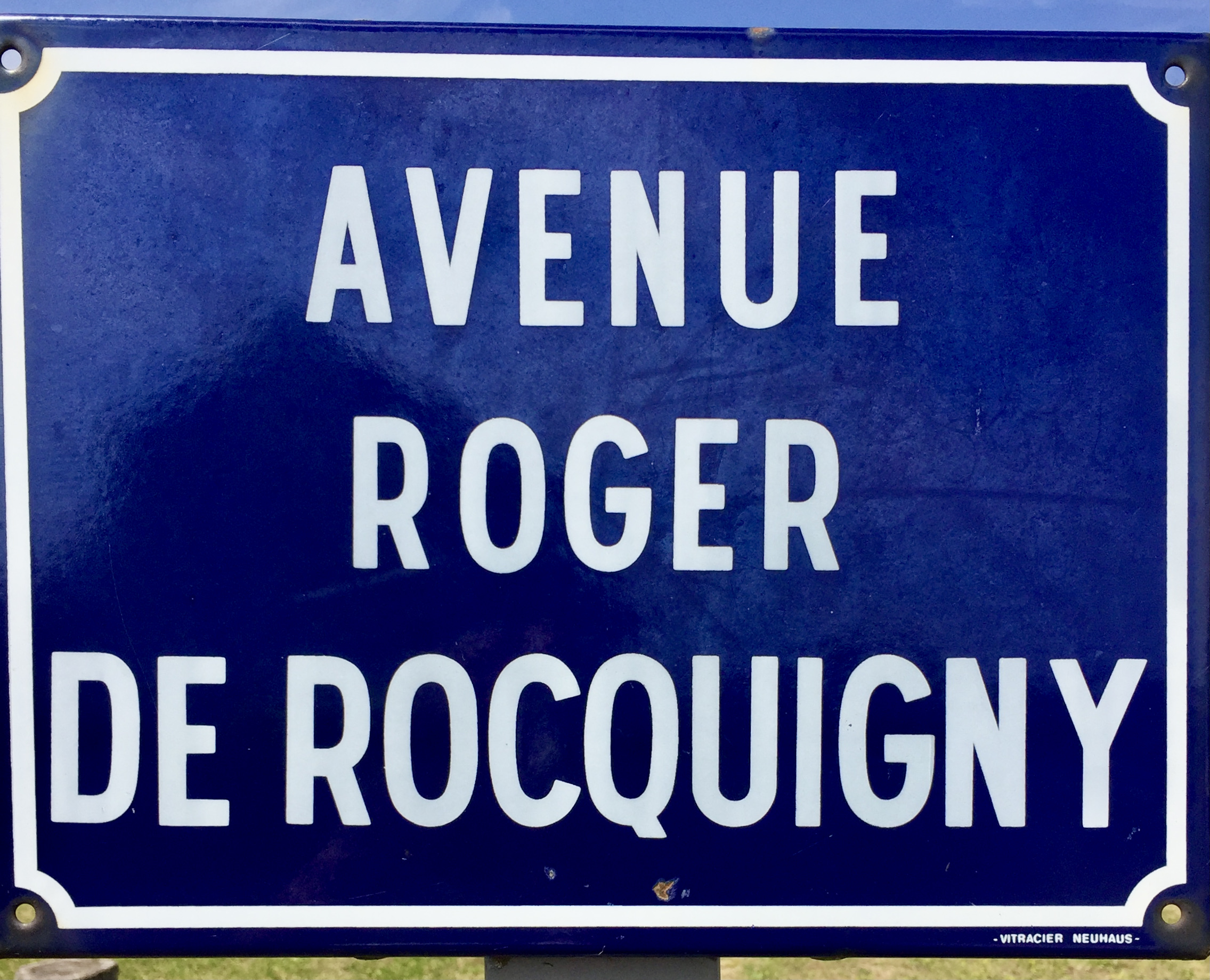

Charles Roger de Rocquigny du Fayel (1856-1936), maire d'Étaples du 20 mai au 17 novembre 1900. Il est inhumé à Lefaux. Il est le descendant de messire Robert de Rocquigny, seigneur d'Estappe au XVIe siècle, qui possède la seigneurie du Fayel. Gouverneur du château d'Estappe, il est aussi gouverneur du château et de la ville de Neufchâtel.

### Roland-Garros (rue)

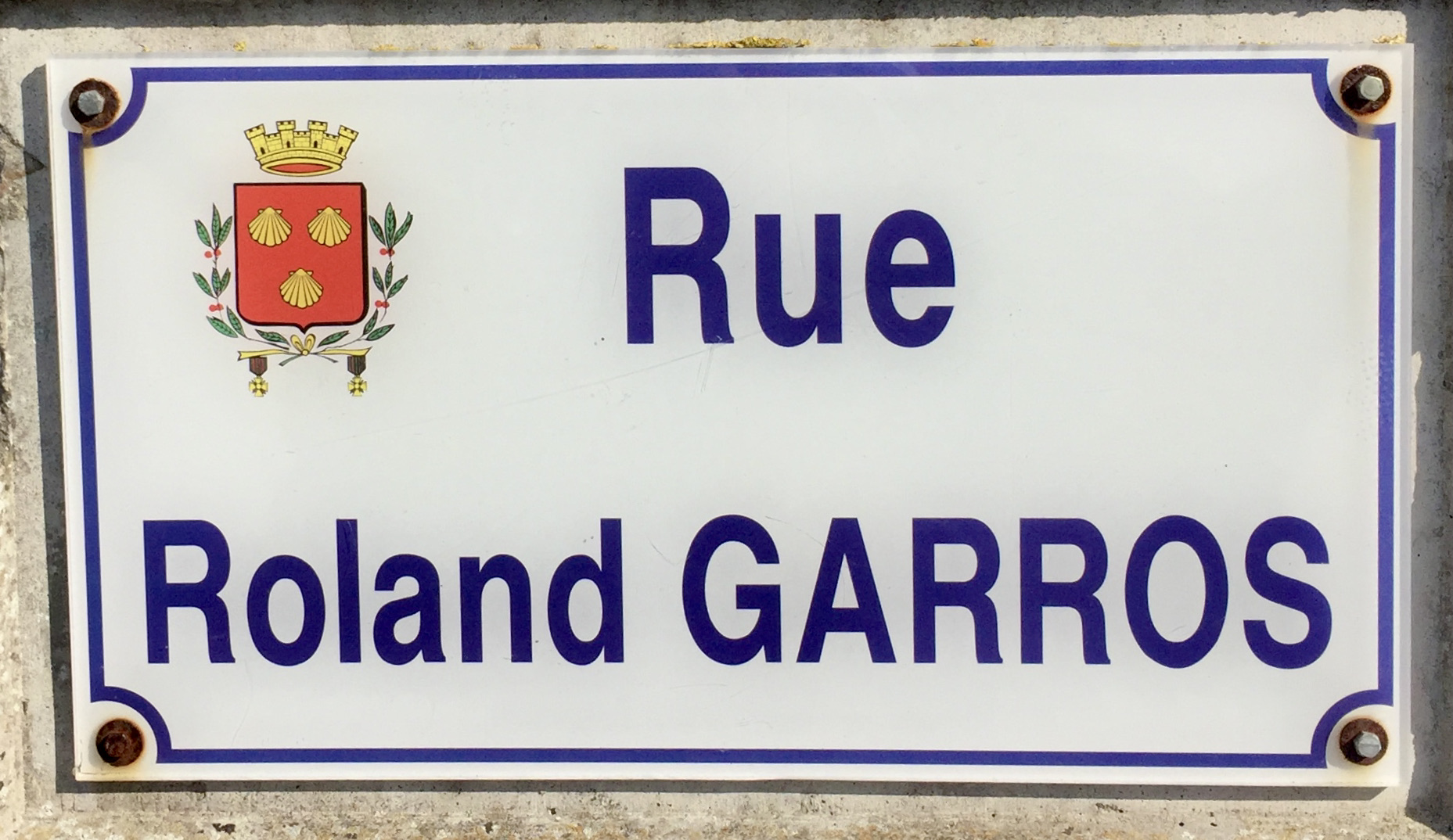

Roland Garros (1888-1918) est un aviateur français, lieutenant pilote lors de la Première Guerre mondiale, il meurt dans un combat aérien le 5 octobre 1918 à Saint-Morel (Ardennes).

### Rombly (allée de, avenue du, route du)

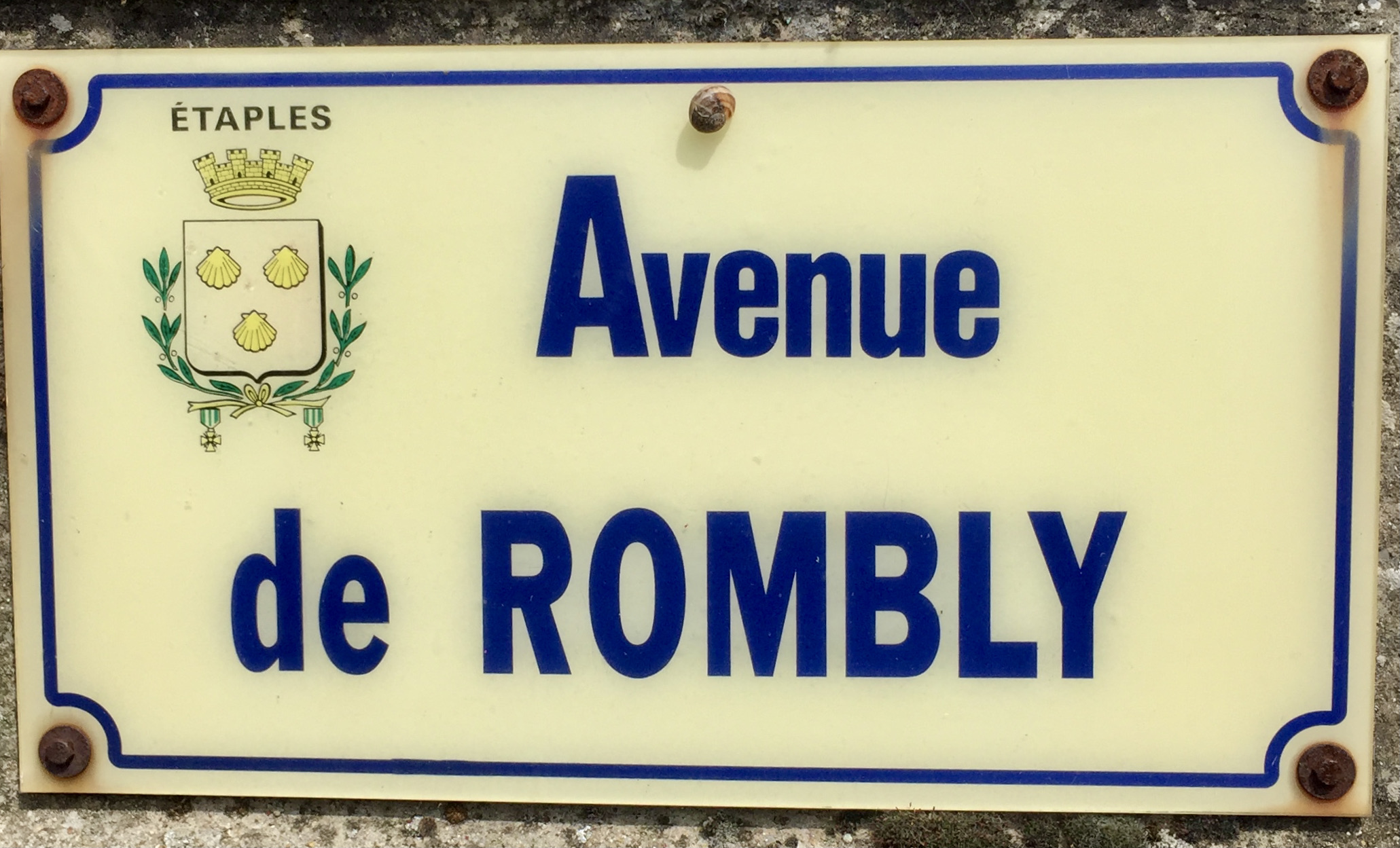

Cette voie conduit à l'ancien village de Rombly, disparu sous les sables au XVIIe siècle.

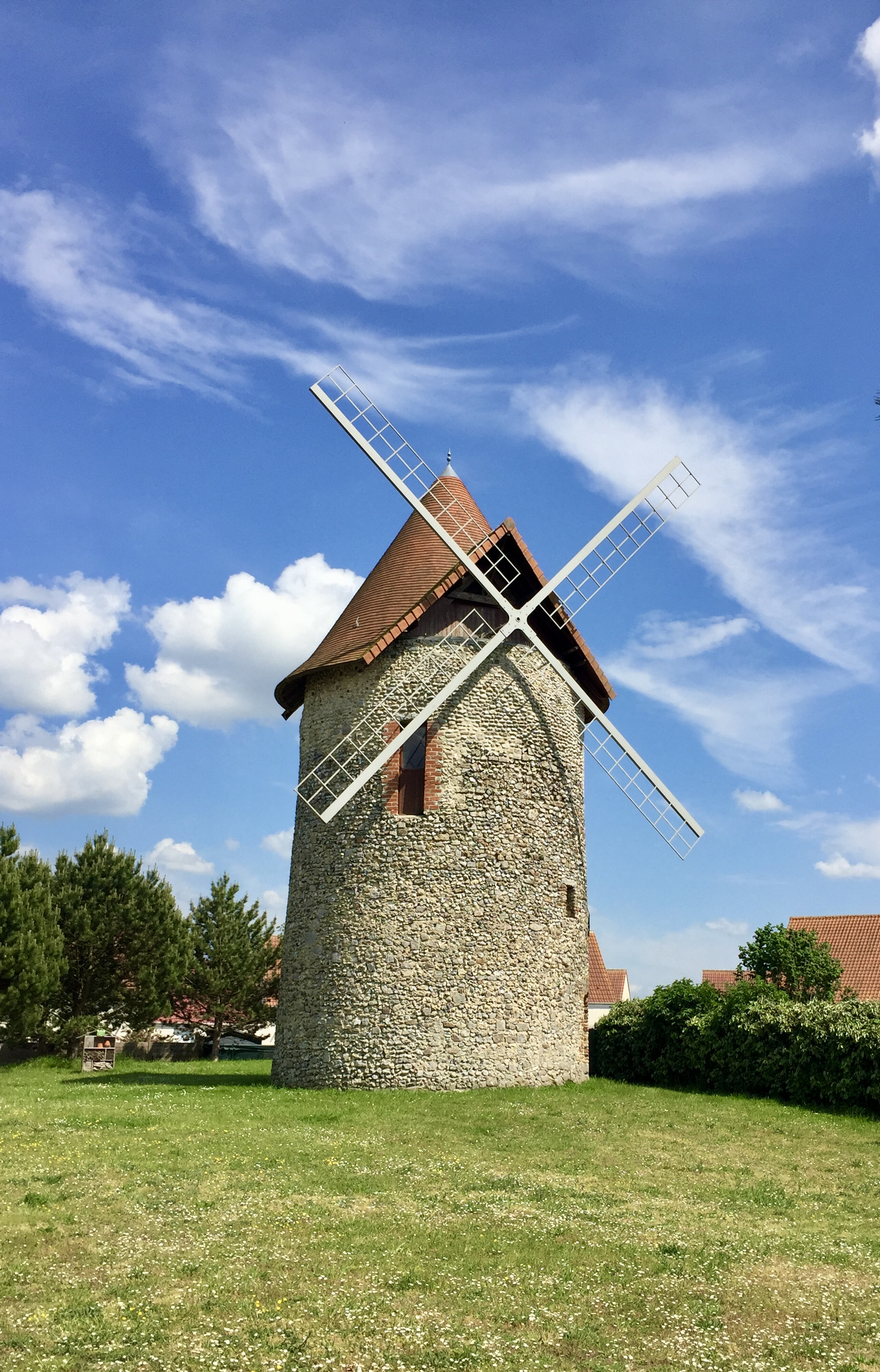

Voie proche du château d'eau situé sur le site de forage de Rombly.
Sur cette voie se trouve un moulin à vent sis à l'angle de l'avenue de Rombly et de la rue du Château-d'Eau.

### Ronsard (allée)
Pierre de Ronsard (1524-1585), est un des poètes français les plus importants du XVIe siècle.

### Rosamel (rue de)

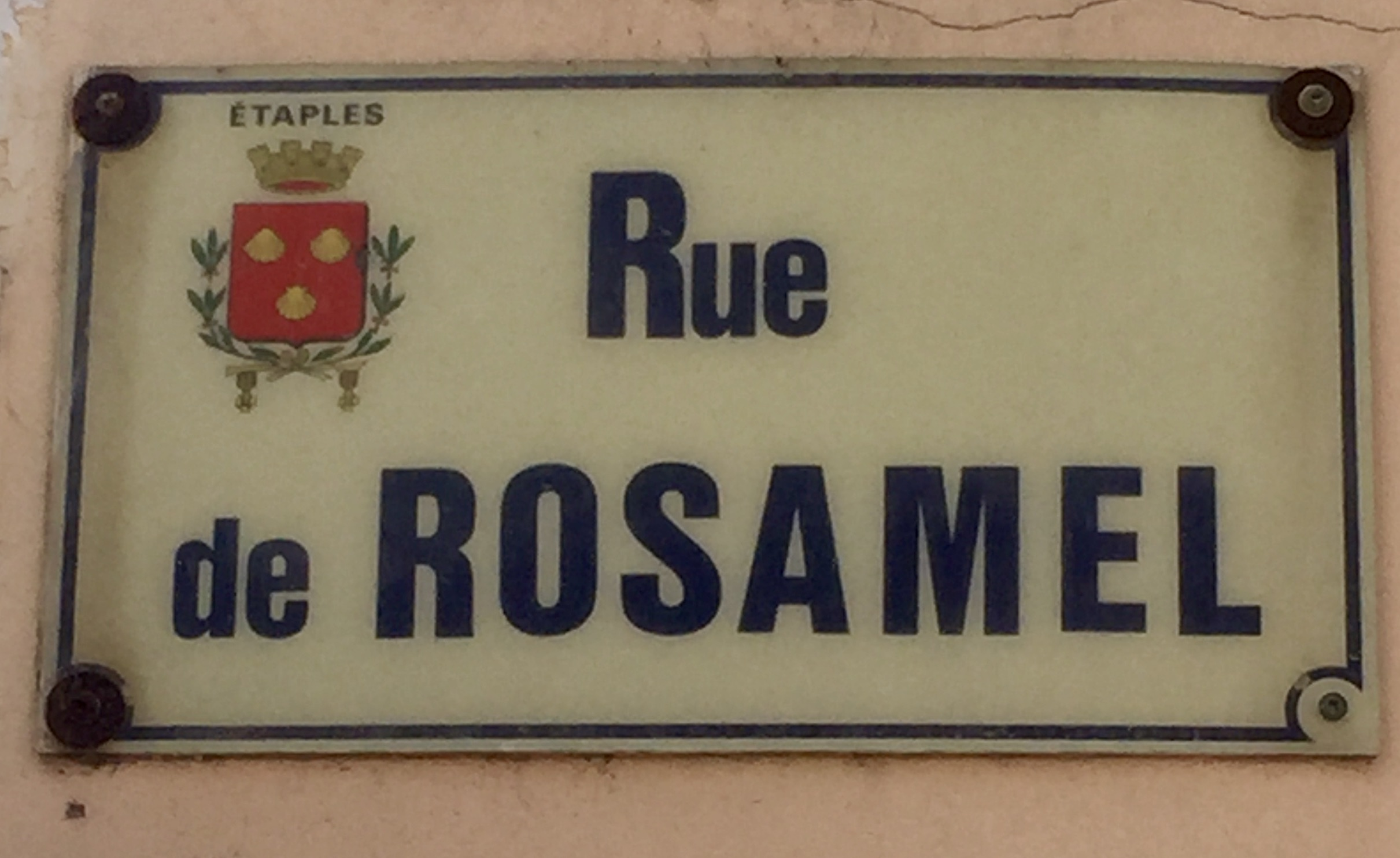

Cette voie rend hommage à une famille liée aux destinées de la marine, la famille de Rosamel. Louis du Campe de Rosamel (1805-1873) remet, à titre personnel, à la ville, lors de l'épidémie de choléra de 1866, la somme de 600 francs, mais c'est aussi à son père, l'amiral et homme politique Claude du Campe de Rosamel (1774-1848) que la ville rend hommage en donnant ce nom à l'ancienne rue des Marins en 1866,.
Dans cette voie se trouvait la brasserie Delaporte. La brasserie est créée, au XIXe siècle, par Théodore Bernard Ambroise Antoine Delaporte et son épouse Henriette Hortense Lecat, la Première Guerre mondiale met l'entreprise à l'arrêt, elle redémarre après la guerre sous l'impulsion d'Émile Géneau (petit-fils de Raymond Lens) et de son épouse Antonine Marie Élisa Delaporte, petite fille du fondateur. La brasserie ne reprendra pas après la Seconde Guerre mondiale.

### Rouet (rue du)

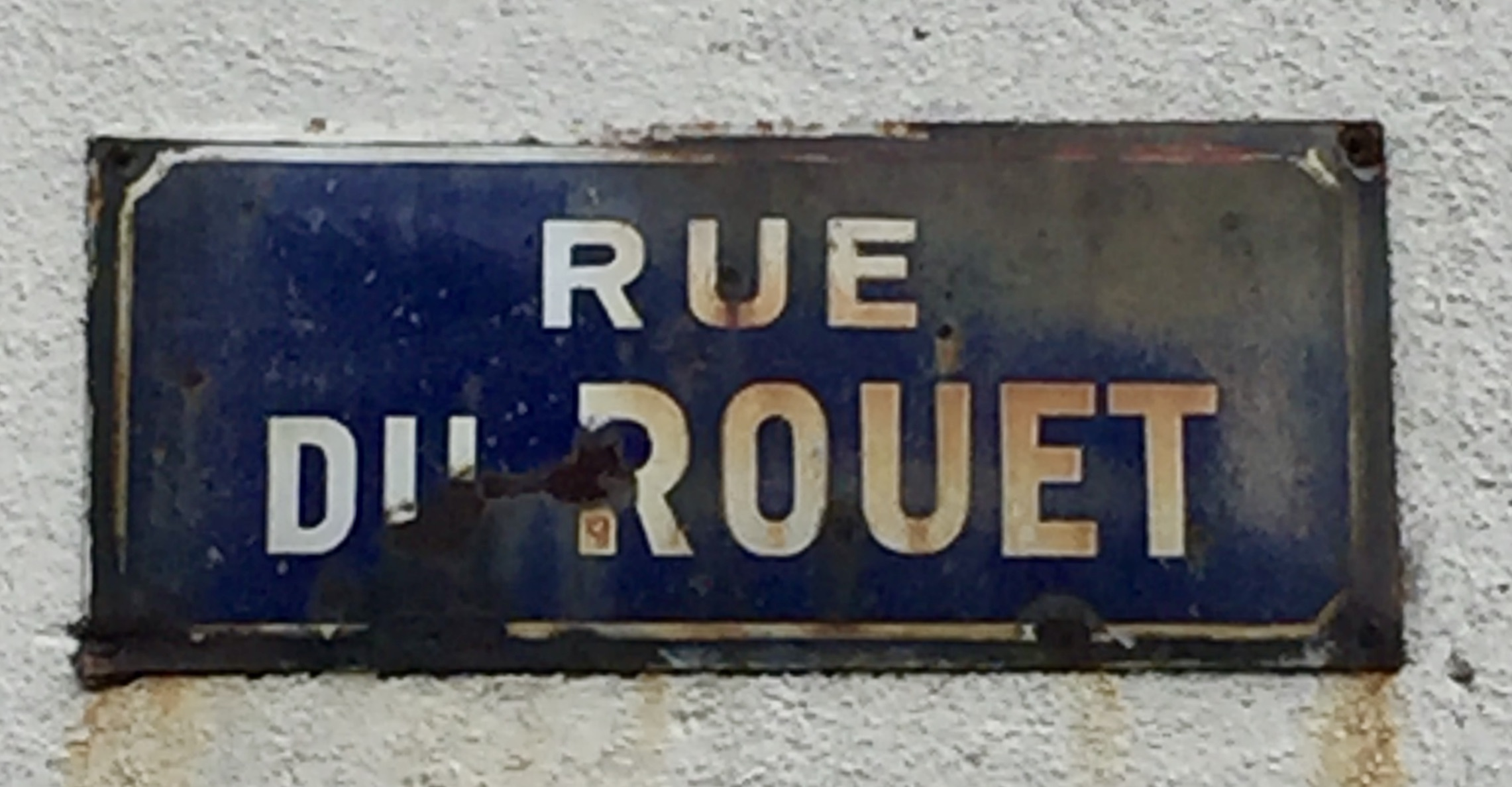

### Routier (impasse)

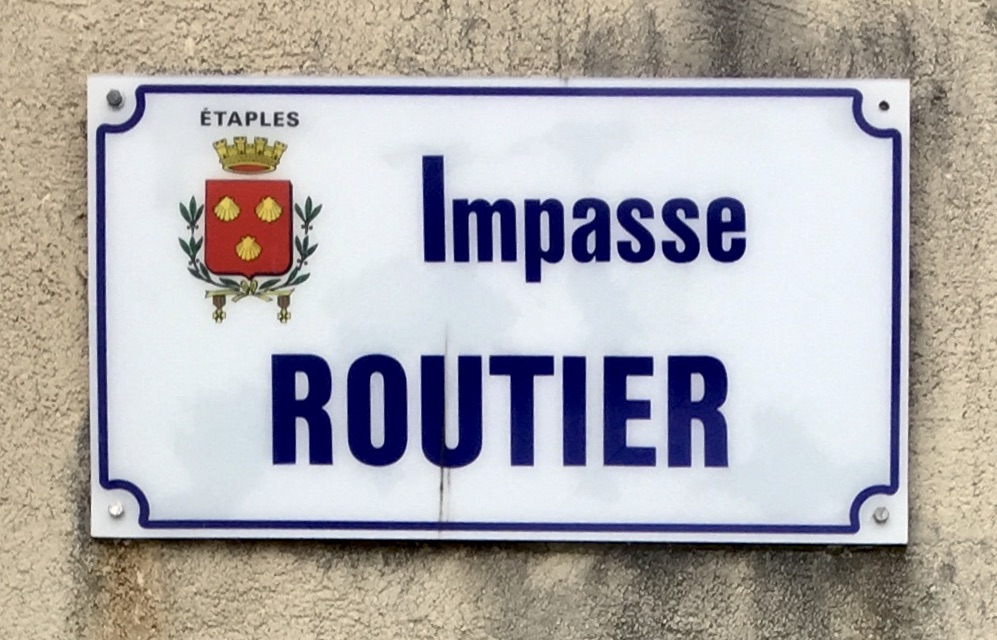

### Sablins (rue des)

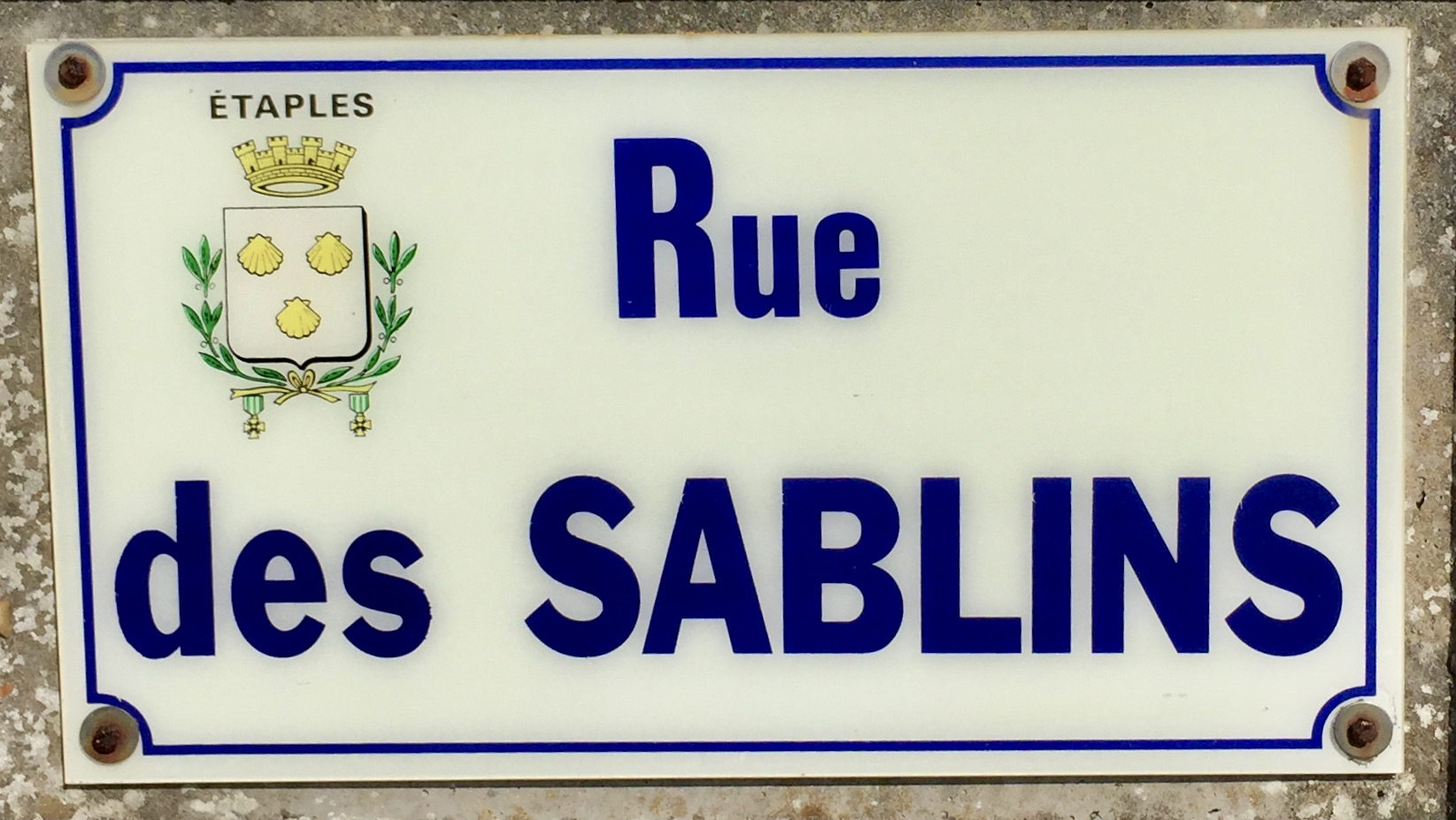

### Saint-Louis (rue)

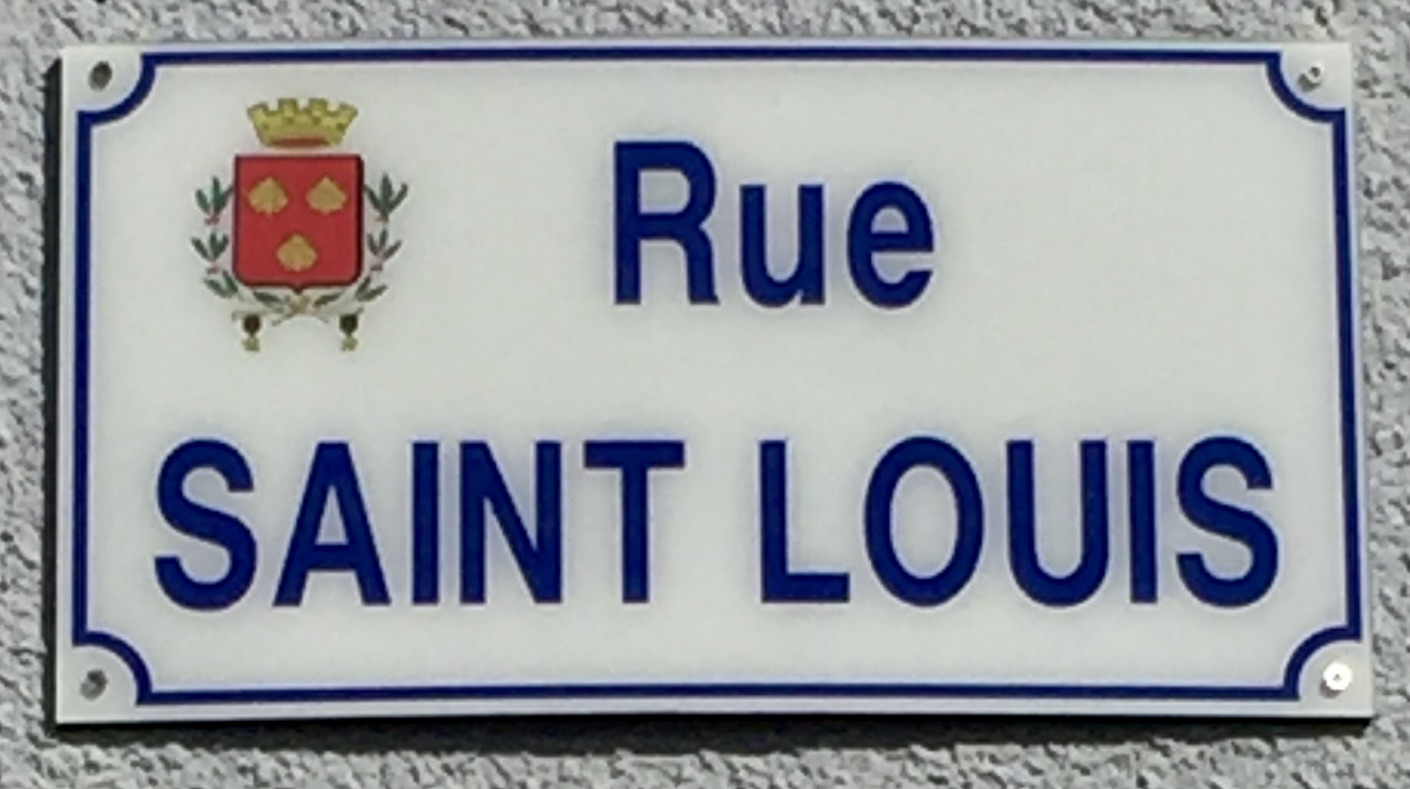

## S

### Saint-Pierre (rue)

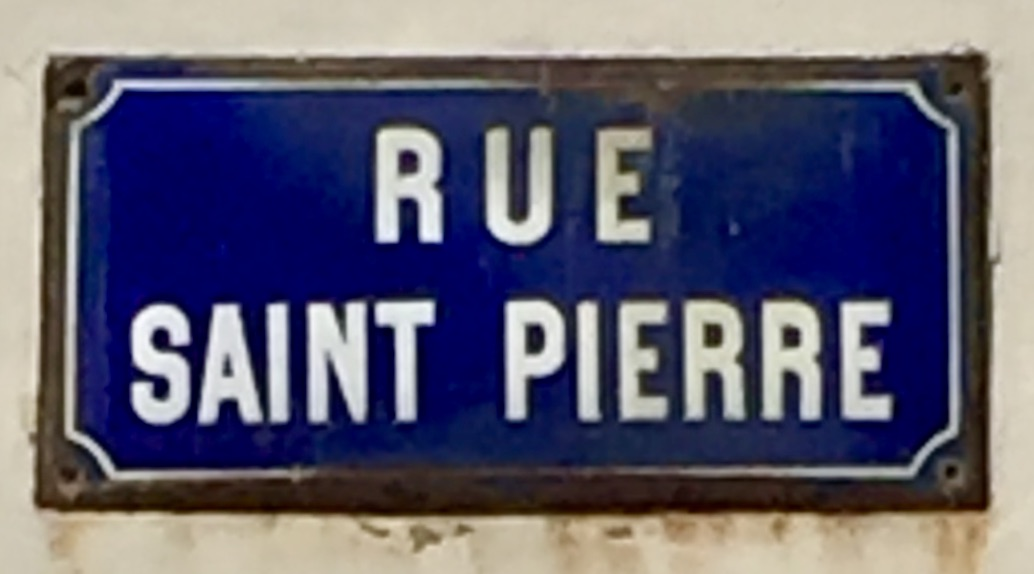

Dun nom du saint patron des pêcheurs qui lui avaient élevé un autel dans l'église paroissiale toute proche.

### Salicorne (allée de la)

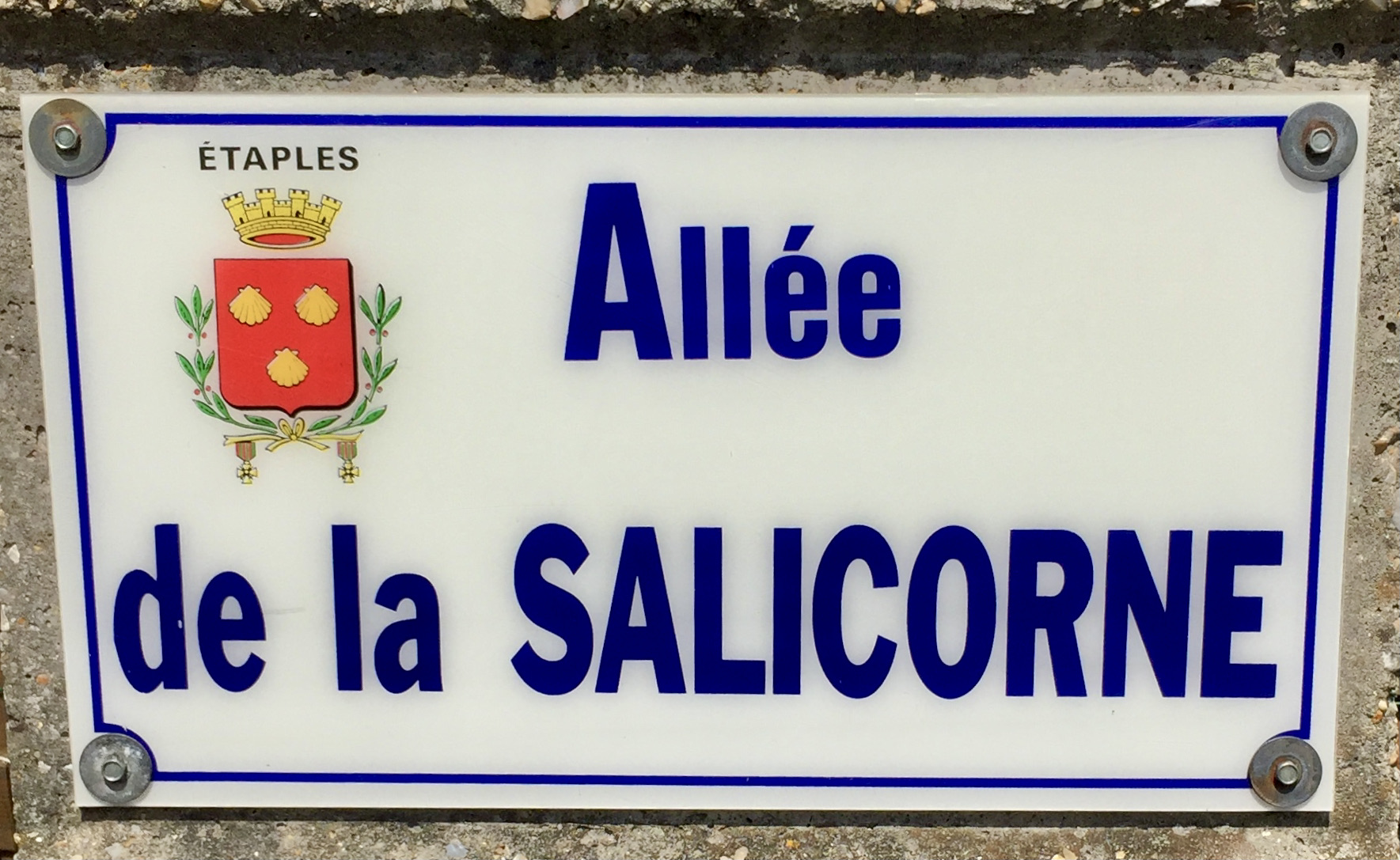

La salicorne, appelé passe-pierre dans notre région, est une plante comestible que l'on récolte sur nos rivages.

### Sangliers (allée des)
Du nom du sanglier, mammifère que l'on rencontre dans notre région.

### Sans-Sens (rue)

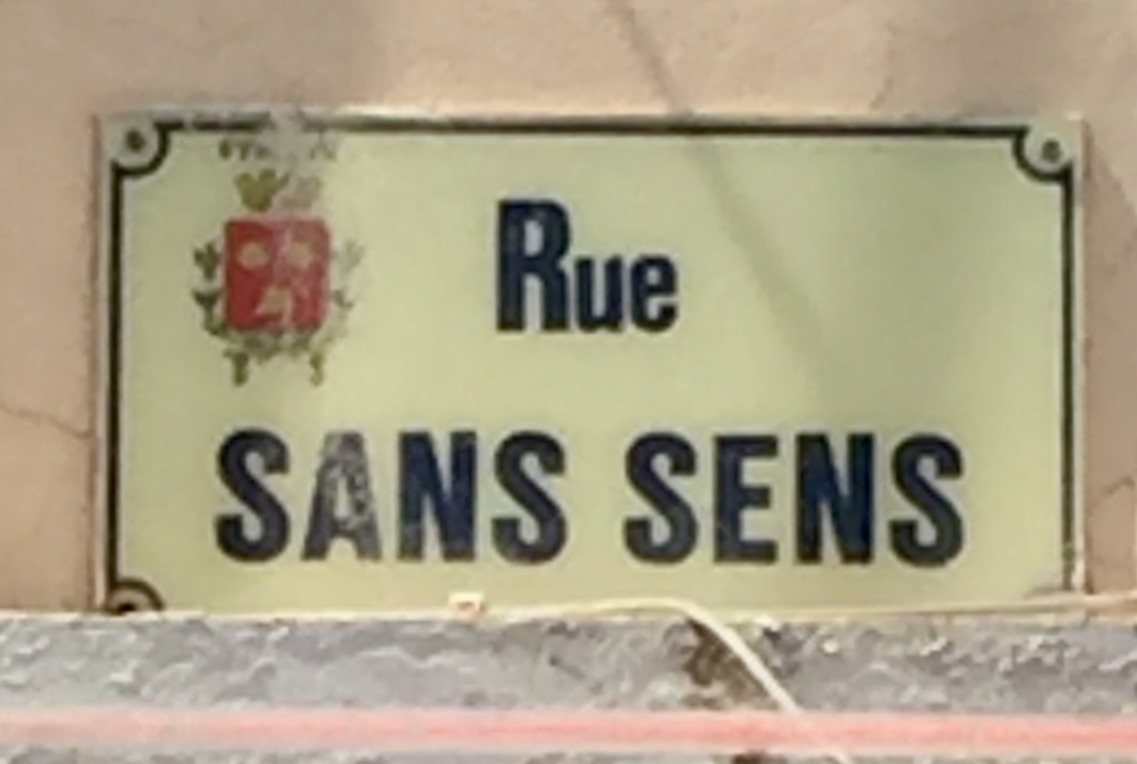

Cette rue d'Étaples s'appelle ainsi parce qu'au lieu d'avoir sa sortie en ligne droite sur le port, elle aboutit d'un côté à une ruelle très étroite (ancienne rue du Rempart) et de l'autre aux chantiers de construction des frères Caloin. L'expropriation d'une seule de ses maisons la mettrait en communication directe avec le port.

### Sauterelles (allée des)

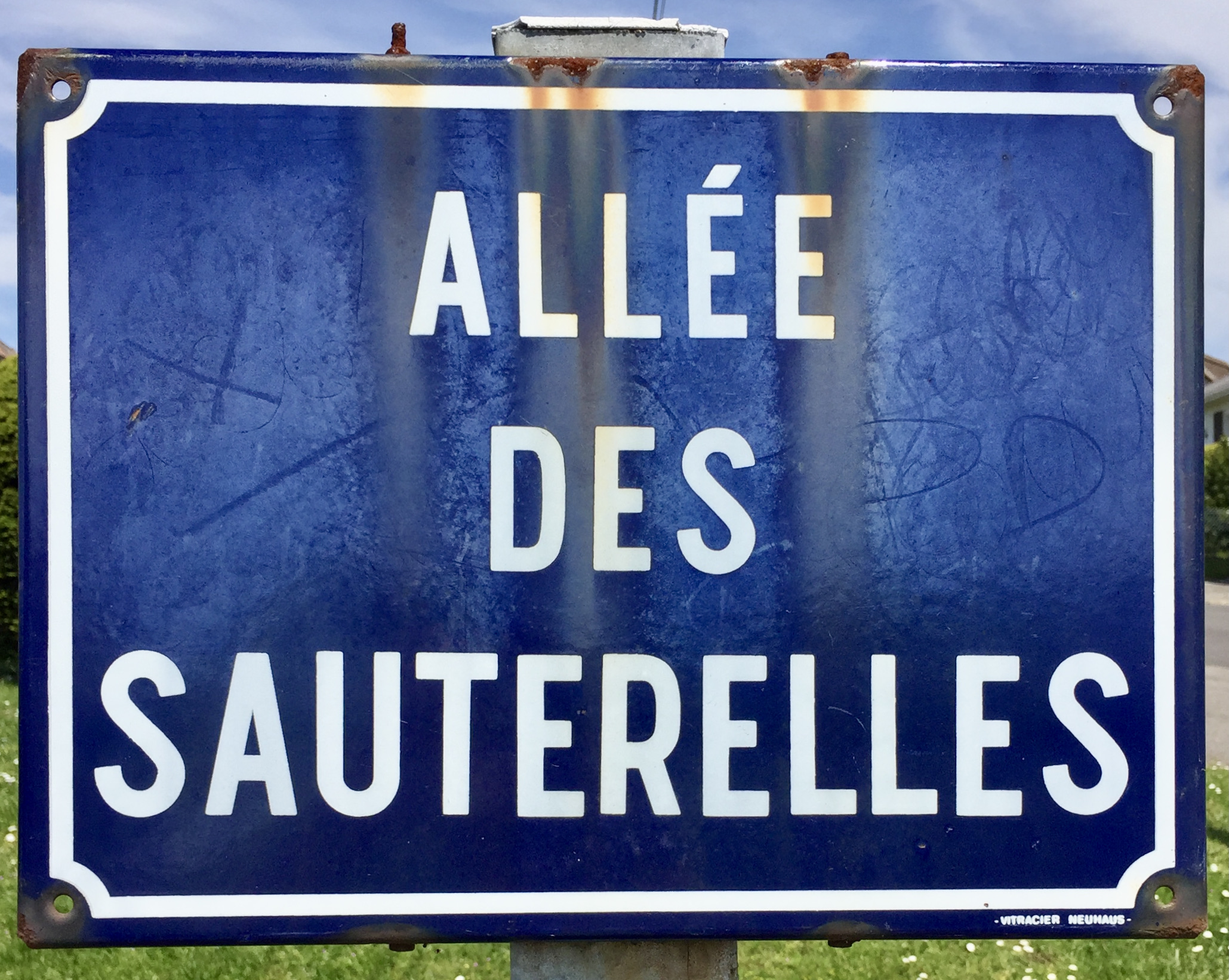

Du nom de l'insecte, la sauterelle que l'on trouve dans la commune.

### Serpente (rue)

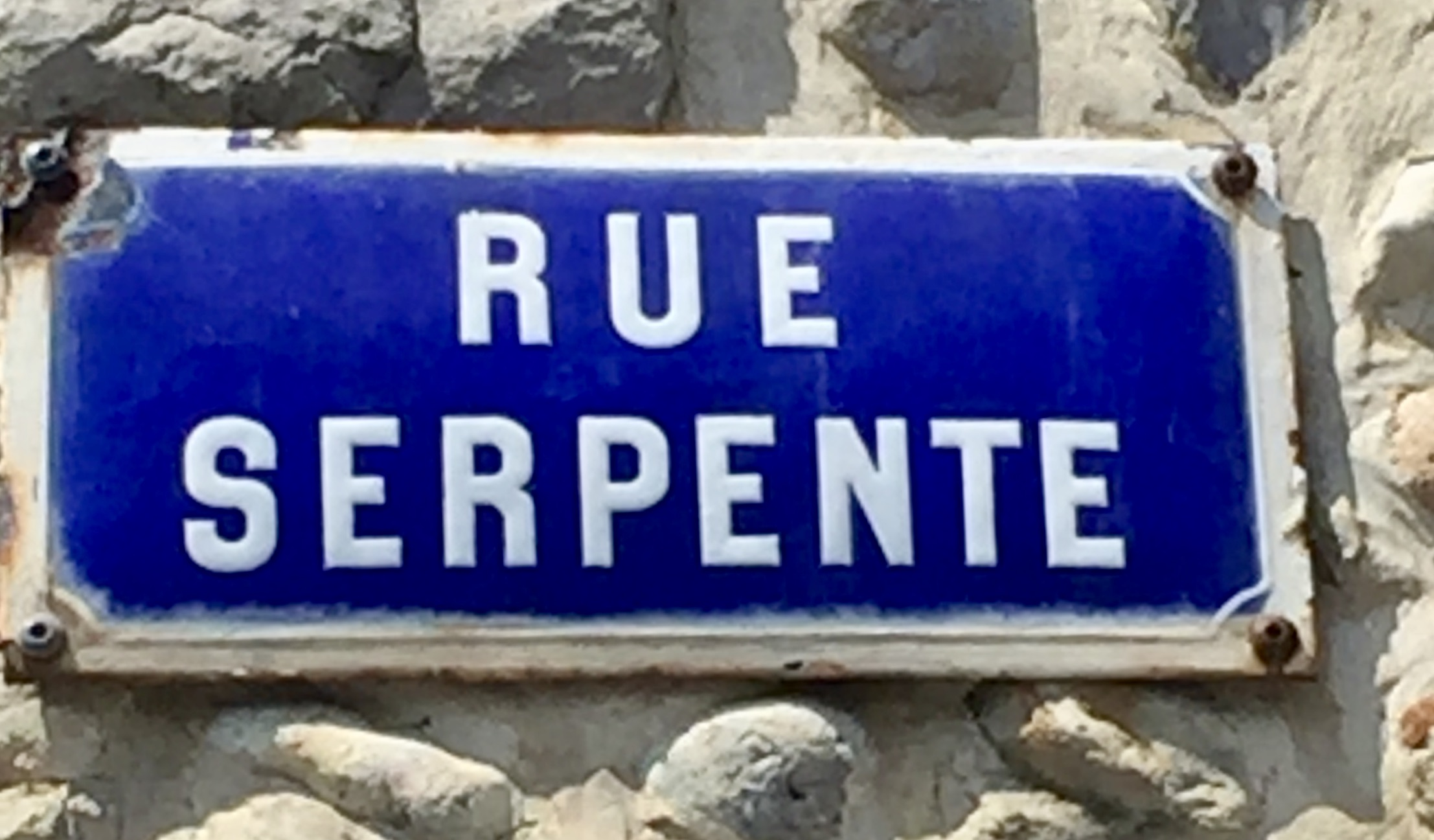

La rue Serpente, dont le géomètre ignorait son veritable nom, l'a ainsi nommée à cause de la courbe qu'elle forme aux deux extrémités. Anciennement rue du Petit-Pèlerin, nom donné en raison d'une ancienne brasserie, la brasserie du Petit-Pèlerin.

### Sorbiers (allée des)

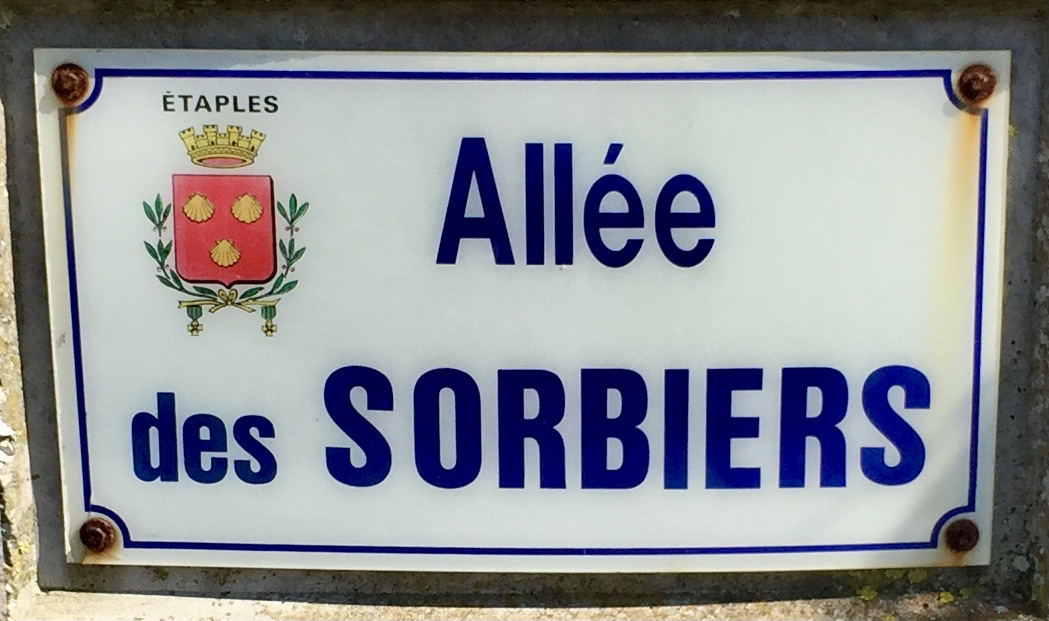

Du nom du petit arbre, le sorbier que l'on trouve dans notre région.

### Sophie (rue)

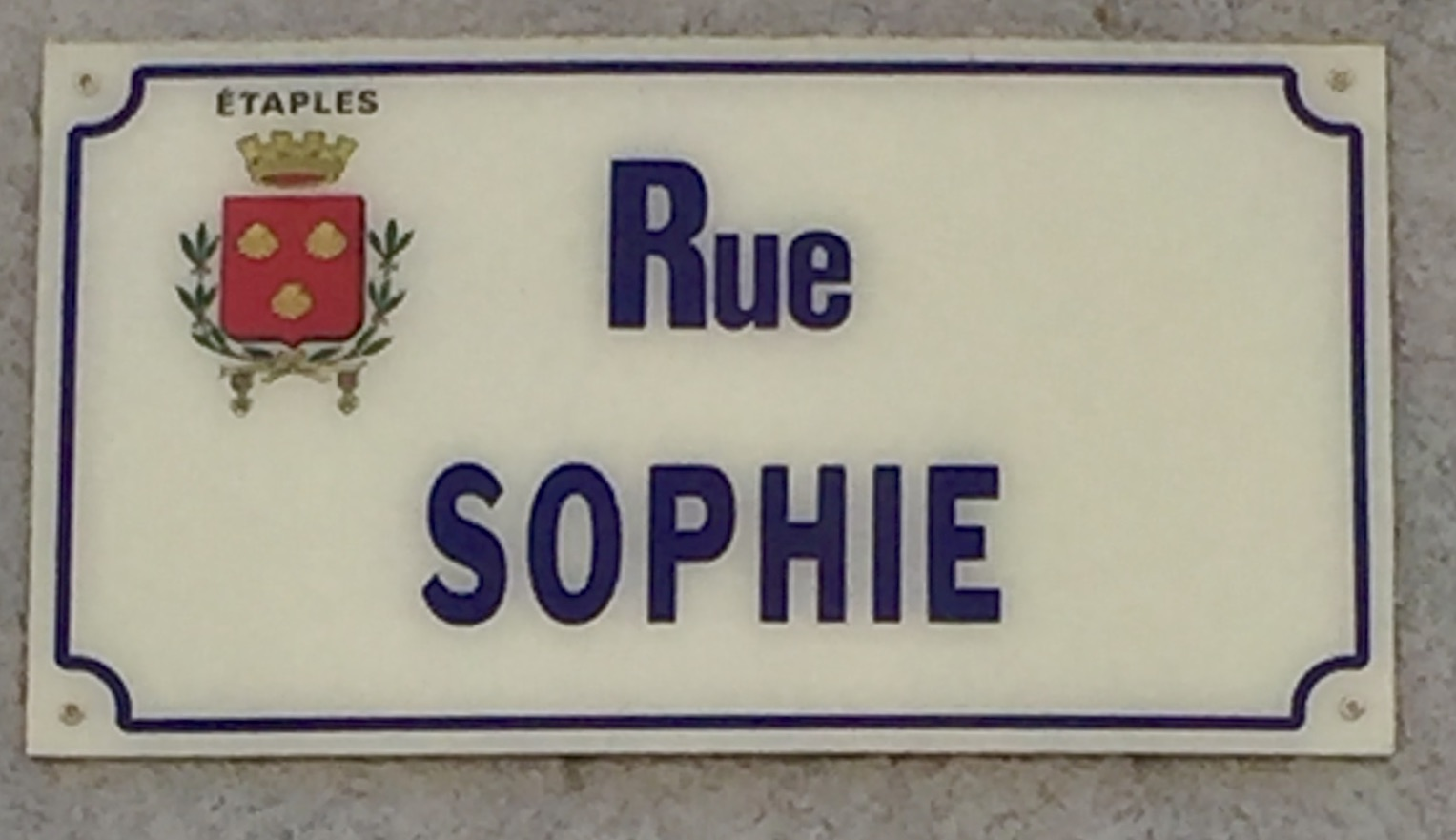

### Tour (rue de la)

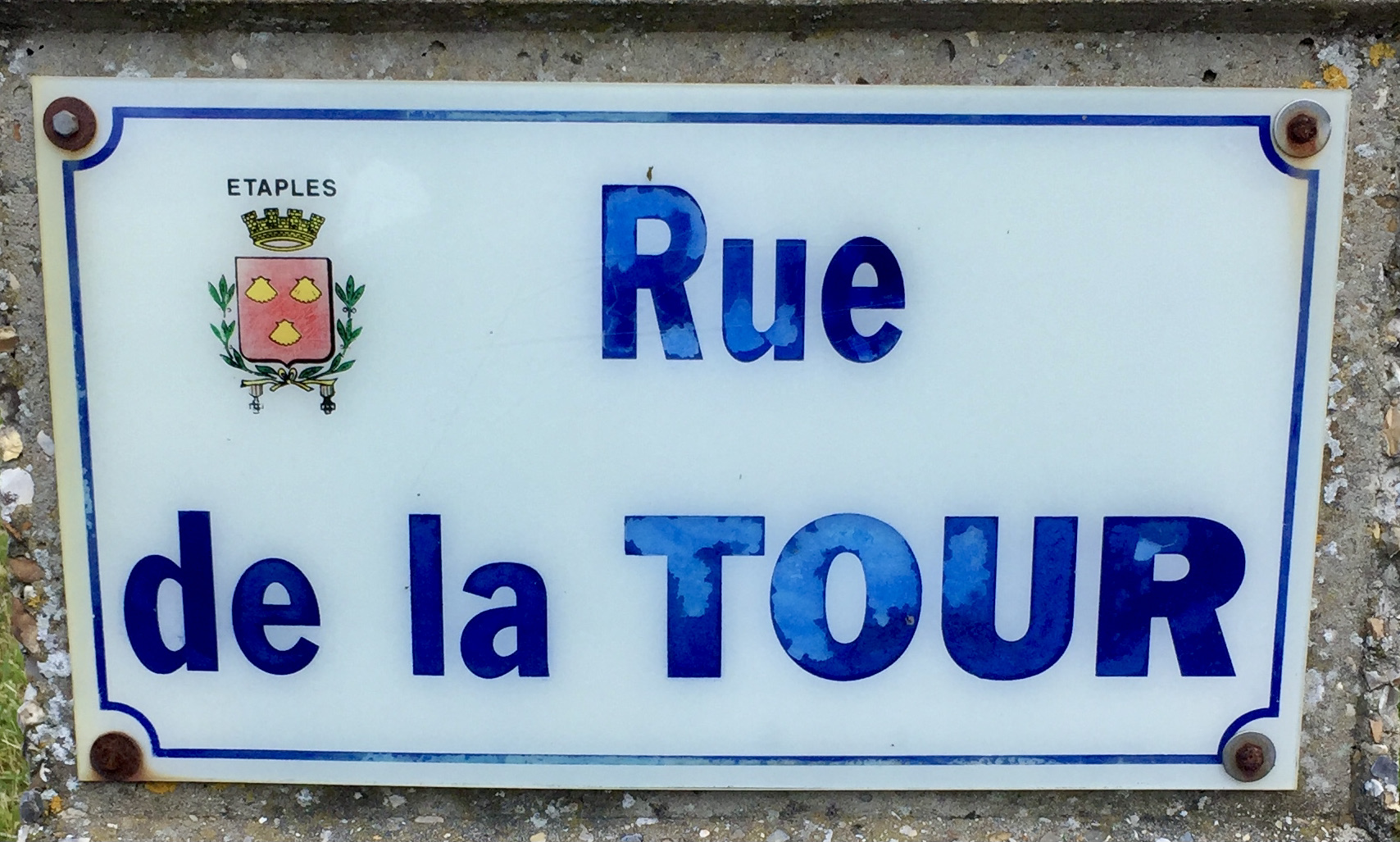

### Trois-Cornets (chemin des)

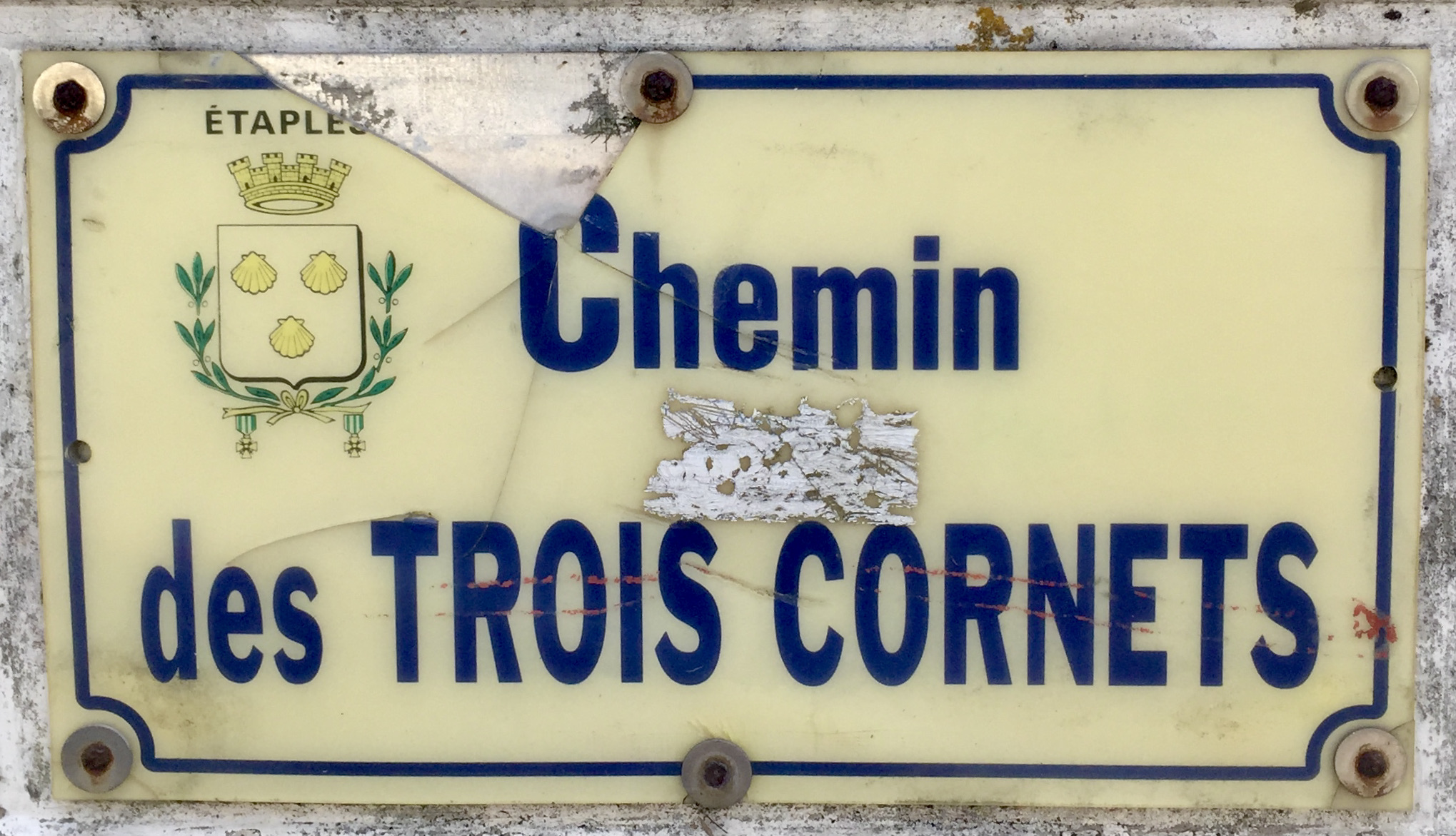

### Suffren (rue)

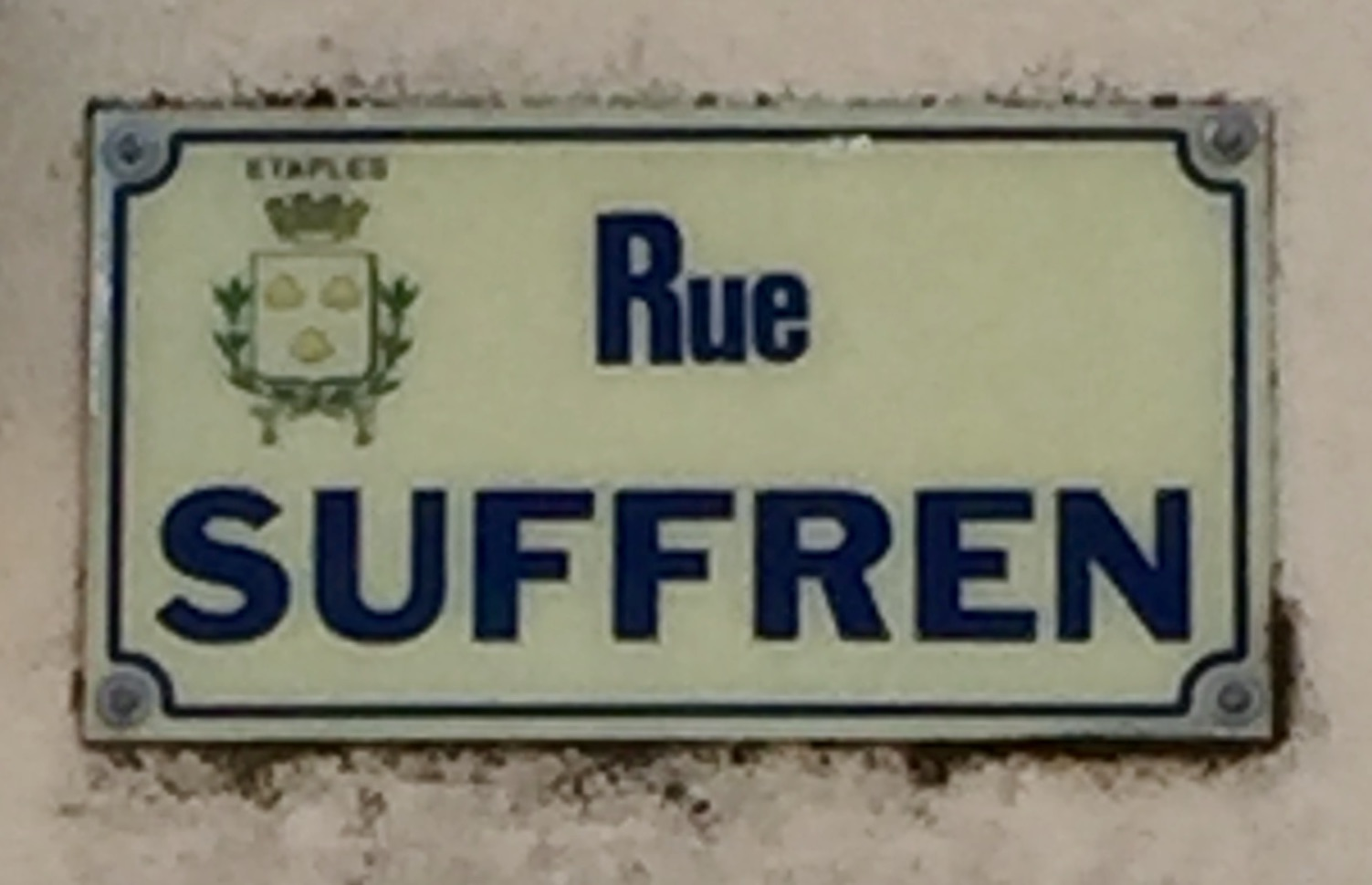

Cette voie, ouverte le 1er janvier 1831, passe dans la propriété d'Artus Lecat, maire en 1830, et porte le nom du célèbre marin Pierre André de Suffren (1729-1788) avec qui il fit un voyage en Amérique en qualité d'employé de marine.

### Suroît (rue)

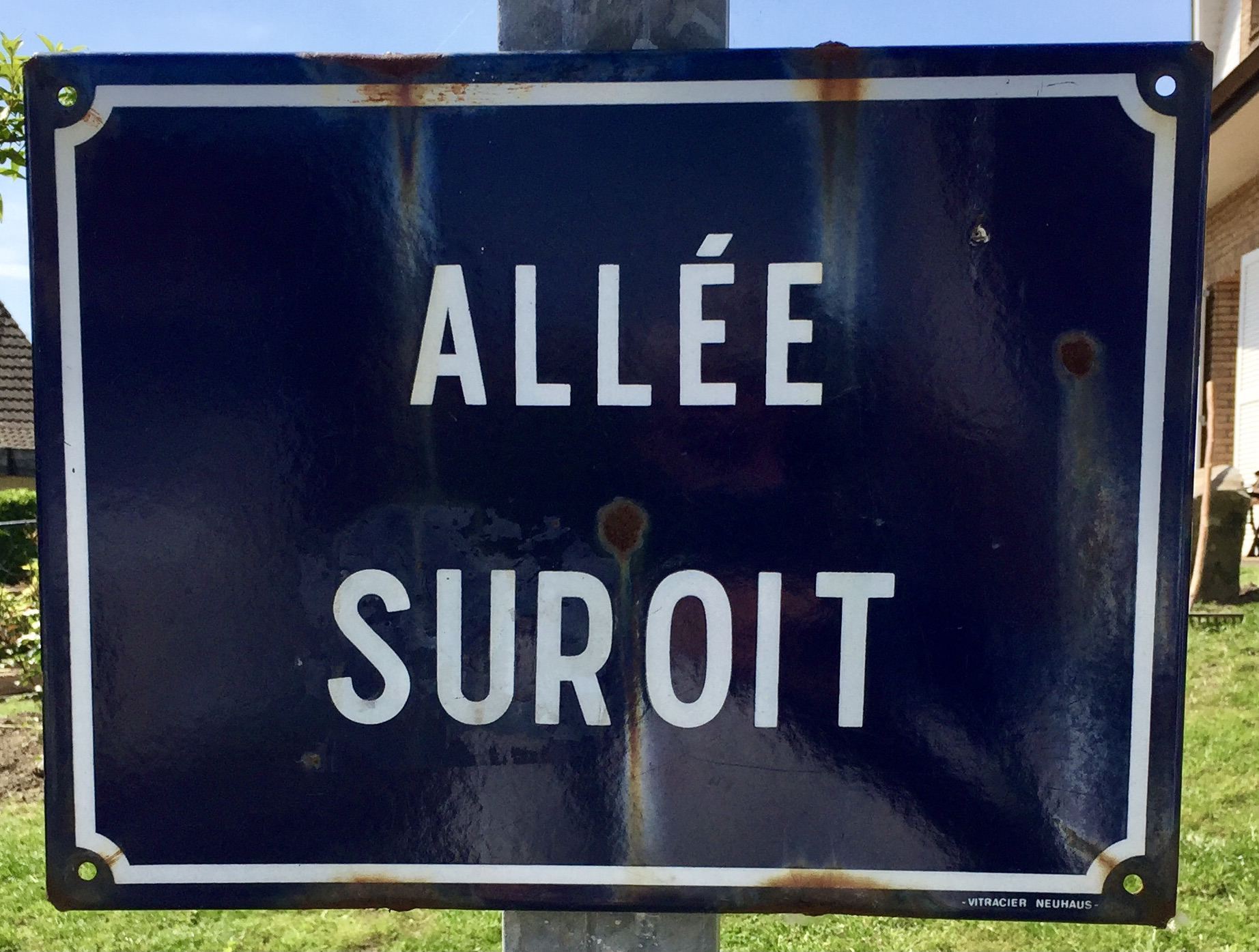

Suroît, expression utilisé par les marins, synonyme de sud-ouest (la direction).

## T

### Tamaris (allée du)

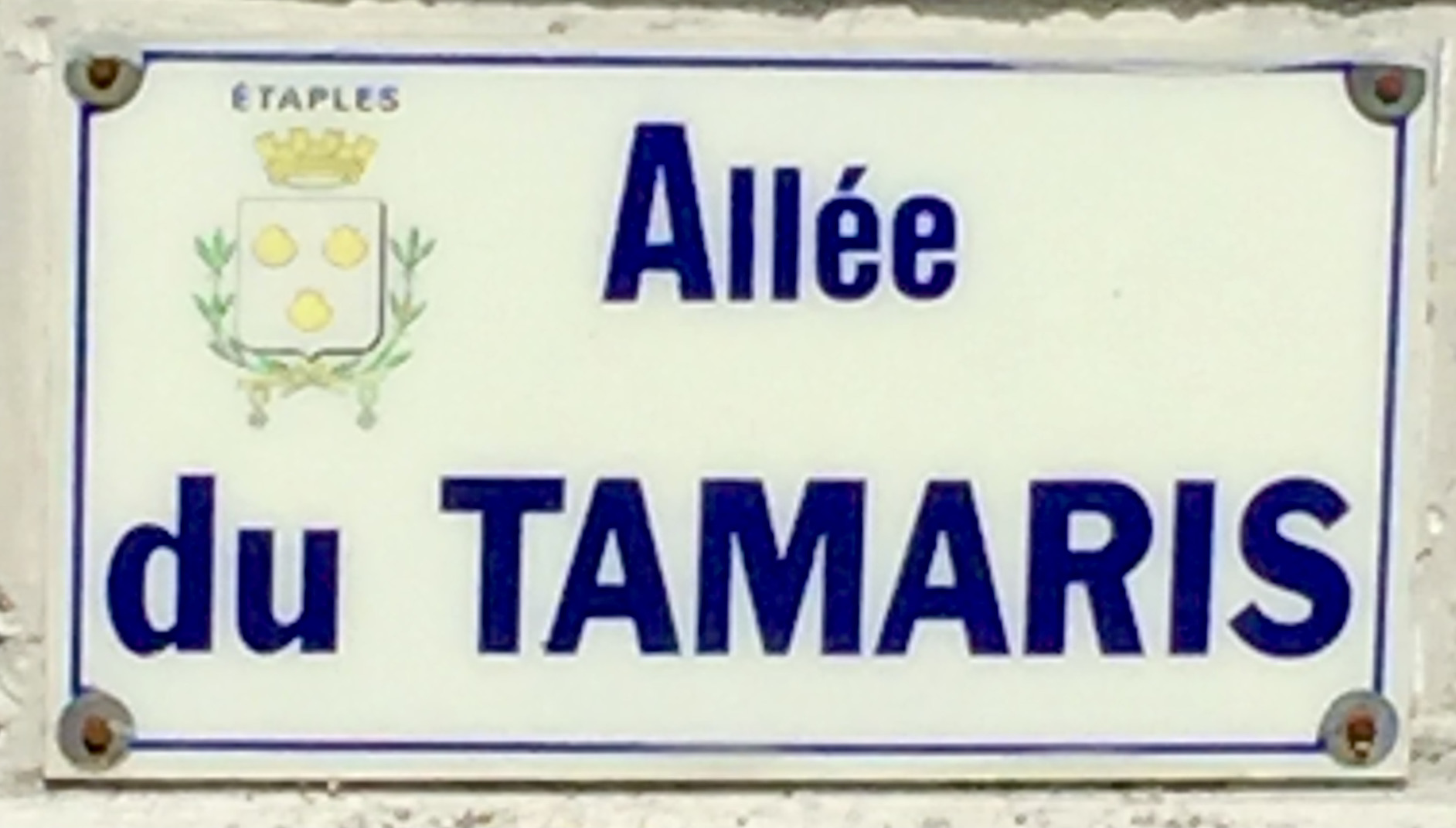

Du nom du tamaris, arbuste ou petit arbre dont les fleurs printanières (mars-avril) forment de nombreux chatons de couleur rose ou blanchâtre, et que l'on trouve dans notre région.

### Tilleuls (avenue des)

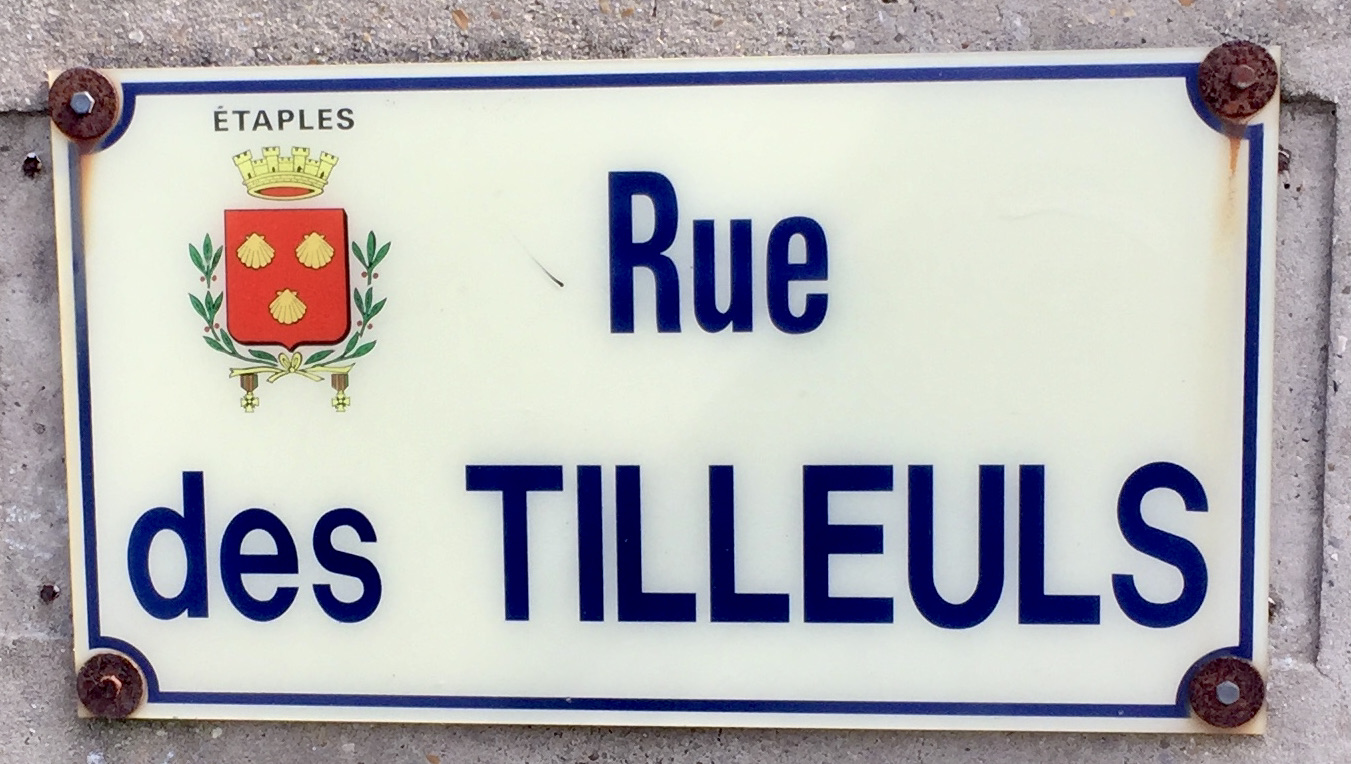

Du nom du tilleul, arbuste ou petit arbre que l'on trouve dans notre région.

### Touquet (rue du)

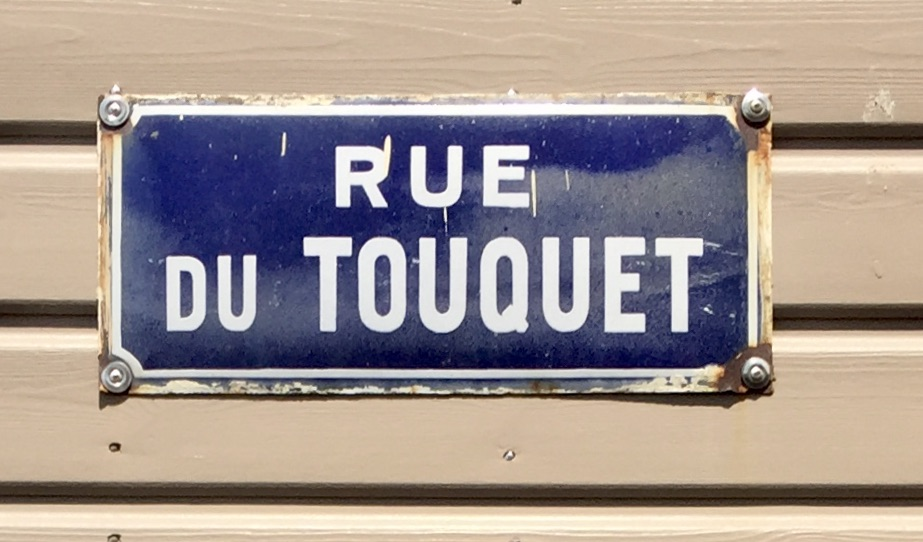

Du nom de la commune voisine Touquet-Paris-Plage ou du nom donné à la pointe du Touquet depuis plusieurs siècles. cette rue menait au pied du premier pont d'Étaples de 1860 dit pont Napoléon.
Cette rue faisait partie de celles qui appartenaient à un propriétaire, ici la famille Billiet, et que la commune a acquise le 3 juillet 1923.

### Tourterelles (allée des)

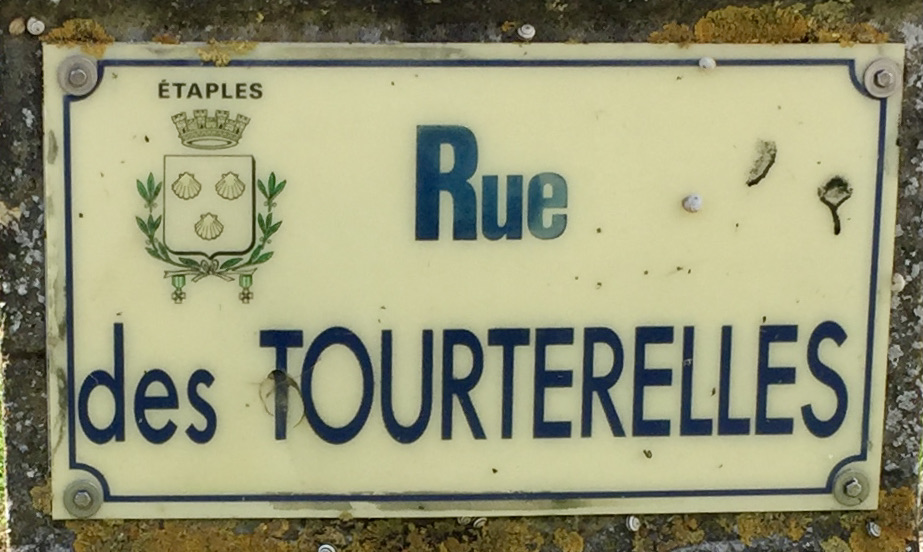

Du nom de la tourterelle, oiseau commun de notre région.

## U
Sans objet.

## V

### Valigot (boulevard)
Du nom de la dépression du Valigot, située au nord de la Canche, qui donne lieu à une large vallée très évasée, dont l’amont est adossé aux dunes étaploises du Rombly et l’aval à l’amont immédiat de l’estuaire de la Canche.
Le fond de vallée est caractérisé par la présence d’un ensemble de milieux naturels diversifiés (prairies humides, mares, fossés…). Bien que réduit aujourd’hui au nord du fait de la création de la zone industrielle du Valigot, le fond du Valigot présente encore une surface significative et homogène de milieux humides remarquables au sud de la route départementale 113.

### Vanneaux (rue des, impasse des)

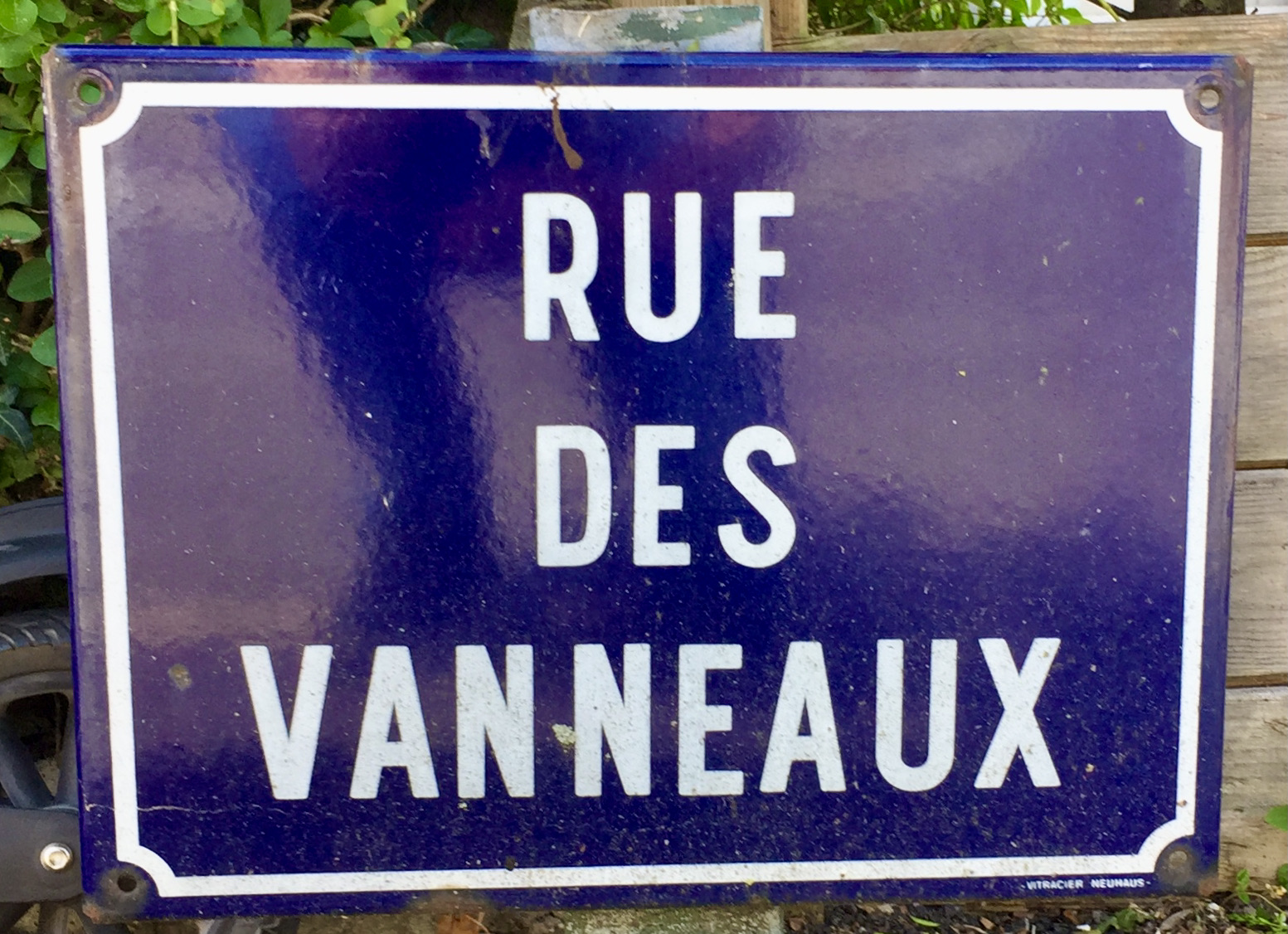

Du nom du vanneau, oiseau typique des terrains découverts : marais d'eau douce ou salée (vasières), prairies et champs cultivés, que l'on observe en colonies très nombreuses, dans notre région maritime.

### Vallon (allée du)

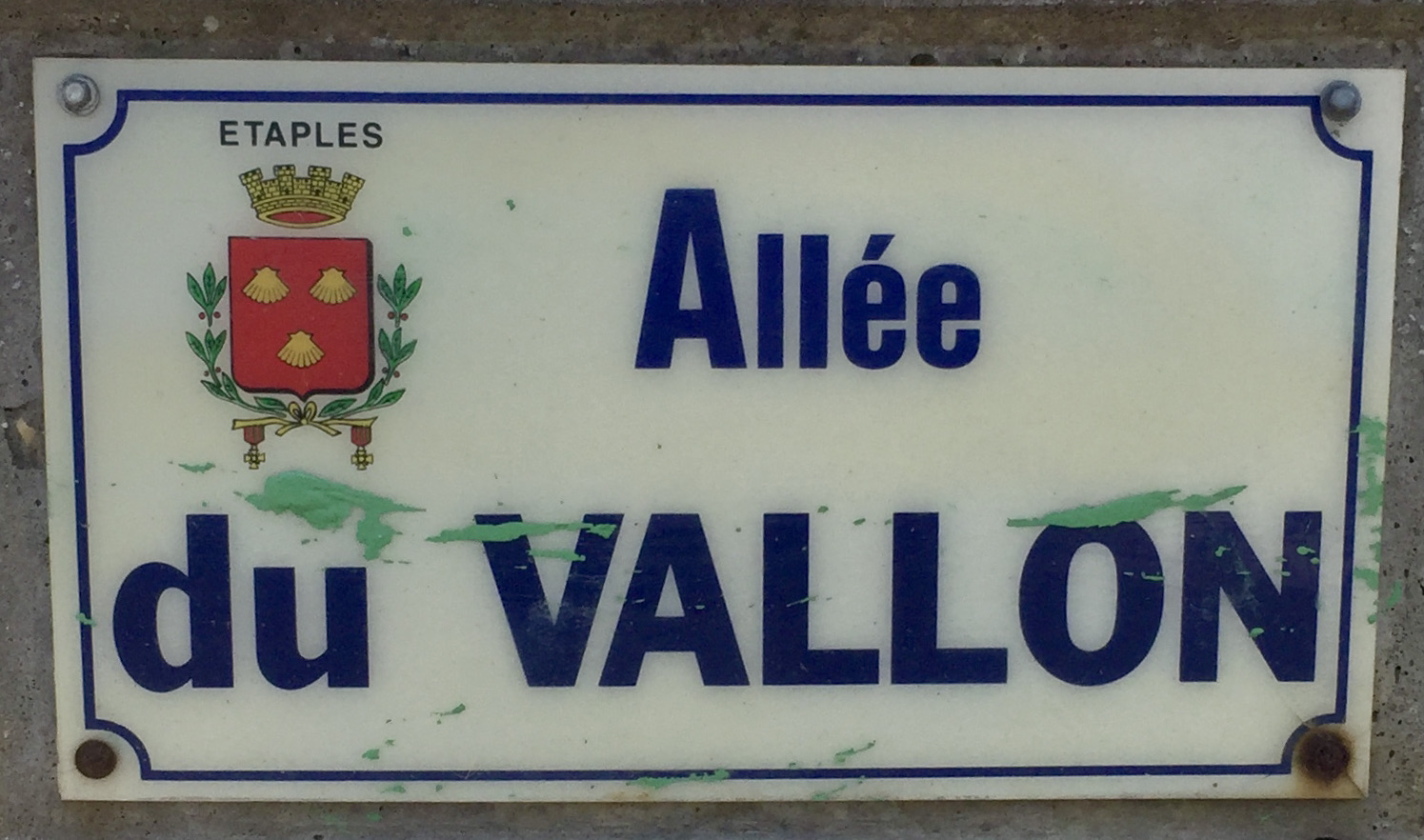

### Verte (rue)

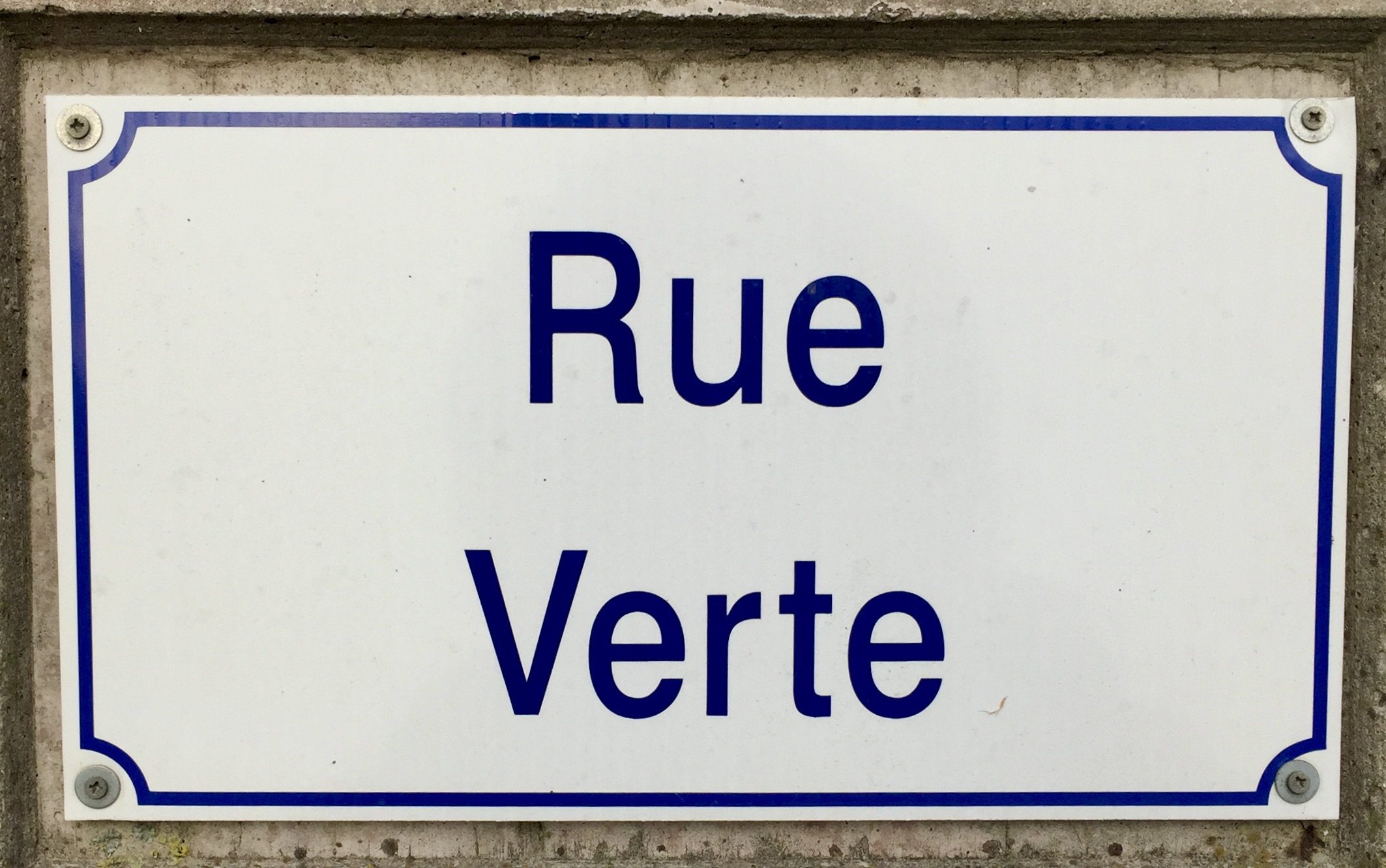

Dans cette voie se trouve la déchetterie.

### Verdun (rue de)

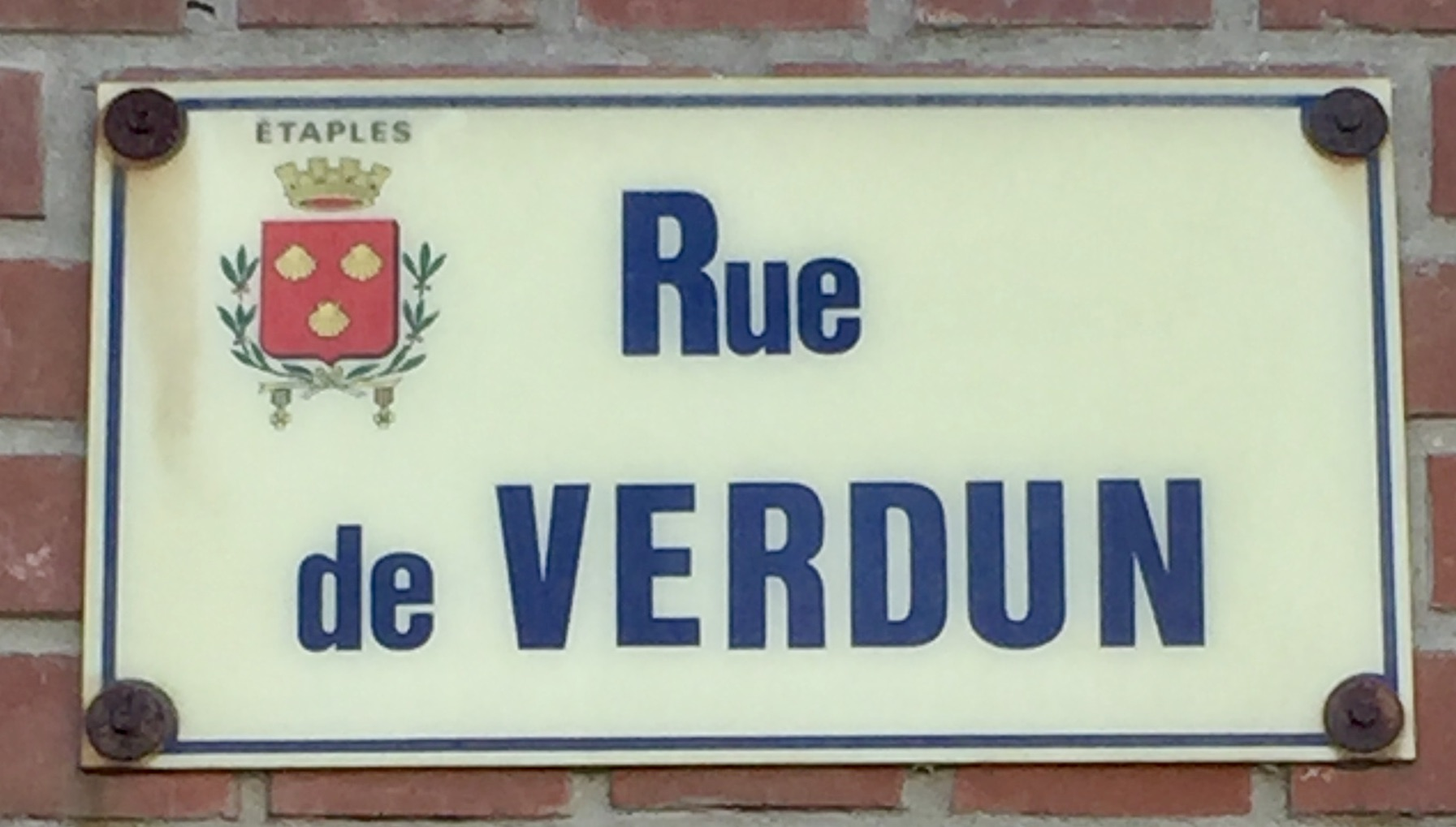

Du nom de Verdun, commune française située dans le département de la Meuse, en région Grand-Est.

### Verlaine (allée)

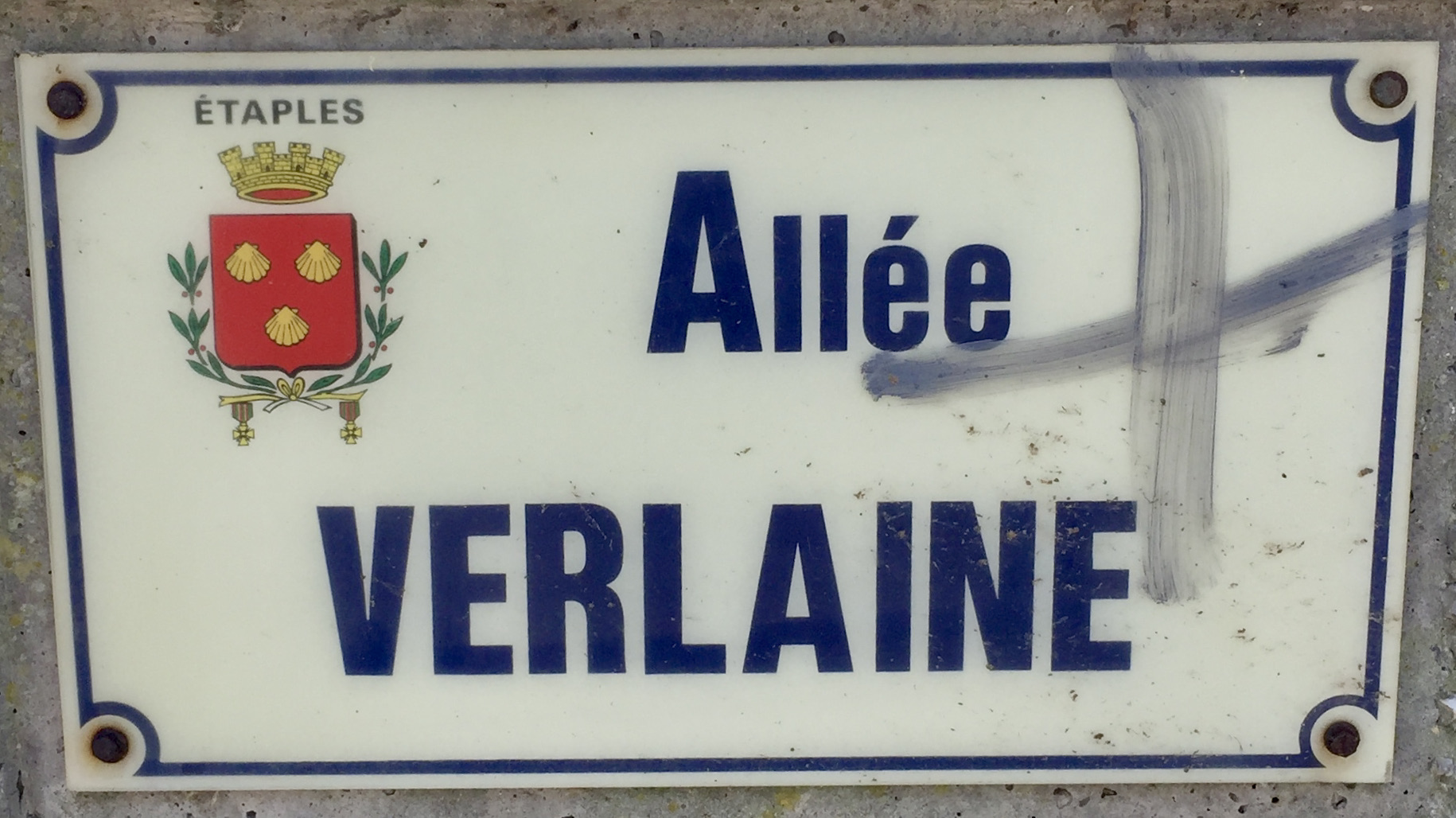

Paul Verlaine (1844-1896), est un écrivain et poète français.

### Victor-Hugo (allée, rue)

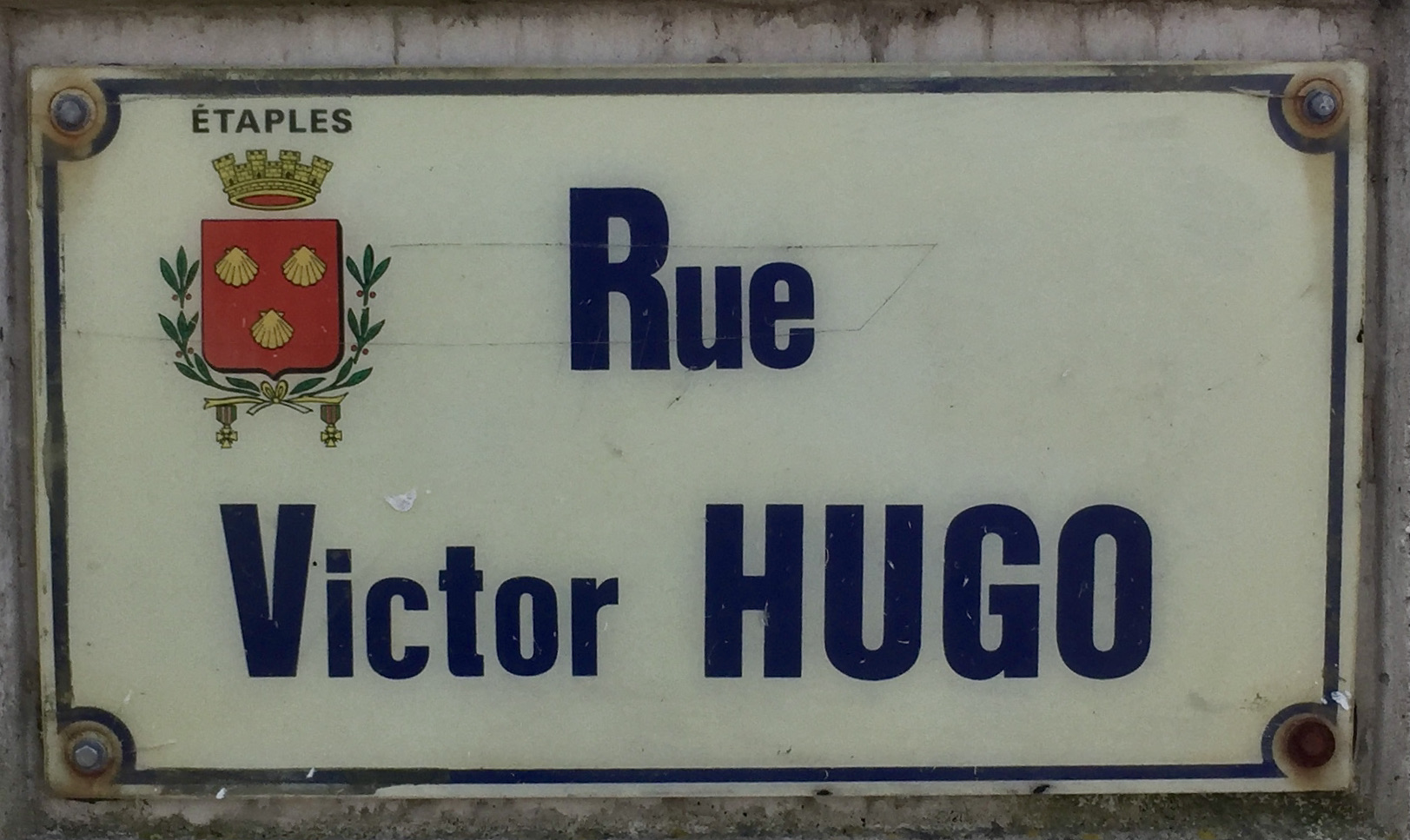

Victor Hugo (1802-1885), est un poète, dramaturge, écrivain, romancier et dessinateur romantique français. Une partie d'un de ces romans, Les Misérables, se déroule dans la commune voisine de Montreuil-sur-Mer.

### Vieux-Moulin (avenue du, chemin du, impasse du)

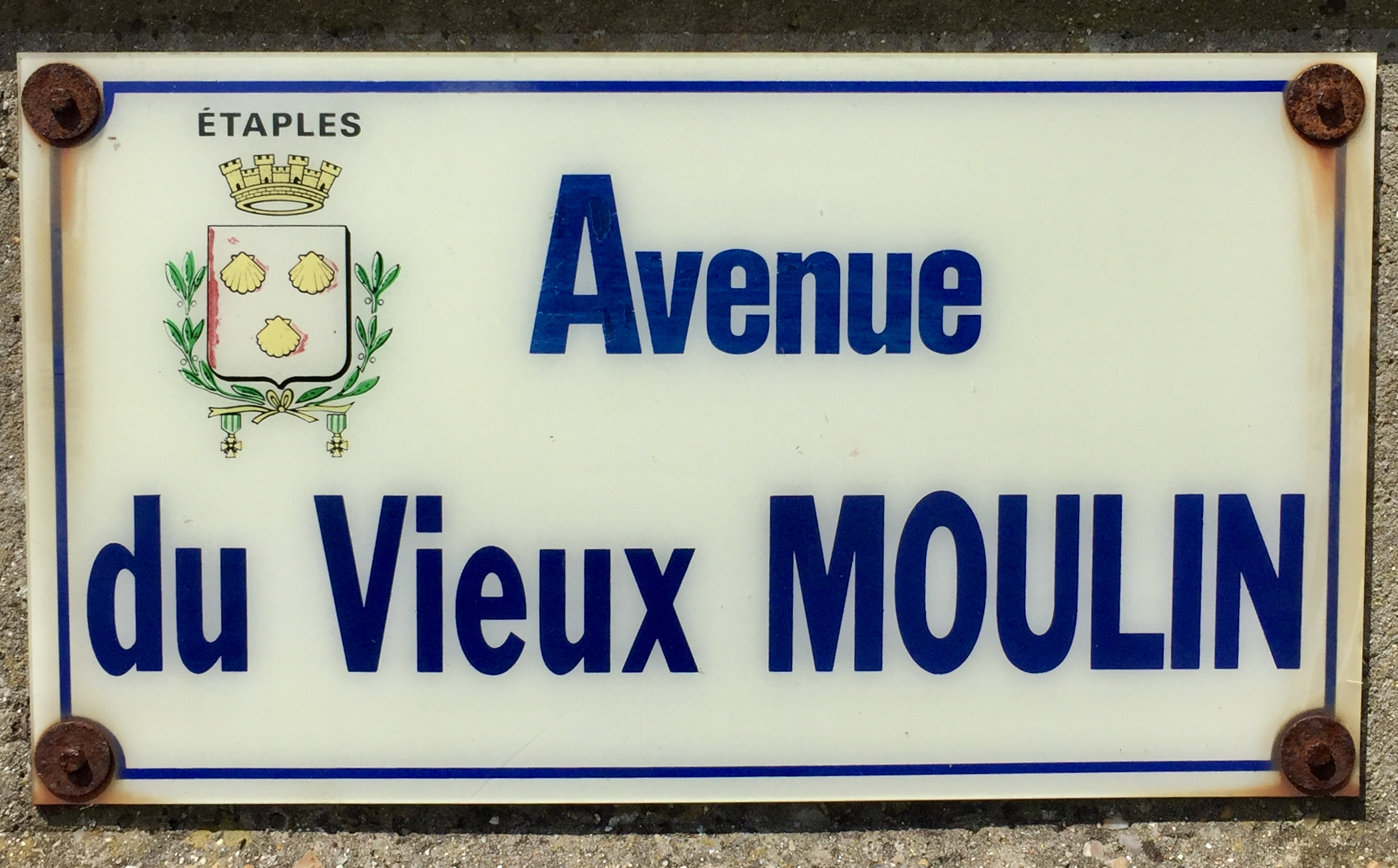

### Vignette (impasse de la)
Du nom d'une vaste maison à usage d'hôtellerie ayant pour enseigne La Vignette en référence aux vignes qui garnissaient les murs,.

### Violettes (allée des)

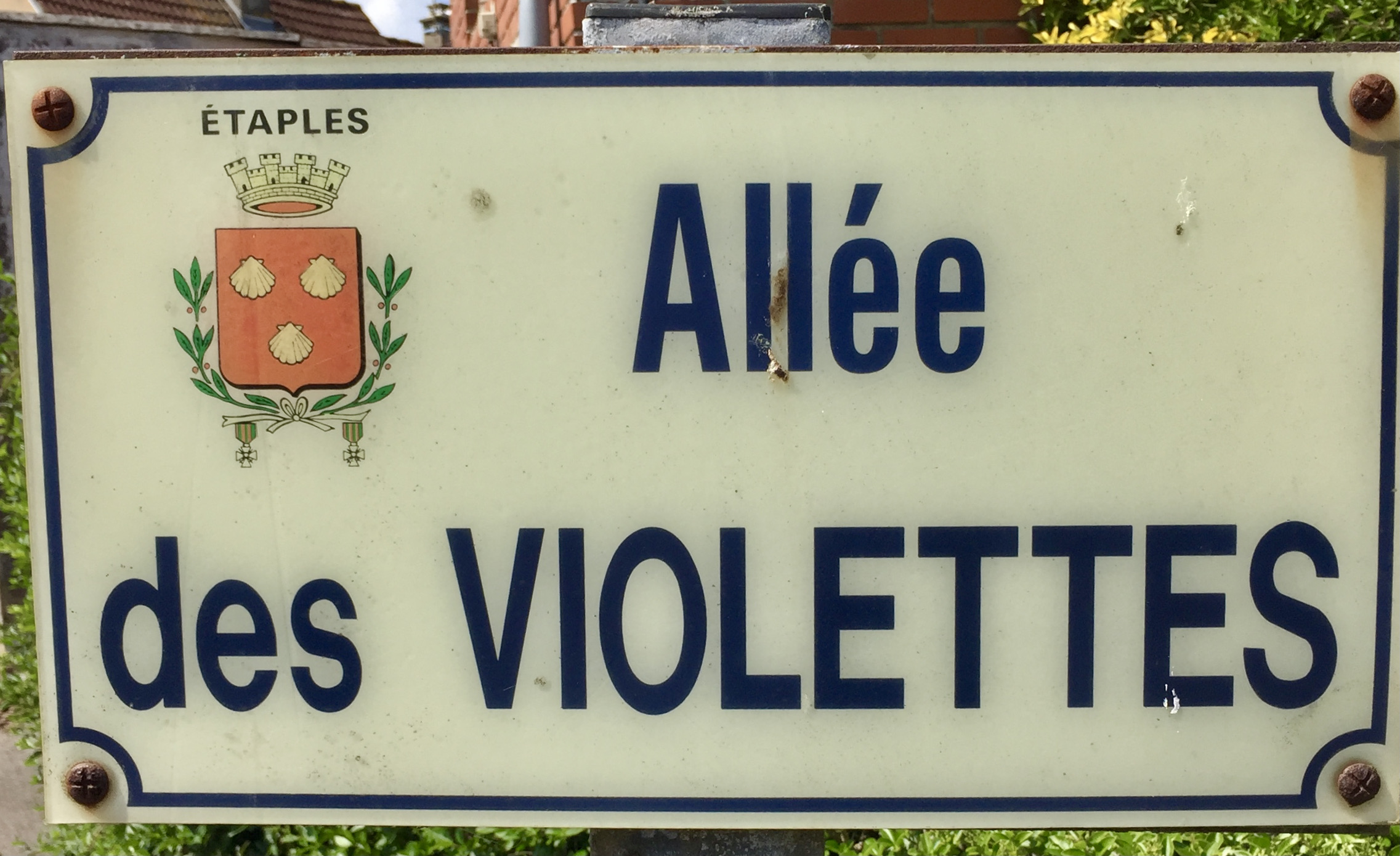

Du nom de la violette, petite plante aux fleurs violettes que l'on trouve dans notre région.

### Violiers (rue des)

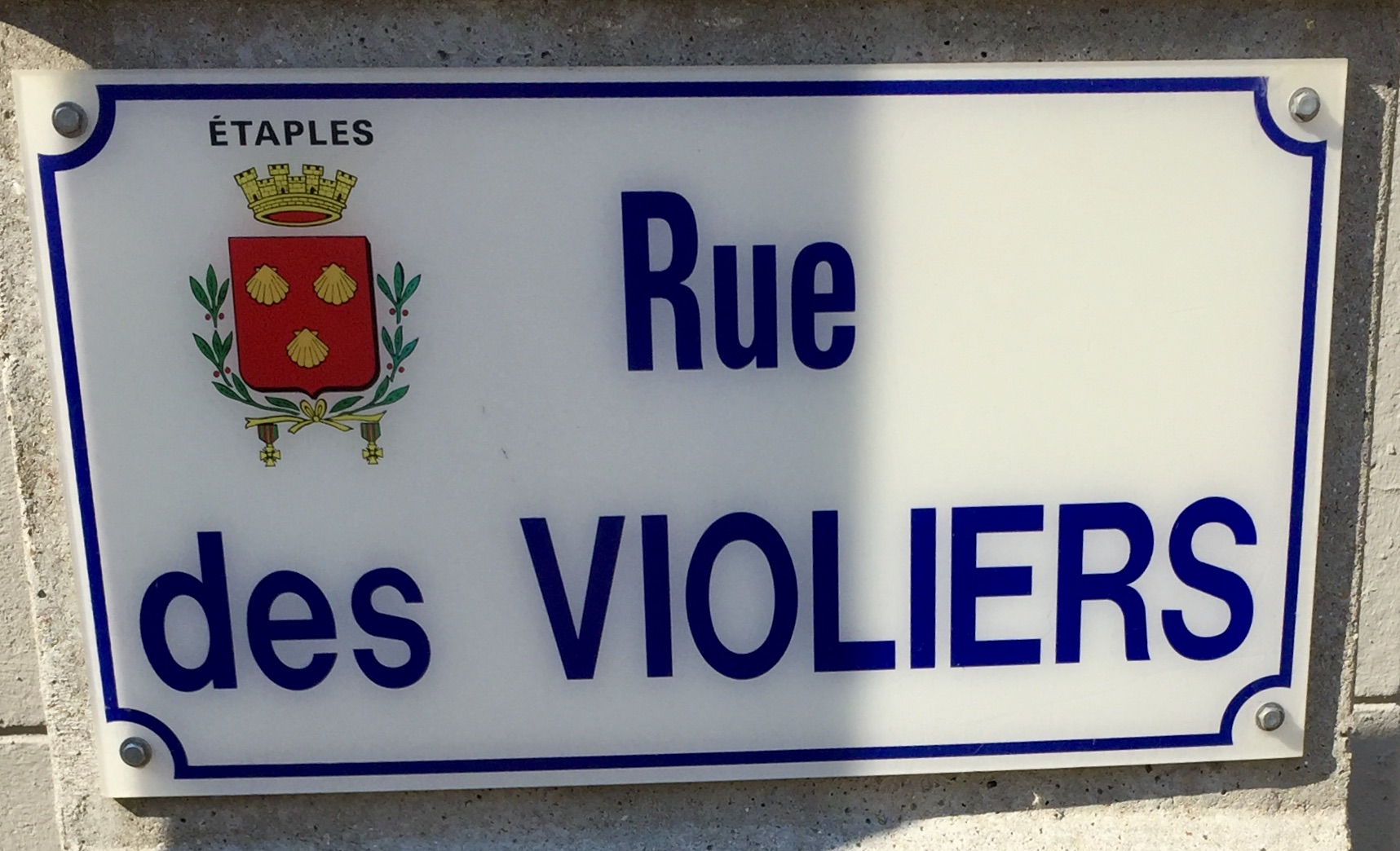

M. Osmont, curé d'Étaples en 1694, rapporte que cette rue était habitée par des jardiniers qui cultivaient une grande variété de violettes, et qu'elle doit ce nom à ceux qui s'occupaient exclusivement de cette plante, et qu'on désignait sous le nom de Violiers.

## W

### William-Lee-Hankey (impasse)
William Lee Hankey, est un peintre britannique qui a fait partie de l'école des peintres d'Étaples. Il habitait, avec de nombreux autres peintres de toutes les nationalités, à l'hôtel Ioos-Guiot, sur la Grand-Place (aujourd'hui place du Général-de-Gaulle) d'Étaples. Il est l'époux de Édith Mary Garner.

## X
Sans objet.

## Y
Sans objet.

## Z
Sans objet.

## Liste des rues classées par thème
- Toponymes du Pas-de-Calais : Boulogne (route de), Bréxent (rue de), Camiers (rue du, place de), Courteville (route), Énocq (rue d’), Frencq (route de), Gabrielle (rue), Lefaux (chemin de), Montreuil (rue de), Rombly (avenue du), Rombly (allée du), Touquet (rue du)
- Les personnages illustres (marins, explorateurs, scientifiques, écrivains…) : Alain-Colas (rue), Alfred-de-Musset (rue), Alfred-de-Vigny (rue), Alexandre-Dumas (rue), Antoine-de-Saint-Exupery (rue), Apollinaire (allée), Charles-Baudelaire (allée), Charles-Péguy (allée), Docteur-Calmette (rue du), Docteur-Curie (rue du), Docteur-Roux (rue du), Éric-Tabarly (rue), François-Mitterrand (avenue), Impératrice (boulevard de l’), Jean-Mermoz (rue), Jeanne-d’Arc (place), Laennec (place), Lamartine (allée), Lefèvre-d’Étaples (boulevard), Louis-Blériot (rue), Pasteur (avenue), Paul-Éluard (rue), Paul-Valery (allée), Ronsard (allée), Suffren (rue), Verlaine (allée), Victor-Hugo (allée)
- La colonie artistique d'Étaples : Edith-Mary-Garner (rue), Édouard-Lévêque (rue), Eugène-Boudin (rue), Eugène-Chigot (rue), Henri-Le-Sidaner (rue), Isobel Rae (rue), William-Lee-Hankey (impasse)
- Les musiciens, poètes ou chanteurs : Bizet (allée), Debussy (allée), Mouloudji (allée), Ravel (allée)
- Les militaires : Capitaine-Antoine-Duriez (impasse), Capitaine-Hache (rue), Capitaine-Louis-de-Vernicourt (rue), Colonel-Bouthemy-120-RIL (rue), Colonel-Colbert (rue du), Colonel-Lebrun (rue du), Général-Loison (rue du), Général Malher (rue du), Général-Marchand (rue du), Général-Marsillière (rue), Général-Obert (rue du), Général-Partouneaux (rue du), Général-Roguet (rue du), Général-Rouyer (rue du), Général-Tilly (rue du), Général-Villate (rue du), Maréchal-Ney (avenue du), Maurice-Dupin (place)
- Souvenirs des deux guerres : Américains (rue des), Gabriel-Péri (rue), Général-Dupont (rue du), Général-de-Gaulle (place du), Général-Leclerc-de-Hautecloque (place du), Georges-Guynemer (rue), Libération (place de la), Roland-Garros (rue), Verdun (rue de)
- Personnalités et lieux d'Étaples : Abbé-Brico (rue), Abbé-Haudiquet (rue), Achille-Caron (allée), Adolphe-Bigot (rue), Albert-Heraud (rue), Bac (rue du), Baheux (chemin) hameau de Fromessent, Bayard (rue), Berceaux (rue des), Bergeries (rue des), Bicêtre (rue), Bigot-Descelers (boulevard), Billiet (boulevard), Blanc-Pavé (avenue du), Bois (rue du), Bois-Hanin (rue du, ruelle du), Capitaine-JB-Bossus-Artillerie (rue), Carrières (rue des), Chantier (ruelle du), Chaudron (rue du), Château-d’Eau (rue du), Cheminots (rue des), Chœur (rue du), Cimetière (rue du), Cité-Bel-Air (impasse de la), Clémence (rue, ruelle), Codron-Carlu (rue), Cronquelets (rue des, place des), Croix (chemin de la) hameau de Fromessent, Désiré-Deboffe (rue), Dezoteux (rue), Docteur-Dacquet (rue du), Donjon (rue du), Dunes (rue des), Écoles (rue des), Église (rue de l’), Émile Nempont (rue), Fayel (rue du, sentier du), Four-à-Chaux (rue du), Fromessent (route de), Gare (place de la), Garennes (rue des), Garennière (rue de la), Grand-Pierre (rue), Gressier-de-Lagrave (rue), Guet (rue du), Gustave-Souquet (rue), Gustave-Vassal (rue), Hérambault (rue d’), Hilbert (route d', place d’), Hôpital (rue de l’), Hortense (rue), Huguet (rue), Joséphine (rue), Jules-Bigot (rue), Jules-Moleux (rue), Léon-Billiet (rue), Louis-Caloin (rue), Macquinghem (impasse), Manutention (rue), Marcel-Rosey (rue), Marguerite (rue), Marie-Antoinette (rue), Maurice-Raphaël (rue), Mer (rue de la), Michel-Nempont (rue), Molières (rue des) et rue des Molières-Prolongée, Mont-Levin (avenue du, ruelle du), Notre-Dame (rue), O. Billiet (rue), Pont-des-3-Arches (rue du), Port (rue du), Port (ruelle du), Puits-d’Amour (rue du, place du, allée du), Remparts (rue des), Rivage (rue du), Robert-Wyart (rue), Roger-Dambron (rue), Roger-de-Rocquigny (avenue), Rosamel (rue de), Serpente (rue), Travailleurs-de-la-Mer (avenue des), Vieux-Moulin (avenue du, chemin du, impasse du), Vignette (impasse de la), Violiers (rue des)
- Les fleurs, les plantes et les arbres : Ajoncs (allée des), Anémones (allée des), Argousiers (allée), Armoise (allée de l’), Aubépines (allée des), Aulnes (allée des), Bleuets (allée des), Coquelicots (allée des), Églantines (allée des), Genêts (allée des), Iris (allée des), Jonquilles (allée des), Mûriers (allée des), Noisetiers (avenue des), Oyats (rue des, avenue des), Ormes (rue des), Pâquerettes (allée des), Pervenches (allée des), Peupliers (rue des), Pins (rue des), Platanes (rue des), Salicorne (allée de la), Sorbiers (allée des), Tamaris (allée du), Tilleuls (avenue des), Violettes (allée des)
- Les animaux : Abeilles (allée des), Albatros (rue), Alouettes (allée des), Biches (allée des), Cerfs (allée des), Chevreuils (allée des), Cigales (allée des), Coccinelles (allée des), Colverts (rue des), Cormorans (rue des), Courlis (rue de), Criquets (allée des), Cygnes (rue des), Demoiselles (allée des), Écureuils (allée des), Fauvettes (allée des), Goélands (rue des, impasse des), Grillons (allée des), Hénons (allée des), Hermines (allée des), Libellules (allée des), Lucioles (allée des), Mésanges (allée des), Mouettes (place des), Papillons (allée des), Pétrels (rue des), Pluviers (rue des), Sangliers (allée des), Sauterelles (allée des), Tourterelles (allée des), Vanneaux (rue des, impasse des)
- Autres : Archers (rue des), Boule-d’Or (ruelle), CD 940 (chemin départemental), Circulaire (avenue), Embruns (rue des), Éolienne (allée de l’), Moulin (rue du), Neuve (rue), Noroît (allée), Saint-Pierre (rue), Sans-Sens (rue), Suroît (rue), Valigot (boulevard)
- Explications non trouvées[Note 3] : Basile (impasse), Belles-Dames (allée des), Eustache-Lemoine (rue), Fontaine (place), Frédéric-Sauvage (rue), Jean-Baptiste-Bonvoisin (rue), Motte (chemin de la), Pauvres (chemin des), Pierre-Trouée (rue de la), Prés (chemin des), Rouet (rue du), Routier (impasse), Sablins (rue des), Saint-Louis (rue), Sophie (rue), Tour (rue de la), Trois-Cornets (chemin des), Vallon (allée du), Verte (rue)

## Anomalies
Cette section liste les voies présentes sur le fichier FANTOIR (2020) mais ne figurant pas sur la liste des rues du site de l'office du tourisme et/ou sur les services de cartographie en ligne : Américains (rue des), Bagarre (rue), Baheux (chemin) hameau de Fromessent, Bergeries (rue des), Bréxent (rue de), Capitaine-Antoine-Duriez (impasse), Capitaine-Hache (rue), Capitaine-JB-Bossus-Artillerie (rue), Capitaine-Louis-de-Vernicourt (rue), Cimetière (rue du), Circulaire (avenue), Colonel-Bouthemy-120-RIL (rue), Courteville (route de), Croix (chemin de la), hameau de Fromessent, Dunes (rue des), Énocq (rue d’), Fontaine (place), Genêts (allée des), Libération (place de la), Montpas (chemin de), Tombe (chemin de la), Vaches (chemin aux).

### Ouvrages
- Sophie Joule, Les rues d'Étaples 1860-1960 : reflet et expression d'une société - Maîtrise d'histoire contemporaine sous la direction de Bruno Béthouart (d) Université du Littoral-Côte-d'Opale, 1998, 173 p.

1. ↑  p. 75.
2. 1 2 3 4 5 6 7 8 9 10 11 12  p. 96.
3. 1 2 3 4 5 6 7  p. 98.
4. 1 2 3  p. 81.
5. 1 2 3 4 5 6 7 8  p. 97.
6. 1 2  p. 85.
7. 1 2 3  p. 76.
8. 1 2 3  p. 78.
9. 1 2  p. 80.
10. 1 2  p. 88.
11. 1 2 3 4  p. 84.
12. ↑  p. 90.
13. 1 2  p. 87.
14. 1 2  p. 83.
15. ↑  p. 91.
16. 1 2 3  p. 77.
17. ↑  p. 86.
18. 1 2  p. 82.